# Historia Paryża
Historia Paryża, stolicy Francji, sięga czasów starożytnych. Dzieje pisane miasta rozpoczynają się w I wieku przed naszą erą, a jego początki związane są z celtyckim plemieniem Paryzjów i walką przeciwko ekspansji Rzymian. W epoce rzymskiej Paryż był średniej wielkości miastem, które pod koniec epoki starożytności musiało zmierzyć się z zagrożeniem ze strony Hunów i plemion germańskich.
Po podboju Galii przez Franków Paryż stał się ich stolicą. Karol Wielki przeniósł wprawdzie stolicę do Akwizgranu, a władzę w mieście przekazał hrabiom, jednak już w X wieku ostatni hrabia Paryża, Hugo Kapet, koronował się na króla Francji, dając początek współczesnemu państwu francuskiemu.
Od X do początku XIX wieku rządzące Francją dynastie Kapetyngów, Walezjuszów i Burbonów dbały o rozwój miasta, sprawiając, że stało się ono jednym z politycznych i kulturalnych centrów świata. Rozwojowi temu nie przeszkodziło też przeniesienie w XVII w. dworu królewskiego przez Ludwika XIV do Wersalu, gdzie francuscy królowie rezydowali do rewolucji francuskiej. Właściwym centrum kraju pozostawał Paryż.
Już od czasów średniowiecznych Paryż był też jednak sceną wielu konfliktów o podłożu politycznym i społecznym, których kulminacją była rewolucja francuska. Konflikty te ciągnęły się też w XIX w., a najkrwawszym wybuchem niezadowolenia społecznego w owym wieku okazała się Komuna Paryska w 1871 r. Konflikty te wynikały również ze zmian cywilizacyjnych, jakie przechodziło miasto – rewolucji przemysłowej, rozwoju nowoczesnej gospodarki finansowej i handlu. Zmiany te z jednej strony powodowały napięcia społeczne, z drugiej strony doprowadziły do gwałtownego rozwoju miasta, przebudowy jego infrastruktury i budowy nowych obiektów, na przykład wieży Eiffla.
Znaczenie Paryża w historii Francji, Europy i świata wykracza poza sferę polityczną i ekonomiczną. Już od czasów średniowiecznych Paryż był wiodącym ośrodkiem w kulturze i sztuce, stąd wychodziły nowe prądy umysłowe i artystyczne, zwłaszcza w okresie klasycyzmu, oświecenia, romantyzmu; w bliższych nam czasach, pod koniec XIX i na początku XX wieku, z Paryżem są nieodłącznie związane takie kierunki w sztuce jak impresjonizm i surrealizm.
W XX w. Paryż zachował swoje znaczenie jako jeden z głównych ośrodków w Europie. Miasto, chociaż w zasadzie nie zmieniło swoich granic administracyjnych od 1860 r., cały czas przyciąga nowych mieszkańców, w tym imigrantów, którzy osiedlają się w jego aglomeracji. Współczesna historia miasta obejmuje też wydarzenia w jego aglomeracji i problemy społeczne, z jakimi władze borykają się na początku XXI w.

Wielki herb Paryża udekorowany Legią Honorową (1900), Krzyżem Wojennym (1919) i Krzyżem Wyzwolenia (1945)

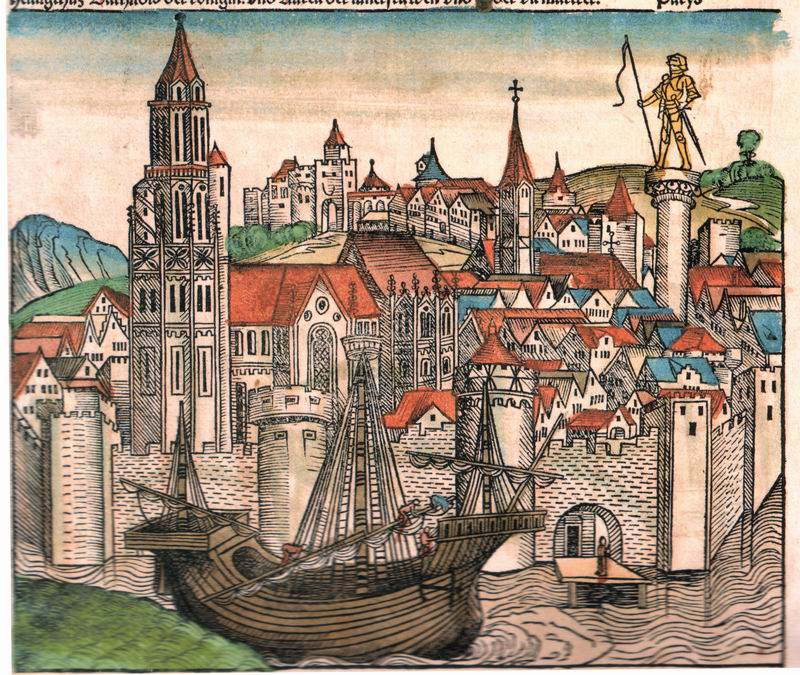
Widok Paryża w 1493 r. (Kronika świata Hartmanna Schedela)

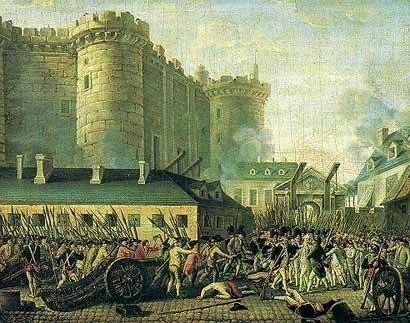
Szturm Bastylii 14 lipca 1789 r.

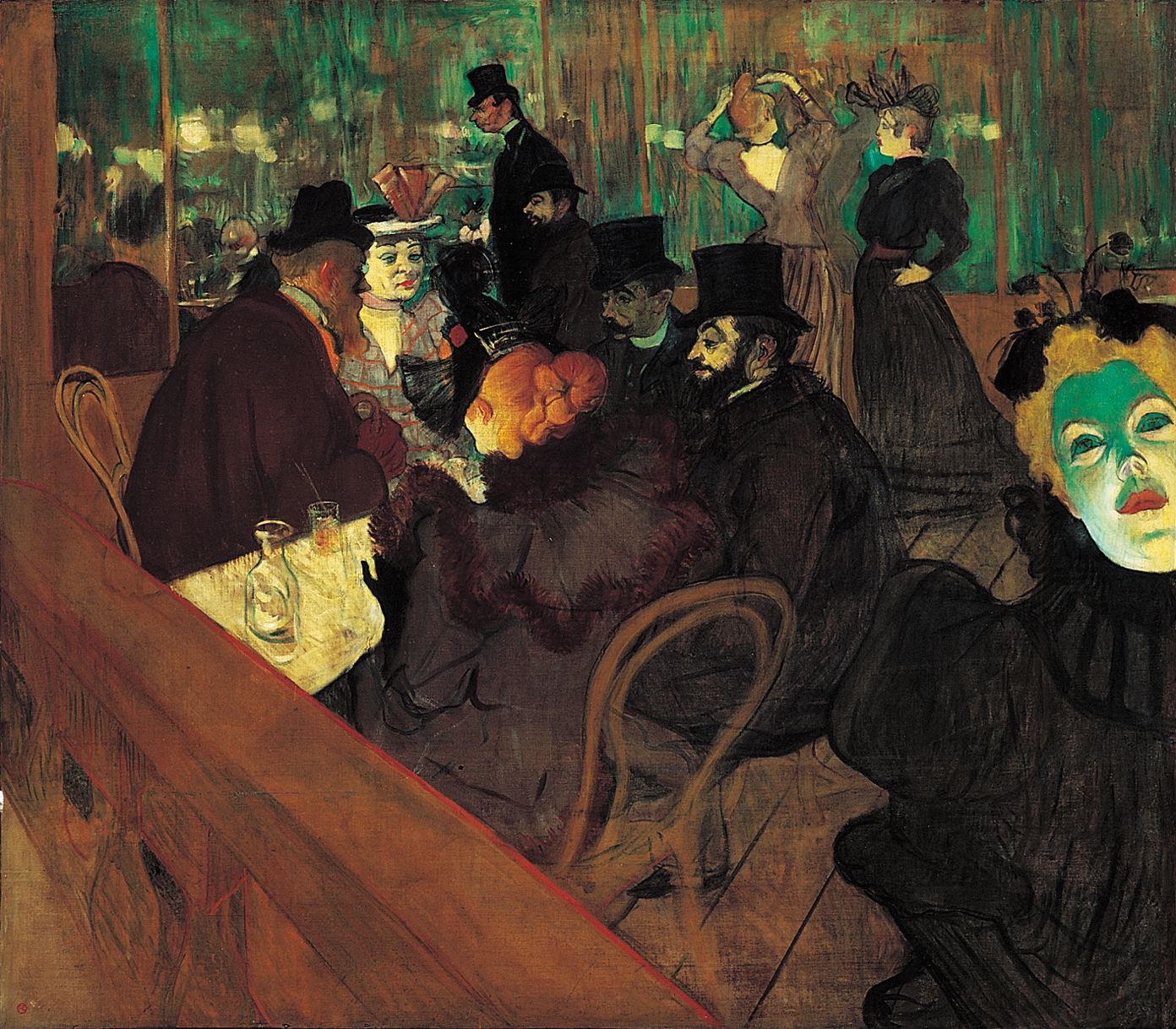
W Moulin Rouge (1892). Mal. Henri de Toulouse-Lautrec

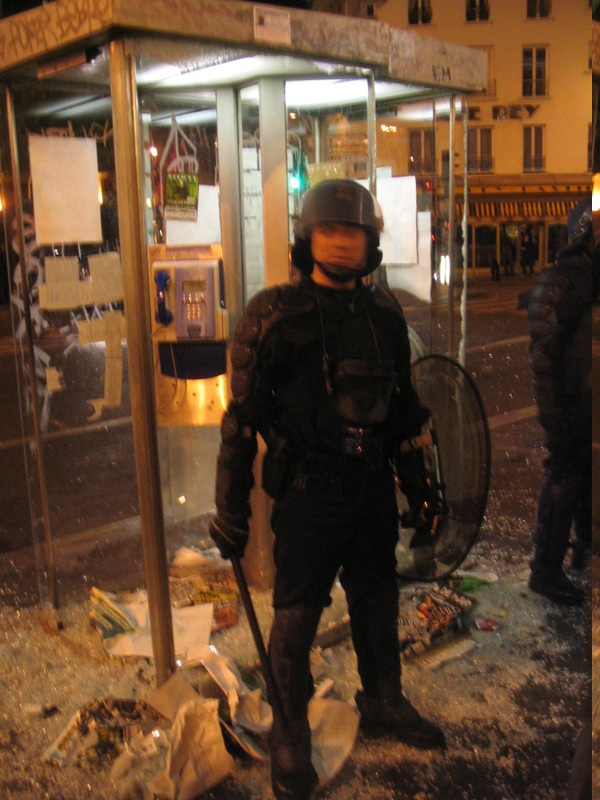
Policjant przy zdemolowanej budce telefonicznej w Paryżu podczas zamieszek przeciwko wyborowi Nicolasa Sarkozy’ego na prezydenta (8 maja 2007)

## Starożytność

### Początki miasta. Pochodzenie nazwy

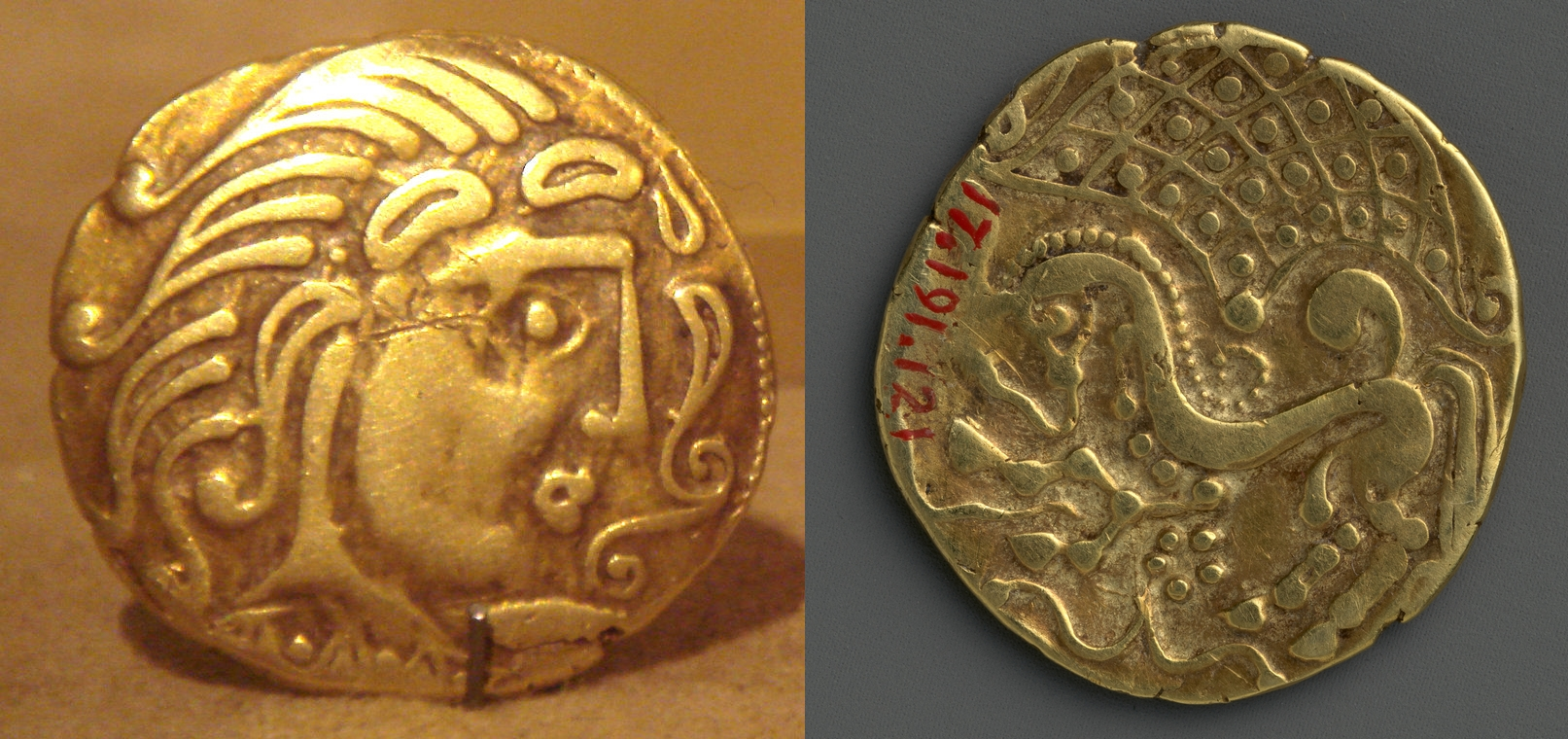
Złote monety Paryzjów

Badania archeologiczne wskazują, że obszar współczesnego Paryża był zamieszkany już w czasach prehistorycznych, na przełomie czwartego i trzeciego tysiąclecia przed naszą erą. Znaleziska z tego okresu (m.in. dłubanki) znaleziono w dzielnicy Bercy, na prawym brzegu Sekwany; przynależą one do tzw. kultury szasejskiej (od miejscowości Chassey-le-Camp w Burgundii). W bliższych nam czasach, ok. 250 r. p.n.e., na terenie Paryża osiedliło się celtyckie plemię Paryzjów (łac. Parisii). Przyjmuje się, że ich osada leżała na Île de la Cité – w historycznym jądrze Paryża – na której obecnie znajdują się Palais de Justice oraz katedra Notre-Dame de Paris, chociaż niektórzy badacze kwestionują tę hipotezę i wskazują na okolice Nanterre jako największą osadę przedrzymską.
Nazwa Paryża pochodzi od nazwy plemienia Paryzjów, którego nazwa z kolei wywodzi się prawdopodobnie od celtyckiego słowa oznaczającego łódź. Być może świadczy to o zamiłowaniu do handlu i podróżowania pierwszych mieszkańców Paryża. Według innych badaczy nazwa plemienia Parisii pochodzi od galijskiego słowa parisio oznaczającego „pracujących ludzi” lub „rzemieślników”. Kiedy miasto stało się osadą rzymską, zostało przemianowane na Lutetia Parisiorum (w późniejszym zgalicyzowanym brzmieniu Lutèce), a w 360 r. cesarz Julian Apostata zmienił jego nazwę na Paryż (według innych badaczy uczynił to dopiero Chlodwig w V w.).
Według legendy natomiast nazwa miasta pochodzi od Parysa, syna Priama, króla Troi, który miał być założycielem Paryża.
Miasto ma wiele przydomków, z których najbardziej znany to La Ville-Lumière („miasto światła”), nawiązujący do znaczenia Paryża jako ośrodka nauki, ale też jego blasku jako kulturalnej i towarzyskiej stolicy Europy.

### Epoka rzymska

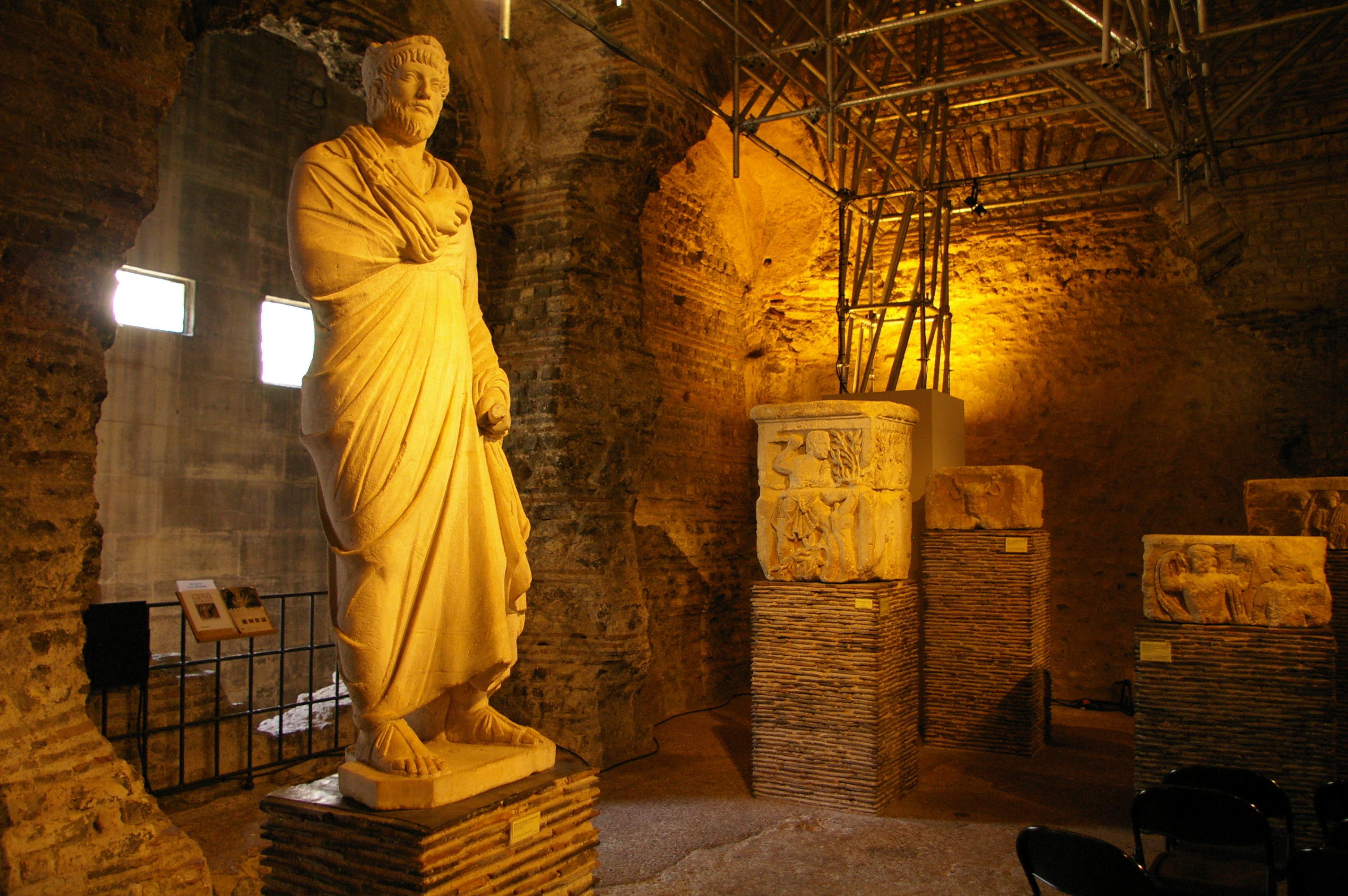
Termy rzymskie pod Dzielnicą Łacińską

Pierwsza pisemna wzmianka o Paryżu pochodzi z VI księgi dzieła O wojnie galijskiej (Commentarii de bello gallico) Juliusza Cezara, w którym Cezar w 53 r. p.n.e. opisał swoją kampanię podczas powstania Galów pod wodzą Wercyngetoryksa przeciwko rzymskiej ekspansji w Galii. Miasto, którego obroną dowodził celtycki dowódca Camulogenus, przyłączyło się do rebelii; w 52 r. p.n.e. zostało jednak zdobyte przez Rzymian, którzy zbudowali na jego miejscu nową osadę. Miejscem nowego rzymskiego miasta Lutetia Parisiorum (Lutetia oznacza tu „podmokłe miejsce”) było obecne Île de la Cité i Montagne Sainte-Geneviève na lewym brzegu Sekwany (gdzie obecnie wznosi się Panteon). Pod panowaniem Rzymian Paryż został zromanizowany i znacznie się rozrósł, chociaż nie był stolicą prowincji Gallia Lugdunensis, w której był położony – rolę tę pełnił Lyon, a od 375 r. Sens. Mimo to nowe władze dbały o jego rozwój, zbudowano termy, świątynię, teatry i inne budowle. Pozostałości term znajdują się w Musée de Cluny.

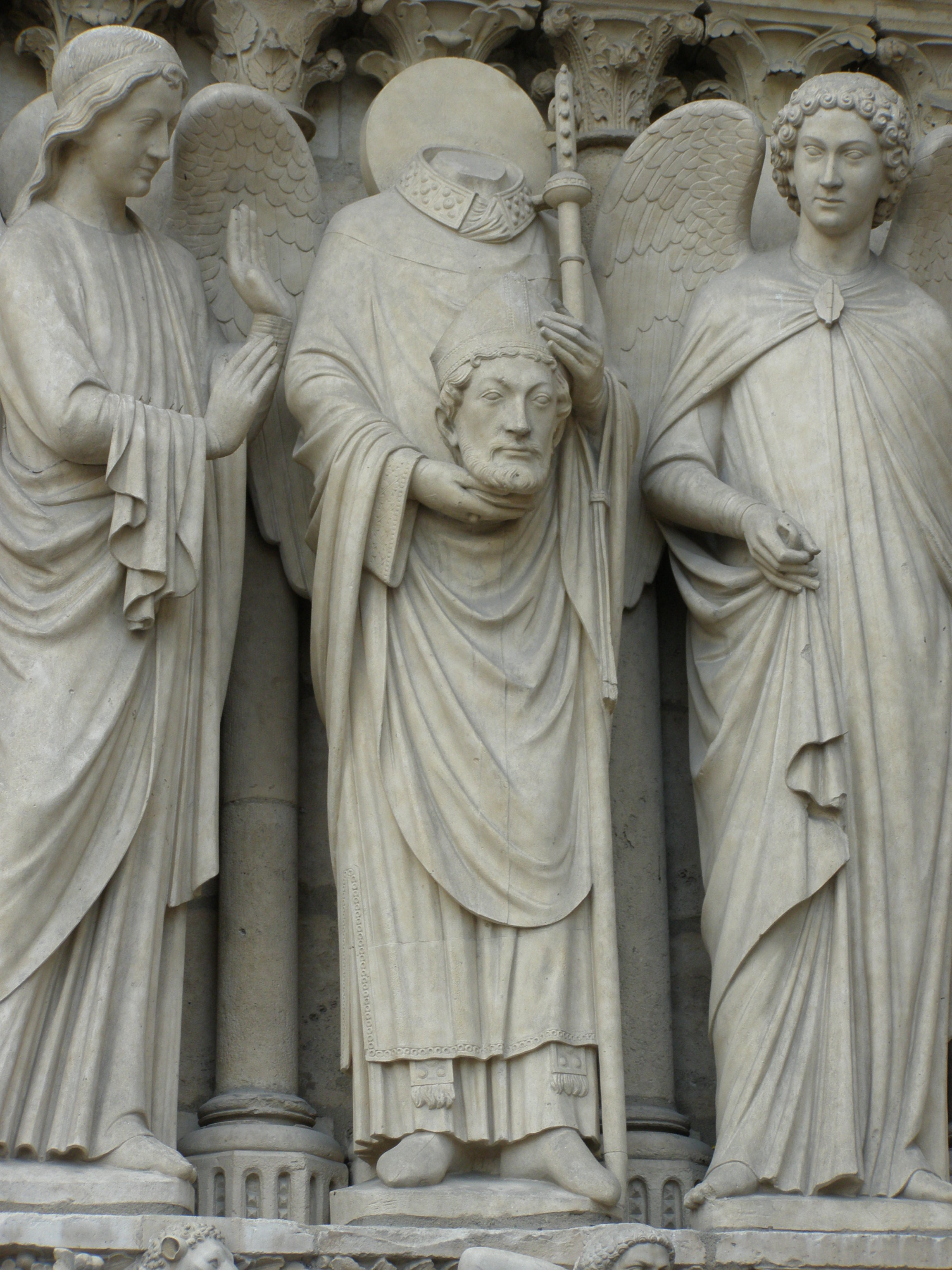
Figura św. Dionizego w portalu katedry Notre-Dame w Paryżu

Na III wiek przypada początek chrystianizacji Paryża. Z procesem tym jest związana postać św. Dionizego, pierwszego biskupa Paryża, który podczas prześladowań chrześcijan został ścięty na wzgórzu Montmartre (z łaciny Mons Martyrium – kopiec męczennika) ok. 250 r. Według legendy po egzekucji poniósł on swoją odciętą głowę 6000 kroków do miejsca, gdzie został pochowany i gdzie obecnie mieści się bazylika w Saint-Denis. Prześladowania te nie powstrzymały rozwoju chrześcijaństwa, które w Cesarstwie rzymskim było oficjalnie tolerowane od 313 roku. Od 358 w Paryżu rezydował cezar zachodniej części Imperium Rzymskiego Julian, znany później jako Julian Apostata, który ponownie prześladował chrześcijan. W jednym ze swoich dzieł Julian tak wspominał swój pobyt w Paryżu:

Przebywałem wtedy w kwaterze zimowej w mojej ukochanej Lutecji – tak Celtowie nazywają główną siedzibę Paryzjów. Cytadela znajduje się na małej wyspie pośrodku rzeki, jest otoczona dokoła murami, z obu brzegów wiodą do niej drewniane mosty.

W 360 r. żołnierze w Paryżu obwołali Juliana augustem, niedługo potem zginął on jednak w bitwie nad Tygrysem w 363 r. podczas wojny z Persami.
W latach 365–366 Paryż był również siedzibą innego cesarza Walentyniana I, który stąd rozpoczynał swoje wyprawy przeciwko Germanom, penetrującym wówczas terytorium Galii.

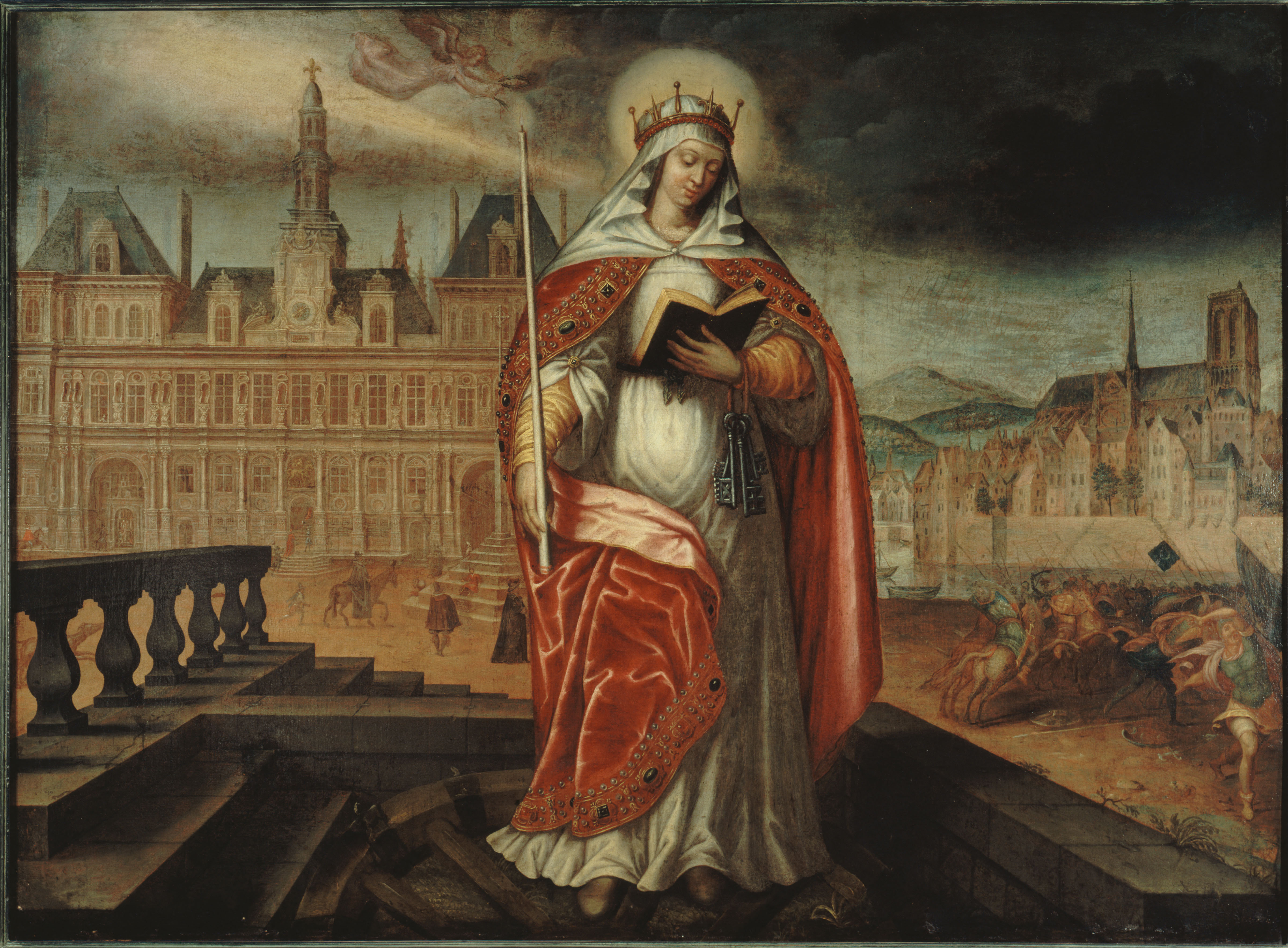
Św. Genowefa

Od III w. Paryż był celem najazdów wielu plemion barbarzyńskich, co spowodowało wzniesienie murów obronnych. W V w. panowanie Rzymian w Galii ostatecznie załamało się, m.in. na skutek ataków Hunów pod wodzą Attyli. Jedną z ostatnich prób obrony imperium była wygrana przez Rzymian bitwa na Polach Katalaunijskch z Hunami w 451 r. Z najazdem tym jest związana postać drugiej patronki Paryża – św. Genowefy. Kiedy nadciągali najeźdźcy, przerażeni paryżanie chcieli uciec, Genowefa zapowiedziała im jednak, że jeśli pozostaną i będą się modlić, miasto ocaleje. Tak się rzeczywiście stało, Hunowie skierowali się w inną stronę.

## Średniowiecze

### Wczesne średniowiecze

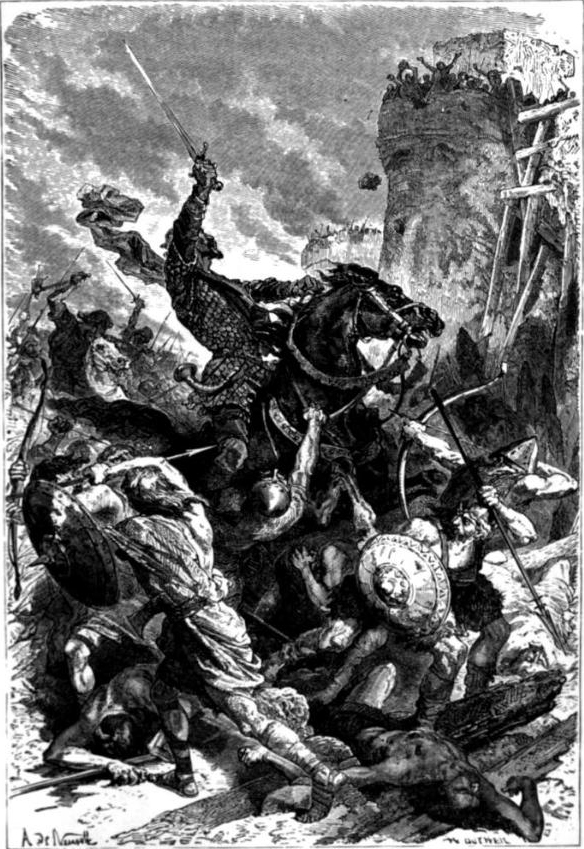
Hrabia Odo walczący u murów Paryża z normańskimi najeźdźcami

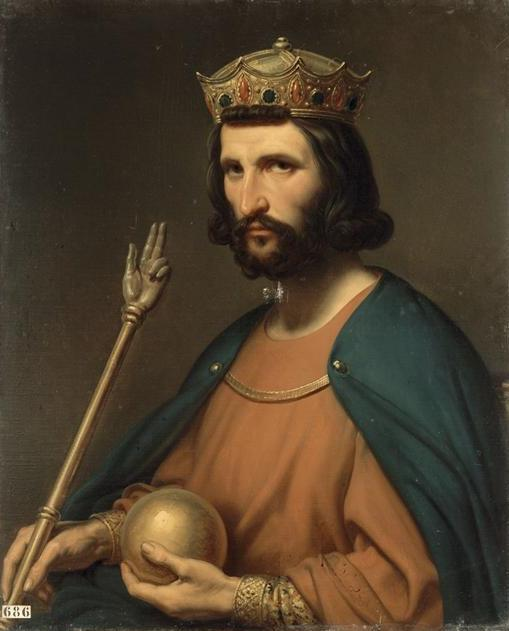
Hugo Kapet

Najazd Hunów na Europę był jedną z przyczyn wielkiej wędrówki ludów i najazdu plemion germańskich na Cesarstwo rzymskie. Jednym z tych plemion byli Frankowie, których król Childeryk I dokonał podboju Galii i Paryża, zdobywając go w 464 r. i zapoczątkowując panowanie dynastii Merowingów. Jego syn Chlodwig w 506 r. uczynił miasto stolicą swojego państwa i przywrócił chrześcijaństwo. Nakazał zbudować bazylikę św. Piotra i Pawła, w której po śmierci w 511 r. został pochowany razem ze św. Genowefą. W XII w. na miejscu bazyliki zbudowano kościół opactwa św. Genowefy, obecnie stoi tu Panteon. Wkrótce Galia została podzielona i przez następne 250 lat Paryż i inne ziemie kraju były terenem wyniszczających walk królów z dynastii Merowingów. Merowingowie panowali w Galii do 751 r., następnie po usunięciu dynastii rządy w Galii objęli Karolingowie. Karol Wielki w 794 r. przeniósł jednak stolicę z Paryża do Akwizgranu, zarząd nad miastem oddając swoim wasalom – hrabiom Paryża. Spowodowało to upadek miasta, do którego przyczyniły się też najazdy wikingów. Wikingowie wielokrotnie (w latach 845, 858, 861 i 869) najeżdżali miasto, pustosząc je i paląc. Przełom nastąpił podczas kolejnego najazdu w 885 r., kiedy to paryżanie poprosili o pomoc Roberta Mocnego, hrabiego Andegawenii, i jego syna hrabiego Odo, który kierował obroną. Dzięki wzniesionym fortyfikacjom obrońcy wytrzymali 10-miesięczne oblężenie, a po jego zakończeniu Odo w 888 r. został królem zachodniofrankońskim i współwładcą imperium. Przyczyniło się to do rozpadu monarchii karolińskiej, której kres przypieczętował wreszcie Hugo Kapet, potomek Odo, ostatni hrabia Paryża. W 987 r. koronował się on na króla Francji, dając początek nowej dynastii Kapetyngów, którzy wraz liniami bocznymi Walezjuszów i Burbonów panowali we Francji aż do XIX w.

### Rozkwit średniowiecza

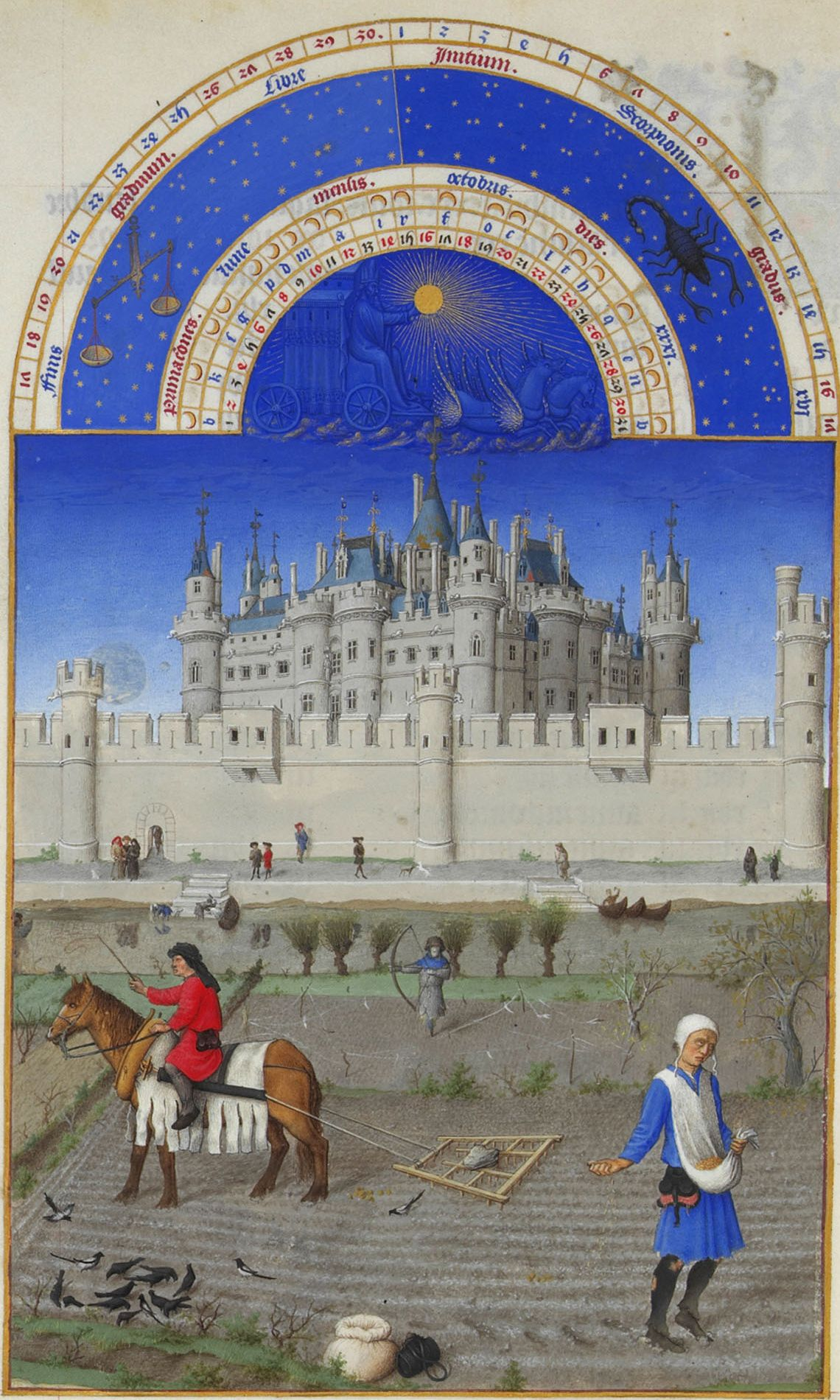
Twierdza Luwr. Strona z iluminowanego rękopisu godzinek z początku XV. w. Bardzo bogate godzinki księcia de Berry (miesiąc październik)

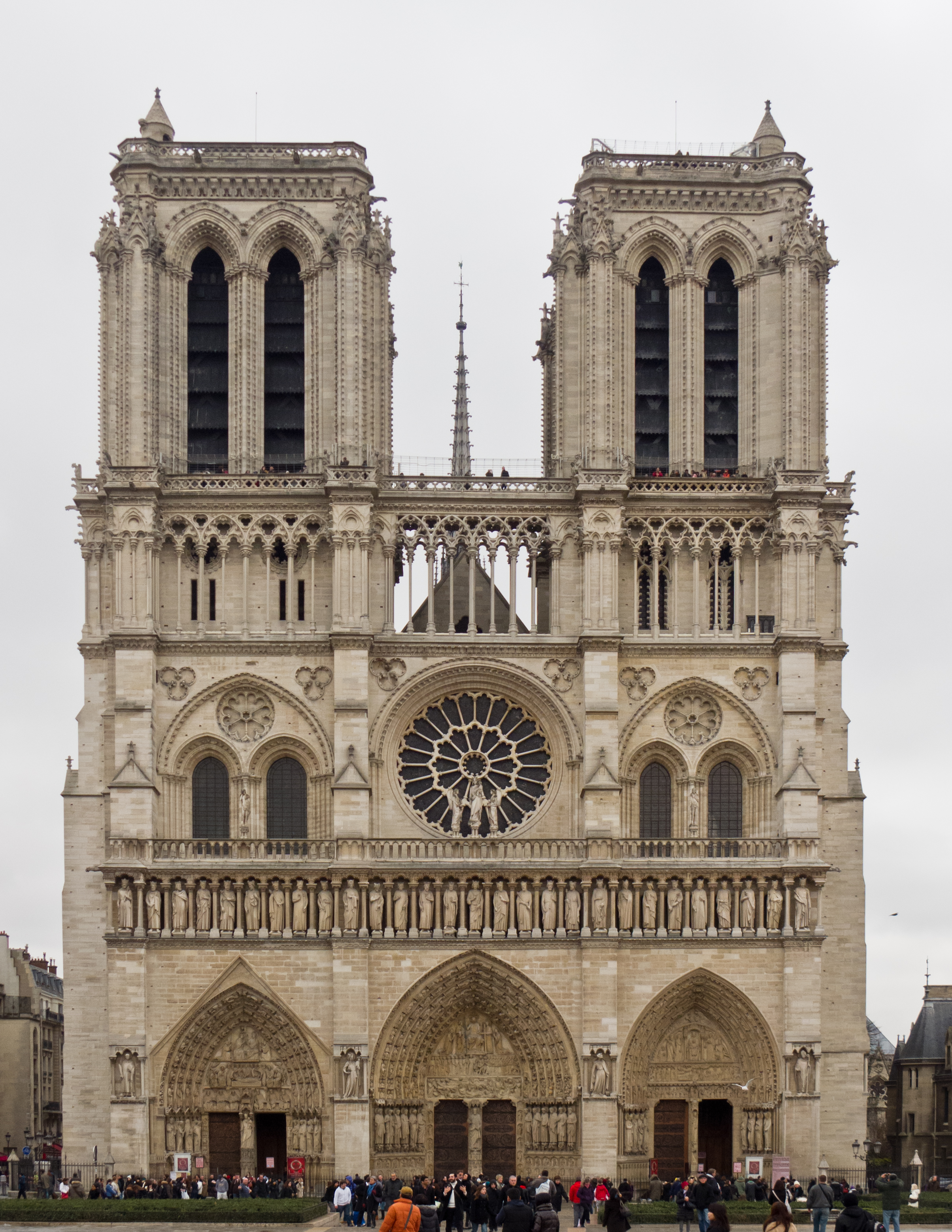
Katedra Notre Dame

Paryż, będąc stolicą korony francuskiej, w miarę jak królowie Francji poszerzali obszar swojego realnego panowania (na początku władcy kontrolowali praktycznie tylko region Île-de-France), coraz bardziej zyskiwał na znaczeniu. Wznoszono nowe budowle, które zachowały się do dzisiaj, jak Katedrę Notre Dame, której budowę rozpoczęto w 1163 r., twierdzę Luwr i mury obronne wokół miasta w latach 1180–1223, czy Hale targowe, które przetrwały do 1971 r. Utworzono też związek kupców, tak zwany Hanse Parisienne, który szybko zaczął odgrywać znaczącą rolę w życiu miasta.
Paryż stał się też żywym ośrodkiem życia intelektualnego. Od początku XII w. ściągały tu gromady zakonników, poetów, uczonych, między innymi Wilhelm z Champeaux, Pierre Abélard czy Piotr Lombard. Scholarzy stopniowo zaczęli wspólne nauczanie, tworząc podstawy pod Uniwersytet Paryski – jeden z pierwszych średniowiecznych uniwersytetów. Uniwersytet ten nazywany był później zwyczajowo Sorboną, od jednego z kolegiów, ufundowanego przez Roberta de Sorbon w 1257 r.
Wnuk Filipa, znany z pobożności Ludwik IX, później ogłoszony świętym, zasłużył się natomiast dla życia religijnego miasta, kontynuując budowę katedry Notre Dame i wnosząc Bazylikę Saint-Denis, w której później pochowano większość królów Francji. Ludwik IX zakupił też od Republiki Weneckiej relikwię korony cierniowej Jezusa, którą umieścił w kaplicy Sainte-Chapelle na Île de la Cité, tuż obok katedry Notre Dame. Kaplicę tę, która została specjalnie wybudowana dla przechowywania relikwii, poświęcono 26 kwietnia 1248 r.

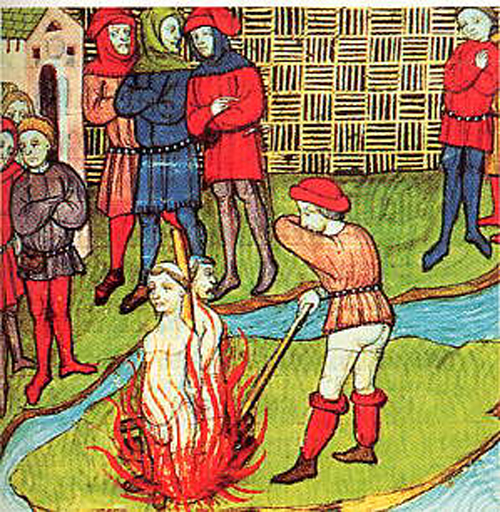
Spalenie templariuszy na stosie na Île aux Juifs

W ten sposób zaczął kształtować się odrębny charakter poszczególnych dzielnic Paryża. Lewy brzeg Sekwany był ośrodkiem naukowym, prawy brzeg centrum handlowym i finansowym, natomiast Île de la Cité z katedrą Notre Dame utrzymywała swoje znaczenie jako centrum religijne i polityczne.
Po upadku Królestwa Jerozolimskiego w 1291 r. w Paryżu osiedlili się też templariusze. Ich siedziba znajdowała się najpierw nad Sekwaną, później w Temple. W 1307 r. król Filip IV Piękny, który miał długi u zakonu, oskarżył templariuszy o herezję i sodomię (rozumianą jako stosunki homoseksualne); 13 października 1307 r. aresztowano wszystkich komturów zakonu i wielu braci i zamknięto Temple. Po wymuszonym pod naciskiem króla rozwiązaniu zakonu przez papieża Klemensa V w 1312 r. wielki mistrz templariuszy Jacques de Molay i komtur Normandii Geoffroy de Charnay zostali spaleni na stosie w Paryżu w 1314 r.

### Wojna stuletnia

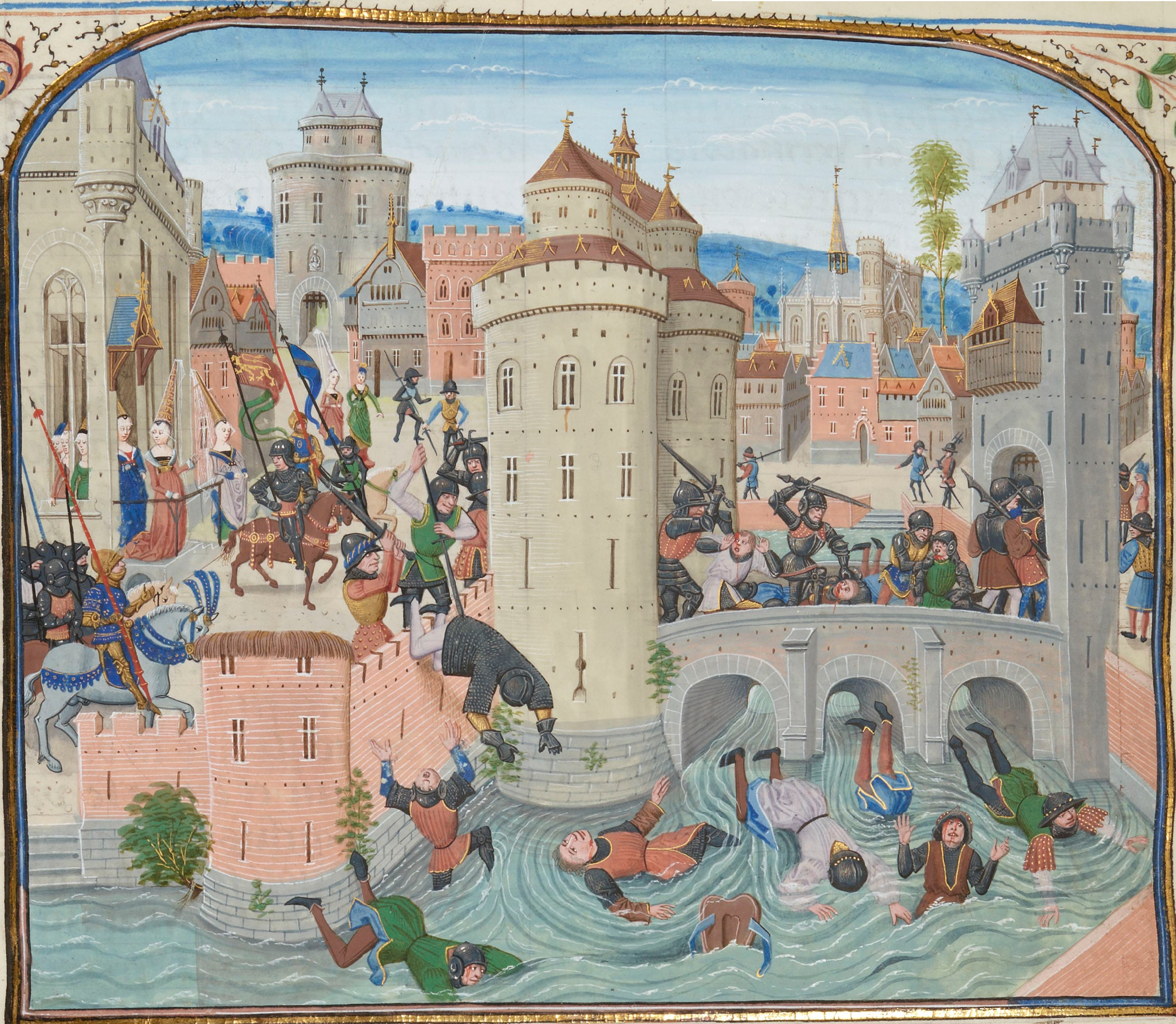
Stłumienie żakerii w 1358 r.

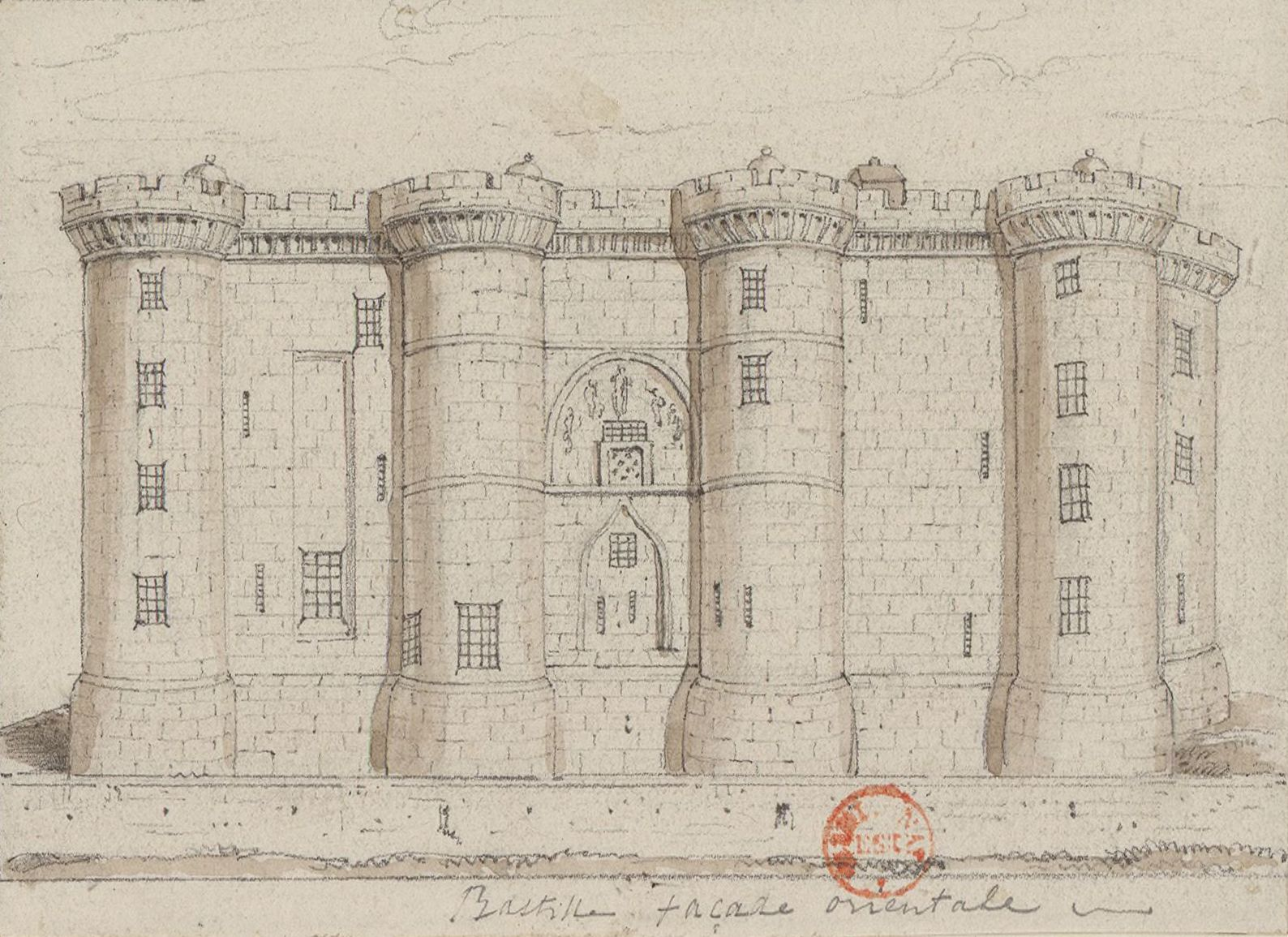
Bastylia, wzniesiona w czasie wojny stuletniej

Kiedy w 1328 r. wymarła dynastia Kapetyngów, na tron wstąpił Filip VI z dynastii Walezjuszów; pretensje do tronu francuskiego zgłosił też jednak król Anglii Edward III, co w 1337 r. doprowadziło do wojny stuletniej pomiędzy Anglią i Francją. Na domiar złego, kraj (jak i całą Europę) spustoszyła przywleczona w 1347 r. ze wschodu epidemia dżumy – czarna śmierć, na skutek której w latach 1348–1350 zmarła jedna czwarta mieszkańców stolicy. Trudna sytuacja polityczna i społeczna w 1358 r. doprowadziła do wybuchu buntu w mieście pod wodzą Étienne’a Marcela, sukiennika i przewodniczącego (prévôt) cechu kupców, którego celem było ograniczenie władzy monarchii i uzyskanie przywilejów dla miasta i Stanów Generalnych. Do powstania, które przeszło do historii pod nazwą żakerii (od Jacques Bonhomme – Kuba Prostaczek, pogardliwe określenie chłopów francuskich), przyłączyli się też chłopi i mieszczanie z innych regionów kraju, zostało ono jednak stłumione, a Marcel zginął z ręki lojalistów wiernych królowi. W następstwie rebelii regent i późniejszy król Karol V Mądry otoczył miasto nowymi murami i wybudował Bastylię, co miało chronić Paryż przed wrogami zewnętrznymi, ale też buntami pospólstwa. Do kolejnego buntu (którego powodem były wysokie podatki) w istocie doszło w 1382 r. za panowania Karola VI Szalonego, został on jednak szybko stłumiony, a miasto zostało ukarane cofnięciem wcześniej udzielonych przywilejów.
Paryż nadal był sceną wojen i niepokojów społecznych. Na początku XV w. Francja była sceną rywalizacji pomiędzy stronnictwami armaniaków z Ludwikiem Orleańskim (bratem króla Karola VI Szalonego) i Burgundczyków, którym przewodził Jan bez Trwogi. Kiedy ten polecił zamordować Ludwika w Paryżu w 1407 r., doszło do krwawej wojny domowej. Nowym przywódcą armaniaków został Karol Orleański, syn zamordowanego Ludwika. Zgromadził on nową armię i kiedy w 1413 r. w mieście doszło do kolejnego powstania, tym razem pod przywództwem rzeźnika Simona Caboche’a, który odebrał władzę Janowi bez Trwogi i sam stał się panem Paryża, Karolowi dało to pretekst do wkroczenia do miasta w celu „zaprowadzenia porządku”. Spowodowało to ponowną interwencję Anglików, którzy, sprzymierzeni z Burgundczykami, w bitwie pod Azincourt w 1415 r. pokonali armaniaków. W 1418 r. Burgundczycy zajęli Paryż. Karol VII wspólnie z Joanną d’Arc próbował odbić je w 1429 r. (Joanna została wtedy ranna), ostatecznie udało mu się to w 1436 r., kiedy to Anglicy zostali wyparci do Calais.

## Renesans i reformacja

### Paryż renesansowy

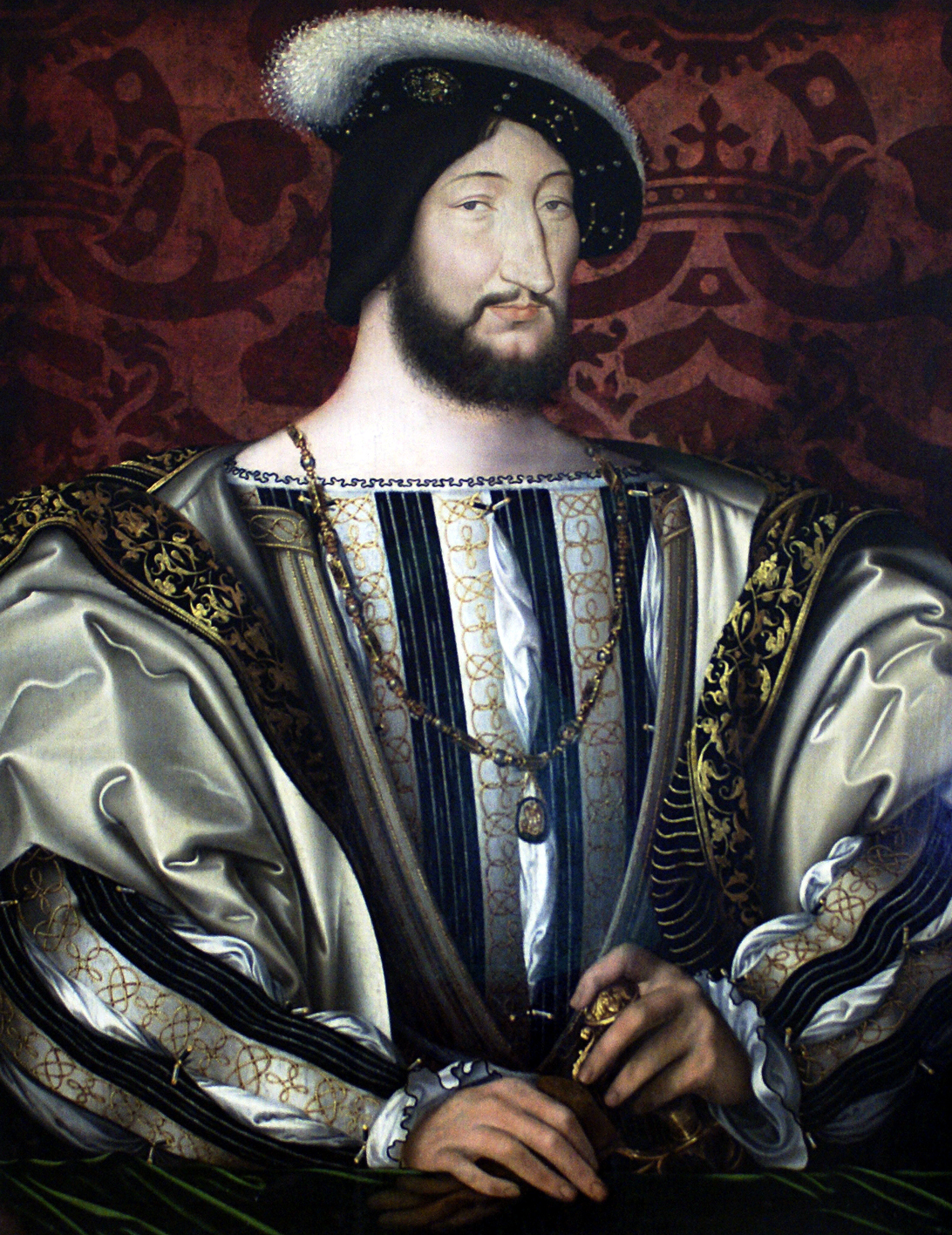
Franciszek I

Po wyparciu Anglików dzięki Walezjuszom nastąpił bujny rozkwit kulturalny Paryża, zbudowano też wiele nowych reprezentacyjnych budowli, chociaż królowie rzadko przebywali w stolicy, zamiast w Paryżu woląc mieszkać w zamkach w Dolinie Loary i innych regionach kraju. Dla rozwoju miasta szczególnie zasłużył się Franciszek I, który przebudował Luwr i wzniósł wiele gmachów, zatrudniając do prac licznych architektów, malarzy, rzeźbiarzy, złotników, cieśli i murarzy. Król otaczał mecenatem takich artystów jak Benvenuto Cellini i Leonardo da Vinci – w 1516 r. Leonardo został zaproszony przez króla do Francji; krótko przed śmiercią sprzedał mu swój słynny obraz Mona Lisa, do dzisiaj znajdujący się w zbiorach Luwru. Franciszek I kupował też dzieła innych włoskich twórców jak Michał Anioł, Tycjan i Rafael; stały się one trzonem królewskiej kolekcji, która dzisiaj jest wystawiana w Luwrze. Na wyżyny wzniosła się też literatura, zwłaszcza poezja, dzięki takim poetom jak Pierre de Ronsard, Joachim du Bellay, którzy założyli grupę poetycką Plejada. Franciszek dbał też o rozwój nauki. W 1530 r. założył uczelnię wyższą Collège de France, która istnieje do dzisiaj.

### Noc świętego Bartłomieja

Noc świętego Bartłomieja. Obraz François Dubois, powstały krótko po wydarzeniu

Nowym prądom w kulturze towarzyszyły też jednak nowe ruchy wyznaniowe, które doprowadziły do wojen religijnych. Paryż był miastem w przeważającej części katolickim (w 1534 r. Ignacy Loyola założył tu nawet zakon jezuitów), rosła też jednak społeczność protestantów (głównie kalwinów), których we Francji określano mianem hugenotów. Konflikt pomiędzy katolikami i hugenotami (z których wielu pochodziło z zamożnej szlachty i mieszczaństwa) coraz bardziej się zaostrzał, pomimo prób pogodzenia obu stron. Próbą taką było zaaranżowane przez strony małżeństwo katolickiej księżniczki Małgorzaty de Valois (znanej też jako królowa Margot) i protestanckiego króla Nawarry Henryka (późniejszego króla Francji). Na ich ślub, który odbył się 18 sierpnia 1572 r., przybyło do Paryża przybyło kilka tysięcy protestantów, w tym wiele znaczących osobistości. Ta próba pogodzenia katolików i hugenotów zakończyła się jednak tragicznie. Już po ślubie 22 sierpnia doszło do nieudanego zamachu na admirała Gasparda de Coligny, przywódcę hugenotów, którego dokonał niejaki Maurevert (do dzisiaj nie wiadomo, kto był zleceniodawcą i rzeczywistym winnym zamachu). Zaraz po tym incydencie król Karol IX obiecał wyświetlić sprawę zamachu; atmosfera ogromnego napięcia w mieście i obawy katolików przed zemstą hugenotów doprowadziły jednak do wydarzenia, które przeszło do historii jako Noc świętego Bartłomieja. W nocy z 23 na 24 sierpnia 1572 r. wymordowano w Paryżu kilka tysięcy protestantów, zginął też sam admirał de Coligny. Rzeź objęła również prowincję i trwała przez kilka tygodni; liczbę jej ofiar obecnie szacuje się na 5000 do 30 000.

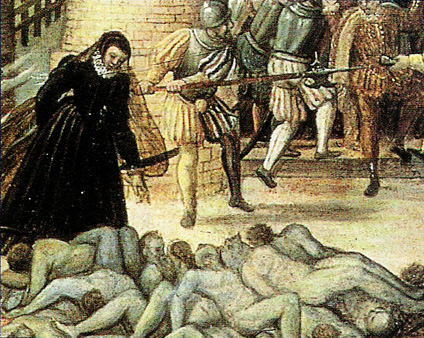
Katarzyna Medycejska pochyla się nad ciałami pomordowanych. Szczegół z obrazu Dubois

Nie jest do końca jasne, kto był wydał rozkaz mordu. Najczęściej historycy przyjmują, że to sam król Karol IX i jego matka Katarzyna Medycejska postanowili pozbyć się przywódców protestanckich, zwłaszcza że 26 sierpnia król sam przyjął odpowiedzialność za rzeź, twierdząc, iż hugenoci spiskowali przeciwko niemu. Nie jest też jednak wykluczone, że rzeź miała innych, nieznanych, sprawców, związanych z katolickim dworem, lub że był to spontaniczny wybuch agresji ludności Paryża w atmosferze napięcia po zamachu na admirała de Coligny. Niektórzy historycy skłaniają się ku przypuszczeniu, że król chciał wyeliminować tylko kilku przywódców hugenotów, a podburzona katolicka ludność Paryża dokonała reszty.

### Wojny religijne
Konflikty katolicko-hugenockie rozgorzały we Francji na długo przed Nocą świętego Bartłomieja. Za początek reformacji we Francji przyjmuje się tzw. aferę plakatów w 1534 r. (za rządów Franciszka I), kiedy to na ulicach Paryża i kilku innych francuskich miast rozlepiono plakaty podważające znaczenie mszy katolickiej. W odpowiedzi katolicy w 1535 r. zorganizowali procesję przebłagalną, podczas której spalono też kilkunastu „heretyków”. Konflikty te rozdzierały kraj praktycznie do końca wieku, powodując liczne wojny domowe. Panujący od 1575 r. król Henryk III (który wcześniej miał też krótki epizod panowania w Polsce jako Henryk Walezy) sprzyjał hugenotom, w następstwie czego oburzeni katolicy pod przywództwem księcia Henryka z rodu Gwizjuszów w 1576 r. utworzyli w Paryżu Ligę Katolicką z zamiarem obalenia króla. Kiedy powstało niebezpieczeństwo, że po śmierci Henryka III zgodnie z prawem salickim na tron wstąpi Henryk, król Nawarry, protestant (w 1584 r. ogłoszono go następcą tronu), doszło do aktywizacji Ligi Katolickiej i wybuchu w 1585 r. wojny znanej jako „wojna trzech Henryków” (aktualnie panującego we Francji Henryka III, Henryka z Nawarry i Henryka Gwizjusza). 12 maja 1588 r., w tak zwanym Dniu Barykad, kiedy to powstańcy w Paryżu po raz pierwszy posłużyli się barykadami, walcząc przeciwko władzy, katolicy w Paryżu zbuntowali się przeciwko Henrykowi III i wypędzili go z miasta. Do stolicy wkroczył entuzjastycznie witany Henryk Gwizjusz; władzę w Paryżu objęła tak zwana Rada Szesnastu (Seize), która zdetronizowała króla. Henryk III przeniósł się do Blois, gdzie zwołał Stany Generalne. Przybył na nie również Henryk Gwizjusz, który 23 grudnia został zamordowany na rozkaz króla. Spowodowało to odwrócenie się katolików od Henryka III, który w ten sytuacji zawarł sojusz z protestanckim Henrykiem z Nawarry i rozpoczął oblężenie Paryża. 1 sierpnia 1589 r. Henryk III został jednak zamordowany w Saint-Cloud przez dominikańskiego mnicha, a jego następcą został Henryk z Nawarry.

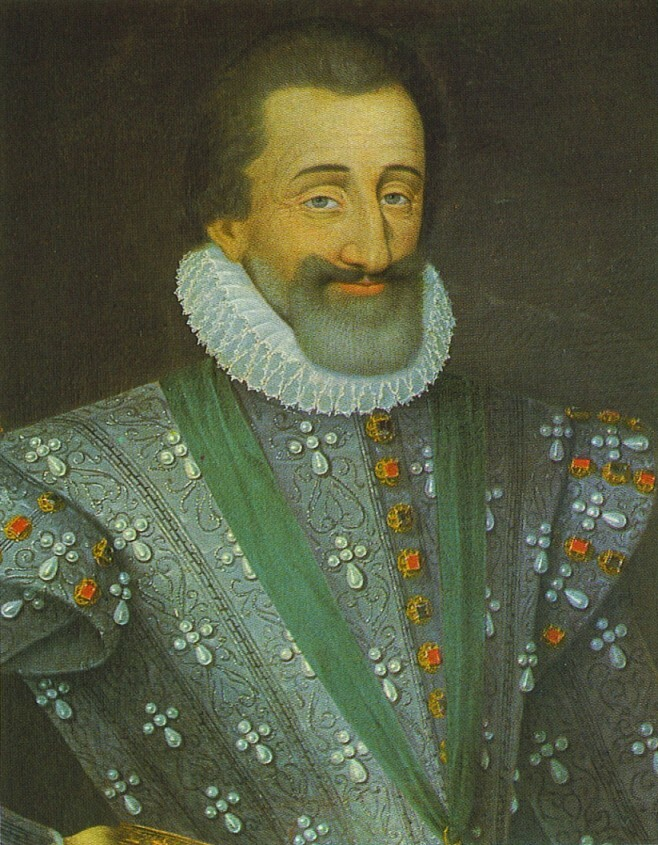
Henryk IV

Nie oznaczało to końca wojny. Henryk w marcu 1590 r. pokonał wojska Ligi Katolickiej w bitwie pod Ivry, potem przystąpił do oblężenia Paryża, które trwało aż do 14 marca i było ciężką próbą dla obrońców. Nawet po ustaniu oblężenia trudna sytuacja ekonomiczna utrzymywała się przez całe lata 90. XVI w.; popularnym hasłem wśród pospólstwa stało się wtedy pain ou paix („chleba lub pokoju” – domagano się więc od władz żywności lub zawarcia pokoju z hugenotami). Paryżem rządziła cały czas Rada Szesnastu (Seize), prowadząc politykę terroru wobec jej przeciwników. Jej znaczenie osłabło wreszcie w 1593 r., kiedy władzę w mieście objęli Karol de Mayenne i Karol Emanuel Sabaudzki de Nemours, dwaj książęta z Ligi Katolickiej. Zwołali oni Stany Generalne, próbując znaleźć alternatywę w kwestii sukcesji i nie dopuścić Henryka z Nawarry do tronu. Katolików popierał król Hiszpanii Filip II, dla którego postać Henryka, władcy Nawarry, na tronie Francji była nie do przyjęcia. Jako kandydatkę do tronu wysunął on swoją córkę, infantkę Izabelę, którą w Paryżu uznano nawet za prawowitą władczynię; ta próba podporządkowania sobie Francji przez Hiszpanię jednak zakończyła się niepowodzeniem. Henryk dokonał nagłej wolty i 25 lipca 1593 r. ogłosił, że przechodzi na katolicyzm, wygłaszając słynne zdanie: „Paryż wart jest mszy” (Paris vaut bien une messe). To przełamało wreszcie opory katolików, Henryk 27 lutego 1594 r. w katedrze w Chartres został koronowany jako Henryk IV, zapoczątkowując dynastię Burbonów, i 14 marca wkroczył do Paryża. W 1598 r. wydał edykt nantejski, w którym określił zasady pokojowego współistnienia katolików i hugenotów (choć nie ich równouprawnienia). Nie doprowadziło to do natychmiastowego wyciszenia trwających pół wieku konfliktów religijnych. Na skutek edyktu nantejskiego Henryk narażony był na ataki fanatyków religijnych z obu stron, przeżył co najmniej 23 zamachy na swoje życie, wreszcie 14 maja 1610 zginął zamordowany w Paryżu przez fanatycznego katolika François Ravaillaca.

## Czasy świetności i absolutyzmu

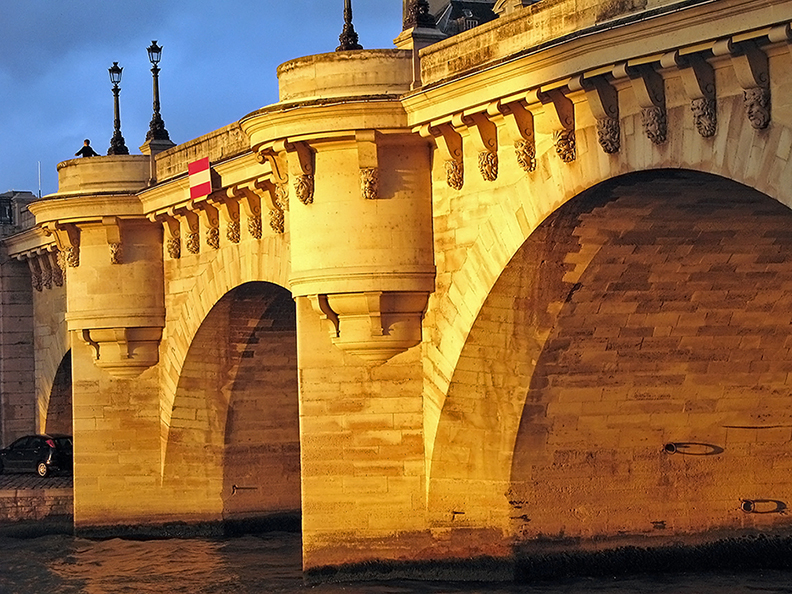
Pont Neuf o zachodzie słońca

W przeciwieństwie do późnych Walezjuszów, którzy z reguły przebywali poza miastem, Henryk IV uczynił Paryż swoją główną rezydencją. Król zasłużył się też dla rozwoju miasta: rozbudował Luwr (kontynuował w ten sposób koncepcję cour carrée – zamkniętego kwadratowego dziedzińca, zapoczątkowaną przez Henryka II), dokończył budowę mostu Pont Neuf, zbudował najstarszy plac w Paryżu Place Royale (obecnie Place des Vosges), Place Dauphine, Szpital św. Ludwika.

### Ludwik XIII

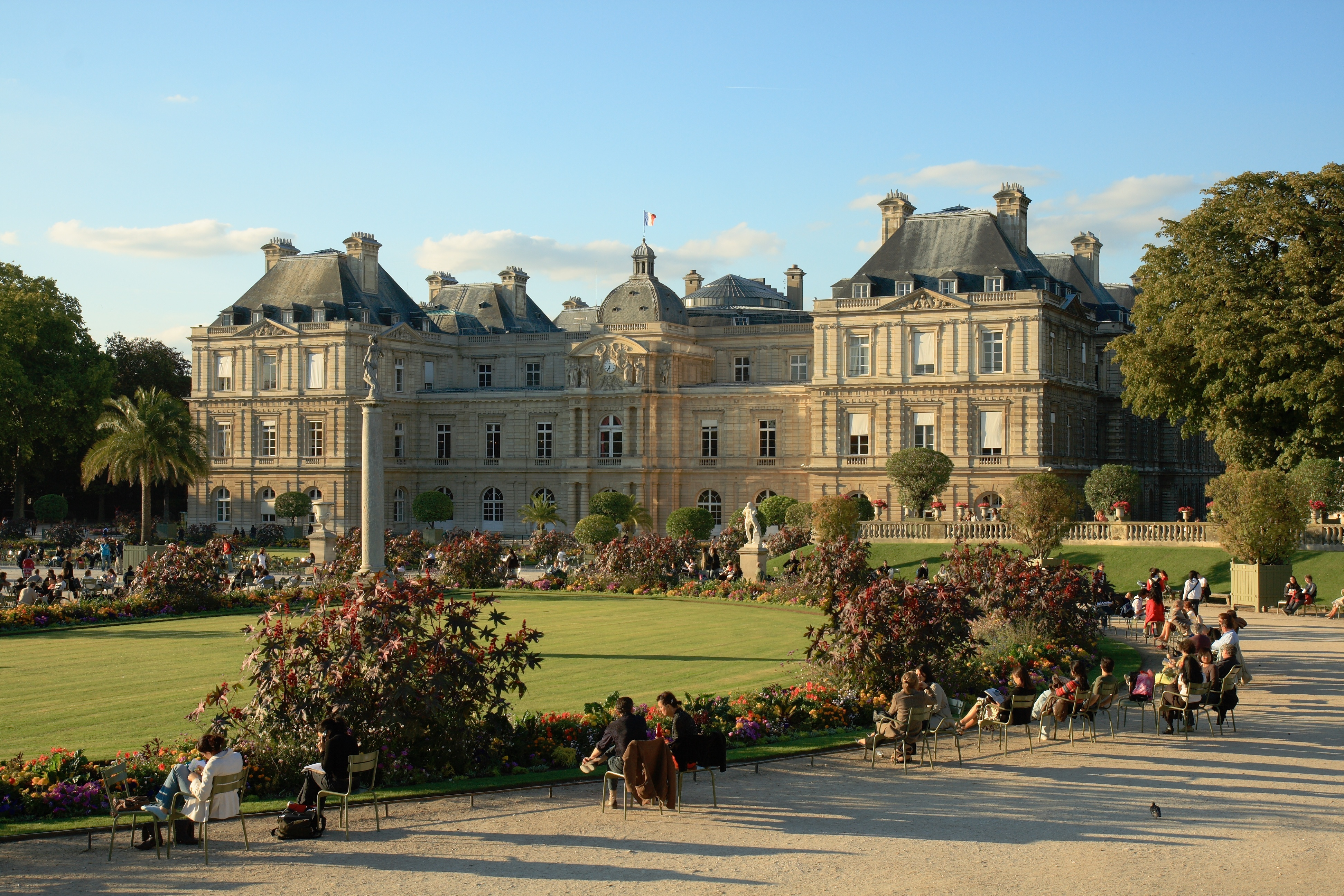
Pałac Luksemburski

Prace te były kontynuowane przez następców Henryka, pomimo ogromnych wydatków, jakie pochłaniało utrzymanie dworu i agresywna polityka zagraniczna Francji. Kiedy po śmierci Henryka w 1610 r. królem został ośmioletni Ludwik XIII, rządy w jego imieniu sprawowała jego matka, regentka Maria Medycejska; później, kiedy król (w wieku 15 lat) osiągnął pełnoletniość, rzeczywistym władcą królestwa również był nie on sam, lecz kardynał Armand Jean Richelieu, który był zwolennikiem absolutyzmu. Dla uświetnienia władzy monarszej prowadzono kosztowne inwestycje; i tak dla Marii Medycejskiej zbudowano Pałac Luksemburski, dla kardynała Richelieu – w 1629 r. Palais-Royal. Za panowania władcy zbudowano dzielnice Le Marais, Saint-Honoré, Saint-Germain-de-Prés, pokryto też miejską zabudową wyspę Île St-Louis położoną obok Île de la Cité (wcześniej niezamieszkaną), a w ramach polityki kontrreformacji wzniesiono wiele nowych barokowych kościołów. W 1620 uruchomiono drukarnię królewską, a w 1631 r. ukazała się pierwsza paryska gazeta La Gazette. W 1626 r. założono królewski Ogród Botaniczny (Jardin des Plantes). W 1635 r. kardynał Richelieu z upoważnienia króla powołał Académie Française – istniejące do dzisiaj towarzystwo naukowe, czuwające nad rozwojem i czystością języka francuskiego.

### Fronda

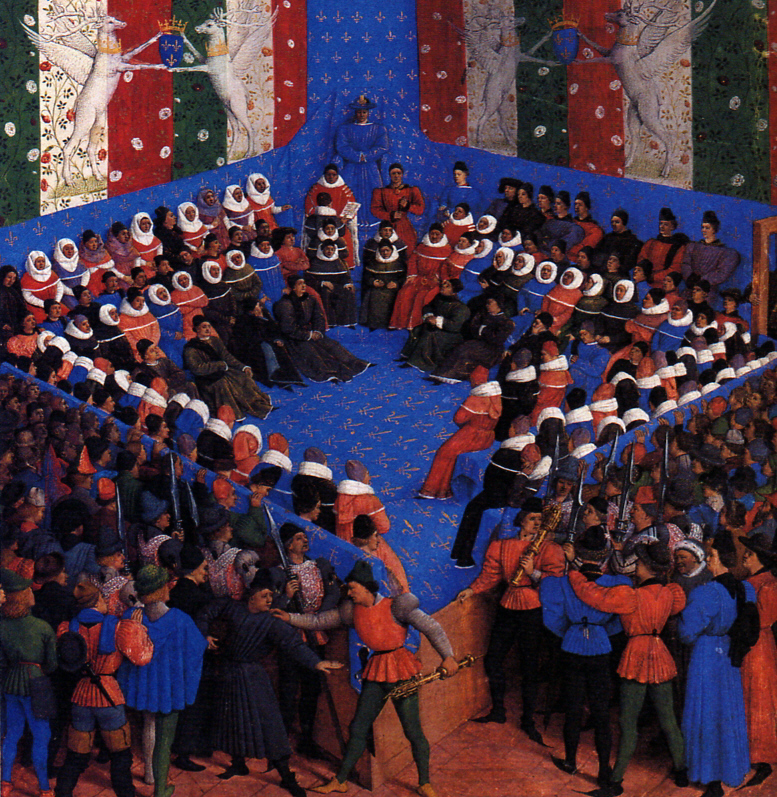
Parlament paryski, ilustracja z ok. 1450 r.

Po śmierci Ludwika XIII w 1643 r. na tron wstąpił pięcioletni Ludwik XIV; regentem wyznaczono kardynała Jules Mazarina, następcę Richelieu. Już w 1648 r. król wraz z rodziną musiał uciekać z Paryża na skutek Frondy, buntu, który wyrósł z dwóch źródeł niezadowolenia – protestu mieszczan przeciwko autorytaryzmowi królewskiemu i nadmiernym podatkom oraz dążeniu arystokracji do odzyskania pozycji, jaką utraciła ona za rządów kardynała Richelieu. Pierwsza grupa tworzyła tak zwaną frondę parlamentarną (starą), aktywną w latach 1648–1649, druga frondę książąt (młodą), działającą w latach 1649–1653, skupioną wokół księcia Kondeusza Wielkiego.

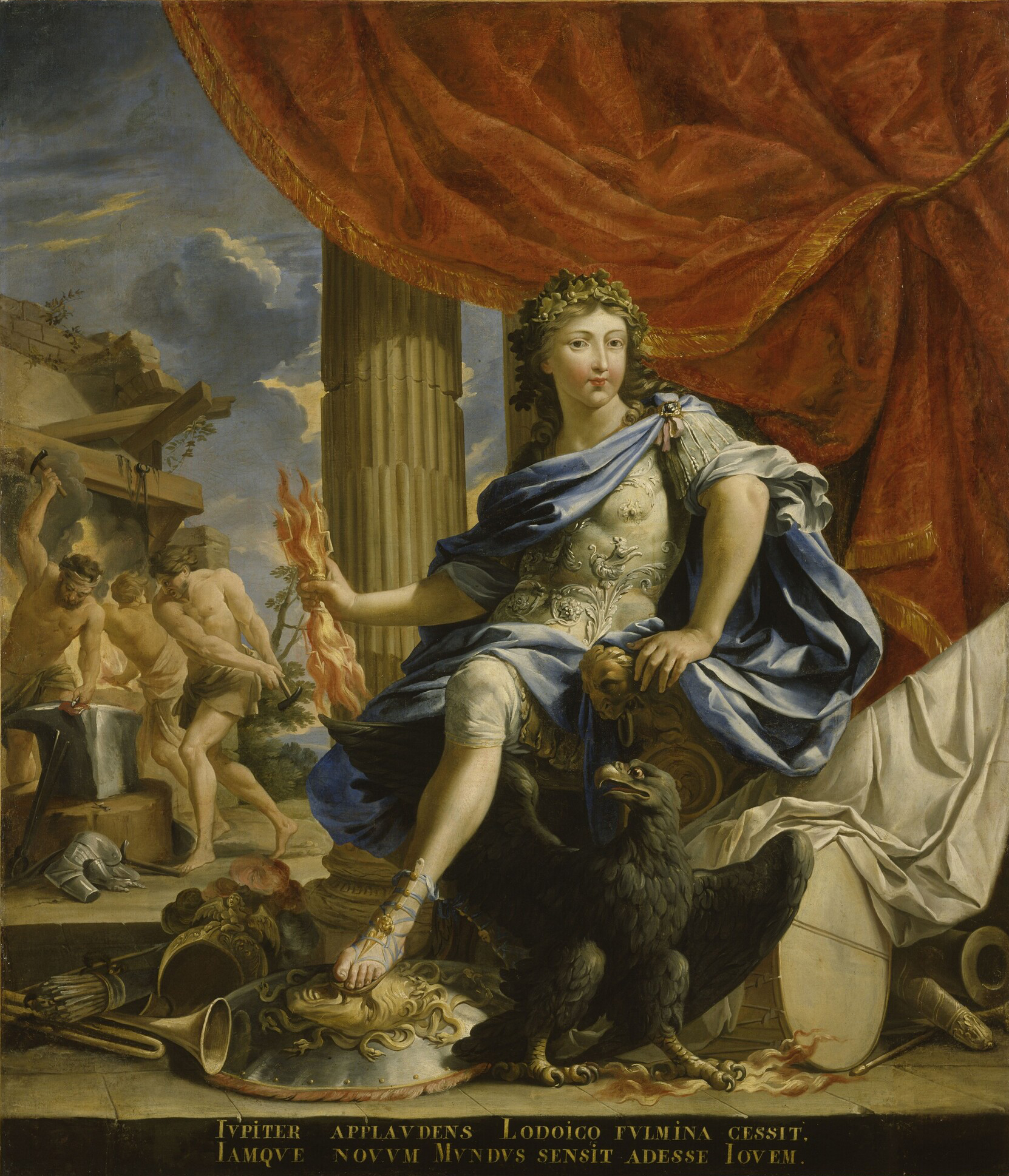
Ludwik XIV w wieku dziecięcym, przedstawiony w postaci Jowisza depczącego frondę

Przyczyną frondy parlamentarnej było nałożenie w maju 1648 r. podatku na sędziów parlamentu paryskiego (Chambre Saint-Louis – Izby św. Ludwika). Ci nie tylko odmówili zapłaty tego podatku, ale potępili też wcześniejsze królewskie edykty finansowe, żądając reform konstytucyjnych, które zostałyby zatwierdzone przez Izbę, składającą się z członków wszystkich niezawisłych sądów Paryża.
Kiedy w sierpniu 1648 r. kardynał Mazarin nagle zaaresztował czołowych sędziów parlamentu, 6 sierpnia w Paryżu wybuchło powstanie i na ulicach wzniesiono barykady. Arystokracja żądała zwołania Stanów Generalnych, które nie spotykały się od 1615 r. W ten sposób miała nadzieję na wywalczenie ustępstw od króla, ale też uzyskanie kontroli nad buntującym się mieszczaństwem. Frakcja królewska nie miała dostatecznie dużo sił zbrojnych, aby natychmiast opanować sytuację (kończyła się właśnie wojna trzydziestoletnia, została więc zmuszona do wypuszczenia więźniów i obiecania reform. W nocy 22 października 1648 r. rodzina królewska uciekła z Paryża do Saint-Germain).
)

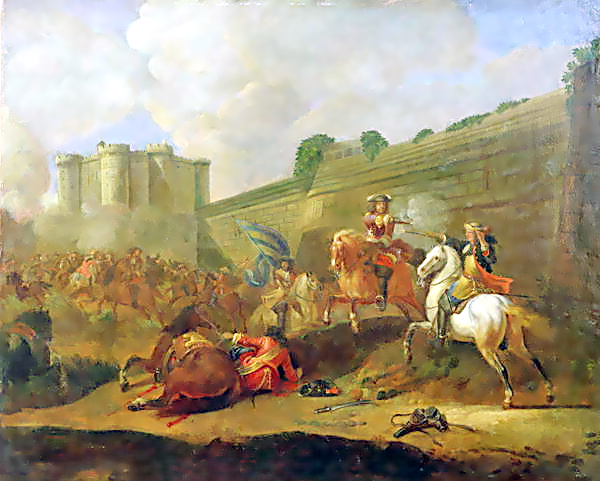
Powstańcy walczą z wojskami królewskimi 12 lipca 1652 r. na przedmieściu Saint-Antoine po murami Paryża (w oddali widać Bastylię

Sytuacja zmieniła się po podpisaniu pokoju westfalskiego, kiedy Mazarin mógł wreszcie ściągnąć armię do Paryża. Wojska królewskie oblegały Paryż od stycznia do 20 marca 1649 r., kiedy to podpisano pokój w Rueil.
Nie był to koniec rebelii. W styczniu 1650 niezadowoleni przedstawiciele arystokracji zaczęli drugą frondę, tak zwaną frondę książęcą, której bezpośrednią przyczyną było aresztowanie przez kardynała Mazarina księcia Kondeusza i innych arystokratów. Walki drugiej frondy toczyły się głównie na prowincji, pod koniec sceną rebelii stał się jednak również Paryż. 12 lipca 1652 armia księcia Kondeusza została przyparta przez rojalistów do murów Paryża na przedmieściu Saint-Antoine. Szala zwycięstwa przechylała się już na stronę rojalistów, kiedy Anna de Montpensier, przebywająca wtedy w Paryżu córka Gastona, księcia Orleanu, jednego z przywódców frondy, przekonała paryżan, aby otworzyli bramy przed wojskami Kondeusza, a sama skierowała działa Bastylii na oblegających rojalistów. W stolicy utworzono rząd powstańczy, a Mazarin uciekł z Francji. Wkrótce doszło jednak do konfliktów pomiędzy mieszkańcami Paryża i książętami, w końcu mieszczanie 21 października 1652 r. pozwolili królowi na powrót do miasta. W lutym 1653 r. powrócił też Mazarin.

### Rządy Ludwika XIV
Stłumiona ostatecznie w 1653 r. rebelia wywarła duży wpływ na politykę króla, kiedy ten po śmierci Mazarina w 1661 r. wreszcie w wieku 23 lat objął samodzielnie rządy. Ludwik XIV dążył odtąd od ograniczenia władzy arystokracji i parlamentu i przede wszystkim, zrażony do stolicy, postanowił przenieść swój dwór z Paryża do pałacu w Wersalu, co nastąpiło 6 maja 1682 r.

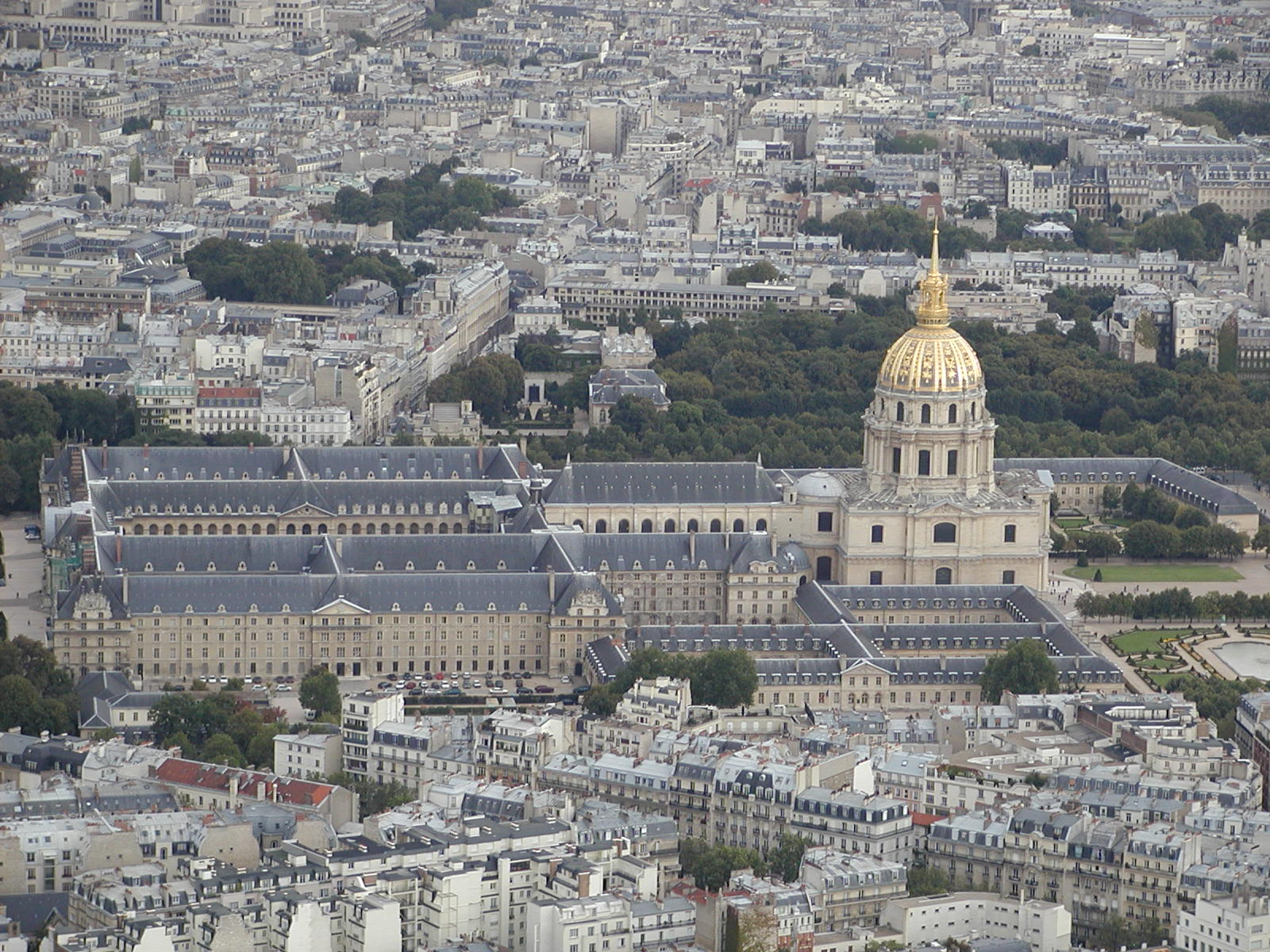
Kompleks Les Invalides

Niechęć króla do Paryża nie wpłynęła negatywnie na rozwój miasta, które w połowie XVII w. miało już około pół miliona mieszkańców i 25 000 domów, rozrastając się daleko poza swoje dawne średniowieczne granice. Rozwój ten Paryż zawdzięcza przede wszystkim królewskiemu ministrowi finansów Jean-Baptiste Colbertowi, który skanalizował dużą część miasta i, będąc zwolennikiem merkantylizmu, zakładał manufaktury, zaopatrujące ludność w wyroby przemysłowe. Na polecenie Ludwika XIV w mieście zadbano o oświetlenie ulic, zmodernizowano system zaopatrzenia w wodę, zbudowano też przytułki dla biednych (m.in. Szpital Salpêtrière), a w 1670 rozpoczęto budowę Les Invalides – wielkiego kompleksu, składającego się z domu dla weteranów wojennych (Hôtel des Invalides) i przyległego kościoła. Z innych zrealizowanych lub rozpoczętych za panowania króla projektów architektonicznych można wymienić kolumnadę Luwru, Obserwatorium Paryskie, place des Victoires i place Vendôme. Ludwik XIV nakazał też zburzenie murów miejskich i założenie na ich miejsce tak zwanych Wielkich Bulwarów (Les Grands Boulevards).
W epoce Ludwika XIV Paryż stał się też wielkim ośrodkiem kultury, zwłaszcza klasycystycznej literatury i teatru. W tutejszych teatrach wystawiano tragedie Jeana Baptiste’a Racine’a, Pierre’a Corneille’a oraz komedie Moliera. Inni klasycystyczni pisarze tego okresu to bajkopisarz Jean de La Fontaine i krytyk i poeta Nicolas Boileau, którzy tematy do swoich utworów często brali z życia codziennego wyższych i niższych sfer Paryża.

### Ludwik XV. Ludwik XVI. Ostatnie lata świetności przed rewolucją

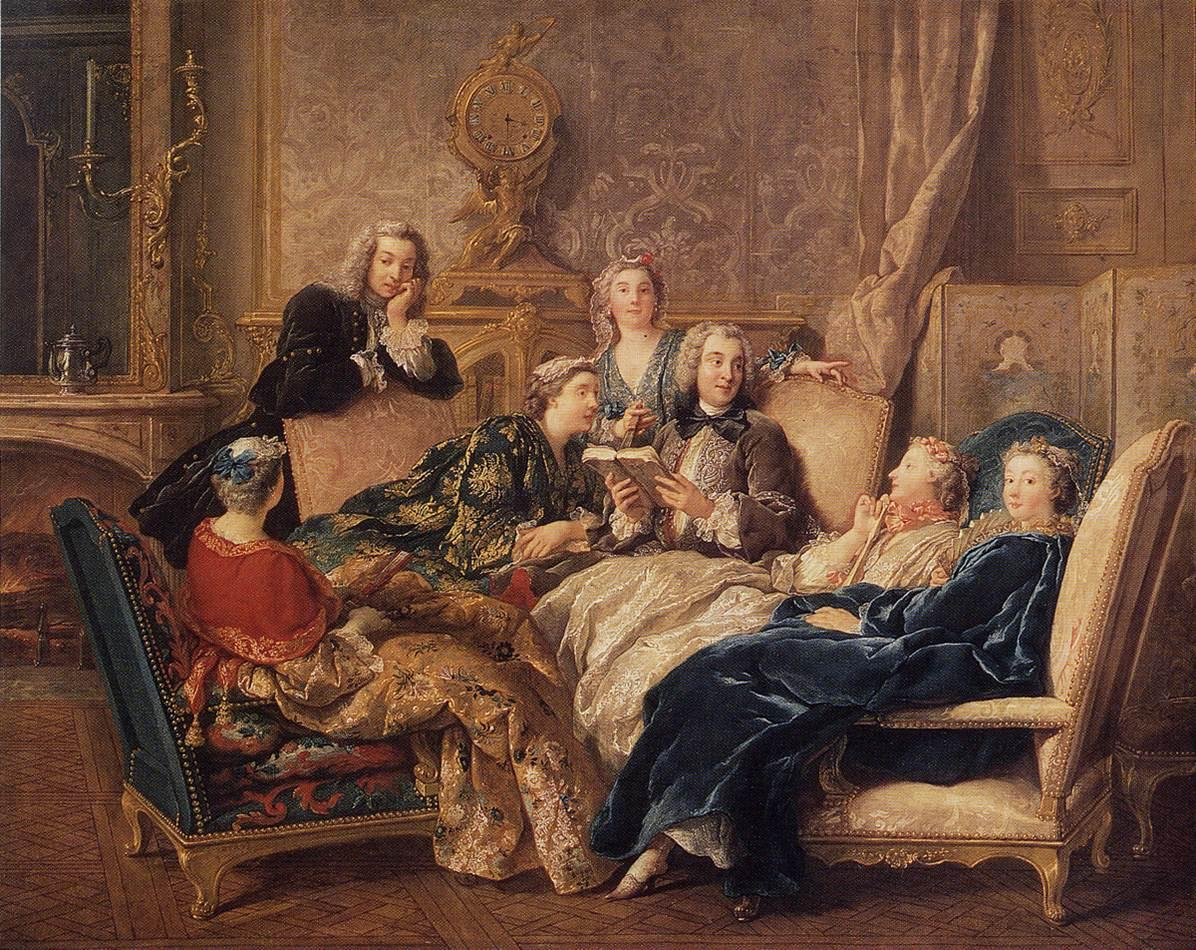
Towarzystwo w salonie czyta Moliera, obraz Jean-François de Troy z ok. 1728 r.

Po śmierci Ludwika XIV w 1715 r. władcą Francji został jego pięcioletni prawnuk Ludwik XV, a regentem Filip II Burbon-Orleański. Dwór na krótko powrócił wtedy do Paryża, król zamieszkał najpierw w Vincennes pod Paryżem, później w samym Paryżu w pałacu Tuileries niedaleko Palais-Royal, dawnej rezydencji kardynała Richelieu, teraz zajmowanej przez regenta; w 1722 r. król i jego dwór powrócili jednak do Wersalu.
W drugiej połowie XVIII w., za panowania Ludwika XV i później od 1774 r. Ludwika XVI Paryż stał się prawdziwą intelektualną i kulturalną stolicą świata zachodniego. Już od początku wieku Francję przenikały prądy oświeceniowe. Życie towarzyskie toczyło się w publicznych kawiarniach (pierwszą, istniejącą do dzisiaj, o nazwie Le Procope, otwarto już w 1686 r.), szczególną rolę odgrywały jednak salony literackie w prywatnych domach, w których arystokracja, pisarze i filozofowie dyskutowali o nowych ideach. Szczególną rolę odgrywała tu Madame Pompadour, metresa Ludwika XV, protektorka artystów, pisarzy i filozofów (Woltera, Monteskiusza, Denisa Diderota). Pod kierunkiem tego ostatniego od 1751 r. wydawano w Paryżu Wielką Encyklopedię Francuską, która miała ambicję nie tylko zgromadzić całą ówczesną wiedzę, ale też propagować nowe idee oświecenia.

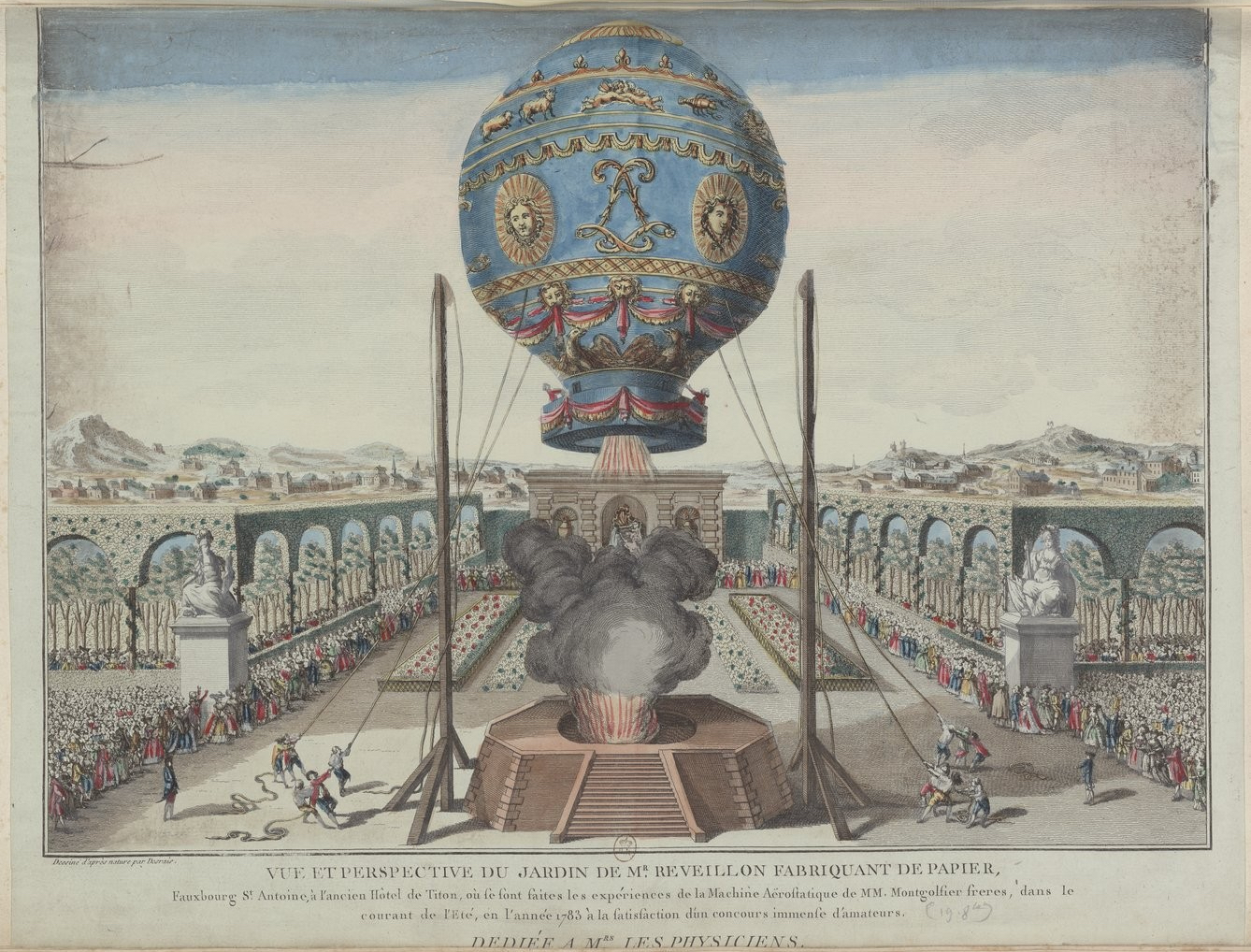
Balon braci Montgolfier

Z polecenia Ludwika XV w Paryżu tworzono też instytucje i budowano obiekty użyteczności publicznej. W 1722 r. utworzono straż pożarną, a w 1738 r. otwarto pierwszy urząd pocztowy. Z przedsięwzięć architektonicznych rozpoczęto np. budowę Panteonu i Place de la Concorde; dzięki poparciu markizy de Pompadour w Paryżu utworzono też szkołę wojskową École Militaire (1752-1769, według planu Gabriela). W roku 1782 powstał nowy plac teatralny Place d’Odeon. W XVIII wieku wzniesiono w Paryżu także mennicę – La Monnaie (1768-1775, według planu Antoine’a), Szkołę chirurgii (według projektu Gondouina w latach 1769–1785) i szkołę prawniczą – Ecole de Droit (Soufflot 1771). Założono też szkołę urbanistyki zwaną „Szkołą mostów i ulic” – Ecole des Ponts et Chaussees. Mimo powrotu dworu i króla do Wersalu w 1722 roku, Paryż pozostał siedzibą ambasadorów, którzy wynajmowali kwatery w eleganckim faubourg Saint-Germain, z którego względnie blisko było do Wersalu. Ambasadorzy nadzwyczajni do 1748 roku lokowani byli w Hôtel de Concini. W Paryżu mieszkało niewiele mniej pracowników ministerialnych niż w Wersalu (ok. 250 osób w Wersalu i 150 w Paryżu – daty i godziny przyjęć tych paryskich można było znaleźć w „Almanach Royal”). Od 1754 roku w Luwrze urzędowała Wielka Rada królewska, od 1757 ministerstwo wojny, a od 1771 – sąd najwyższy utworzony przez ministra Maupeau po kasacie parlamentów. W 1774 roku biuro generalnych dzierżawców podatków – ferme generale miało aż 685 pracowników w Paryżu. Kładziono podwaliny pod nowoczesną naukę i technikę, w czym pomagały zainteresowania techniczne Ludwika XVI. W 1783 r. bracia Montgolfier zademonstrowali swój wynalazek – balon na ogrzane powietrze, 21 listopada tego roku paryżanie byli świadkiem pierwszego swobodnego (bez uwięzi) lotu balonu z załogą.

## Rewolucja francuska

### Geneza i wybuch rewolucji

#### Sytuacja ekonomiczna w przededniu rewolucji

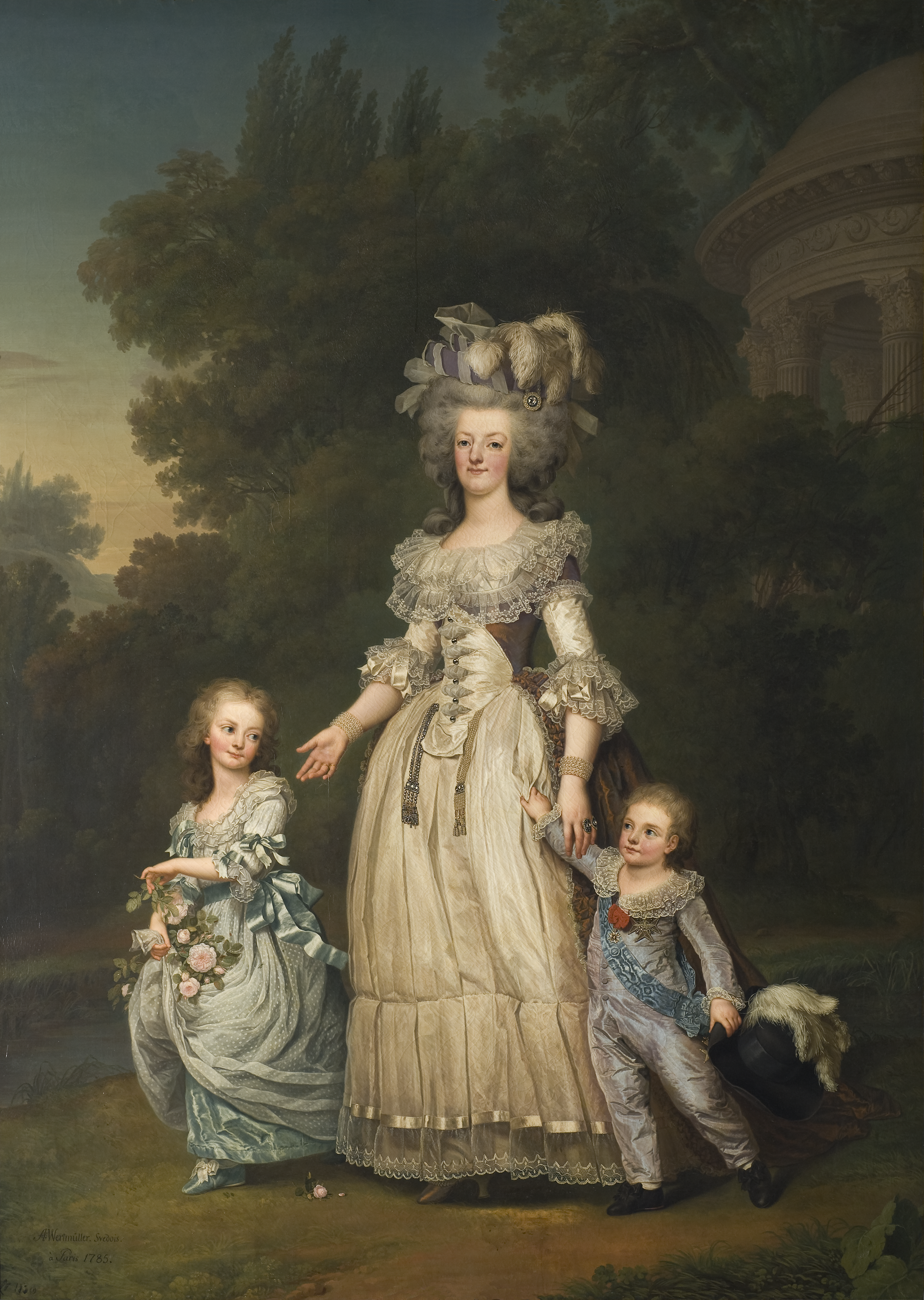
Królowa Maria Antonina z dziećmi na przechadzce

Pomimo swoich wielkich osiągnięć kulturalnych w drugiej połowie XVIII w. Francja coraz bardziej podążała w stronę bankructwa. Przyczyniała się do tego polityka zagraniczna państwa i konflikty z Anglią – najpierw przegrana przez Francję wojna siedmioletnia w latach 1756–1763, później od 1778 r. kosztowna pomoc kolonistom amerykańskim w wojnie o niepodległość Stanów Zjednoczonych. Na polecenie Ferme générale, organizacji zbierającej podatki dla państwa, w 1784 r. wokół Paryża zaczęto wznosić nowy mur, tym razem jednak nie dla obrony przed wrogami zewnętrznymi, lecz aby skuteczniej egzekwować podatki dla podupadającego skarbu państwa (jak wszędzie, poborców podatkowych w Paryżu darzono powszechną nienawiścią). Sytuację pogorszyła jeszcze klęska nieurodzaju w 1788 r. i będące tego skutkiem wzrost cen chleba i zamieszki głodowe. Według anegdoty pewnego razu królowa Maria Antonina, małżonka Ludwika XVI, jadąc powozem, zapytała, dlaczego ludzie wyglądają tak nieszczęśliwie. Kiedy odpowiedziano jej: „Wasza Wysokość, nie mają chleba”, królowa miała rzec „Jeśli nie mają chleba, niech jedzą ciastka” (S’ils n’ont pas de pain, qu’ils mangent de la brioche).
Ogromny rozwój Paryża w XVII i XVIII, przepych architektoniczny miasta i wyrafinowanie kulturalne wyższych sfer niestety nie szły w parze warunkami życia prostych ludzi, które coraz bardziej się pogarszały.

#### Zwołanie Stanów Generalnych

Przysięga w sali do gry w piłkę, grafika Jacques-Louisa Davida

Kiedy w 1789 r. sytuacja finansowa kraju stała się krytyczna, Ludwik XVI zwołał (po raz pierwszy od 1614 r.) Stany Generalne, które miały zająć się sytuacją ekonomiczna i przegłosować nowe podatki. Stany Generalne, które uroczyście otwarto w Wersalu 5 maja 1789 r., były zgromadzeniem ustawodawczym społeczeństwa, w którym zasiadali przedstawiciele trzech stanów społecznych: duchowieństwa, szlachty i „trzeciego stanu”, czyli reszty społeczeństwa, stanowiącej 97% ludności, pozbawionej przywilejów i ponoszącej główny ciężar finansowy utrzymania państwa w postaci płaconych podatków. Na swoje żądanie trzeci stan otrzymał podwójną reprezentację (578 przedstawicieli wobec 270 ze szlachty i 291 z duchowieństwa); na mocy dekretu królewskiego w głosowaniach nadal miała jednak obowiązywać zasada, że głosują całe stany, a nie poszczególni posłowie. Ponieważ każdy stan miał jeden głos, w praktyce oznaczało to, że stan trzeci będzie zawsze mógł być przegłosowany przez dwa pozostałe. Sytuacja potoczyła jednak się w innym, nieoczekiwanym, kierunku. Już pierwszy punkt obrad (ustalenie zakresu władzy zgromadzenia) doprowadził do impasu. Zamiast spotkać się w jednej sali i dyskutować nad nowymi podatkami, stany zaczęły obradować osobno, dyskutując na temat organizacji władzy ustawodawczej. Wreszcie 17 czerwca wobec niemożności dojścia do porozumienia trzeci stan przekształcił się w Zgromadzenie Narodowe (nie wykluczono możliwości przystąpienia do niego pozostałych stanów). Kiedy król, próbując oponować, zamknął Salle des États, w którym spotykało się zgromadzenie, posłowie przenieśli się do sali do gry w piłkę w wersalskim pałacu, gdzie 20 czerwca złożyli przysięgę, że nie rozejdą się, dopóki nie uchwalą konstytucji Francji. Po dwóch dniach Zgromadzenie przeniosło się do kościoła św. Ludwika, gdzie przystąpiła do niego większość przedstawicieli stanu duchowieństwa, później również szlachty. 9 lipca Zgromadzenie oficjalnie przekształciło się w Konstytuantę, której oficjalnym celem było opracowanie konstytucji.

#### Sytuacja w Paryżu w przededniu rewolucji
W lipcu 1789 r. miasto już od kilku tygodni było ogarnięte wrzeniem pod wpływem obradujących Stanów Generalnych. Książę Filip Orleański, udostępnił paryżanom park przed swoim pałacem Palais-Royal, który stał się sceną burzliwych demonstracji i przemówień. Szczególną popularność zdobył charyzmatyczny mówca, adwokat Camille Desmoulins. Kiedy 11 lipca król odwołał popularnego wśród ludu ministra finansów Jacques’a Neckera pod (zresztą słusznymi) zarzutami nieudolności, wywołało to protesty paryżan, którzy wylegli na ulice, obnosząc portrety Neckera i Filipa Orleańskiego (zwanego teraz Filipem „Égalité” – „równość”). Desmoulins, który stał się teraz trybunem ludu, takimi słowami wzywał paryżan do walki:

Dymisja Neckera jest sygnałem do [nowej] nocy świętego Bartłomieja patriotów! Bataliony Szwajcarów i Niemców jeszcze dzisiaj rozprawią się z nami. Pozostaje nam tylko jedno wyjście: chwycić za broń!

#### Zdobycie Bastylii

Szturm na Bastylię – 14 lipca 1789 r.

Nawoływania Desmoulins spotkały się z natychmiastowym odzewem paryżan. 13 lipca zawiązano Komitet Stały, który wydał odezwę Do broni! i powołał gwardię mieszczańską. Zaczęły się zamieszki i plądrowanie gmachów publicznych.

Flaga Paryża

Następnego dnia, 14 lipca, tłum zdobył arsenał w Pałacu Inwalidów (Les Invalides), gdzie w jego ręce wpadło 32 tys. karabinów i 4 działa. Następnie, aby zdobyć więcej broni, a także uwolnić więźniów, postanowiono ruszyć na Bastylię, pełniącą wtedy funkcję więzienia. Bastylia była powszechnie znienawidzonym symbolem opresji władzy, chociaż tego dnia znajdowało się w niej tylko 8 więźniów, wśród nich pisarz markiz Donatien Alphonse François de Sade, jeden umysłowo chory i kilku fałszerzy pieniędzy. Po krótkiej bitwie twierdza skapitulowała. Jej komendant Bernard René de Launay i kilku żołnierzy zostało ściętych, a ich głowy poniesiono do Palais-Royal; tego dnia zginął też mer Paryża Jacques de Fleselle. To pierwsze poważne starcie zostało uznane za początek Rewolucji Francuskiej, a obecnie jest obchodzone jako święto narodowe Francji. Już następnego dnia lud zaczął burzyć Bastylię, zniszczono ją całkowicie w ciągu dwóch tygodni.

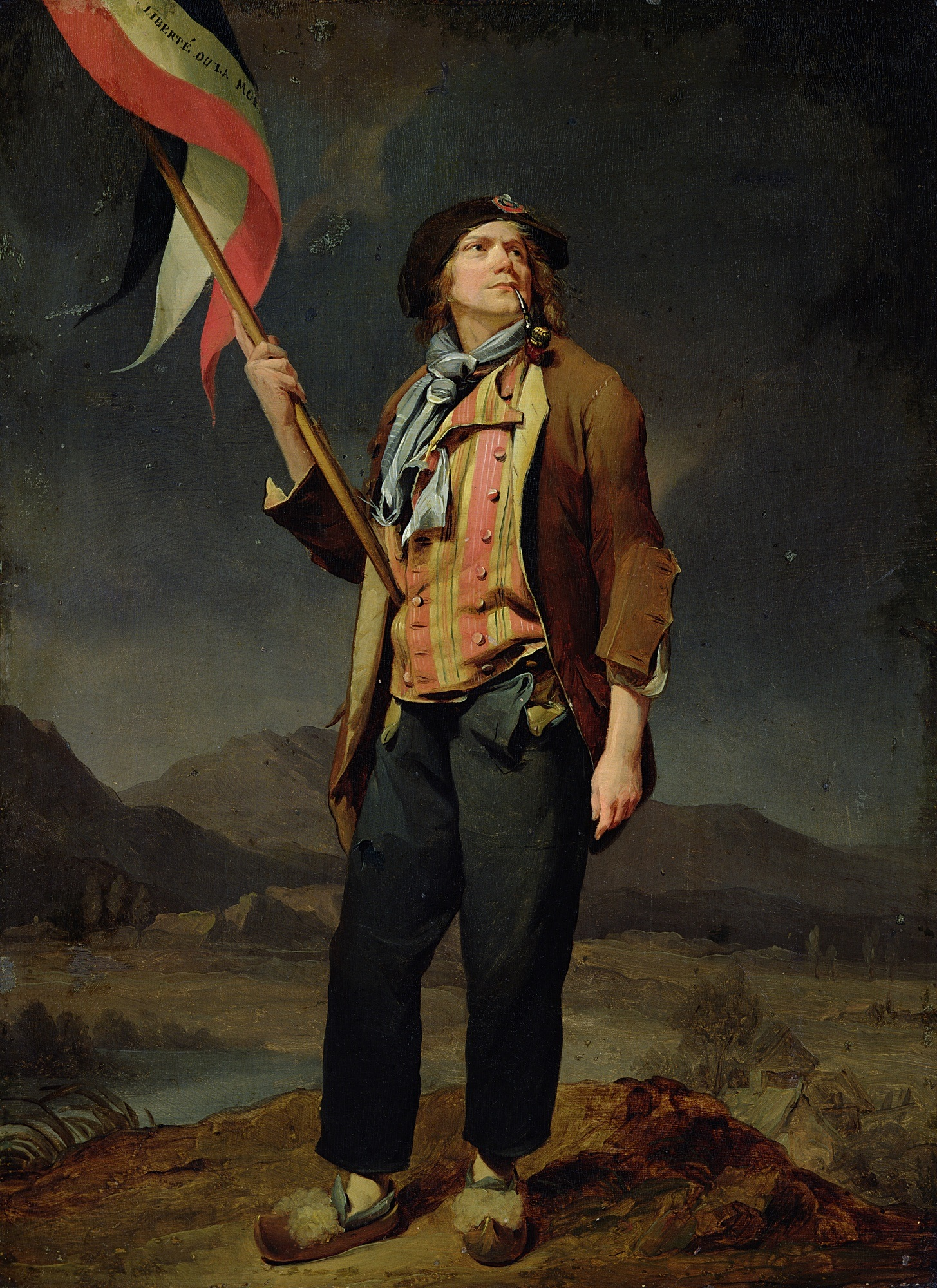
Sankiulota trzymający flagę francuską podczas rewolucji

16 lipca Komitet Stały (krótko potem przekształcony w Komunę Paryża) podjął uchwałę o przekształceniu gwardii mieszczańskiej w Gwardię Narodową, której komendantem został uczestnik wojny o niepodległość Stanów Zjednoczonych, popularny wśród ludu markiz Marie Joseph de La Fayette. Ustalono też rewolucyjne barwy: niebieski, czerwony i biały (tricolore), które stały się później barwami narodowymi Francji. W późniejszym okresie czasami interpretowano je jako symbolizujące hasła rewolucji: wolność (niebieski – kolor nieba), równość (biały) i braterstwo (czerwony – kolor miłości i krwi), w rzeczywistości jednak ich pochodzenie było inne: niebieski i czerwony były barwami Paryża, a biały kolorem panującej dynastii Burbonów. Barwy te przypiął też król Ludwik XVI, kiedy 17 lipca odwiedził Paryż.

### Monarchia konstytucyjna

#### Rozszerzanie się rewolucji
Szybko rewolucja przeniosła się do innych miast i na prowincję. Na wsiach wybuchło skierowane przeciwko szlachcie powstanie chłopskie, znane pod nazwą Wielkiej Trwogi. W nocy z 4 na 5 sierpnia Konstytuanta dekretem zniosła powinności feudalne, poddaństwo chłopów, dziesięcinę, przywileje szlachty i duchowieństwa. 26 sierpnia uchwalono Deklarację Praw Człowieka i Obywatela, akt wstępny przyszłej konstytucji. Oba ta akty oznaczały koniec społeczeństwa stanowego i początek demokracji we Francji.
Tymczasem w Paryżu nastroje coraz bardziej się radykalizowały, między innymi z powodu klęski głodu, jaka we wrześniu zapanowała w stolicy na skutek nieurodzaju spowodowanego obfitymi opadami deszczu. Kiedy na początku października król odmówił podpisania Deklaracji Praw Człowieka i Obywatela i pierwszych artykułów przygotowywanej konstytucji, 5 października pięciotysięczny tłum głodujących paryżan (na jego czele szły paryskie kobiety) podążył do Wersalu, wtargnął do pałacu i zagroził śmiercią rodzinie królewskiej. Na żądanie ludu król 6 października przeniósł się do Paryża do pałacu Tuileries, gdzie nową siedzibę znalazła też Konstytuanta.

#### Powstanie klubów politycznych
Lata 1790 i 1791 przyniosły dalszy rozwój życia politycznego, co znajdowało wyraz w tworzonych w stolicy klubach i stronnictwach politycznych. Jako pierwszy powstał Klub Bretoński, w sierpniu przemianowany w Stowarzyszenie Przyjaciół Konstytucji, znane pod nazwą klubu jakobinów. Następnie powstało Stowarzyszenie Praw Przyjaciół Człowieka i Obywatela, znane jako kordelierzy, później wyłonili się feuillanci i żyrondyści. Radykalni jakobini i kordelierzy byli wspólnie określani jako „Góra”.

#### Próba ucieczki rodziny królewskiej. Masakra na Polu Marsowym

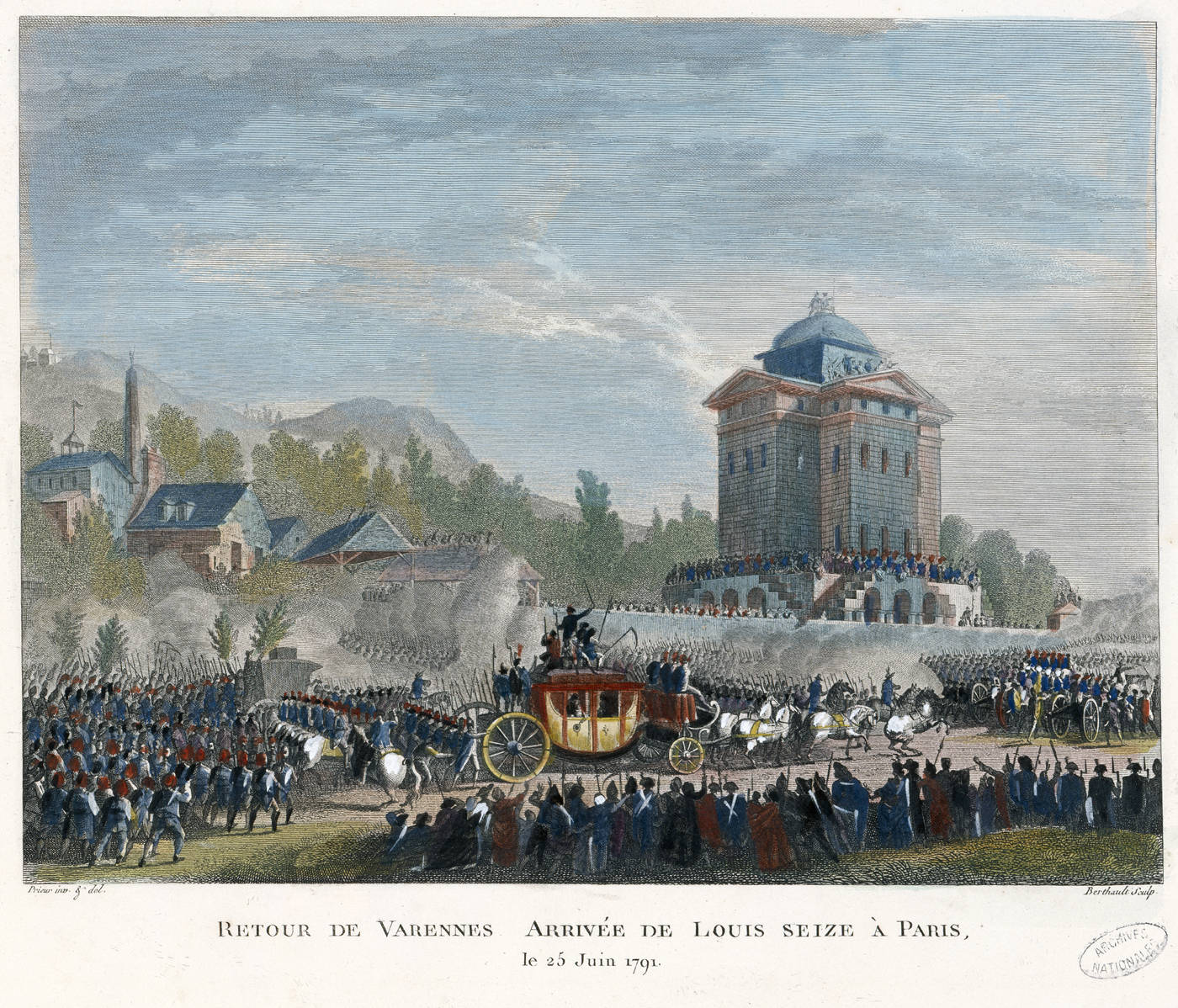
Wjazd królewskiej rodziny do Paryża po nieudanej ucieczce

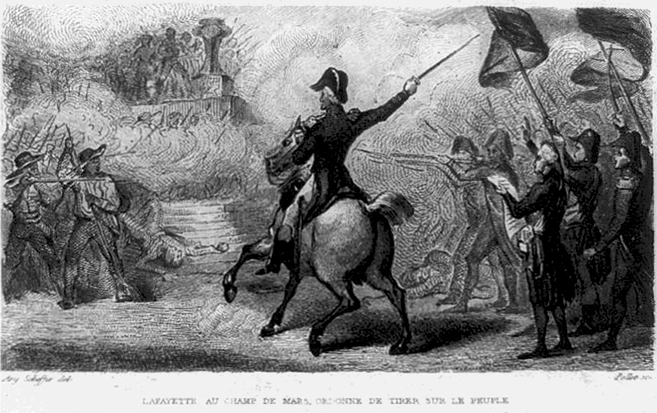
Markiz de Lafayette wydaje rozkaz strzelania do demonstrantów

Król Ludwik XVI, nie mogąc się pogodzić z ciągłym ograniczaniem swojej władzy, 20 czerwca wraz z rodziną podjął próbę ucieczki do tradycyjnie rojalistycznej Lotaryngii, skąd być może zamierzał uciec za granicę, aby tam, u obcych władców, szukać pomocy w stłumieniu rewolucji; już następnego dnia król i jego rodzina zostali jednak rozpoznani w Varennes, aresztowani i odesłani z powrotem do Paryża. Wydarzenie to wzbudziło ogólne oburzenie paryżan, zwłaszcza kordelierzy żądali proklamowania republiki. 17 lipca tłum zebrał się na Polu Marsowym, popierając postulaty kordelierów i żądając detronizacji króla. Rezultat demonstracji był tragiczny. Mer Paryża, feuillanta Jean Sylvain Bailly, posłał na demonstrantów Gwardię Narodową markiza La Fayette (również feuillantę), w niewyjaśnionych do końca okolicznościach żołnierze otworzyli ogień, zabijając kilkadziesiąt osób. Ta masakra na Polu Marsowym bardzo nadszarpnęła popularność La Fayette’a i Bailly’ego i była zapowiedzią późniejszych tragicznych wydarzeń rewolucji.

#### Utworzenie monarchii konstytucyjnej
Prace nad konstytucją zostały wreszcie zakończone 3 września 1791 r., 14 września konstytucja została podpisana przez króla i weszła w życie. Francja stała się monarchią konstytucyjną, w której król sprawował władzę wykonawczą, a władza ustawodawcza należała do Zgromadzenia Prawodawczego, potocznie nazywanego Legislatywą.
W nowym ciele ustawodawczym na ogólną liczbę 745 deputowanych radykalnych jakobinów, żyrondystów i kordelierów było tylko 136, byli oni jednak najaktywniejszym blokiem i zdobywali coraz większe znaczenie. W dziedzinie polityki zagranicznej aktywność wykazywali zwłaszcza żyrondyści, którzy doszli do wniosku, że po uporządkowaniu spraw ustrojowych czas zwrócić się przeciwko sąsiadom. Pragnęli w ten sposób „wyeksportować” rewolucyjne idee do innych krajów kontynentu, a także odwrócić uwagę społeczeństwa od coraz trudniejszej sytuacji ekonomicznej. 20 kwietnia 1792 r. Francja wypowiedziała wojnę Austrii, w maju do wojny przystąpiło też Królestwo Sardynii, a w lipcu Prusy. Rozpoczął się ponad 20-letni okres kampanii wojennych.

#### Kres monarchii. Stracenie króla

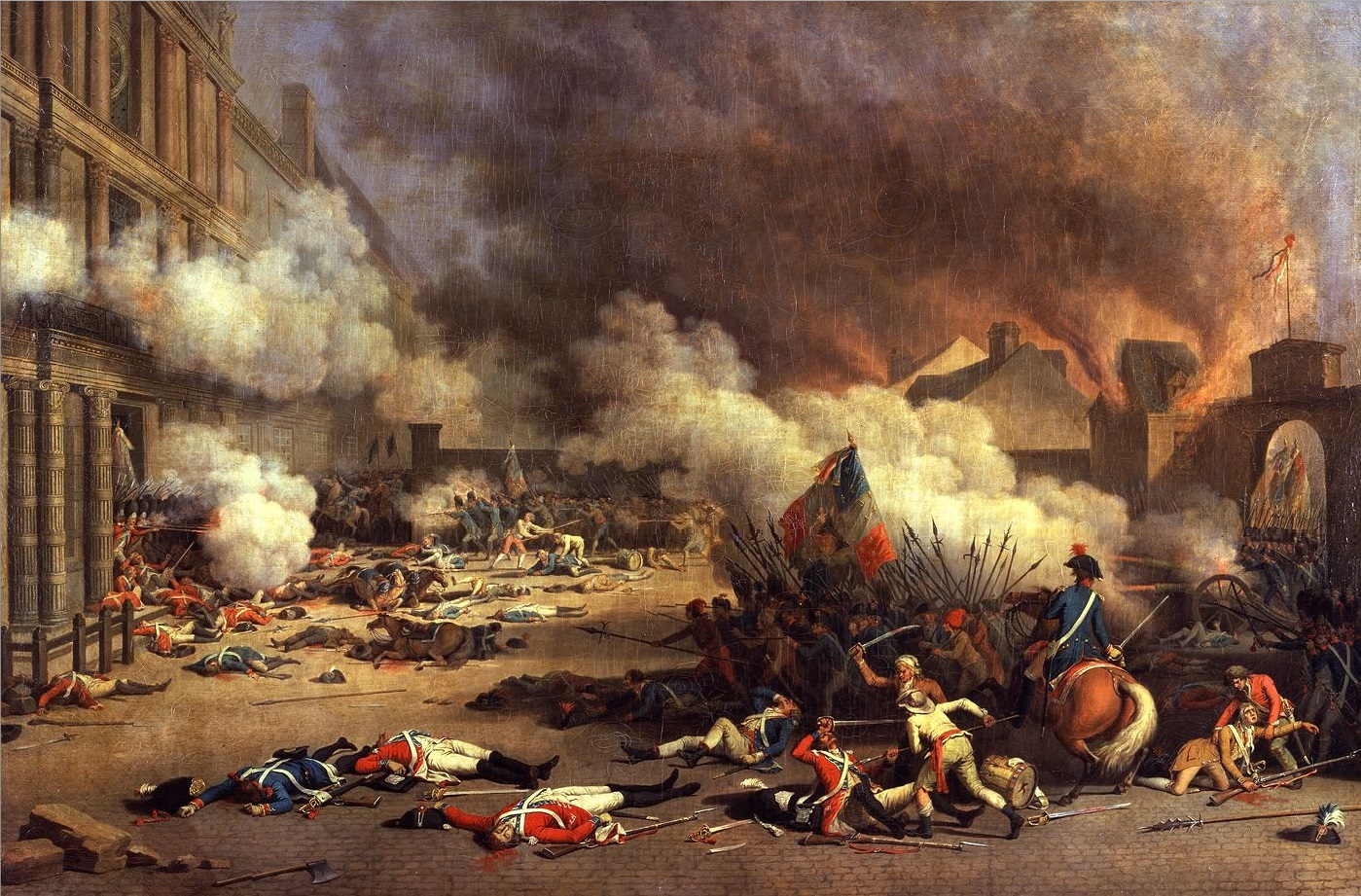
Szturm sankiulotów na pałac Tuileries – 10 sierpnia 1792 r.

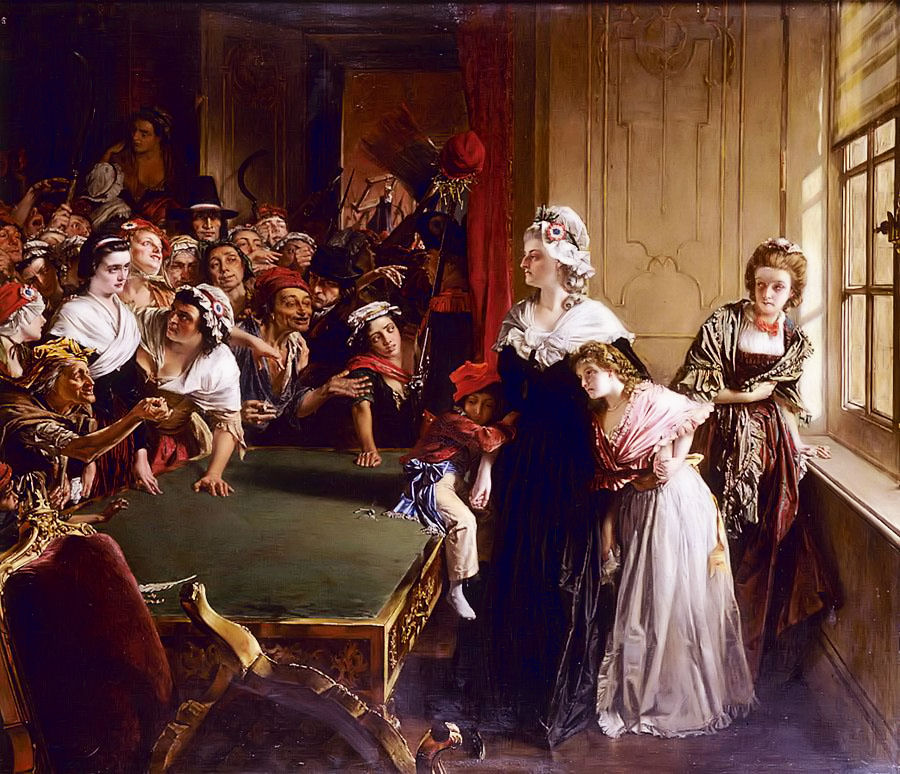
Maria Antonina naprzeciw tłumu w Tuileries

Klęski w starciach wojennych, zwłaszcza z mającą wtedy opinię najlepszej w Europie armią pruską, w sierpniu 1792 r. spowodowały w Paryżu ponowną radykalizację nastrojów ulicy, która o niepowodzenia w wojnie obwiniała króla. W obawie o własne życie mer Jean Sylvain Bailly podał się do dymisji, nowy mer, żyrondysta, Jérôme Pétion de Villeneuve 3 sierpnia wystąpił do Legislatywy z wnioskiem o zawieszenie króla w czynnościach. Ponieważ deputowani ociągali się z decyzją (radykałowie stanowili mniejszość w Zgromadzeniu), plebs (tak zwani sankiuloci) w nocy z 9 sierpnia na 10 sierpnia zajął ratusz i utworzył rewolucyjną Komunę Paryża, a rano 10 sierpnia przypuścił szturm na pałac Tuilierie – siedzibę króla. Króla wraz z rodziną uwięziono i osadzono w twierdzy Temple. Legislatywa powołała nowy rząd – Tymczasową Radą Wykonawczą z kordelierem Georges’em Dantonem, rzeczywistą władzę sprawowała jednak Komuna Paryża, która po kilku dniach wymusiła na deputowanych powołanie nowej izby ustawodawczej – Konwentu Narodowego.

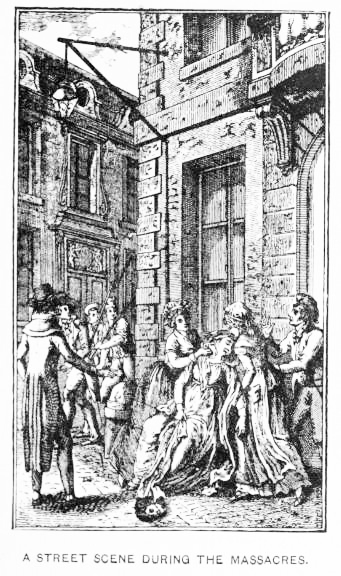
Scena z masakr wrześniowych

Kolejne niepowodzenia armii francuskiej w wojnie z Prusakami znowu spowodowały zamieszki na ulicach Paryża. Kiedy 2 września 1792 r. Prusacy zdobyli twierdzę w Verdun, doszło do tak zwanych masakr wrześniowych. Pod wpływem agitacji radykalnych klubów i gazet (szczególną rolę odegrał redaktor gazety Przyjaciel ludu kordelier Jean-Paul Marat) w okresie od 3 września do 6 września wzburzony tłum wdzierał się do paryskich więzień i dokonywał samosądów na osadzonych w nich arystokratach i księżach, mordując ponad 1500 więźniów.
Posuwające się wojska pruskie wkrótce zaczęły zagrażać samemu Paryżowi, 20 września zostały jednak odparte w bitwie pod Valmy. 21 września rozpoczęło się w Paryżu pierwsze posiedzenie Konwentu Narodowego, którego skład był już o wiele bardziej lewicowy niż tuż wcześniej rozwiązanego Zgromadzenia Prawodawczego. Dominowali w nim żyrondyści i tak zwana Góra (jakobini i kordelierzy), w których szeregach byli niemal wszyscy czołowi działacze rewolucyjni; oprócz tych ugrupowań było w skład Konwentu wchodziła jeszcze grupa posłów o niesprecyzowanych poglądach, tak zwane Bagno. Jeszcze tego samego dnia Konwent ogłosił zniesienie monarchii we Francji, a następnego dnia, 22 września, proklamował powstanie Republiki Francuskiej.

Egzekucja Ludwika XVI, na pustym cokole z prawej strony przed rewolucją stał pomnik Ludwika XV, dziadka Ludwika XVI.

Wkrótce król Ludwik XVI stanął jako oskarżony przed Konwentem. Proces, który rozpoczął się 11 grudnia 1792 r., zakończył się uznaniem za winnego 15 stycznia 1793 r. i skazaniem na karę śmierci 17 stycznia. Król (którego teraz oficjalnie nazywano „obywatelem Louisem Capet”) zginął na gilotynie 21 stycznia na Placu Rewolucji (obecnie placu Zgody) w obecności 200 tys. paryżan. Oznaczało to kres monarchii i panujących od tysiąca lat dynastii Merowingów, Karolingów, Kapetyngów, Walezjuszów i Burbonów.

### Czasy terroru

#### Rządy żyrondystów
Stracenie króla Ludwika XVI było wstrząsem zarówno dla arystokracji francuskiej, która jeszcze większą falą zaczęła uciekać z kraju, jak i dla monarchii europejskich, które bały się rozprzestrzenienia idei rewolucyjnych w innych krajach kontynentu. Do Austrii, Prus i Sardynii walczących z Francją dołączyła Wielka Brytania, Holandia, Hiszpania i inne państwa, które razem tworzyły I koalicję antyfrancuską. Republika stanęła wobec konieczności walki na kilku frontach z niemal całą Europą. Do 10 marca 1793 r. wybuchło rojalistyczne powstanie w Wandei – powstańcy (tak zwani szuanie) dążyli do przywrócenia monarchii z małoletnim Ludwikiem XVII i żądali zaprzestania prześladowań religii i księży.
W reakcji na to zagrożenie zewnętrzne i wewnętrzne postanowiono wzmocnić władzę wykonawczą i jeszcze skuteczniej rozprawiać się z wszelkimi wrogami. Na wniosek Dantona 10 marca powołano Trybunał Rewolucyjny (od 10 czerwca 1794 r. – na podstawie tak zwanego prawa prairiala – możliwe w nim były tylko dwa wyroki – uniewinniający i kara śmierci), powstał Komitet Bezpieczeństwa Powszechnego, a 9 kwietnia organ władzy wykonawczej Komitet Ocalenia Publicznego, którego dominującą postacią był Georges Danton.

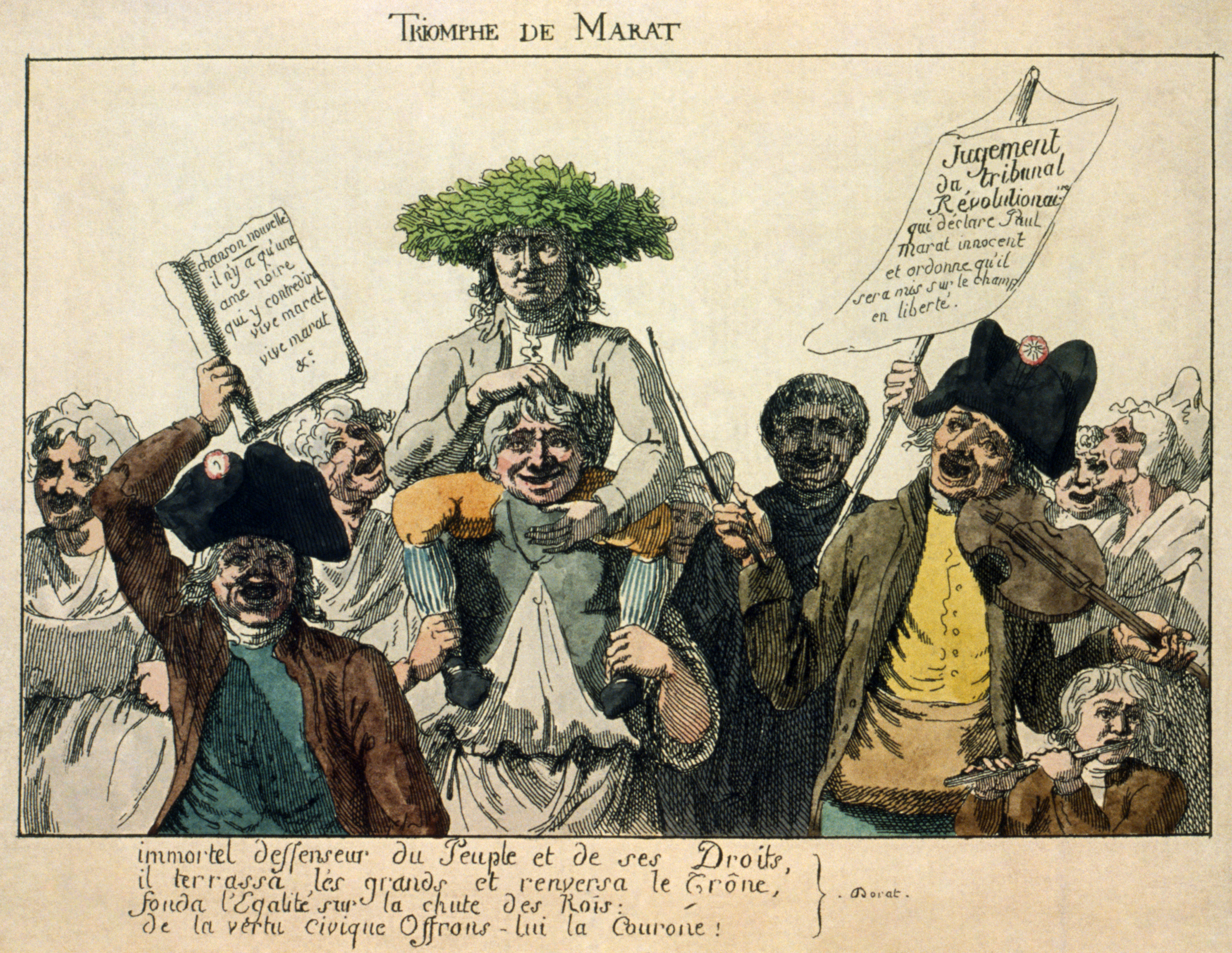
Paryżanie wnoszą uniewinnionego Marata na salę obrad Konwentu

Dochodziło też do coraz większych napięć w obrębie samych rewolucjonistów. W 1793 r. w Konwencie dziennikarz i polityk Jean-Paul Marat zaczął ostro atakować żyrondystów, wzywał też sankiulotów do szturmu na Tuileries. Żyrondyści wytoczyli mu proces, Trybunał Rewolucyjny oczyścił jednak Marata z zarzutów, a paryżanie triumfalnie wnieśli Marata na salę obrad Konwentu. Później żyrondystów zaatakował Jacques-René Hébert, przywódca hebertystów, do których dołączyli tak zwani wściekli (les enragés), najradykalniejszy odłam rewolucjonistów. Wreszcie w czerwcu 1793 r. deputowani „Żyrondy” zostali aresztowani i oskarżeni o działalność kontrrewolucyjną. Czołową pozycję w Konwencie zajęli teraz jakobini.

#### Rządy jakobinów

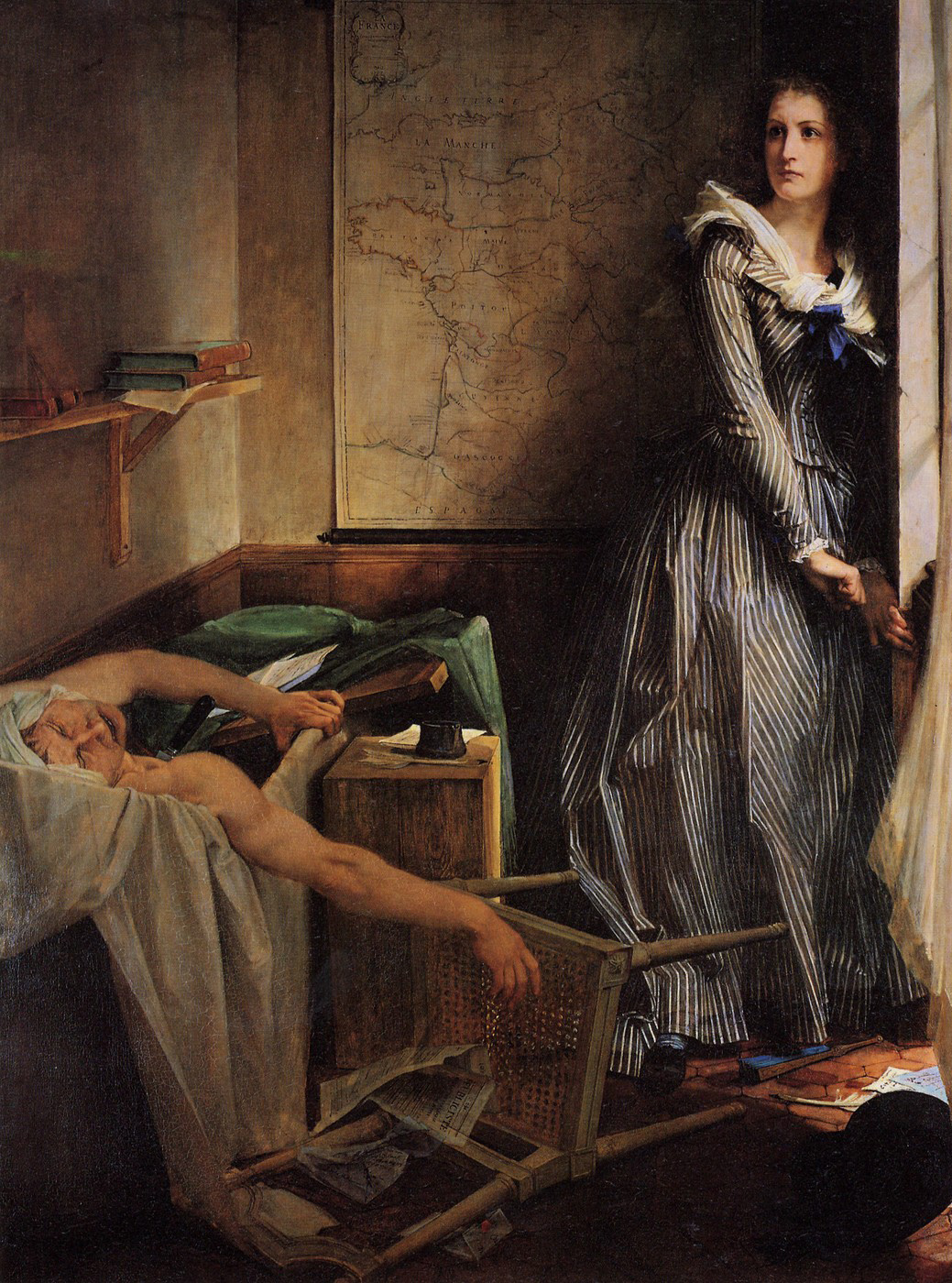
Zabójstwo Marata przez Charlotte Corday, mal. Paul-Jacques-Aimé Baudry

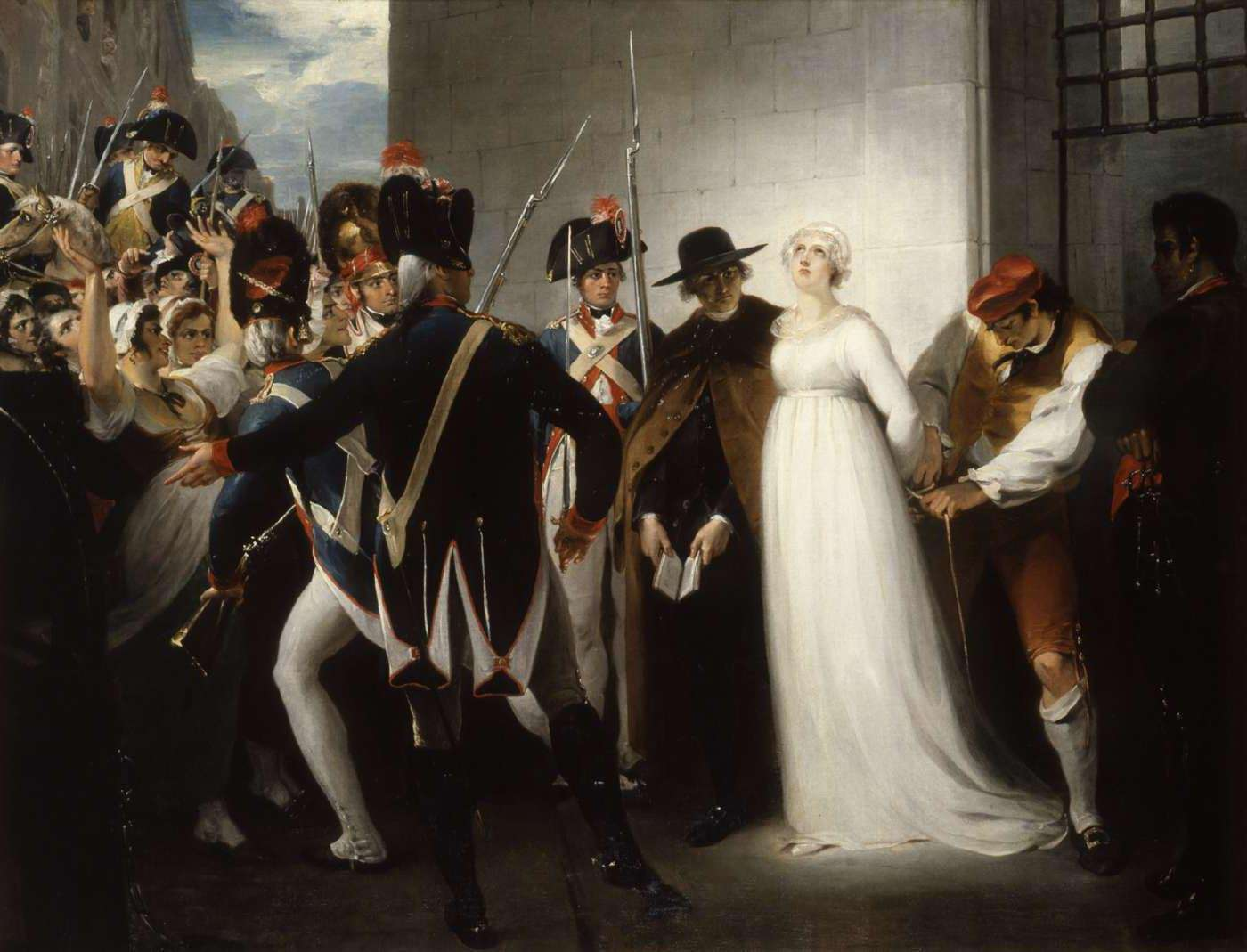
Maria Antonina wyprowadzana na egzekucję

Jakobini zaczęli swoje rządy od uwłaszczenia chłopów (10 czerwca) i uchwalenia nowej, bardzo demokratycznej, konstytucji (24 czerwca), która jednak nigdy nie weszła w życie. 13 lipca żyrondystka Charlotte Corday zasztyletowała w jego własnej wannie uwielbianego przez tłumy Marata, co jakobinom dało pretekst do rozprawienia się z uwięzionymi przywódcami „Żyrondy”. Został wymieniony skład Komitetu Ocalenia Publicznego, którego dominującymi postaciami stali się Maximilien de Robespierre i jego zwolennicy, a przewodniczącym Trybunału Rewolucyjnego Antoine Quentin Fouquier de Tinville. 17 września Konwent uchwalił tzw. dekret o podejrzanych, na podstawie którego zaczęto ścigać i skazywać na karę śmierci żyrondystów, arystokratów oraz wszystkie inne osoby uznane za „wrogów rewolucji”. 16 października 1793 r. ścięto też Marię Antoninę, oskarżoną o trwonienie państwowych pieniędzy i zdradę.

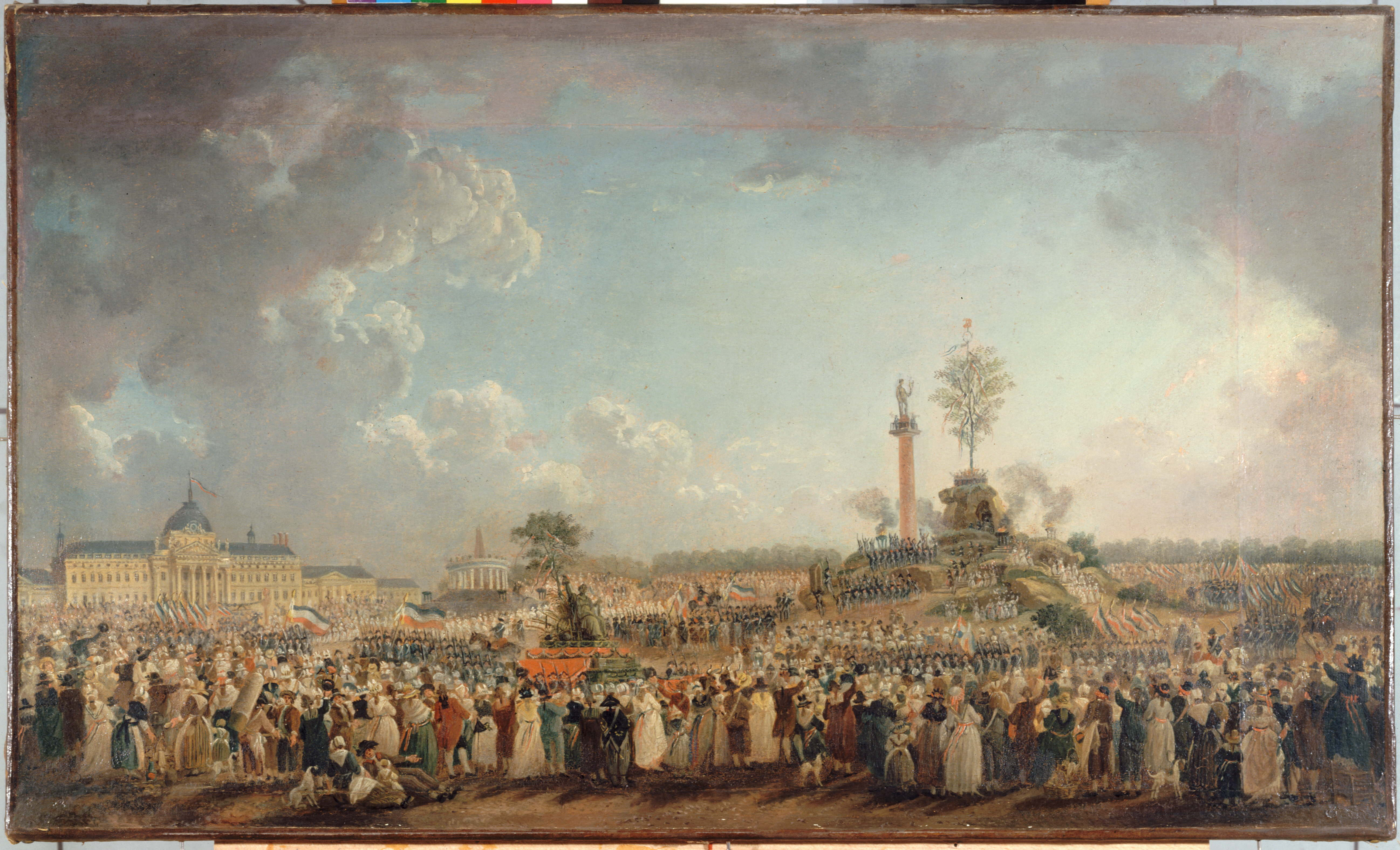
Obchody święta Istoty Najwyższej na Polu Marsowym, jej kult podczas rewolucji zastąpił religię

W następnym 1794 roku ostrze terroru jakobinów zwróciło się przeciwko innym stronnictwom, ich niedawnym sojusznikom. Najpierw wyeliminowano hebertystów, którzy, będąc radykalnym odłamem, bez uzgodnienia z jakobinami i kordelierami, niszczyli kościoły i prześladowali katolików, propagując tzw. kult Rozumu. 4 marca Hébert próbował poderwać sankiulotów do ataku na Tuileries, ci jednak odmówili udziału; Hébert został aresztowany i wraz z innymi przywódcami klubu zgilotynowany 24 marca.
29 marca zaatakowano kordelierów, aresztując Dantona i jego współpracowników. Georges Danton i Camille Desmoulins, pod zarzutem szpiegostwa i torpedowania działalności Komitetu Ocalenia Publicznego zostali zgilotynowani 5 kwietnia. Do końca kwietnia jakobini pozbyli się praktycznie wszystkich przywódców konkurencyjnych stronnictw i mogli sami rządzić Konwentem (w którym oprócz nich zasiadało jeszcze „Bagno” – deputowani niezrzeszeni).

#### Wielki Terror

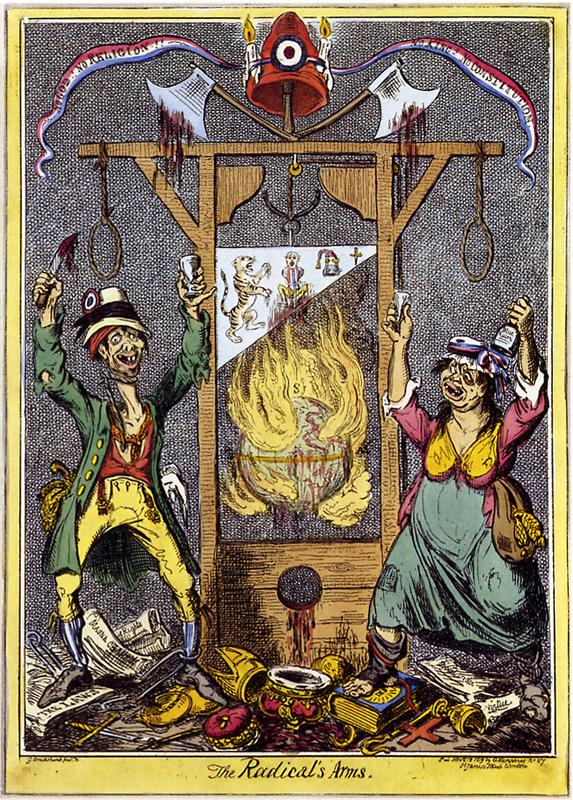
Broń radykałów – angielski rysunek satyryczny z 1819 r., rys. George Cruikshank

Był to jednak dopiero początek „Wielkiego Terroru” w Paryżu i w całej Francji. 10 czerwca uchwalono tzw. prawo prairiala, na podstawie którego wyroki mogły być wydawane bez przesłuchania oskarżonego i świadków, sąd mógł oskarżonego jedynie skazać na śmierć lub uniewinnić. Gilotynowano rzeczywistych i wyimaginowanych przeciwników jakobińskich rządów, arystokratów, czasami załatwiano przy tym prywatne porachunki. Łącznie w czerwcu i lipcu 1794 r. w całym kraju stracono prawie 18 tysięcy osób.

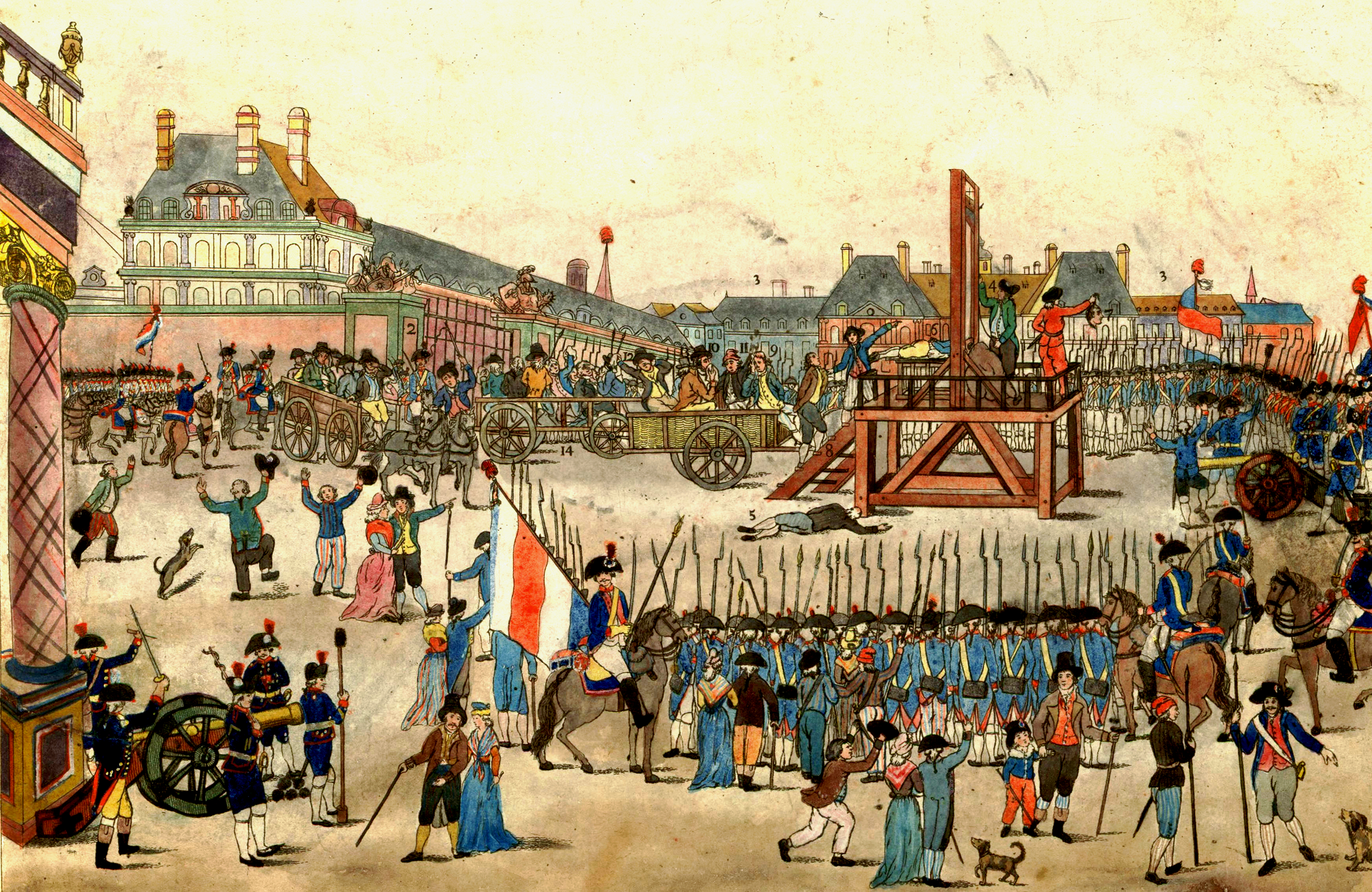
Egzekucja przywódców jakobińskich – 28 lipca 1794

Terror szybko spowodował odwrócenie się od jakobinów większości społeczeństwa, zwłaszcza że w toczącej się cały czas wojnie wojska francuskie zaczęły odnosić sukcesy i przekonywanie o zagrożeniu republiki przestało być wiarygodne. W Konwencie zaczęła wyłaniać się opozycja dążąca do obalenia rządów jakobinów. Robespierre w poczuciu zagrożenia 26 lipca oświadczył, że „zdrajcy są wszędzie” i zapowiedział na następny dzień ogłoszenie ich nazwisk. Zdeterminowani deputowani (każdy obawiał się, że padnie jego nazwisko), następnego dnia, 27 lipca 1794 r. (9 thermidora według kalendarza republikańskiego), pośród ogólnej wrzawy przegłosowali aresztowanie Robespierre’a, Louisa de Saint-Justa (wsławił się on jako oskarżyciel na procesie króla i Dantona, nazywany był „aniołem śmierci”) i innych przywódców jakobińskich, których 28 lipca zgilotynowano.

### Schyłek rewolucji

#### Rządy termidorian

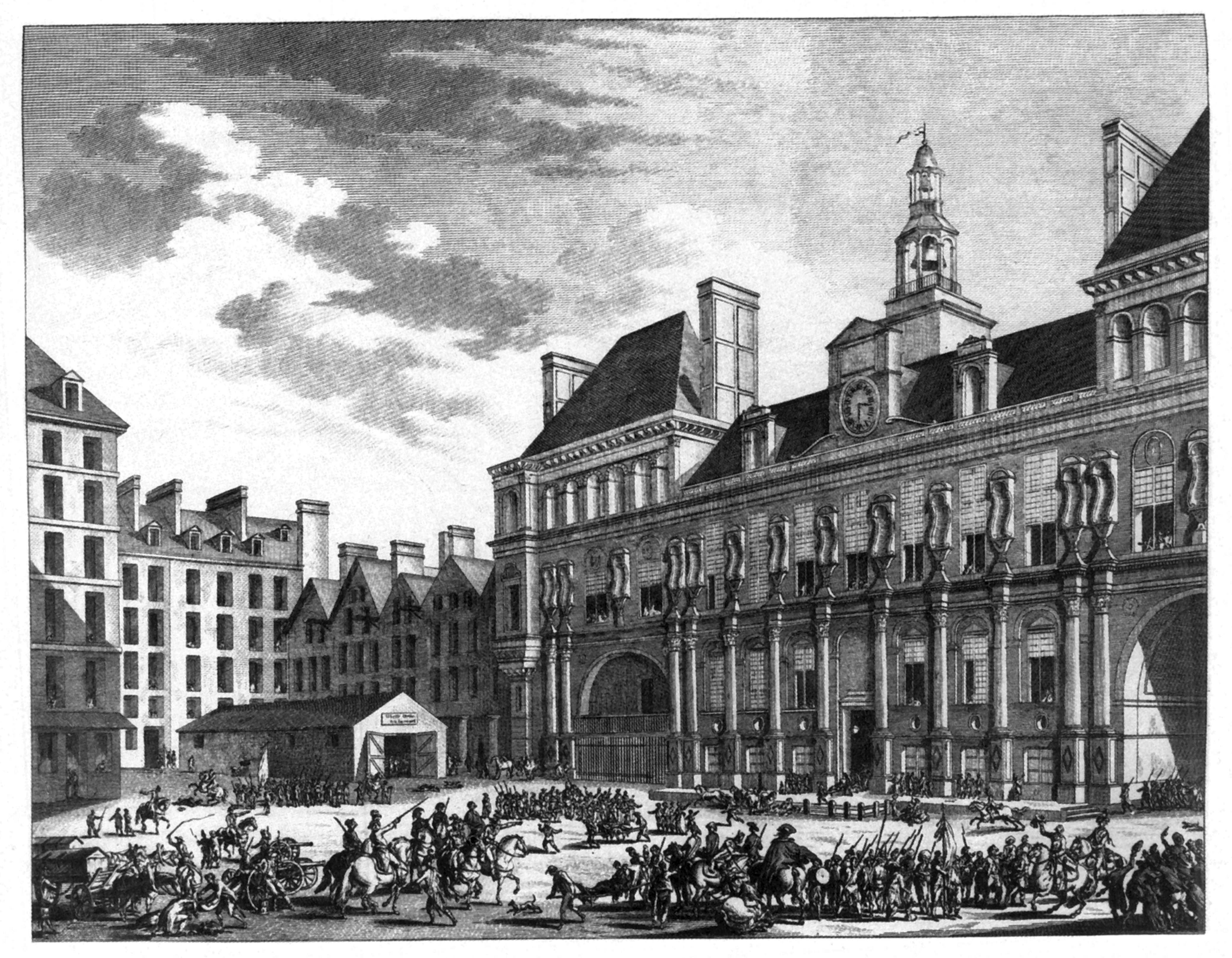
Lud przed ratuszem w Paryżu 9 termidora (27 lipca) 1794 r.

Termidorianie, jak ich nazwano od miesiąca, w których dokonali przewrotu i objęli władzę, również byli rewolucjonistami i republikanami, w przeciwieństwie do jakobinów byli jednak przekonani o konieczności zakończenia rewolucji i ugruntowania jej zdobyczy. Rozwiązali Komunę Paryża i Trybunał Rewolucyjny, doprowadzili też do rozwiązania klubu jakobinów i prześladowali jego członków. Usunięto prochy Marata z Panteonu, gdzie zostały złożone po jego śmierci. Zniesiono ceny maksymalne (wprowadzone 4 maja 1793 r.), dzięki czemu znowu zaczęło bogacić się mieszczaństwo. Wreszcie w 1795 r. podpisano traktaty pokojowe z Prusami, Toskanią i Holandią (w następnym roku również z Hiszpanią), a Francja zyskała znaczne nabytki terytorialne (nie oznaczało to końca wojny, Austria i Wielka Brytania nadal walczyły przeciwko Francji).

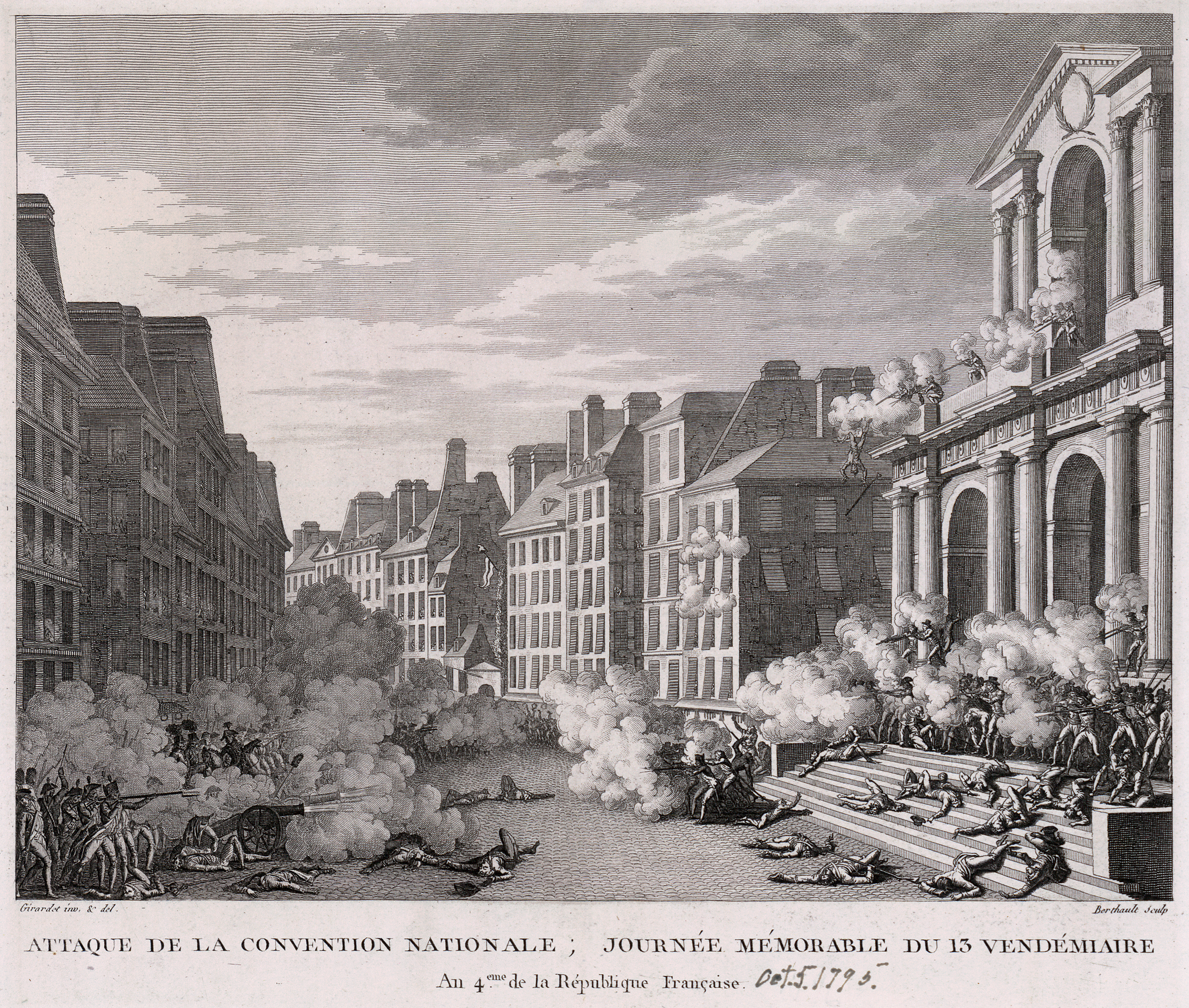
Walki na schodach kościoła Św. Rocha w czasie powstania rojalistów

Trudna sytuacja ekonomiczna i znowu zwiększające się rozwarstwienie społeczne spowodowały jednak, że paryżanie znowu wyszli na ulice. Do demonstracji przeciwko głodowi, nowobogackim i za przywróceniem cen maksymalnych doszło w nocy z 31 marca na 1 kwietnia 1795 r. 20 maja doszło już do zbrojnego powstania sankiulotów, którzy zajęli Tuileries, domagając się powrotu jakobinów; powstanie zostało krwawo stłumione przez Gwardię Narodową. 3 października (13 vendémiaire według kalendarza republikańskiego) Paryż znowu stał się sceną powstania, tym razem rojalistów, którzy szturmowali Tuileries. Powstanie zostało stłumione przez młodego generała Napoleona Bonaparte, który przeciw powstańcom użył armat (wydarzenie to przyczyniło się do wzrostu popularności przyszłego cesarza, który zyskał sobie przydomek „Generała Vendemiaire”).
Wcześniej, 22 sierpnia 1795 r. Konwent uchwalił nową konstytucję, na mocy której władza wykonawcza została powierzona pięcioosobowemu Dyrektoriatowi. Pierwsi dyrektorzy objęli władzę 2 listopada.

#### Rządy Dyrektoriatu
Pogłębiające się od zamachu 9 thermidora nierówności społeczne wciąż powodowały niezadowolenie biedoty. W marcu 1796 r. François Noël Babeuf założył w Paryżu Sprzysiężenie Równych, konspiracyjną organizację (działała ona praktycznie tylko w stolicy) dążącą do wywołania kolejnego powstania i budowy ustroju opartego na likwidacji własności prywatnej. Organizacja została jednak wykryta przez władze, Babeuf i inni jej przywódcy aresztowani i 27 maja 1797 straceni.
Do tego dochodziła ciężka sytuacja na froncie. W Niemczech i Włoszech Francuzi wciąż walczyli z wojskami austriackimi i ich koalicjantów, pomimo pewnych sukcesów nie mogąc odnieść ostatecznego zwycięstwa.

#### Droga Napoleona do władzy

Napoleon prowadzący szturm podczas bitwy na moście w Arcole w kampanii włoskiej w 1796 r.

Sytuacja zmieniła się, kiedy 2 marca 1796 r. dowódcą Armii Włoskiej został Napoleon Bonaparte. Błyskawicznie rozgromił on armię austriacką i sprzymierzone z nimi wojska państw włoskich. Po zawarciu z Austrią pokoju w Campo Formio 17 października 1797 r. już tylko Wielka Brytania pozostawała w stanie wojny z Francją. Dzięki tym zwycięstwom Napoleon zyskiwał sobie coraz większą popularność wśród żołnierzy i w społeczeństwie i mógł coraz mniej liczyć się z władzą Dyrektoriatu.

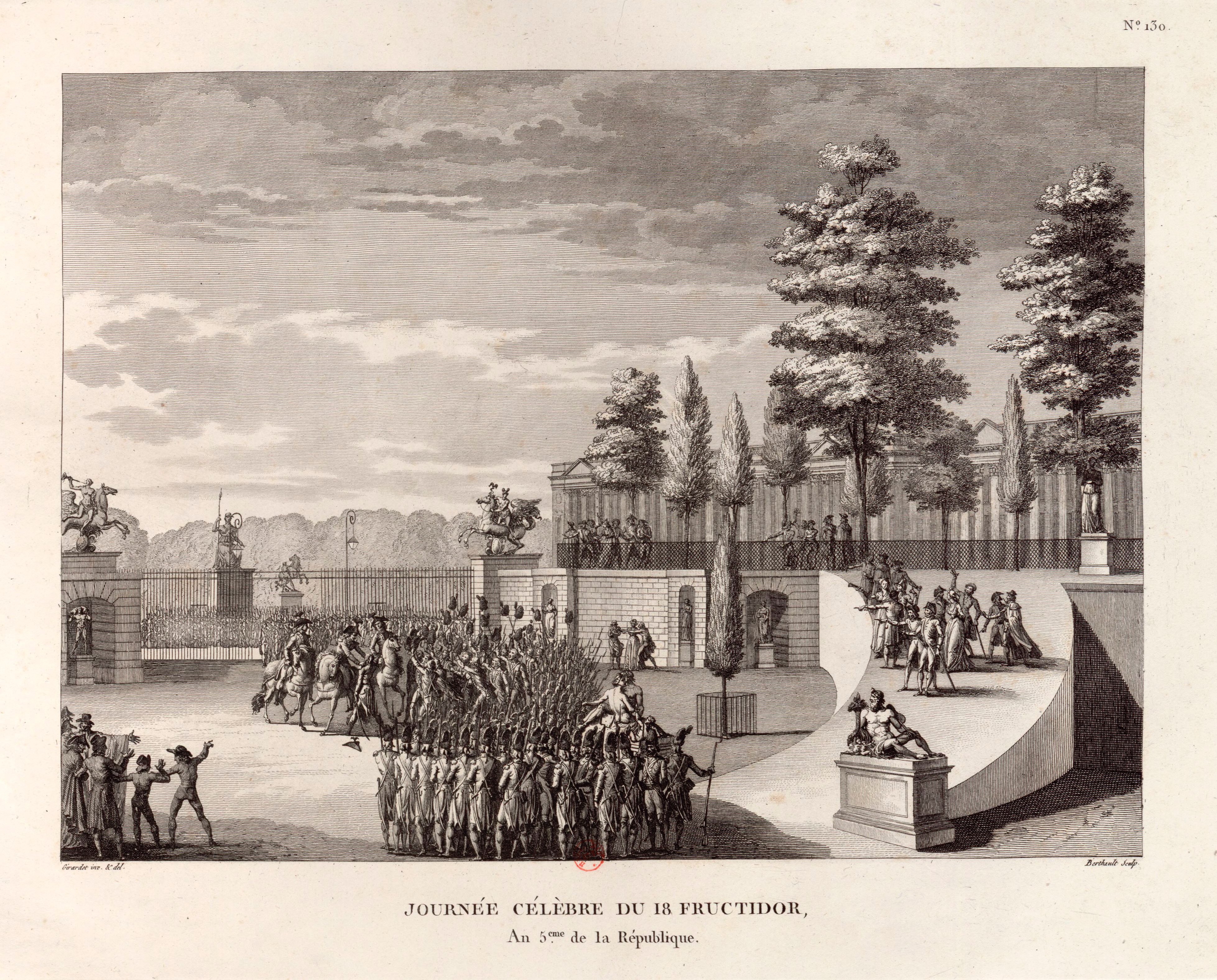
Oddziały gen. Augereau szturmują Tuileries 4 września 1797 r.

Pozycję Napoleona jeszcze bardziej wzmocniła próba rojalistów dokonania w Paryżu zamachu stanu, która miała miejsce 4 września 1797 r. Kiedy Paul François de Barras, jeden z liderów Dyrektoriatu dowiedział się o planach spiskowców, poprosił o pomoc Napoleona. Ten przysłał do Paryża generała Pierre’a Augereau, który w planowany dzień zamachu, kiedy tylko spiskowcy podjęli działania, zajął Tuileries – próba zamachu zakończyła się niepowodzeniem.
Napoleon kontynuował swoje podboje, a w maju 1798 r. wyruszył ze swoją armią do Egiptu. Dyrektoriat zamierzał w ten sposób otworzyć drogę do zdobycia w przyszłości Indii, które od XVII w. były stopniowo kolonizowane przez Brytyjczyków; drugim celem tej misji było prawdopodobnie jednak też odsunięcie Napoleona, którego rosnących wpływów coraz bardziej się obawiano, od spraw kraju. Sukcesy Napoleona w tym kraju spowodowały wypowiedzenie 9 września 1798 r. Francji wojny przez Imperium Osmańskie (Turcję), do którego Egipt formalnie należał, a następnie powstanie II koalicji antyfrancuskiej z Rosją i Austrią. Między innymi skomplikowana sytuacja militarna na frontach w Europie spowodowała, że Bonaparte przekazał Armię Wschodu pod komendę gen. Jean-Baptiste Klébera i 3 października 1799 r. powrócił do Francji.

#### Przewrót 18 brumaire’a

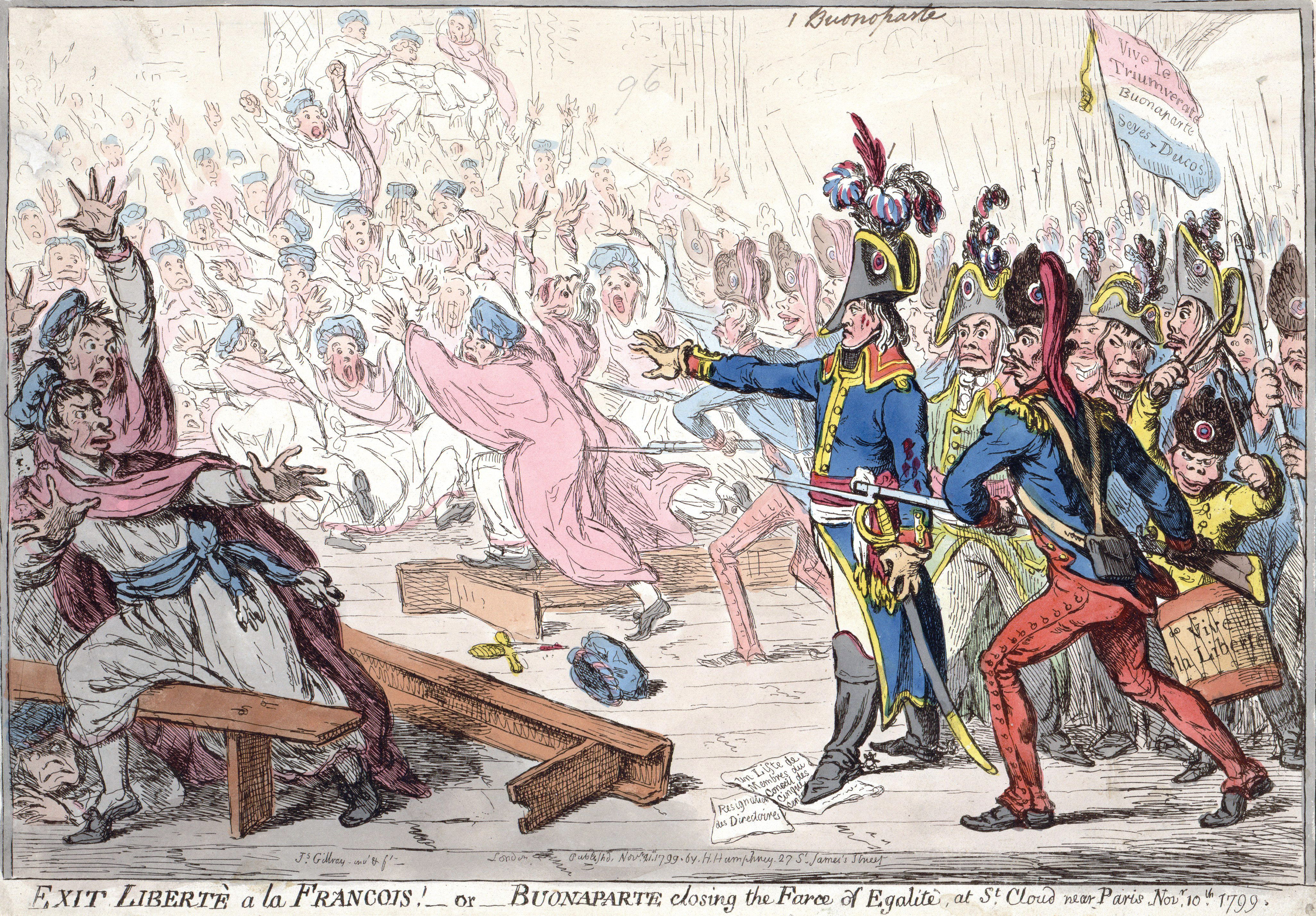
Angielska satyra na przewrót 18 brumaire’a. Napis pod rysunkiem głosi: Koniec Liberté (wolności) po francusku. Napoleon kończy farsę Egalité (równości) w St. Cloud pod Paryżem 10 listopada 1799 r.

Rządy Dyrektoriatu nie cieszyły się popularnością. Oprócz pogłębiającego się rozwarstwienia społecznego, jego członkom zarzucano niemoralność, do tego doszły niepowodzenia na froncie. W tej sytuacji zawiązała się grupa spiskowców, w której byli Joseph Fouché (późniejszy minister policji), Charles-Maurice de Talleyrand-Périgord (późniejszy minister spraw zagranicznych), a także jeden z dyrektorów Emmanuel-Joseph Sieyès. Wreszcie ten ostatni zaproponował Bonapartemu współudział we władzy, czego skutkiem okazało się objęcie rządów przez Napoleona.
9 listopada (18 brumaire’a według kalendarza republikańskiego) 1799 r. żołnierze Napoleona obsadzili strategiczne punkty w Paryżu – Palais-Royal, Tuileries, Pałac Luksemburski, a także w okolicy Wersal i Saint-Cloud. Do tej ostatniej miejscowości pod naciskiem Sieyesa zastraszony Dyrektoriat przeniósł obrady Rady Pięciuset i Rady Starszych, obu izb parlamentu francuskiego za rządów Dyrektoriatu. Następnego dnia Bonaparte wygłosił przemówienie w Radzie Starszych, w którym zaproponował likwidację Dyrektoriatu i ustanowienie Konsulatu, w którym miał być pierwszym konsulem. Deputowani Rady Starszych, pozbawieni oparcia Paryża, przyjęli propozycję; ze zdecydowaną wrogością na próbującego przemawiać Napoleona zareagowali natomiast posłowie Rady Pięciuset. Wezwani na pomoc grenadierzy rozpędzili jednak posłów, wybrano jedynie kilkunastu przychylnych Napoleonowi, którzy zatwierdzili uchwałę Rady Starszych i propozycje Napoleona. Oznaczało to koniec dziesięcioletniego okresu rewolucji.

## Od Pierwszego Cesarstwa do rewolucji lipcowej
Objęcie władzy przez Napoleona (który 18 maja 1804 r. w katedrze Notre-Dame koronował się na cesarza) przyniosło wreszcie stabilizację Paryżowi, chociaż Francja nadal toczyła wojny w całej Europie. Napoleon pragnął uczynić Paryż „nowym Rzymem”, którego świetność odpowiadałaby potędze nowego Cesarstwa. Niektóre budowle wprost nawiązywały do architektury starożytnego Rzymu jak kościół de la Madeleine, czy Łuk Triumfalny, którego budowę rozpoczęto w 1806 r.

### Koniec epoki napoleońskiej. Zajęcie Paryża przez koalicjantów

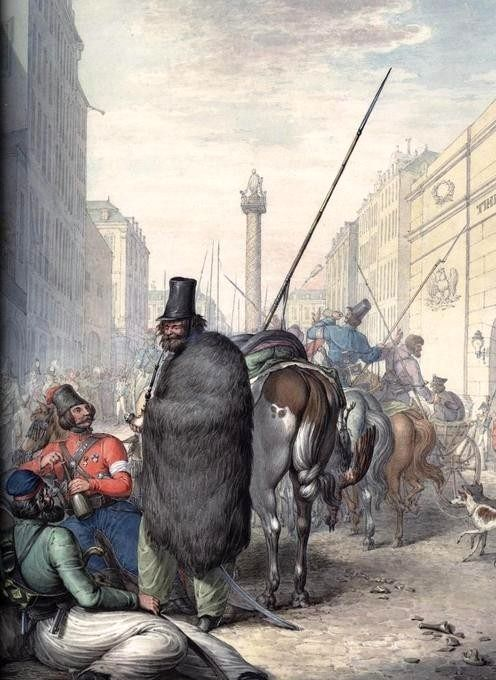
Kozacy rosyjscy na ulicach Paryża w 1814 r.

Długa pomyślna passa Napoleona zakończyła się wreszcie w 1812 r. wraz z nieudaną wyprawą na Rosję. Po bitwie pod Lipskiem („Bitwie Narodów”) w 1813 r. koalicjanci kontynuowali natarcie i w 1814 r. wkroczyli na terytorium Francji.
Wojskami maszerującymi na Paryż dowodził pruski feldmarszałek Gebhard Leberecht von Blücher, 30 marca rosyjski generał Alexandre Andrault de Langeron poprowadził szturm na wzgórze Montmartre. Po południu tego dnia oddziały francuskie poddały się i następnego dnia 31 marca 1814 r. zwycięskie wojska z carem Rosji Aleksandrem I i królem Prus Fryderykiem Wilhelmem III wkroczyły do miasta. Po raz pierwszy od czasów wojny stuletniej miasto zaczęły okupować obce wojska – kozacy w służbie rosyjskiego cara.

### Okupacja Paryża
Po początkowym wycofaniu się z Paryża rosyjskie i inne wojska po raz drugi zajęły miasto po przegranej przez Napoleona bitwie pod Waterloo i jego ostatecznej (drugiej po zrzeczeniu się władzy 6 kwietnia 1814 r.) abdykacji 22 czerwca 1815 r. W 1818 r. wojska okupacyjne ostatecznie opuściły stolicę i Francję.
Z okupacją rosyjską Paryża wiąże się legenda o powstaniu barów szybkiej obsługi – popularnych bistro. Według etymologii ludowej zniecierpliwieni kozacy mieli wołać do francuskich kelnerów w restauracjach „bystro, bystro” (co po rosyjsku oznacza „szybko”), przez co tak nazwano lokale oferujące szybki posiłek. W rzeczywistości pierwsze lokale typu bistro powstały dużo później, pod koniec XIX wieku, a samo słowo pochodzi prawdopodobnie z któregoś z francuskich dialektów.

### Restauracja

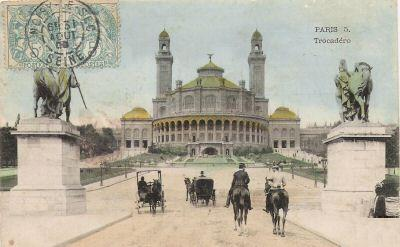
Most Jeny i stary (już nieistniejący) pałac Trocadero

Po abdykacji Napoleona 6 kwietnia 1814 r. Francja stała się monarchią konstytucyjną. Na tronie zasiadł Ludwik XVIII, brat ściętego Ludwika XVI (syn Ludwika XVI, Ludwik XVII, następca tronu, zmarł w dzieciństwie w 1795 r. uwięziony w paryskim Temple, być może zgładzony przez rewolucjonistów; według Jana Baszkiewicza zmarł wyniszczony przez gruźlicę). Ludwik XVIII nie dążył do całkowitego przywrócenia ustroju politycznego sprzed rewolucji, zdając sobie sprawę, że cofnięcie wszystkich zdobyczy rewolucji jest niemożliwe. Nawet po ostatecznej klęsce Napoleona w 1815 r. i jego zesłaniu na wyspę św. Heleny większość administracji zachowała swoje stanowiska. Król sprzeciwił się też zniszczeniu zbudowanego przez Napoleona mostu Jeny w Paryżu, który feldmarszałek Blücher chciał wysadzić w powietrze (podobno król, kiedy dowiedział się o tym zamiarze, oświadczył, że uda się osobiście na most i pozostanie tam do detonacji).

### Rewolucja lipcowa
Ta pojednawcza polityka zakończyła się, kiedy w 1824 r. po śmierci Ludwika XVIII tron objął jego młodszy brat Karol X, prowadzący politykę antyliberalną i dążący wprost do przywrócenia Ancien régime’u. Kiedy w 1830 r. po wyborach po parlamentu okazało się, że większość mają w nim liberałowie, król postanowił skorzystać ze swoich szczególnych prerogatyw i 25 lipca wydał pięć tzw. ordonansów (dekretów), w których m.in. ograniczał wolność prasy, rozwiązywał Izbę Deputowanych i ograniczał prawo wyborcze do najbogatszych obywateli (wyborcy musieli też posiadać majątki ziemskie).

Wolność wiodąca lud na barykady, mal. Eugène Delacroix

Wydanie ordonansów stało się bezpośrednią przyczyną wybuchu 27 lipca na ulicach Paryża rewolucji lipcowej, która trwała trzy dni – do 29 lipca (stąd jej francuskie określenie Les Trois Glorieuses – „trzy dni chwały”). Robotnicy i studenci wznieśli na ulicach miasta barykady, do protestu nawoływali też dotknięci ordonansami dziennikarze (w tym Louis Adolphe Thiers, wydawca dziennika National, później polityk i „kat Komuny Paryskiej”). Karol X zarządził zbrojne stłumienie zamieszek, żołnierze nie chcieli jednak walczyć z powstańcami, którzy 28 lipca zdobyli ratusz. Wtedy przeciwko królowi zwróciła się też burżuazja, którą również dotknęły ordonanse (konieczność posiadania majątków ziemskich wykluczała z uczestnictwa w wyborach znaczną część mieszczaństwa). Grupa ta miała aczkolwiek inne cele niż domagający się republiki powstańcy. Zdawała sobie sprawę z niemożności utrzymywania absolutystycznego systemu rządów i pragnęła zmienić kraj w nowoczesne, kapitalistyczne społeczeństwo. Tak więc, kiedy Karol X uciekł w kobiecym przebraniu do Anglii, bankier Jacques Laffitte i sędziwy markiz La Fayette doprowadzili do objęcia tronu przez Ludwika Filipa I z bocznej linii Burbonów, „króla obywatela”, co zapoczątkowało we Francji 18-letni okres tzw. monarchii lipcowej, uważanej za złoty wiek mieszczaństwa francuskiego.
Rewolucja lipcowa w Paryżu stała się też tematem jednego z najsłynniejszych obrazów w historii: Wolności wiodącej lud na barykady, namalowanego w 1830 r. przez Eugène Delacroix.

## Monarchia lipcowa

### Zmiany w życiu gospodarczym i kulturalnym

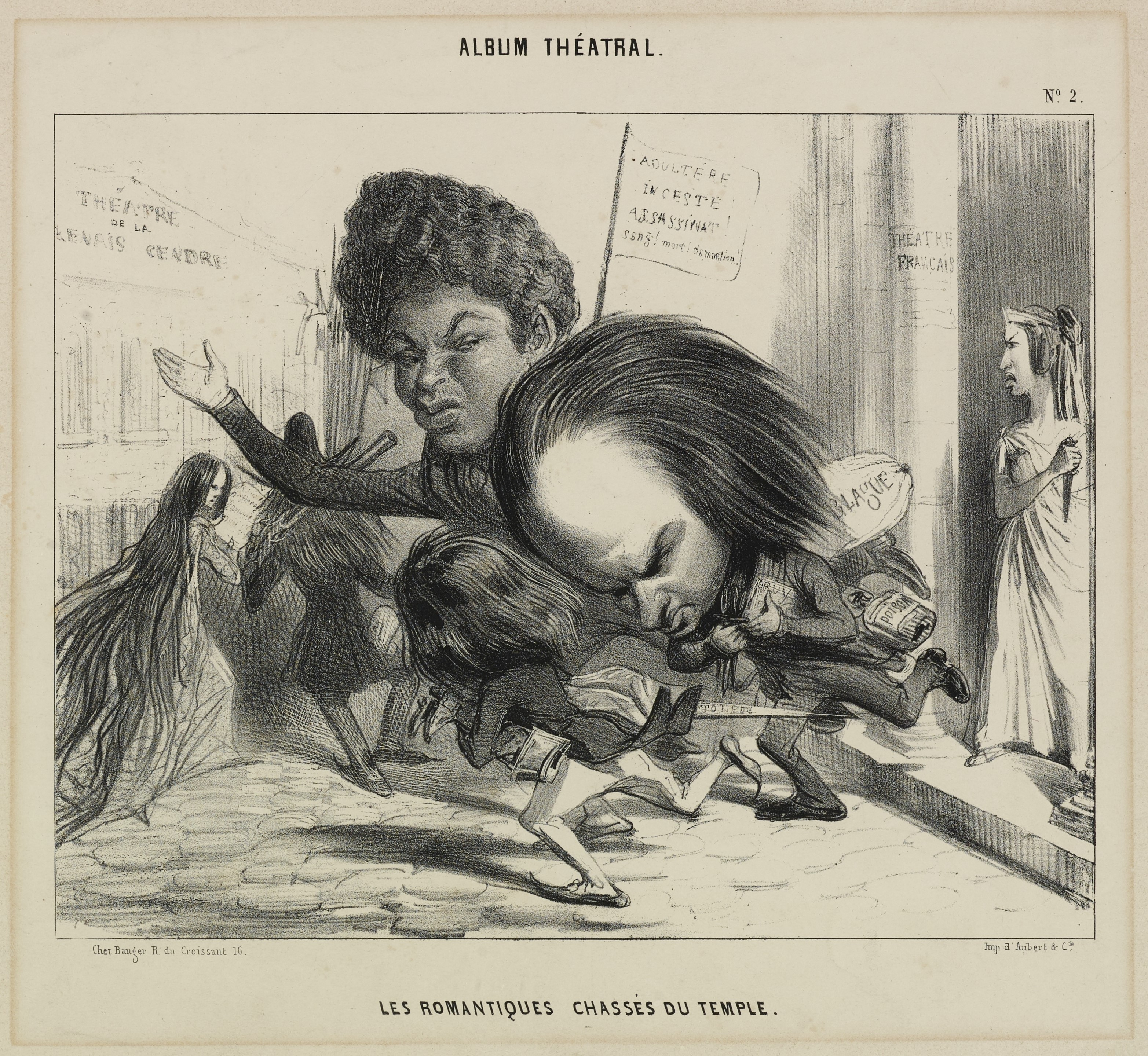
Karykatura francuskich romantyków z 1838

Okres monarchii lipcowej we Francji i w Paryżu był czasem wielkiego przyspieszenia gospodarczego i formowania się kapitalizmu, a także przemian kulturalnych. Kraj i miasto rozwijały się w szybkim tempie, około 1840 r. ludność Paryża przekroczyła milion mieszkańców, miasto było drugim co do wielkości w Europie po Londynie. Francja przeżywała rewolucję przemysłową – budowano fabryki, trasy kolejowe (24 sierpnia 1837 r. pierwsza we Francji linia kolejowa połączyła Paryż z Saint-Germain-en-Laye), powstawały wielkie fortuny, tak że panującego Ludwika Filipa określano nawet mianem „króla bankierów”.
Okres monarchii lipcowej był też czasem wielkiego rozkwitu kulturalnego. W kulturze dominującym prądem tego czasu był romantyzm, którego głównymi przedstawicielami w literaturze byli Victor Hugo, Stendhal, Alfred de Musset, Alexandre Dumas i Honoré de Balzac. W swoich powieściach często ukazywali oni codzienne życie paryżan, szczególnie zasłużył się tu Balzac ze swoim cyklem Komedia ludzka. Zgodnie z ideologią romantyczną zwracano się też ku przeszłości. Jedną z najsłynniejszych powieści historycznych tego czasu stała się wydana w 1831 r. powieść Katedra Marii Panny w Paryżu Victora Hugo, która przyczyniła się do wzrostu zainteresowania tym zabytkiem i podjęcia w 1845 r. decyzji o jego renowacji (prace pod kierunkiem Eugène Viollet-le-Duca trwały do 1864 r.)

### Sytuacja polityczna monarchii lipcowej
Ludwik Filip I, określany też jako „król obywatel”, starał się zaskarbiać względy swoich poddanych. Proklamowana w 1830 r. karta konstytucyjna była właściwie układem pomiędzy monarchą a społeczeństwem. Obniżono cenzus wyborczy, zwiększono kompetencje parlamentu, ograniczono zakres władzy monarchy. Król często pojawiał się na ulicach Paryża w ubraniu mieszczanina (w płaszczu, w cylindrze i z parasolem), witając się z mieszkańcami miasta. Na życzenie paryżan śpiewał nawet publicznie Marsyliankę, aby udowodnić swoje republikańskie sympatie. Próbą pozyskania sobie Francuzów było też sprowadzenie w 1840 r. do kraju zwłok Napoleona, którego pochowano w paryskim kościele Inwalidów.
Pomimo tych wysiłków króla, a także jego popularności na prowincji, w stolicy antymonarchistyczne nastroje były bardzo silne, cały czas były też podsycane przez takie republikańskie gazety jak La Tribune i La Révolution. W reakcji na wspieranie kościoła przez Karola X zdemolowano np. Kościół Saint Germain l’Auxerrois i pałac arcybiskupi. Do zamieszek w Paryżu doszło najpierw w październiku 1831 r., w następnym zaś 1832 roku wybuchło powstanie republikanów, którzy próbowali obalić monarchię. Oprócz przydomków „król bankierów” i „król obywatel” Ludwik Filip I zyskał, niestety dla siebie, jeszcze jeden: „król barykad”.

### Powstanie w czerwcu 1832
Powstanie w czerwcu 1832 r. było przygotowywane przez różne tajne lub działające pod przykrywką organizacji charytatywnych stowarzyszenia jak Stowarzyszenie Przyjaciół Ludu (Societé des amis du peuple), kierujące się ideologią karbonarską. Z przemian gospodarczych korzystało przede wszystkim mieszczaństwo, duża część ludności Paryża żyła natomiast w nędzy. Sytuację pogorszyła jeszcze epidemia cholery, która wybuchła w centralnych dzielnicach stolicy około 20 marca 1832 r. (w jej wyniku w Paryżu zmarło 18 tysięcy osób). Chociaż wśród ofiar epidemii był też premier Casimir Pierre Perier, który zaraził się nią, kiedy odwiedzał chorych w Hôtel-Dieu, w mieście pojawiły się plotki, że rząd celowo zatruwa studnie, aby pozbyć się „wywrotowców”.

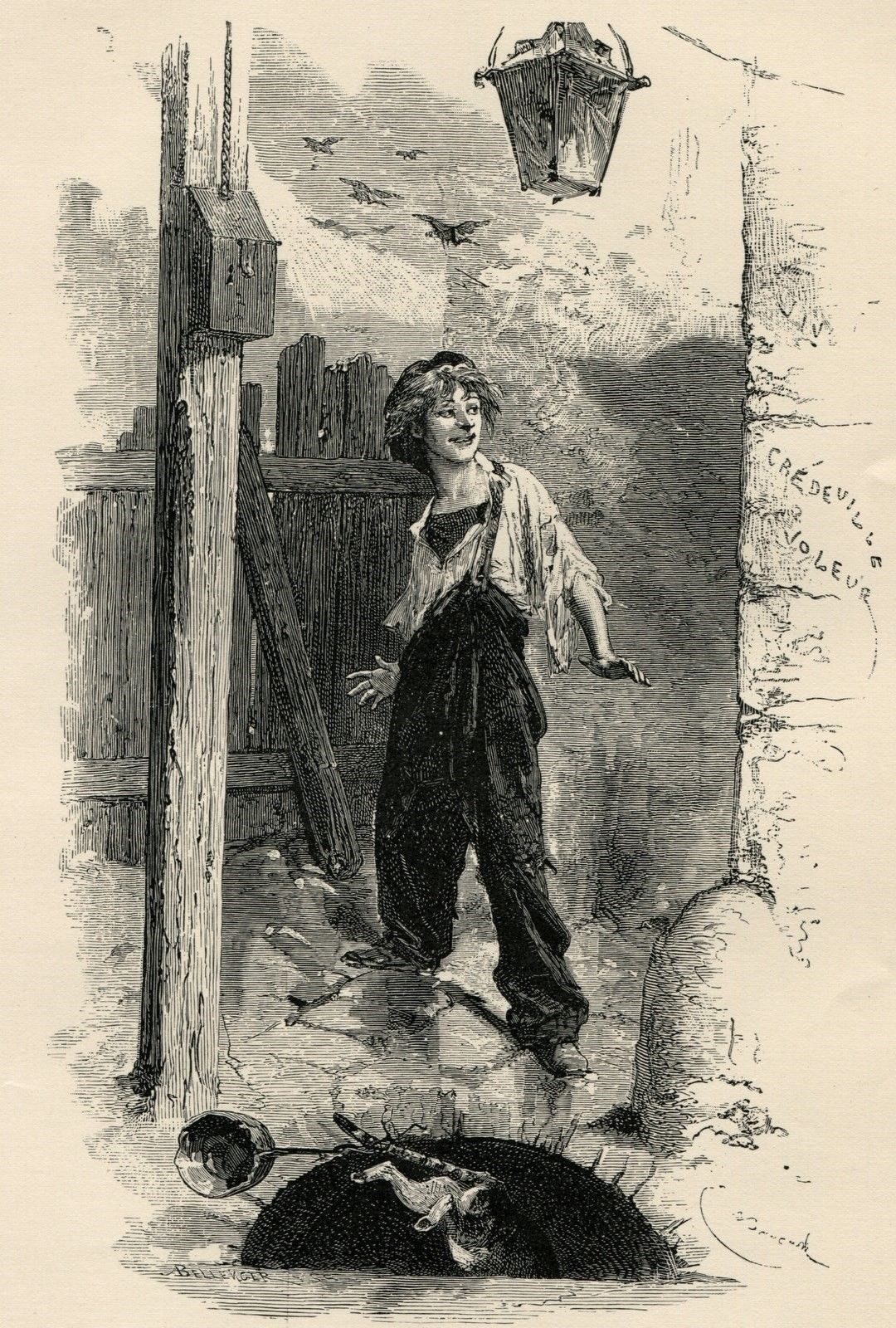
Gavroche, postać z Nędzników Victora Hugo

Jako okazję do wybuchu powstania republikanie postanowili wykorzystać pogrzeb kolejnej ofiary epidemii, republikańskiego generała Maximiliena Lamarque, 5 czerwca 1832 r. Kondukt żałobny przesuwał się w kierunku cmentarza Père-Lachaise, kiedy na wysokości mostu Austerlitz został przerwany przez człowieka, który nadjechał na koniu w czarnym stroju, z czerwoną flagą. Był to sygnał do powstania, które trwało zaledwie dwa dni.
Powstańcy odnieśli początkowo sukcesy, zdobywając m.in. arsenał i fabrykę broni i opanowując jedną trzecią miasta, przede wszystkim centralne dzielnice biedoty (jak Les Halles), gdzie zaczęto budować barykady. Jednak już po południu tego samego dnia wojska rządowe odzyskały inicjatywę, a następnego dnia stłumiły ostatnie punkty oporu. Rebelia pochłonęła łącznie ok. 800 ofiar – wielu powstańców było na miejscu rozstrzeliwanych na miejscu przez żołnierzy w miarę, jak zdobywali kolejne barykady i punkty oporu.
Powstanie 1832 r. opisał Victor Hugo w swojej powieści Nędznicy, a pierwowzorem jednego z bohaterów powieści Gavroche’a, który zginął na barykadzie, był podobno walczący w powstaniu trzynastoletni chłopiec Joseph.

### Powstanie w kwietniu 1834
Kolejnym zrywem republikanów było powstanie w kwietniu 1834 r. Było ono przygotowywało przez Stowarzyszenie Praw Człowieka (Société des droits de l’homme) – półlegalną organizację karbonarską, sam wybuch nastąpił jednak spontanicznie. Kiedy w kwietniu 1834 w Lyonie wybuchło kolejne powstanie tkaczy, rząd Thiersa prewencyjnie polecił aresztować w Paryżu 150 przywódców republikanów, zamknął lewicową gazetę La Tribune i obsadził miasto wojskiem.

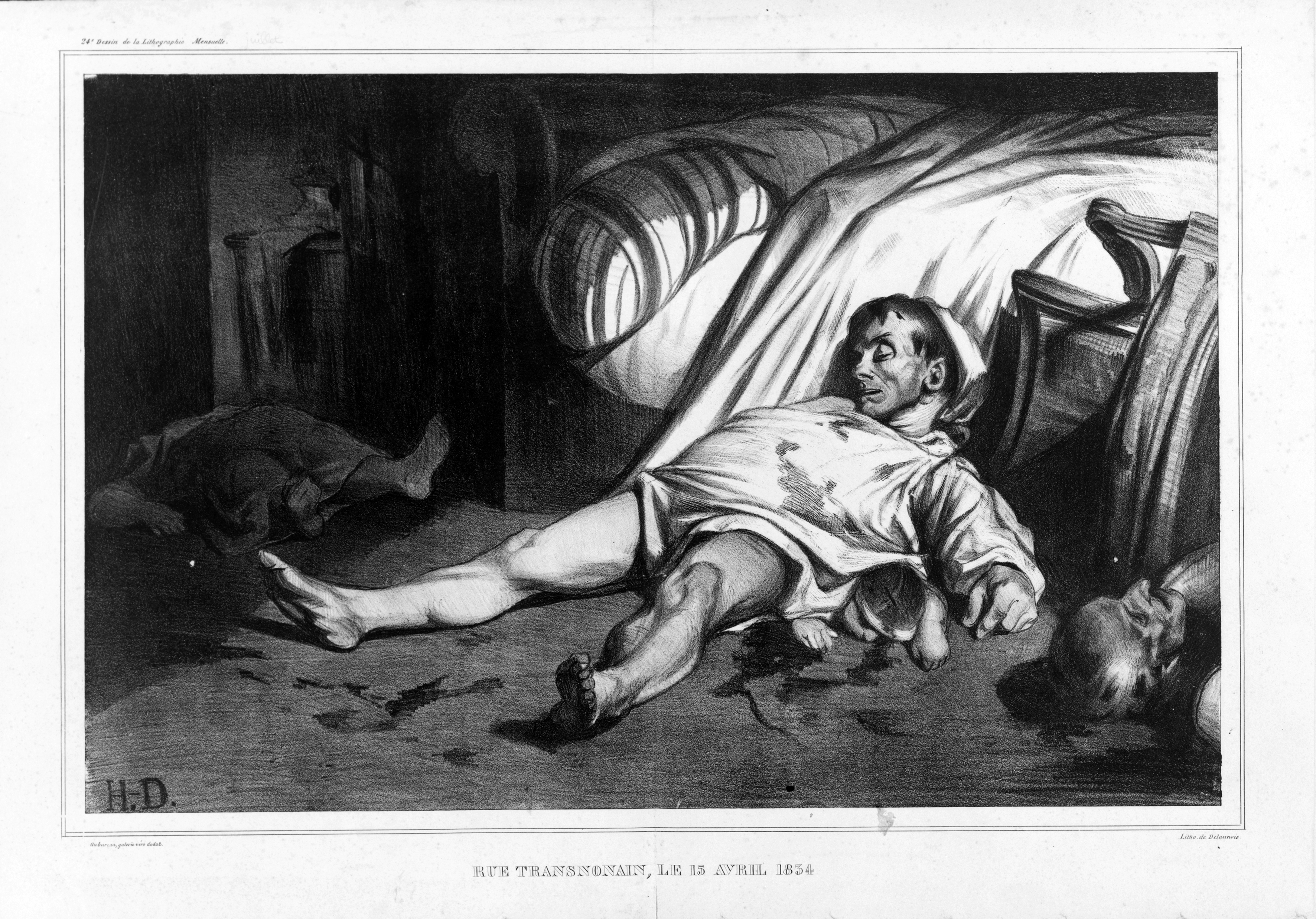
Massacre de la rue Transnonain. Litografia Honoré Daumiera

W reakcji na te posunięcia 13 kwietnia mieszkańcy biednych dzielnic Les Halles i Saint-Denis znów zareagowali ustawieniem barykad, opór powstańców był jednak o wiele słabszy niż dwa lata wcześniej, i wojsko szybko wypierało powstańców. W południe 14 kwietnia broniła się już tylko jedna barykada na rue Transnonain. Kiedy z sąsiedniej kamienicy pod numerem 12 padł pojedynczy strzał w stronę żołnierzy, ci, rozwścieczeni, zaatakowali tę kamienicę i wymordowali wszystkich jej mieszkańców – kilkadziesiąt osób. Wydarzenie to (wymordowani mieszkańcy domu nie mieli nic wspólnego z powstańcami, byli niewinnymi ofiarami) bardzo przyczyniło się do spadku popularności króla i premiera Thiersa.
Z aresztowanych 2000 powstańców zarzuty postawiono 164 osobom; proces w sądzie oskarżeni wykorzystali do propagowania swoich poglądów i oskarżeń monarchii, przez co wyroki ogłoszono dopiero w grudniu 1835 r. i styczniu 1836 r. (wcześniej część uwięzionych powstańców zdołała zbiec z więzienia Sainte-Pelagie). Wyroki nie były surowe, a po trzech miesiącach wszyscy skazani zostali uwolnieni na mocy amnestii z okazji zaślubin syna króla, która objęła też jeszcze odbywających kary powstańców z 1832 r.

### Zamach Giuseppe Fieschiego

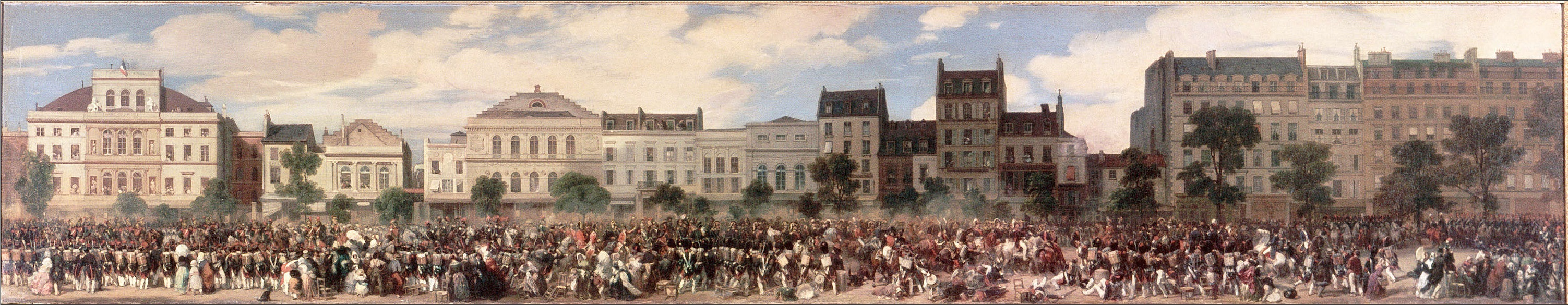
Zamach Fieschiego 28 lipca 1835 r. (autor Eugène Lami)

Już w następnym roku po stłumieniu powstania kwietniowego w Paryżu doszło do próby zamachu na króla, której dokonał Giuseppe Fieschi, rzekomy anarchista i prześladowany politycznie, w rzeczywistości pospolity przestępca, były żołnierz i agent policji, który, dokonując zamachu, mógł się kierować motywami osobistymi (wcześniej został wydalony ze służby, wdał się też w nieszczęśliwy romans z 15-letnią Niną Petit, córką dawnego towarzysza z więzienia). Przyłączył się do nielegalnego Stowarzyszenia Praw Człowieka i wspólnie z kilkoma innymi jego działaczami zbudował tzw. machinę piekielną – 25 połączonych karabinów, które miały jednocześnie wystrzelić, zabijając króla i jego synów.
Do zamachu doszło 28 lipca 1835 r. podczas parady wojskowej przy Boulevard du Temple, której nie odwołano, chociaż policja była ostrzeżona, że tego dnia ktoś może próbować pozbawić króla życia. Fieschi oddał wystrzał z domu pod numerem 50, na którym obecnie znajduje się upamiętniająca ten fakt tablica. Kule drasnęły czoło króla i zabiły pod nim konia, zginęło łącznie 19 osób, w tym marszałek Édouard Mortier; król i jego dwóch synów, którzy też brali udział w paradzie, wyszli z zamachu cało. Fieschi, który sam został ranny podczas wybuchu, został aresztowany i po procesie wraz ze wspólnikami stracony.
Wydarzenie to stało się przyczyną zaostrzenia kursu wobec ugrupowań opozycyjnych i republikańskich. Między innymi we wrześniu 1835 r. wprowadzono poprawki do prawa prasowego, które umożliwiały nakładanie wysokich grzywien za obrazę majestatu i nawoływanie do obalenia monarchii. Zwiększono też kompetencje policji i prokuratury, które mogły śledzić organizacje „wywrotowe” i dokonywać prowokacji, republikanów i innych działaczy lewicowych nie powstrzymało to jednak przed dalszym organizowaniem spisków i prób zamachów na króla. Zamachów takich dokonali np. były sierżant Louis Alibaud w czerwcu 1836 r., później, w grudniu tego samego roku, robotnik Meunier.

### Powstanie w maju 1839

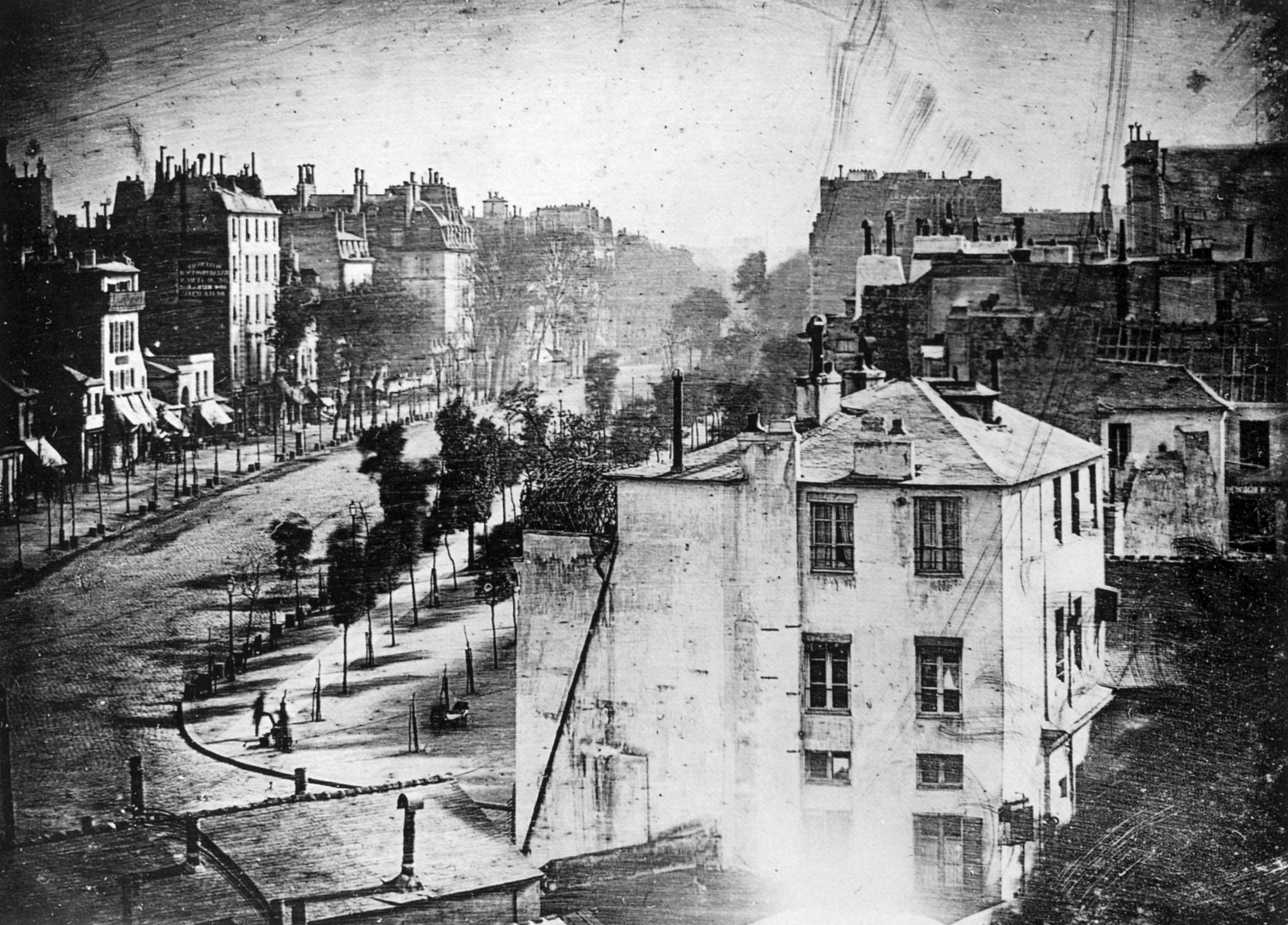
Boulevard du Temple w 1838 lub 1839 r. Zdjęcie wykonane przez Louisa Daguerre’a jest pierwszym przedstawieniem postaci ludzkiej na fotografii (w lewym dolnym rogu widać mężczyznę, któremu pucybut czyści buty)

Kolejną próbą sił pomiędzy rządzącymi a lewicą stało się powstanie w Paryżu w 1839 r. Do próby wywołania rewolty doszło 12 maja 1839 r., kiedy to powstańcy z tajnego, utworzonego rok wcześniej, Stowarzyszenia Pór Roku (Societé des Saisons) pod przywództwem Louisa Auguste’a Blanquiego, Armanda Barbèsa i Martina Bernarda wyszli na ulice dzielnicy Les Halles i zaczęli budować barykady, nawołując mieszkańców do przyłączenia się do powstania. Chociaż spiskowcom udało się opanować ratusz, próba ta zakończyła się niepowodzeniem – ludność Paryża pozostała bierna. Po południu ratusz otoczyło wojsko i po krótkich walkach (w których zginęło 77 spiskowców i 28 żołnierzy) stłumiło powstanie. Przywódcy zostali aresztowani i skazani na karę śmierci, po interwencji Victora Hugo karę tę zamieniono im jednak na dożywocie, po czym zostali osadzeni w więzieniu na wyspie Mont Saint-Michel, gdzie przebywali do rewolucji lutowej w 1848 r.
Klęska powstania nie oznaczała końca ruchu blankistowskiego (od nazwiska przywódcy Blanquiego), który odegrał znaczącą rolę jeszcze podczas Komuny Paryskiej w 1871 r.

### Polacy w Paryżu – Wielka Emigracja
Kontakty Polaków z Francją i jej stolicą istniały od początku istnienia obu państw i przybierały różne formy – od związków dynastycznych (np. Maria Leszczyńska, córka Stanisława Leszczyńskiego, była żoną króla Ludwika XV) przez wojaże do Paryża zamożnej arystokracji do kontaktów handlowych. Kontakty te uległy zintensyfikowaniu w epoce oświecenia w XVIII w. w związku z modą na francuszczyznę, jednak dopiero wiek XIX przyniósł tu prawdziwy przełom – po 1831 r. Paryż stał się miejscem zamieszkania znacznej liczby Polaków.

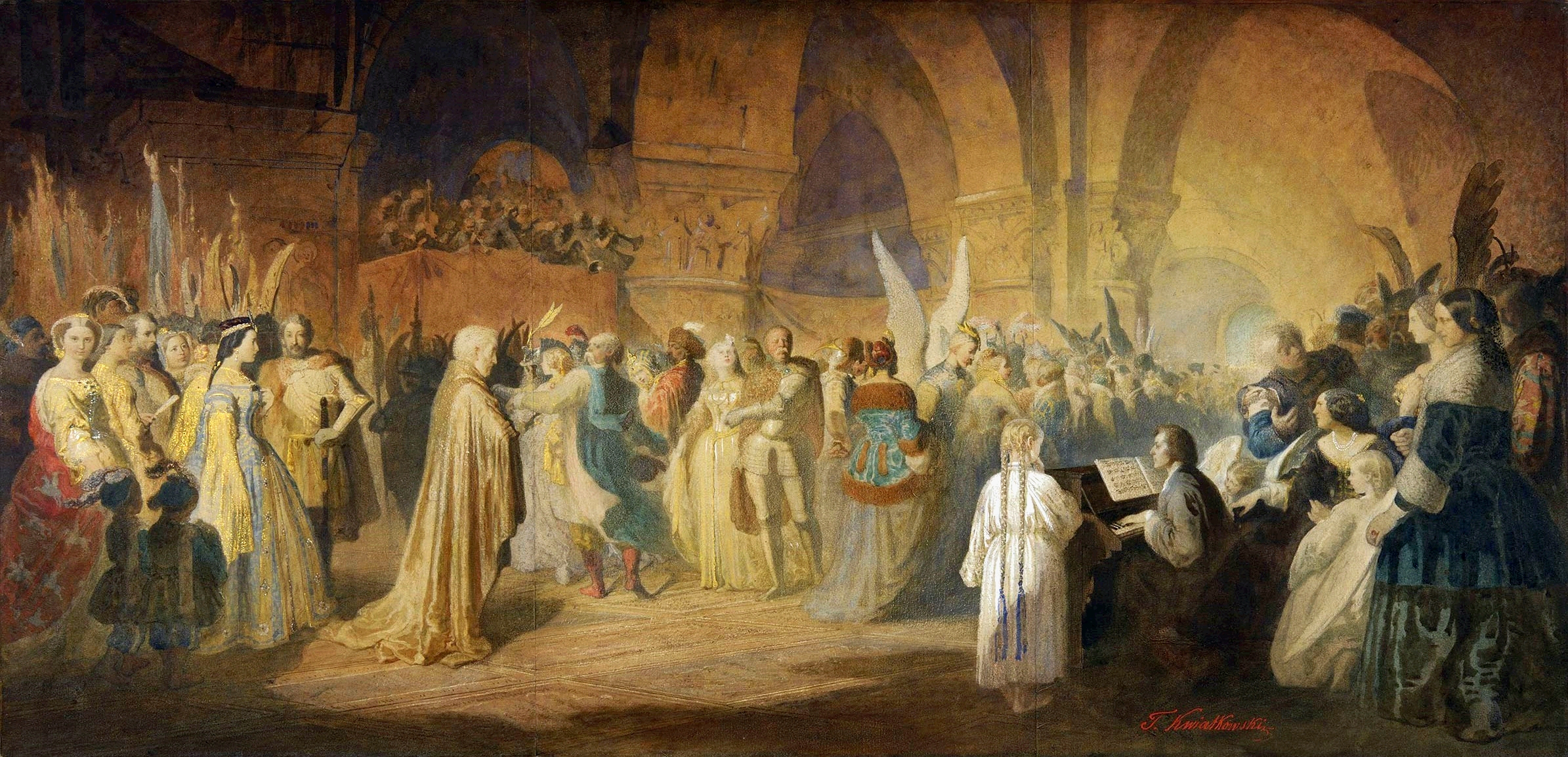
Polonez Chopina – Bal w Hôtelu Lambert. Akwarela Teofila Kwiatkowskiego

Przyczyną tego stanu rzeczy była Wielka Emigracja. Po upadku powstania listopadowego do Francji wyemigrowało ok. 5000 osób, z czego większość osiedliła się w Paryżu. Byli to uczestniczący w powstaniu szlachcice, politycy, pisarze, artyści, ale też prości żołnierze. Emigranci ci zrzeszali się w różnych politycznych ugrupowaniach i organizacjach, reprezentujących różne skrzydła ideowe. Na prawicy największe znaczenie miał konserwatywno-liberalny powstały w 1831 r. Hôtel Lambert księcia Adama Jerzego Czartoryskiego (nazwa pochodzi od siedziby księcia na Wyspie świętego Ludwika). Związane z nim było Towarzystwo Monarchiczne Trzeciego Maja (1843-1848). Nurt republikański reprezentował Komitet Narodowy Polski (1831–1832) Joachima Lelewela, a po jego zamknięciu przez francuską policję wyłonione z niego Towarzystwo Demokratyczne Polskie – największa liczebnie organizacja emigrancka o programie demokratycznym.
W Paryżu w tym czasie mieszkali i działali najwięksi polscy twórcy: Adam Mickiewicz, Juliusz Słowacki, Cyprian Kamil Norwid, Fryderyk Chopin. W 1832 r. w Paryżu założono Towarzystwo Historyczno-Literackie, prowadzące działalność naukową i kulturalną, które w 1838 r. powołało Bibliotekę Polską. W 1842 r. w podparyskim Batignolles (od 1860 r. w granicach Paryża) utworzono Szkołę Narodową Polską (tzw. szkołę Batiniol).
Wiele z tych organizacji i instytucji funkcjonowało do końca okresu rozbiorów i jeszcze później, a niektóre (jak Biblioteka Polska) działają do dziś.

## Paryż w dobie Wiosny Ludów
Tak zwana Wiosna Ludów, ciąg powstań o podłożu społecznym i narodowowyzwoleńczym, które w 1848 r. wybuchły w całej Europie, w tym w Polsce, miała swój początek w Paryżu.

### Rewolucja lutowa

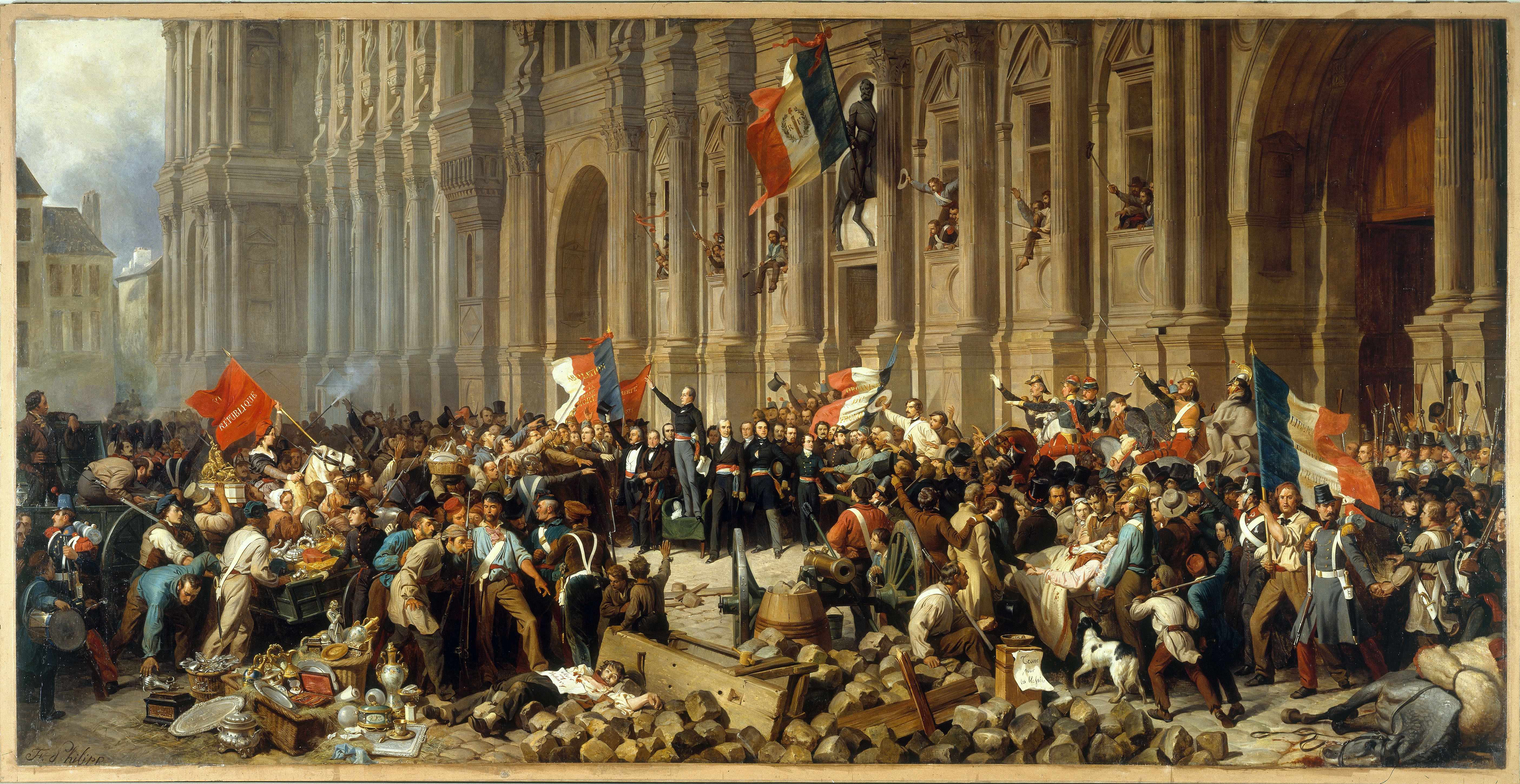
Alphonse de Lamartine (w środku obrazu, z podniesionym ramieniem) broni dostępu do paryskiego ratusza (Hôtel de Ville) socjalistom, którzy chcą wedrzeć się do niego z czerwoną flagą (25 lutego 1848 r.). Mal. Henri Felix Emmanuel Philippoteaux

Wobec dławienia opozycji, cenzury prasy i zakazu zgromadzeń ugrupowania opozycyjne w stolicy postanowiły działać, organizując tzw. publiczne bankiety, na których politycy w przemówieniach domagali się reformy prawa wyborczego; zbierano też podpisy po petycjami w tej sprawie.
Kolejny taki bankiet zaplanowano na 22 lutego 1848 r. w robotniczej dzielnicy Saint Antoine, został on jednak zakazany przez władze. Republikanie skupieni wokół czasopisma La Réforme i jego redaktora Alexandre’a Ledru-Rollina zaprotestowali przeciwko tej decyzji – w dniu planowanego bankietu doszło do pierwszych demonstracji i utarczek robotników z Gwardią Narodową, wzniesiono też pierwsze barykady. W nocy Gwardia Narodowa nieoczekiwanie przeszła na stronę demonstrantów, narastające napięcie doprowadziło 23 lutego do dymisji premiera François Guizota, nie uspokoiło to jednak nastrojów. W czasie jednej z kolejnych demonstracji na bulwarze Kapucynów, kiedy demonstranci zgromadzili się przed Ministerstwem Spraw Zagranicznych chronionym przez kordon żołnierzy, z nieznanego kierunku padł strzał. Żołnierze odpowiedzieli salwą, zabijając 20 osób. Ciała zabitych ułożono na wozie i obwożono po Paryżu; wybuchło otwarte powstanie. Król 24 lutego został zmuszony do abdykacji. Tego samego dnia w parlamencie proklamowano II Republikę Francuską i utworzono Rząd Tymczasowy z poetą Alphonsem de Lamartine na czele.

### II Republika
Początkowo nowy rząd jednak zdecydowanie odciął się od radykalnej lewicy, socjalistów nie wpuszczono do ratusza, dopiero później dokooptowano kilku bardziej lewicowych polityków, jak Louis Blanc. Zniesiono niewolnictwo w koloniach, wprowadzono wolność prasy i stowarzyszeń. Utworzono tzw. Komisję Luksemburską (obradującą w Pałacu Luksemburskim), która miała zająć się problemami robotników i ustawodawstwem pracy. Ogłoszono, że każdy ma prawo do pracy i w związku z tym utworzono tzw. Warsztaty Narodowe (Ateliers nationaux), realizujące różne roboty publiczne. Wprowadzono też powszechne prawo wyborcze (tylko dla mężczyzn) i w kwietniu przeprowadzono wybory do Zgromadzenia Narodowego.
Po podliczeniu głosów w wyborach okazało się jednak, że dzięki głosom chłopów wybory przyniosły zwycięstwo monarchistom, konserwatystom i liberałom. Wkrótce z rządu usunięto reprezentantów robotników, a z Paryża nakazano wysiedlenie bezrobotnych. 16 kwietnia doszło do demonstracji ludności stolicy i na prowincji, podczas jednej z kolejnych demonstracji 15 maja, po wybuchu powstania wielkopolskiego w Wielkim Księstwie Poznańskim, demonstrowano też na rzecz niepodległości Polski.

### Dni czerwcowe

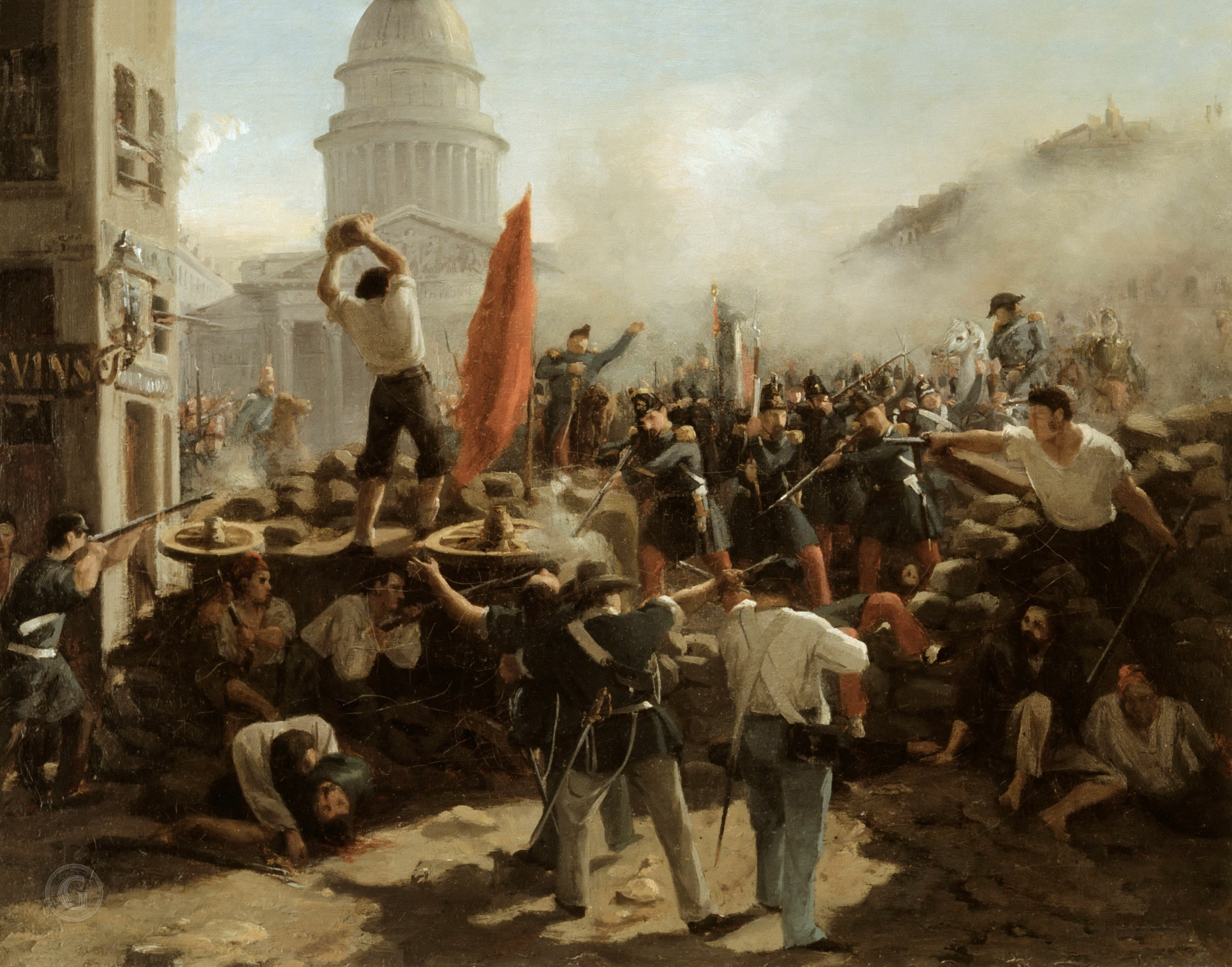
Walki na rue Sufflot w czasie dni czerwcowych (w oddali widać Panteon). Mal. Horace Vernet

Powyższy, niekorzystny dla lewicy, rozwój sytuacji politycznej doprowadził do wybuchu kolejnego powstania, tak zwanych dni czerwcowych, które miało miejsce w okresie 22 czerwca – 26 czerwca 1848 r. Jego bezpośrednią przyczyną było rozwiązanie utworzonych w lutym Warsztatów Narodowych, które władze uważały za siedlisko agitacji socjalistycznej. Zatrudnieni w nich młodzi (w wieku 18–25 lat), nieżonaci mężczyźni mieli być teraz wcieleni do wojska, a inni skierowani do pracy na prowincji do robót przy melioracji gruntów, wycinaniu lasów itp. Posunięcie to miało dotknąć 100 tys. osób w samym Paryżu.
22 czerwca do Ministra Pracy Mariego udała się delegacja robotników pod kierownictwem Louisa Pujola, aby przedstawić mu swoje postulaty. Ponieważ żądania protestujących zostały odrzucone, na placu Bastylii zorganizowano demonstrację, na której Pujol wezwał do walki zbrojnej. Pierwszą barykadę ustawiono na rue Bonne Nouvelle, opanowano robotnicze dzielnice Saint-Denis, Saint-Antoine, Les Halles, pod czerwonymi sztandarami domagając się wprowadzenia „republiki socjalnej”.

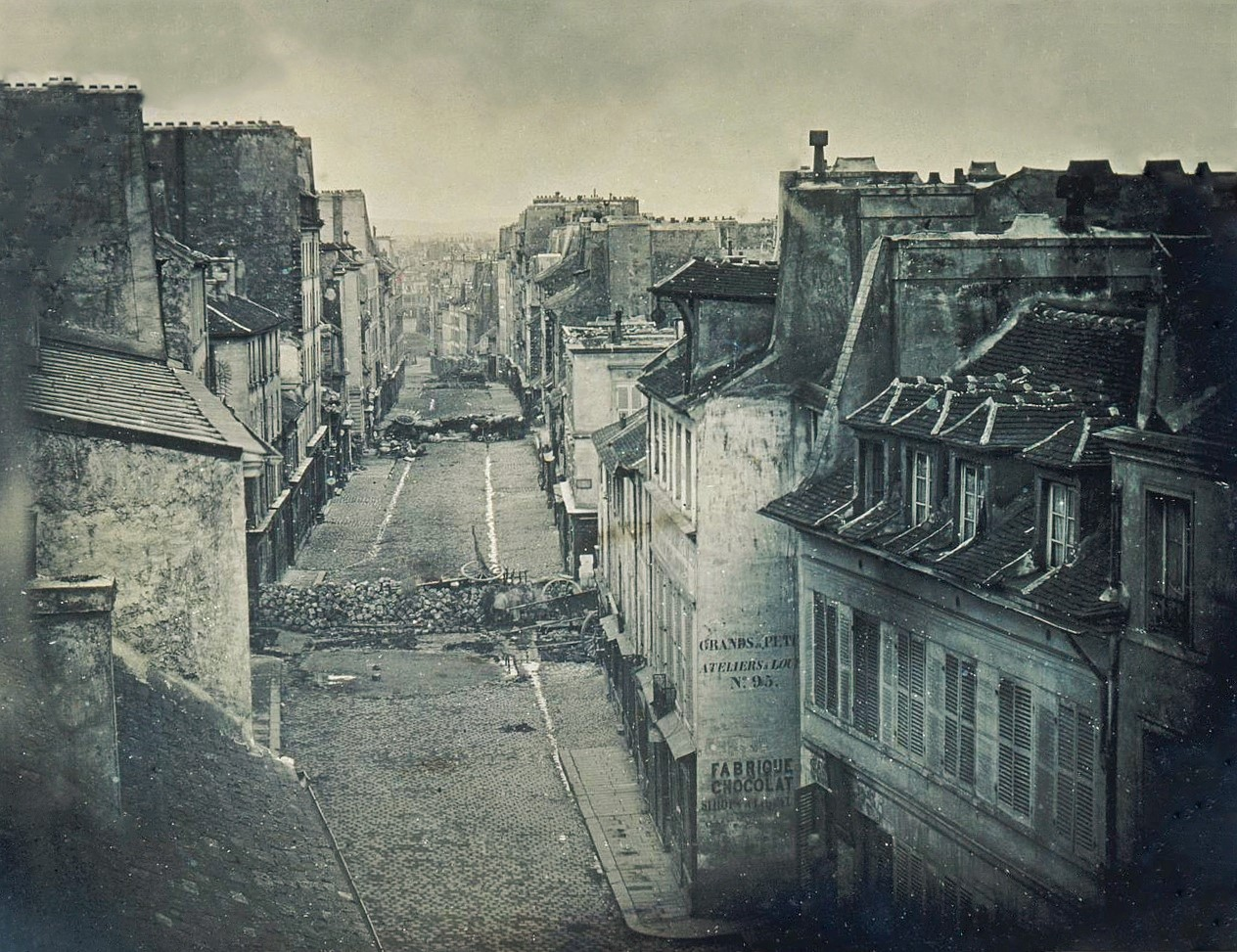
Barykady na ulicach Paryża podczas dni czerwcowych. Fotografia (dagerotyp) z 1848 r.

Następnego dnia (23 czerwca) misję stłumienia rewolty otrzymał od Zgromadzenia Narodowego generał Louis Eugène Cavaignac, którego mianowano komendantem paryskiego garnizonu. Pierwszego dnia pozwolił on powstańcom na opanowanie robotniczych (centralnych i wschodnich) dzielnic Paryża i rozbudowę systemu barykad, ponieważ zaplanował zniszczyć je jednym wielkim uderzeniem. Powstańcy zamierzali uderzyć na ratusz i pałac Tuileries i w ten sposób opanować miasto, z braku broni zrezygnowali jednak z tych planów.
Pomimo tych niedostatków w uzbrojeniu zdesperowani powstańcy (walczący pod hasłem Du pain ou du plomb – „chleba lub ołowiu!”) stawili zacięty opór oddziałom gen. Cavaignaca; walki uliczne były też bardziej krwawe niż w poprzednich powstaniach w mieście w latach 1832, 1834 i 1839. Zginęło 4000 powstańców (w tym 1500 rozstrzelanych w doraźnych egzekucjach na barykadach), 1000 żołnierzy (w tym dwóch generałów – Jean Baptiste Fidèle Bréa i François Négrier), na barykadzie zginął też arcybiskup Paryża Denys Auguste Affre, kiedy usiłował doprowadzić do zawieszenia broni pomiędzy stronami.
Stłumienie powstania 26 czerwca położyło kres Wiośnie Ludów we Francji. 28 czerwca Zgromadzenie Narodowe mianowało gen. Cavaignaka przewodniczącym Komisji Wykonawczej, tymczasowego organu władzy wykonawczej (utworzonego 6 maja), i jednocześnie premierem, na których to stanowiskach pozostał do wyborów prezydenckich w grudniu 1848 r.

## II Cesarstwo

### Zamach stanu Ludwika Napoleona

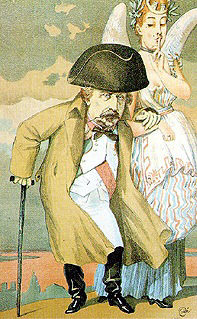
Współczesna karykatura Napoleona III (1869)

4 listopada 1848 r. uchwalono nową konstytucję, na podstawie której 10 grudnia tego samego roku przeprowadzono wybory prezydenckie. Zdecydowane zwycięstwo odniósł w nich Karol Ludwik Napoleon Bonaparte, bratanek Napoleona Bonaparte. Szybko okazało się jednak, że nadane mu przez konstytucję kompetencje zwycięzca uważa za niewystarczające. Ludwik Bonaparte nie chciał też zaakceptować zapisanego w konstytucji ograniczenia sprawowania urzędu do jednej kadencji, co oznaczało, że musiałby odejść z urzędu w grudniu 1852 r.
Nowo wybrany prezydent zdecydował się na dokonanie zamachu stanu, co nastąpiło 2 grudnia 1851 r. (operację przygotowywano pod kryptonimem „Rubikon”). O godz. 5 rano jeden ze spiskowców generał Armand Jacques Leroy de Saint-Arnaud wyprowadził wojska na ulice Paryża i zajął Zgromadzenie Narodowe i inne strategiczne punkty w mieście. Ludwik Napoleon Bonaparte ogłosił proklamację, w której rozwiązywał Zgromadzenie Narodowe i zapowiadał „restaurację systemu stworzonego przez Pierwszego Konsula”. Deputowani, którzy uniknęli aresztowań, potępili zamach, część z nich wezwała do zbrojnego oporu. W mieście wzniesiono około 70 barykad, na których republikanie bronili się przed wojskami Bonapartego do 5 grudnia. Padło dużo ofiar, tylko 4 grudnia na Boulevard des Capucines zginęło blisko 200 obrońców starego porządku (w walkach brał też udział pełniący wówczas mandat deputowanego Victor Hugo); zarówno w Paryżu, jak i na prowincji wojsko szybko jednak stłumiło opór.
14 stycznia 1852 r. ogłoszono nową konstytucję przedłużającą kadencję prezydenta o 10 lat, a 2 grudnia 1852 r. Ludwik Napoleon ogłosił się Cesarzem Francuzów (Empereur des Français) jako Napoleon III. Oba te akty zostały zatwierdzone przez plebiscyt. Pomimo ograniczenia wolności prasy i uprawnień parlamentu (za jego rządów Paryż nie miał też samorządu miejskiego) nowy cesarz cieszył się poparciem społeczeństwa, zwłaszcza wśród chłopów, gdzie tradycje bonapartystyczne były silne, również dzięki szybkiemu rozwojowi gospodarczemu.

### Przebudowa Paryża
Panowanie Napoleona III zapisało się historii Paryża przede wszystkim dzięki wielkiej przebudowie miasta, którą w latach 1852–1870 nadzorował prefekt miasta Georges-Eugène Haussmann.
Plany przebudowy miasta istniały już od czasów rewolucji francuskiej. Zarządzający miastem pragnęli przede wszystkim uporać się z problemem biednych dzielnic centralnych na prawym brzegu Sekwany (Saint-Denis, Saint-Martin), które stanowiły labirynt średniowiecznych wąskich uliczek o wysokiej (domy miały średnio sześć pięter) zabudowie. Zabudowa taka powodowała problemy sanitarne (epidemie), a także sprzyjała zamieszkom (wąskie uliczki doskonale nadawały się do ustawiania barykad, jak to się okazało podczas powstań w latach 1832, 1834, 1839 i dni czerwcowych 1848 r.) Niestety, te plany budowy szerokich i prostych bulwarów z braku środków z reguły nie były realizowane lub były realizowane w niewielkim zakresie, np. na polecenie Napoleona I w 1802 r. zaczęto budowę Rue de Rivoli, a w 1836 r. przez dzielnice Les Halles i Saint-Denis i przebito Rue Rambuteau (od nazwiska ówczesnego prefekta Paryża).
W przebudowie Paryża za panowania Napoleona III decydującą rolę odegrał prefekt departamentu Sekwany „baron” Georges Haussmann, należy też jednak wspomnieć o zasługach innych osób: ministra spraw wewnętrznych i ministra handlu Victora de Persigny, który zapewnił środki finansowe, oraz Jeana-Charles’a Alphanda Jean-Pierre’a Barillet-Deschamps, którzy zaprojektowali paryskie parki i ogrody. Przy przebudowie pracowało też wielu innych architektów, którzy byli dobierani i nadzorowani przez cesarza Napoleona i Haussmanna.

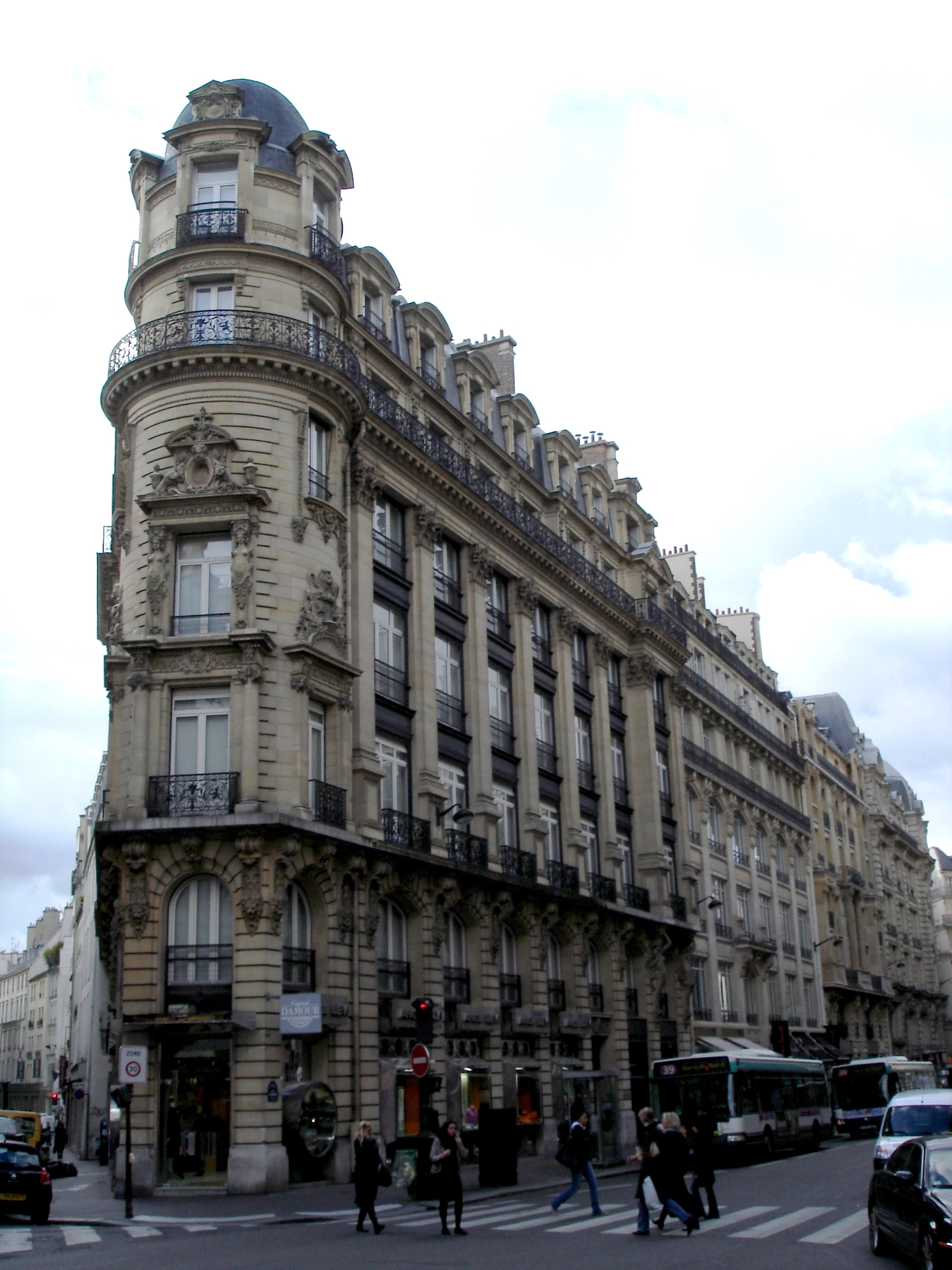
Budynek w stylu haussmanowskim przy rue Reamur

Przebudowa objęła przede wszystkim dzielnice centralne, w których domy wyburzono, a ich właścicieli przeniesiono na peryferia Paryża. Łącznie rozebrano 20 tys. budynków, na ich miejscu zbudowano 40 tys. nowych o podwyższonym standardzie. Wysokość nowych budynków ograniczono do 20 metrów – wraz z szerszymi ulicami miało to zwiększyć dostęp światła. Wprowadzono też regulacje architektoniczne – budowniczowie mieli dbać o zasady symetrii i harmonii; w praktyce kamienice wznoszono w różnych stylach eklektycznych, a kościoły i inne obiekty użyteczności publicznej w stylach historycznych (neogotyckim, neoromańskim). Styl architektoniczny Paryża po przebudowie czasami nazywa się też haussmannowskim.

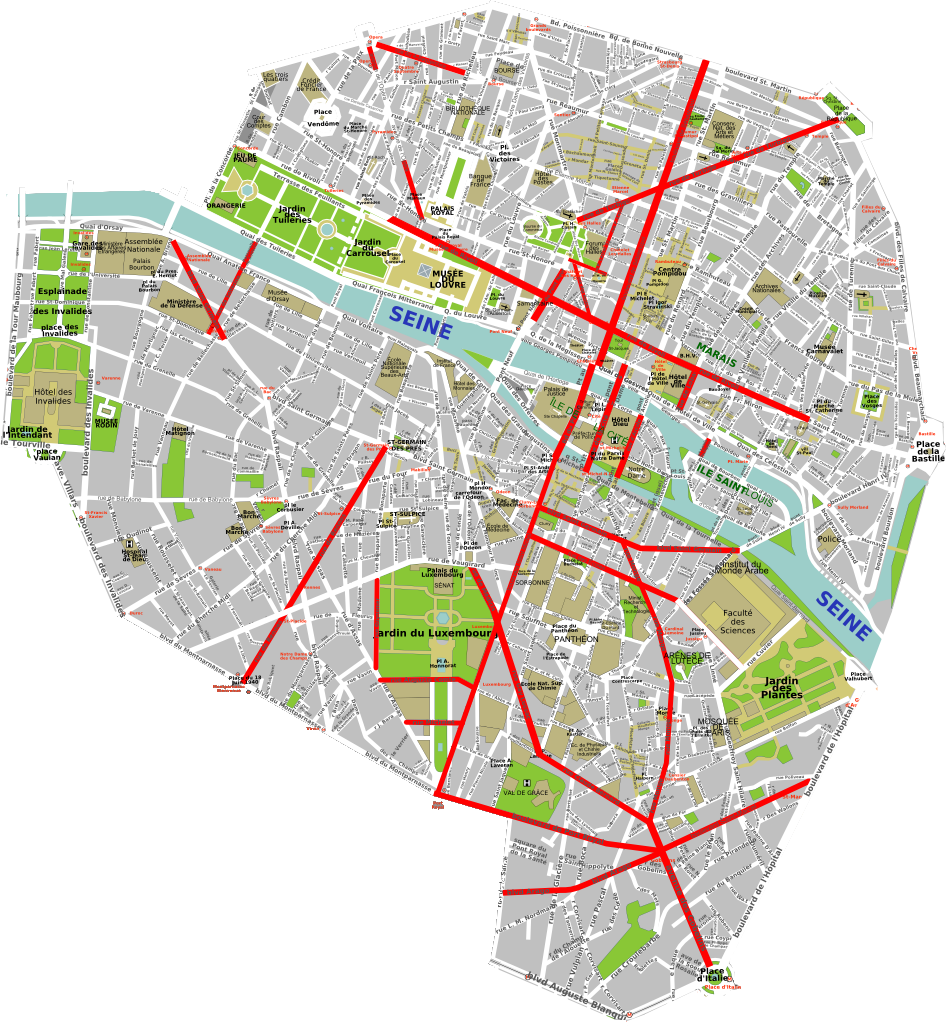
Plan Paryża z zaznaczonymi wielkimi bulwarami Haussmanna

Na równie szeroką skalę była zakrojona przebudowa ulic, a właściwie budowa nowych biegnących prosto bulwarów o niespotykanej dotąd szerokości 20-30 metrów. Haussmannowi Paryż zawdzięcza takie arterie jak Boulevard de Sebastopol, Boulevard Saint-Michel, Rue de Rivoli, Avenue Opéra, Rue La Fayette, Boulevard Haussmann, Boulevard Saint-Germain, Boulevard Magenta, przebudowane i poszerzone Pola Elizejskie i inne arterie. U zbiegu bulwarów zakładano wielkie place. Największym i najbardziej znanym jest Plac Gwiazdy (place de l’Étoile – obecnie Place Charles-de-Gaulle) wokół Łuku Triumfalnego, z czasów Haussmanna pochodzi też jednak obecny kształt Place de l’Alma czy Place de la République. Przebudowane dzielnice i arterie komunikacyjne połączono nowymi mostami: Pont de l’Alma, Pont des Invalides, Pont d’Austerlitz, Petit Pont.
Dbano też o inne obiekty infrastruktury. Paryż otrzymał nową sieć kanalizacji i zaopatrzenia w wodę (w oparciu o Kanał Saint Martin), oświetlenie gazowe, po mieście kursowały omnibusy konne.

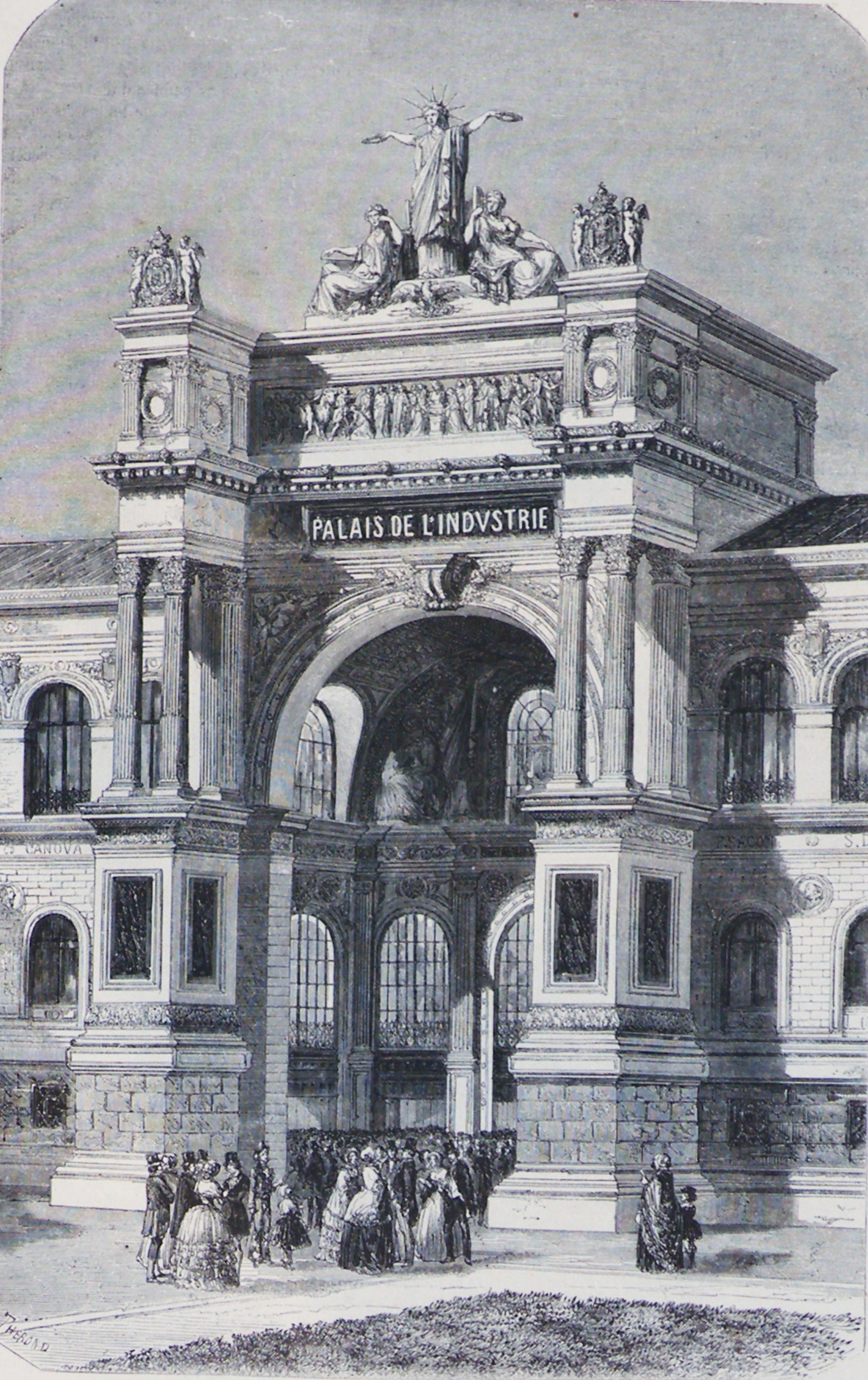
Fasada północna Pałacu Przemysłu (Palais de l’Industrie) wybudowanego na wystawę światową w 1855 r.

Z obiektów użyteczności publicznej powstałych w okresie przebudowy należy wymienić nowe budynki dworców Gare de Lyon i Gare du Nord, przebudowę Hal według projektu Victora Baltarda, Opéra Garnier (siedzibę Opery Narodowej aż do 1989 r.), wiele kościołów Saint Augustin, Sainte Trinité, Sainte Clotilde, Saint Ambroise oraz siedziby władz dzielnic Paryża. Obiekty te były często pełne przepychu i miały świadczyć o znaczeniu Paryża i jego ambicjach jako „stolicy świata”.
Jako taka Paryż rzeczywiście był postrzegany w tym czasie, o czym świadczy dwukrotne zorganizowanie w czasach II Cesarstwa wystawy światowej – w latach 1855 i 1867 (do końca XIX Paryż jeszcze trzykrotnie gościł wystawę światową – w latach 1878, 1889 i 1900).
Wreszcie poszerzeniu uległy też granice miasta – 1 stycznia 1860 r. do Paryża dołączono przedmieścia (faubourgs). Zamiast 12 dzielnic (arrondissement), na które miasto było podzielone od czasów rewolucji francuskiej (utworzono je 11 października 1795 r.), Paryż miał teraz 20 dzielnic. Podział ten i nowe granice Paryża przetrwały zasadniczo do czasów obecnych. Jedynie w 1929 r. do miasta włączono też Lasek Buloński i Lasek Vincennes.

## Paryż podczas wojny francusko-pruskiej

### Wybuch wojny
Napięcie w stosunkach francusko-pruskich narastało co najmniej od 1862 r., kiedy to Otto von Bismarck został premierem Prus. Dążył on do zjednoczenia Niemiec, czego skutkiem były wojny z Danią w 1864 r. i z Austrią w 1866 r. Bezpośrednią przyczyną wybuchu wojny z Francją była sprawa ewentualnej sukcesji Hohenzollernów na tronie hiszpańskim i tzw. depesza emska – opublikowany w prasie i celowo przy tym przez Bismarcka zniekształcony i zaostrzony w wymowie komunikat z rozmowy w tej sprawie pomiędzy królem Prus Wilhelmem I Hohenzollernem i ambasadorem Francji. Obraźliwy w swej treści komunikat doprowadził do 19 lipca 1870 r. do wypowiedzenia przez Francję Prusom wojny, do której jednak kraj nie była przygotowany.

### Przygotowania do obrony Paryża

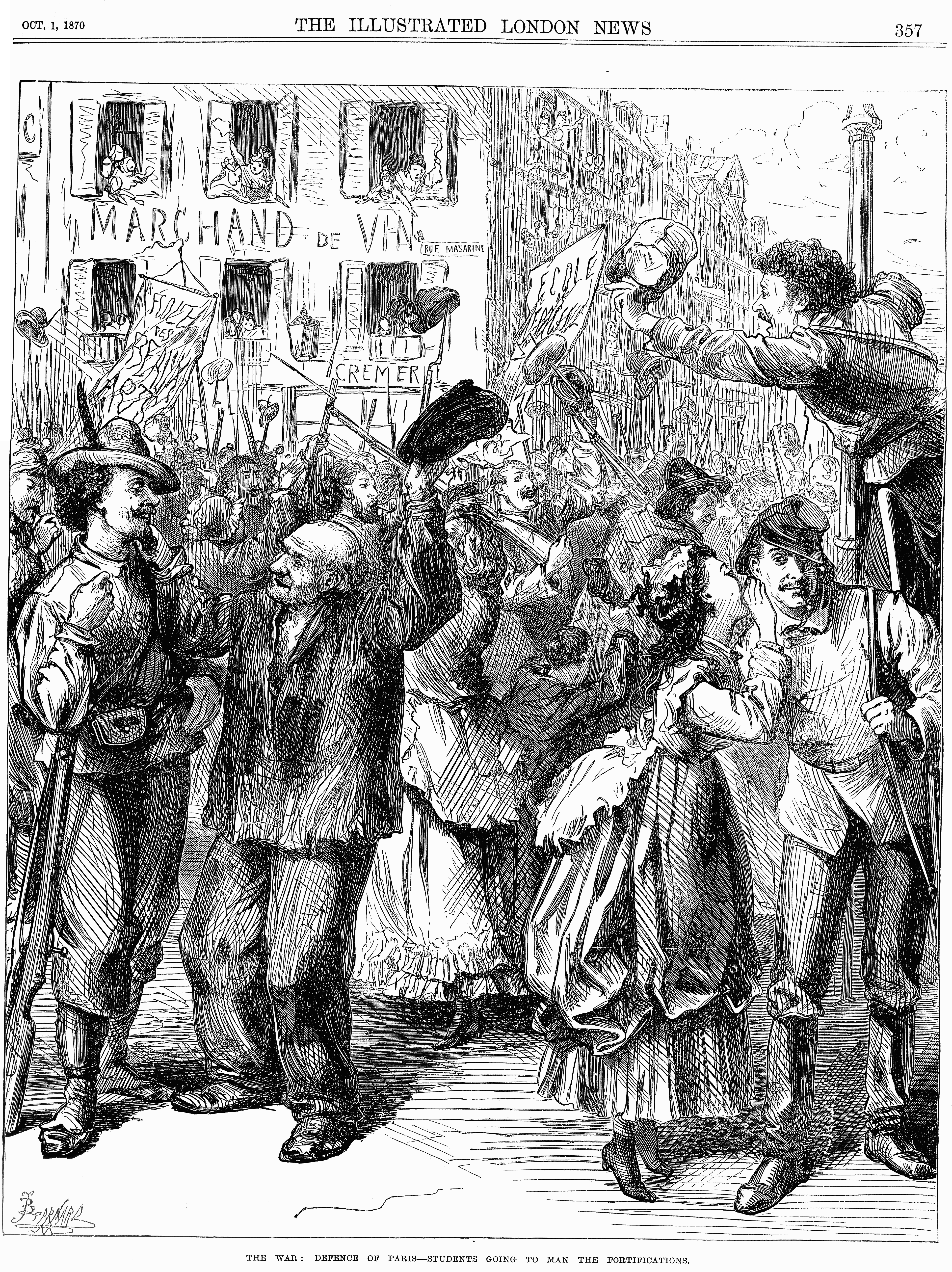
Obrona Paryża – studenci idący obsadzić barykady

Klęski, jakich armia francuska doznawała w bitwach, spowodowały, że już 10 sierpnia rozpoczęto przygotowania do obrony Paryża. Miasto było otoczone fortami i posiadało silną artylerię (około 2500 armat), nie miało jednak dostatecznie dużo wyszkolonych żołnierzy, którzy mogliby je bronić. Jednostki liniowe uzupełniano rezerwami, z portów ściągnięto nawet marynarzy z okrętów marynarki wojennej, których początkowo zamierzano wykorzystać do desantu na tyłach wroga na Pomorzu. Z prowincji do obrony miasta ściągnięto Gwardię Narodową, a 12 sierpnia parlament podjął uchwałę o utworzeniu Gwardii Narodowej Terytorialnej (Garde Nationale Sédentaire), w której mieli służyć cywile – mieszkańcy zagrożonych miejscowości, w tym przypadku Paryża (spośród członków tej ostatniej rekrutowali się często później walczący w Komunie Paryskiej). 18 sierpnia Napoleon mianował generała Louis Jules’a Trochu komendantem i dowódcą obrony Paryża.

### Upadek cesarstwa
Tymczasem na polu walki nastąpiła katastrofa. 1 września doszło do bitwy pod Sedanem, francuska armia została otoczona; wreszcie po bezskutecznych próbach wyrwania się z okrążenia, następnego dnia, 2 września, cesarz Napoleon wraz z marszałkiem Patrice Mac-Mahonem, 39 generałami i całą armią skapitulował i oddał się do niewoli.
Klęska pod Sedanem wywołała wstrząs w Paryżu i całym społeczeństwie francuskim. Pod naciskiem tłumu Zgromadzenie Narodowe zdetronizowało cesarza, którego obarczano winę za przegraną, i 4 września proklamowało III Republikę Francuską (przetrwała ona aż 70 lat, do ponownej klęski Francji w wojnie z Niemcami w 1940 r.). Nową republiką kierował Rząd Obrony Narodowej, prezydentem mianowano gen. Trochu, a ministrem wojny i spraw wewnętrznych Léona Gambettę.

### Okrążenie Paryża

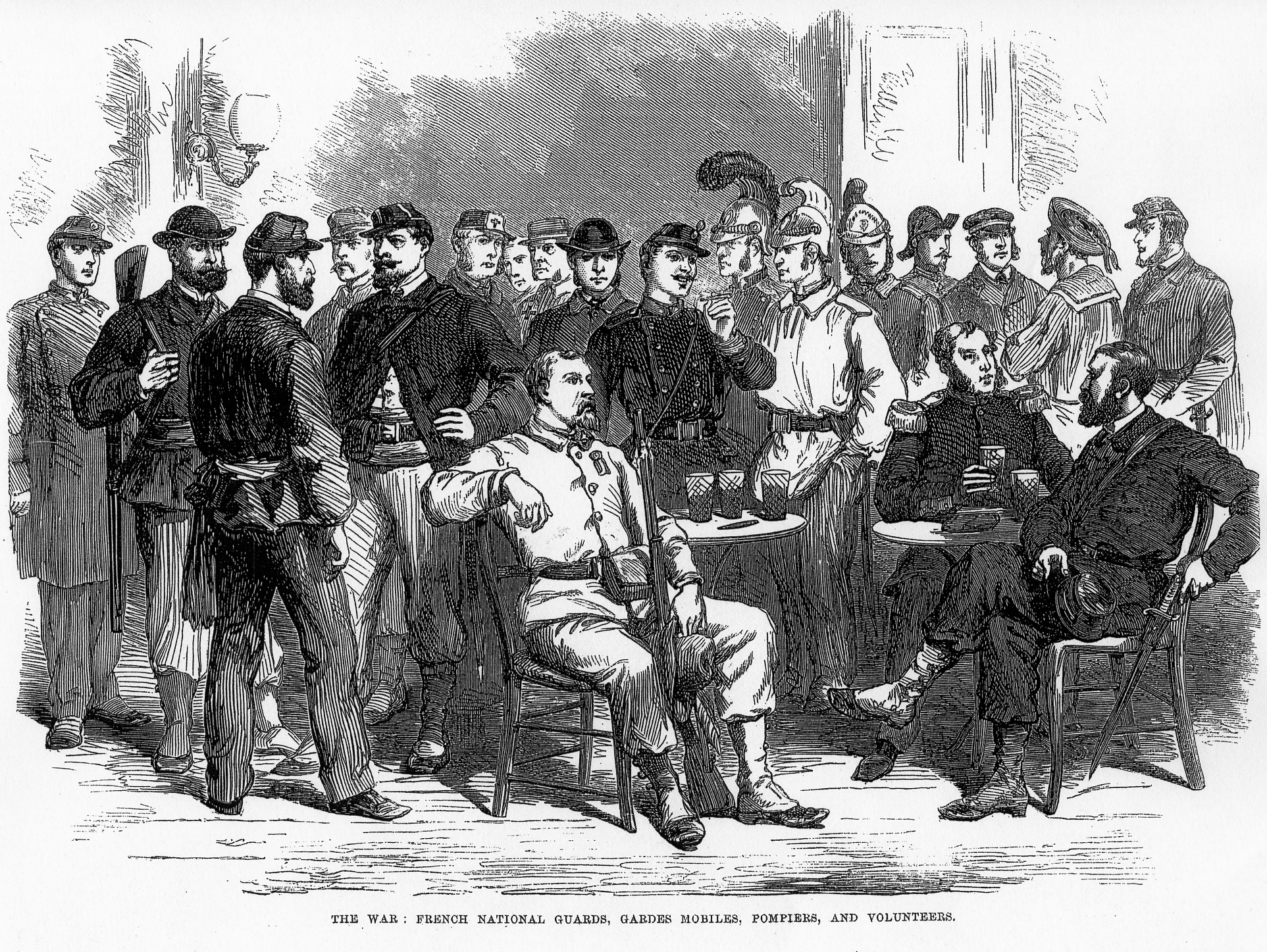
Obrońcy Paryża: żołnierze Gwardii Narodowej, Gwardii Narodowej Terytorialnej, strażacy i ochotnicy (franc-tireur)

Niekorzystna sytuacja militarna zastała Paryż w dużej mierze nieprzygotowanym do obrony. Zdołano ewakuować jedynie 100 tys. mieszkańców, w mieście pozostało ponad 2 miliony ludzi. Zmobilizowano 450 tys. obrońców, ale było wśród nich tylko 80 tys. żołnierzy armii regularnej i 14 tys. marynarzy marynarki wojennej. Resztę stanowili słabo, albo w ogóle niewyszkoleni członkowie Gwardii Narodowej, Gwardii Narodowej Terytorialnej i ochotnicy (tzw. franc-tireurs, którzy uzbrajali się na własny koszt i z reguły nie uznawali autorytetów). 15 września do stolicy przybył generał Auguste-Alexandre Ducrot. Jego pierwszym zadaniem było utrzymanie wzgórz pod Châtillon, aby zapobiec zdobyciu Wersalu i uniemożliwić nieprzyjacielowi ostrzał artyleryjski Paryża. Zbyt słabe siły Francuzów spowodowały jednak, że bitwa stoczona 19 września z pruską armią feldmarszałka Helmutha von Moltke zakończyła się przegraną obrońców – Paryż został okrążony przez wojska pruskie i sprzymierzone z nimi bawarskie, wirtemberskie i saskie.

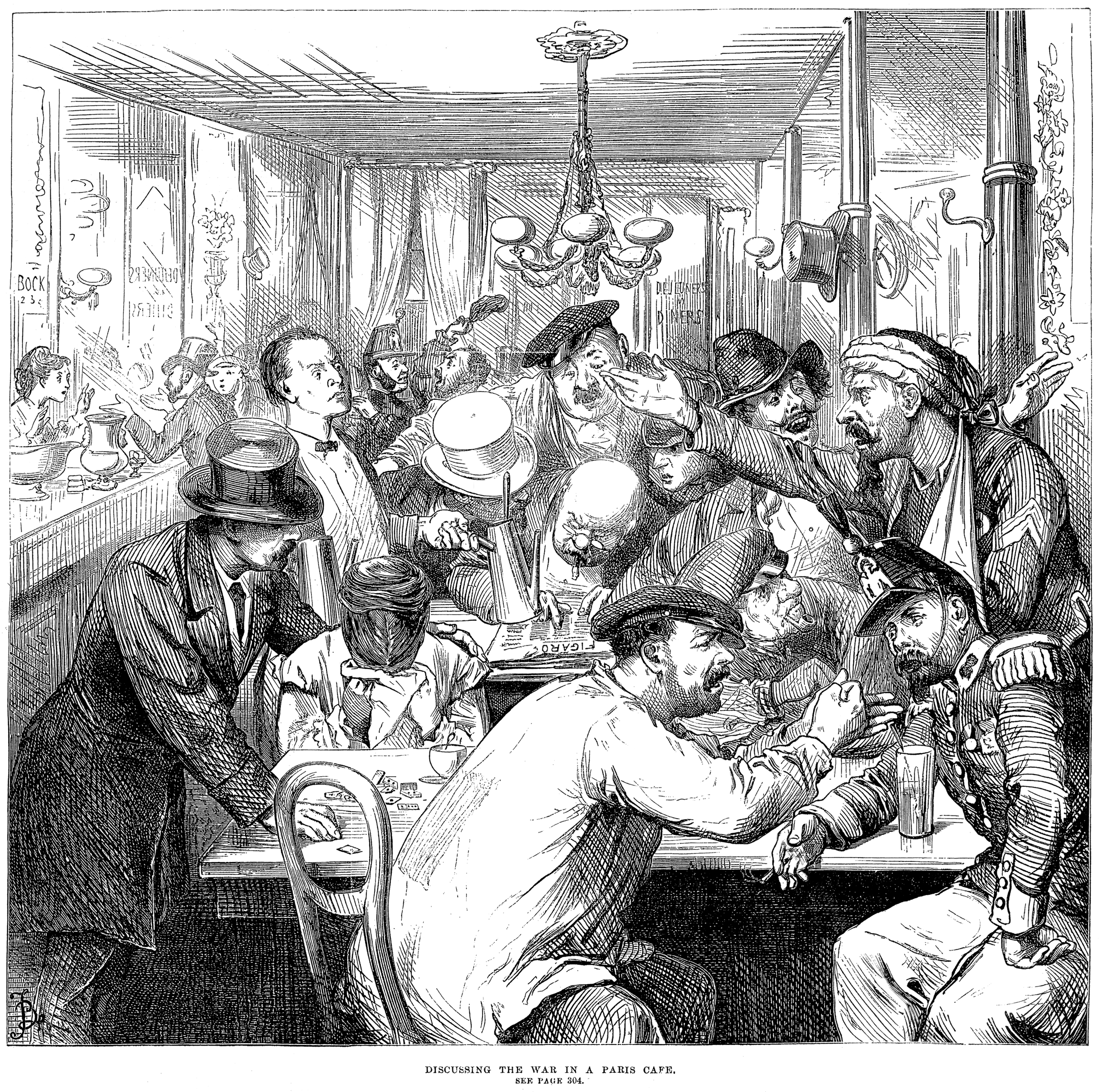
Paryżanie dyskutują w kawiarni o wojnie. ilustracja z Illustrated London News z 17 września 1870 r.

Zaraz na początku oblężenia Bismarck zaproponował ostrzał artyleryjski Paryża, aby wymusić jego szybką kapitulację, niemieckie dowództwo i król Wilhelm I nie wyrazili jednak na to zgody, obawiając się reakcji międzynarodowej na bombardowanie ludności cywilnej, a także wskazując, że szybka kapitulacja stolicy pozostawiłaby duże siły niepokonanych jeszcze oddziałów francuskich, co pozwoliłoby im na ponowne rozpoczęcie wojny z Prusami. Postanowiono więc wziąć miasto głodem i tymczasem kontynuować walki na reszcie terytoriów Francji.

### Oblężenie

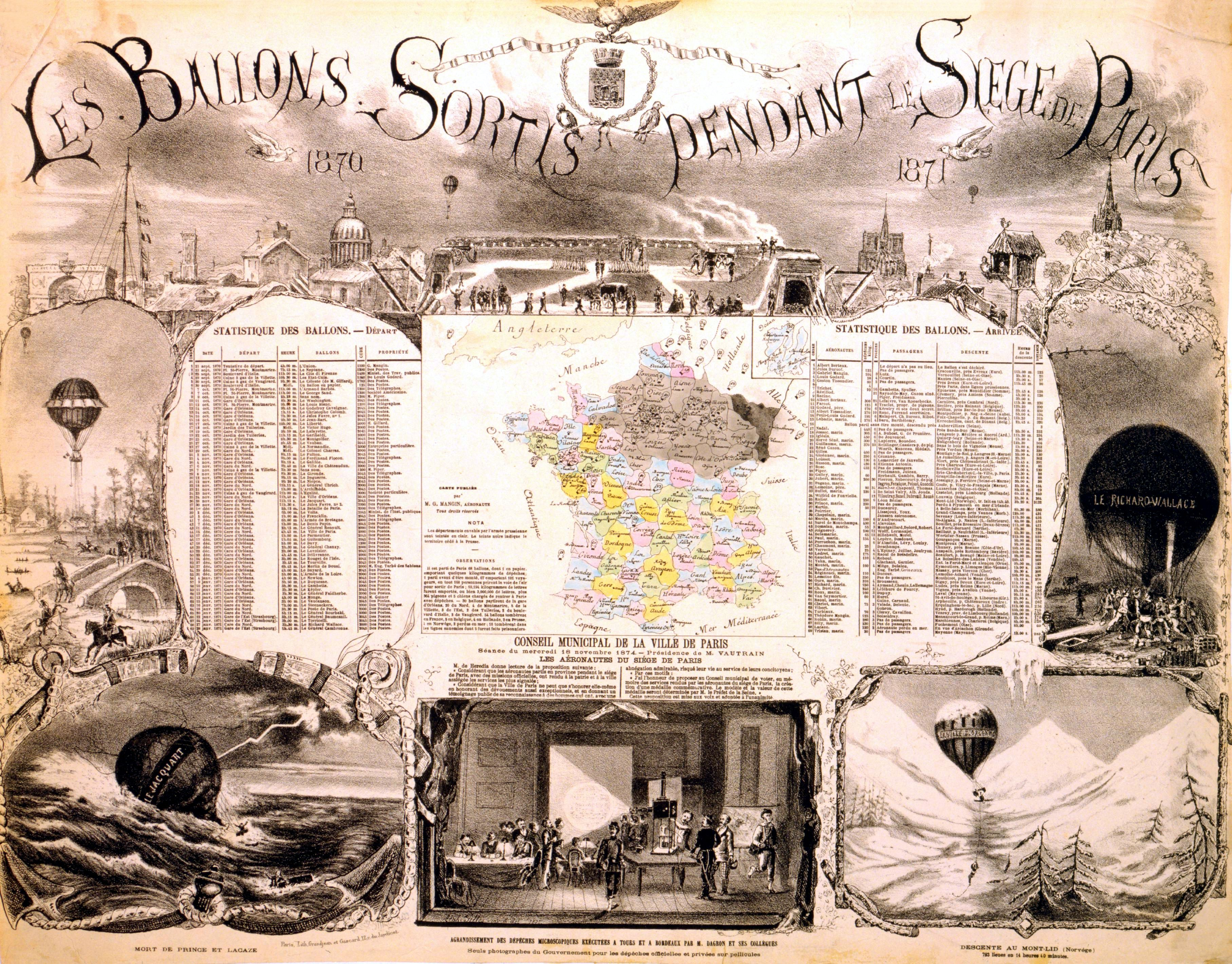
Ilustracja przedstawia balony, którym udało się wydostać z oblężonego Paryża

Obrońcy początkowo nie tracili ducha. Większość rządu pozostała w Paryżu, jedynie część gabinetu jeszcze przed zamknięciem pierścienia oblężenia wysłano do Tours. Luwr zamieniono w fabrykę broni, Gare de Lyon w odlewnię armat, a Gare d’Austerlitz w warsztaty produkujące balony. Tych ostatnich używano do łączności i komunikacji po tym, jak Niemcy wykryli kabel telegraficzny Paryż – Rouen zatopiony w Sekwanie. W łączności posługiwano się również gołębiami pocztowymi, które przenosiły meldunki, ale też prywatną korespondencję, częściowo (dla zmniejszenia ciężaru) w postaci mikrofilmów. Uważa się, że podczas oblężenia Paryża po raz pierwszy zastosowano powietrzny transport medyczny – z oblężonego miasta wywieziono balonami 160 rannych żołnierzy.
Balonami wydostało się z Paryża też kilku polityków, między innymi Léon Gambetta, aby na prowincji dalej organizować obronę przed Prusakami.
Niepomyślna dla Francuzów passa nadal jednak trwała. Próby przerwania oblężenia pod Chevilly-Larue 30 września i Châtillon 13 października zakończyły się niepowodzeniem. Tymczasem wojska niemieckie zajmowały dalsze terytoria Francji, skapitulowały między innymi twierdze w Strasburgu (28 września) i Metz (24 października). Francuzi znowu próbowali kontratakować i 28 października odbili Le Bourget na przedpolach Paryża, 30 października utracili je jednak z powrotem. Te niepowodzenia spowodowały 31 października próbę wzniecenia rewolty w Paryżu – mieszkańcy opanowali wiele gmachów publicznych, w tym merostwo, domagając się ustąpienia nieudolnych wojskowych i polityków, po raz pierwszy padły też żądania ustanowienia komuny. Zamieszki te poparła jednak tylko słaba Gwardia Narodowa Terytorialna, 2 listopada wojsko i policja przywróciły porządek; w stosunku do uczestników zajść nie wyciągnięto poważniejszych konsekwencji.
Aby podnieść morale paryżan, 30 listopada znowu wydany został rozkaz do ataku z oblężonego miasta w kierunku Champigny, Creteil i Villiers-sur-Marne. Podczas tego największego wypadu z oblężonego Paryża (siły francuskie pod dowództwem gen. Ducrot liczyły 80 tys. żołnierzy) Francuzi odbili wprawdzie Creteil i Champigny, jednak już 3 grudnia zostały wyparte z powrotem przez wojska wirtemberskie, tracąc prawie 10 tys. zabitych i rannych. Ostatnia próba przerwania okrążenia miała miejsce pod Buzenval 19 stycznia 1871 r., tym razem straty francuskie wyniosły 4 tysiące.
Niepowodzenia te doprowadziły do zmiany na stanowisku dowodzącego obroną miasta. 20 stycznia generała Trochu zastąpił gen. Joseph Vinoy, który też nie był jednak w stanie przerwać oblężenia. 23 stycznia doszło do kolejnych zamieszek w mieście stłumionych przed Gwardię Narodową.

### Kapitulacja Paryża

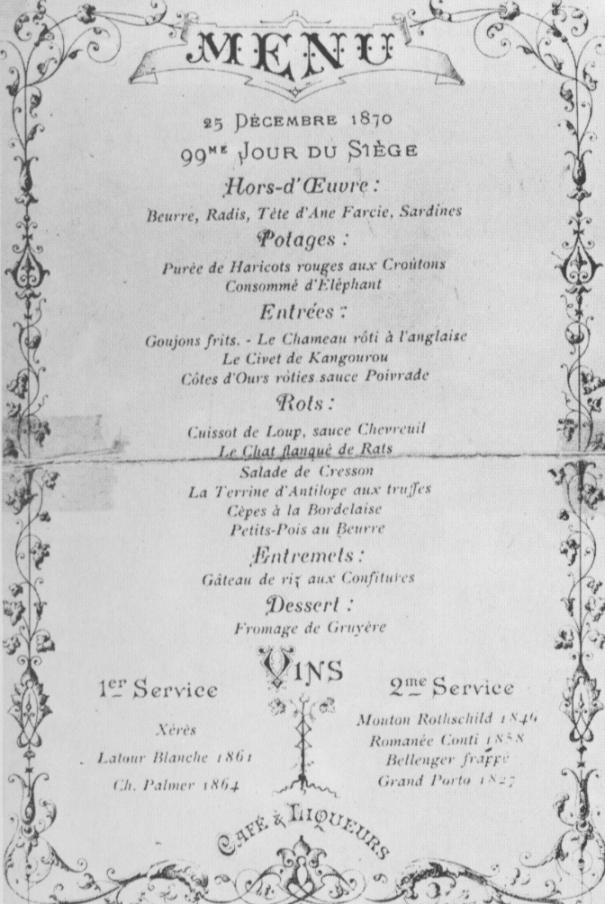
Menu z paryskiej restauracji z 25 grudnia (Boże Narodzenie) 1870 r. Wśród potraw figurują dania z osła, słonia, wielbłąda, kangura, antylopy, niedźwiedzia, kota ze szczurami (!) i wilka w sosie jelenim

Tymczasem nastroje w mieście coraz bardziej się pogarszały. Było coraz mniej żywności, której ceny tak poszły w górę, że duża część ludności mogła kupować tylko chleb (ceny jego były regulowane przez rząd). W restauracjach serwowano mięso koni, psów, kotów i szczurów. Zjedzono nawet zwierzęta z miejscowego zoo, w tym dwa słonie o imionach Kastor i Polluks.
Do szybkiego zakończenia oblężenia zaczęli też dążyć oblegający. Obawiano się, że przedłużające się oblężenie pozwoli Francji na odbudowę armii, że zima utrudni zaopatrzenie wojsk niemieckich; wreszcie wśród niemieckich żołnierzy zaczęły szerzyć się choroby, np. gruźlica.
Koniec oblężenia nastąpił, kiedy 25 stycznia Wilhelm I (który tydzień wcześniej, 18 stycznia, w Wersalu został proklamowany cesarzem zjednoczonych Niemiec) przekonał gen. Helmuta von Moltke, aby uzgadniał swoje posunięcia z Bismarckiem. Ten natychmiast polecił ostrzeliwać Paryż z ciężkich dział Kruppa. Miasto, które podczas oblężenia doznało największych zniszczeń w swojej nowożytnej historii, skapitulowało 28 stycznia 1871 r.

## Komuna Paryska
Komuna Paryska w ścisłym znaczeniu tego słowa oznacza samorząd miejski (fr. commune – gmina, też gmina miejska) Paryża, ustanowiony 28 marca i zarządzający nim do 28 maja 1871 r. Bieg wypadków historycznych spowodował jednak, że pojęcie to zaczęło oznaczać największe, najdłuższe i najkrwawsze powstanie o podłożu społecznym w historii Paryża.
Chociaż mniejsze miasta francuskie cały czas cieszyły się uprawnieniami samorządowymi, podczas panowania Napoleona III Paryż (jak też i Lyon) ze względu na często w nim wybuchające powstania był tych uprawnień pozbawiony. Powodowało to niezadowolenie społeczeństwa miasta, którego biedniejsze warstwy dodatkowo domagały się większej „sprawiedliwości społecznej” i w którym od dawna popularnym hasłem było nawoływanie do utworzenia „demokratycznej i socjalnej republiki” (la république démocratique et sociale). Czary goryczy dopełniło długie oblężenie zakończone klęską w wojnie z Niemcami.

### Zawarcie pokoju z Niemcami
Kapitulacja Paryża oznaczała wreszcie przerwanie prawie półrocznej blokady. Mieszkańcy otrzymali znaczną pomoc w postaci żywności i opału od Wielkiej Brytanii, ale też od Niemiec – Bismarck nakazał wysłać głodującej ludności pociągi z żywnością. W mieście stacjonowały oddziały niemieckie, 17 lutego odbyły one uroczystą defiladę dla uczczenia zwycięstwa, później wycofano je na wschodnie peryferie Paryża.
Wstępny pokój kończący działania wojenne z Niemcami podpisano 26 lutego w Wersalu, ostatecznie wojna zakończyła się podpisaniem 10 maja 1871 r. traktatu pokojowego we Frankfurcie nad Menem, na mocy którego Francja utraciła Alzację i Lotaryngię i musiała zapłacić kontrybucję w wysokości pięciu miliardów franków w złocie.
Jednym z warunków kapitulacji było zorganizowanie w kraju nowych wyborów, do których doszło 8 lutego. Wybory przyniosły zdecydowane zwycięstwo konserwatystom, 13 lutego urząd prezydenta objął Louis Adolphe Thiers.

### Nastroje w mieście przed wybuchem powstania
Już na początku rządów, chcąc spłacić niemieckie kontrybucje, nowy rząd podjął kilka niepopularnych decyzji. Mieszkańcom Paryża nakazano spłacić (z odsetkami) zaległe od września 1870 r. czynsze, jak też inne publiczne zobowiązania, których spłatę w całej Francji zawieszono w listopadzie. Zarządzenia te, jak również ogólne rozgoryczenie przegraną wojną i okupacją miasta przez Prusaków przyczyniały się do radykalizacji nastrojów w mieście. Do tego dochodził fakt, że w czasie oblężenia wielu paryżan służyło w Gwardii Narodowej. Teraz, po zakończeniu wojny, oddziały te nadal zachowały swoją strukturę. W dzielnicach robotniczych same wybierały oficerów, którymi często byli socjaliści, anarchiści i inni radykałowie. Utworzono „Komitet Centralny” Gwardii w celu ewentualnego kontynuowania walki z Niemcami lub obrony III Republiki przed domniemaną próbą przejęcia władzy przez monarchistów po przegranych przez lewicę lutowych wyborach.

### Wybuch powstania

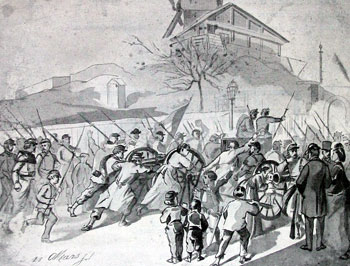
Gwardziści (pomagają im w tym kobiety i dzieci) przeciągają armaty na Montmartre

Jeszcze przed wkroczeniem oddziałów niemieckich do Paryża gwardziści postanowili ukryć w „bezpiecznych miejscach” kilkaset armat, aby nie wpadły w ręce nieprzyjaciela. Armaty te i tak uważali za swoją własność, ponieważ odlano je podczas wojny częściowo ze składek ludności Paryża. W przewiezieniu armat na nowe miejsca pomagali im zwykli mieszkańcy, a jednym z takich „bezpiecznych” miejsc było wzgórze Montmartre.

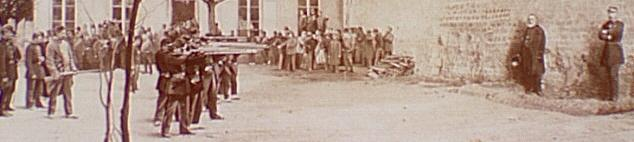
Rozstrzelanie gen. Lecomte’a i gen. Thomas na Montmartre. Nie jest to zdjęcie z autentycznej egzekucji, lecz późniejsza rekonstrukcja wydarzenia

Thiers, widząc w fakcie posiadania tak dużej ilości broni zagrożenie dla władz, ale też niebezpieczeństwo wywołania kolejnego konfliktu z Niemcami, 18 marca nakazał wojsku odebranie gwardzistom armat; wśród żołnierzy regularnej armii doszło jednak do buntu. Dowodzący żołnierzami generał Claude Lecomte został ściągnięty z konia i razem z przypadkowo znajdującym się w pobliżu generałem Clementem Thomasem w spontanicznej egzekucji rozstrzelany na rue Rosiers na Montmartre (obaj generałowie byli odpowiedzialni za masakry podczas dni czerwcowych, co prawdopodobnie przyczyniło się do ich śmierci).

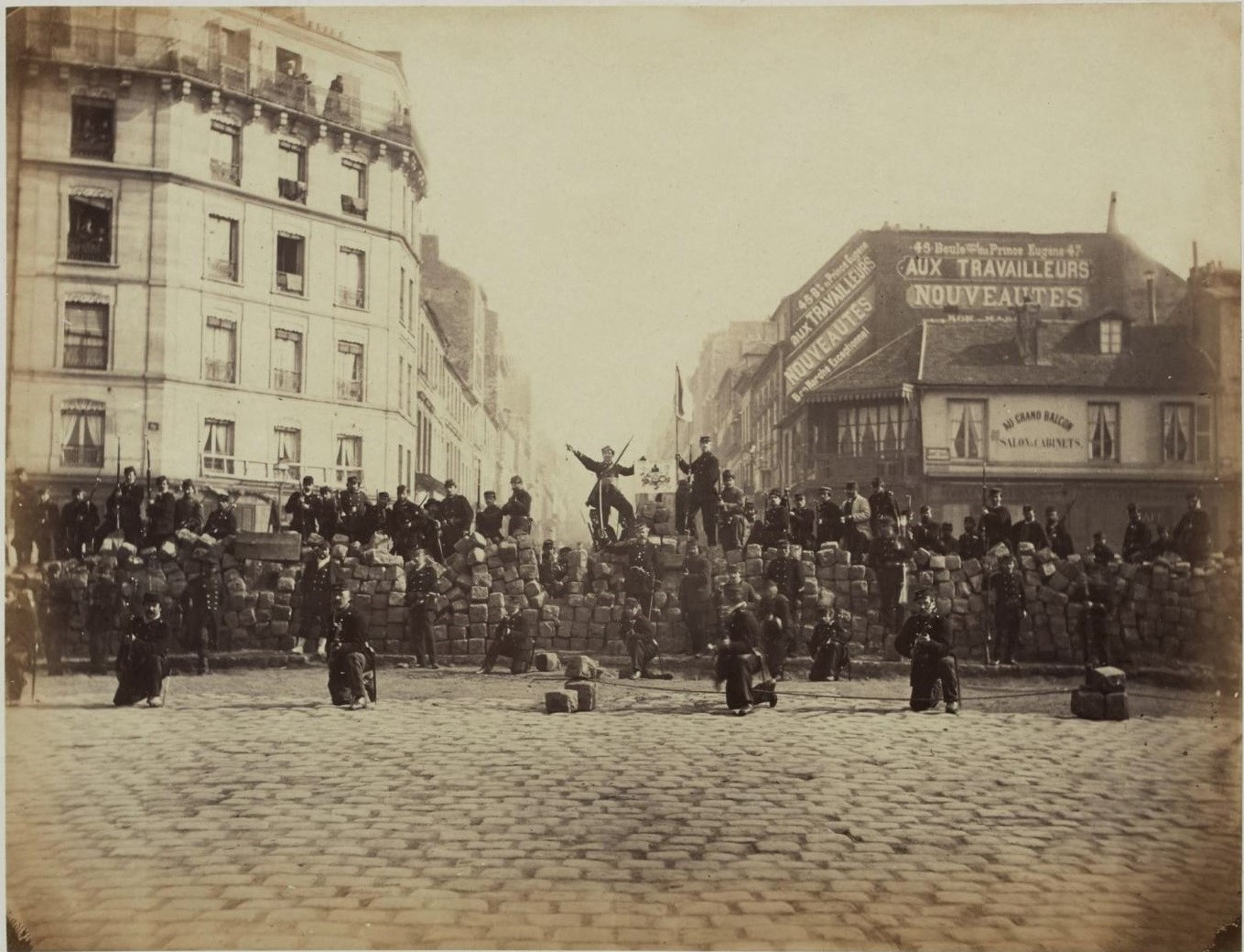
Na barykadzie 18 marca 1871

Do buntu przyłączyły się też inne jednostki wojska, powstanie rozszerzało się tak szybko, że Thiers nakazał natychmiastową ewakuację z Paryża rządu i wiernych mu oddziałów do Wersalu. Od momentu wejścia Prusaków do wybuchu powstania miasto opuściło też od 100 do 200 tys. mieszkańców, przeważnie z zamożniejszych warstw społeczeństwa. Jedyną władzą w mieście stał się Komitet Centralny Gwardii, który na 26 marca zarządził wybory do Komuny.

### Władze Komuny
W skład nowo wybranej Rady Komuny weszło 92 członków, w tym wielu robotników wykwalifikowanych, a także inteligencja (jak lekarze i dziennikarze). Było wśród nich wielu działaczy politycznych reprezentujących różne opcje lewicowe, od umiarkowanych republikanów do radykalnych marksistów i anarchistów. Przewodniczącym Rady wybrano weterana ruchu blankistowskiego Louis Auguste’a Blanquiego, ten z powodu uwięzienia 17 marca nie objął jednak stanowiska. Komitet próbował wymienić go na arcybiskupa Paryża Georges’a Darboy i innych zakładników, którzy zostali wzięci przez Komunę, Thiers nie wyraził jednak na to zgody (zakładnicy ci, łącznie z arcybiskupem, zostali zamordowani pod koniec istnienia Komuny). 28 marca oficjalnie proklamowano utworzenie Komuny Paryskiej.

### Program i polityka Komuny

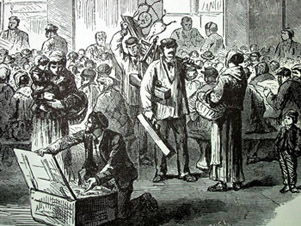
Zwrot robotnikom narzędzi zarekwirowanych podczas oblężenia

Komuna Paryska w dużej mierze odwoływała się do dziedzictwa rewolucji francuskiej. Świadczyła o tym sama jej nazwa (fr. Commune de Paris), będąca powtórzeniem nazwy organu władzy utworzonego w Paryżu w czasie rewolucji w 1792 r. Ponownie wprowadzono francuski kalendarz rewolucyjny, trójkolorową flagę zastąpiono jednak czerwonym sztandarem. Uchwalono wiele dekretów, mających odzwierciedlać socjaldemokratyczny charakter Komuny (choć z powodu krótkości jej rządów tylko niektóre z nich zostały wprowadzone w życie), jak umorzenie zaległych czynszów za cały okres oblężenia, zniesienie pracy w nocy w piekarniach, przyznanie rent nie tylko wdowom, ale i konkubinom oraz dzieciom gwardzistów poległych w wojnie, odroczenie spłaty zobowiązań wynikających z długów i umorzenie odsetek, zwrot robotnikom narzędzi, które podczas oblężenia musieli zastawić w miejskich lombardach, czy prawo robotników do przejęcia zakładu, jeśli został opuszczony przez właściciela (za odszkodowaniem właściciela).
Skład Rady Komuny, a także nastroje panujące wśród działaczy w poszczególnych dzielnicach, były aczkolwiek o wiele bardziej radykalne, niż można się spodziewać po tym dość umiarkowanym (w zasadzie socjaldemokratycznym) programie. Wśród komunardów oprócz blankistów Louisa Auguste’a Blanquiego można było spotkać radykalnych republikanów, tzw. neojakobinów, marksistów zrzeszonych w paryskiej sekcji I Międzynarodówki, a także różne odłamy anarchistyczne – bakuninistów (zwolenników anarchizmu kolektywistycznego Michaiła Bakunina) i proudhonistów, propagujących poglądy samego ojca anarchizmu – Pierre’a Josepha Proudhona.
Radykalizm był też widoczny w stosunku komunardów do Kościoła. Zerwano konkordat z 1802 r. i zadeklarowano rozdział państwa od Kościoła, w praktyce polegający na sekularyzacji majątków kościelnych, usunięciu religii ze szkół, a także aresztowaniu wielu duchownych i zakonników.
Wyżej wymienione odłamy w Radzie Komuny często wchodziły w spory między sobą odnośnie do przyszłego kształtu Francji i jej modelu ustrojowego. W końcu zwyciężyła koncepcja federalistyczna; według proklamacji Komuny z 19 kwietnia Paryż miał stać się miastem autonomicznym w stosunku do reszty kraju, podobnie jak inne francuskie miasta.

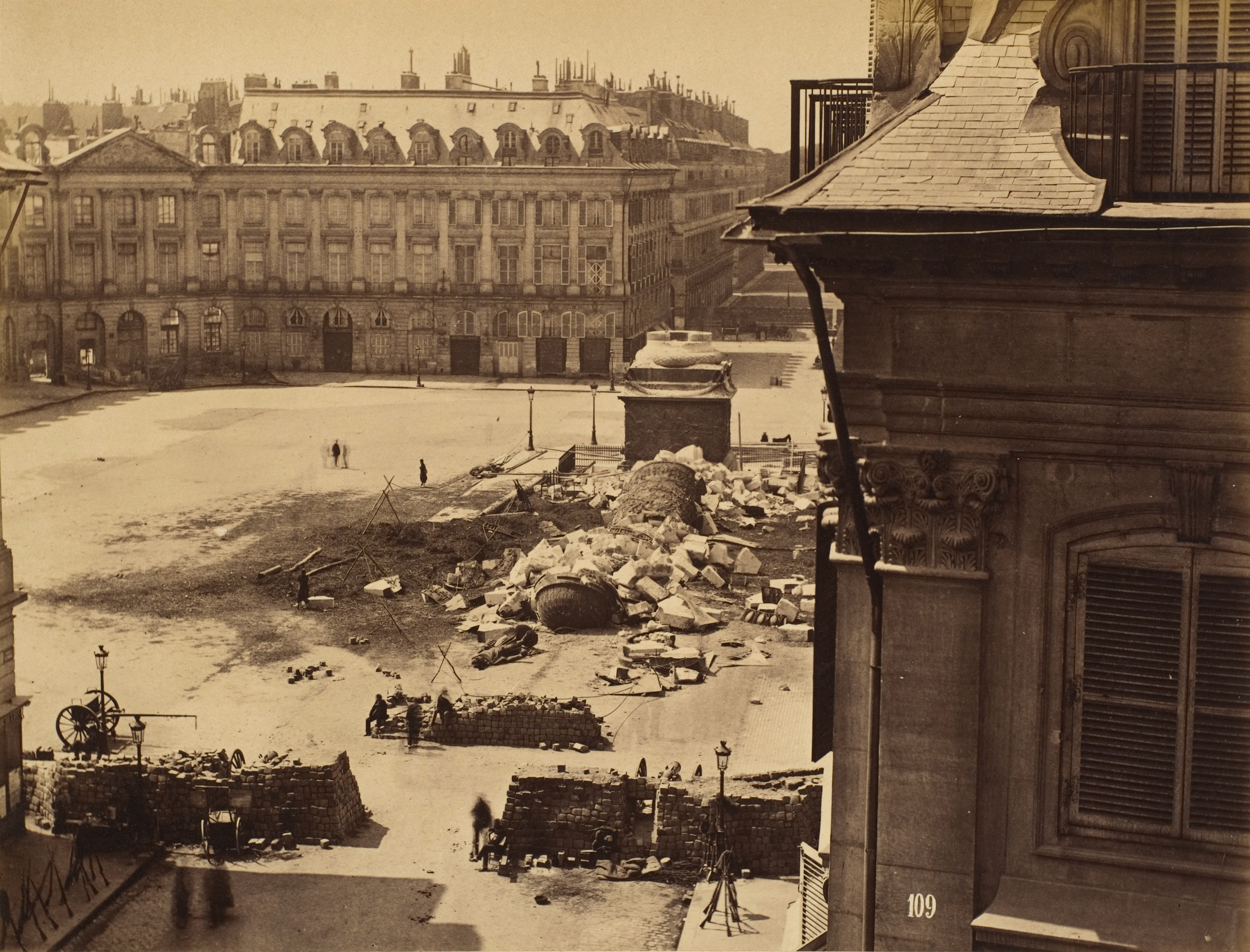
Obalona kolumna Vendôme, na pierwszym planie widać barykady

Symbolicznym końcem starego porządku miało stać się obalenie kolumny Vendôme z posągiem cesarza Napoleona I, które nastąpiło już pod koniec rządów Komuny 16 maja. Po stłumieniu Komuny władze oskarżyły o kierowanie zniszczeniem kolumny malarza Gustave’a Courbeta, członka Rady Komuny, i sfinansowały jej odbudowę m.in. ze środków uzyskanych ze sprzedaży zarekwirowanych obrazów malarza, chociaż podobno sam Courbet był przeciwny niszczeniu kolumny.

### Atak sił rządowych
Thiers cały czas dążył do rozprawienia się z Komuną, na działania mógł sobie jednak pozwolić dopiero na początku kwietnia, kiedy to siły wiernych mu oddziałów uległy znacznemu wzmocnieniu. Do 20 tys. wojska, których już posiadał, dołączyło 60 tys. żołnierzy wypuszczonych z niemieckiej niewoli, do tego doszło 40 tys. żołnierzy z prowincji (w większości z rodzin chłopskich, jak oceniano, odpornych na „lewicową propagandę”). Wojska wersalskie (jak je nazywano od siedziby rządu Thiersa) 2 kwietnia zaatakowały pozycje komunardów na zachodnich i południowych przedmieściach Paryża (od północy i wschodu stacjonowały wojska pruskie, które nie mieszały się do konfliktu i pozostawiły Thiersowi wolną rękę). Dowódcą wersalczyków był marszałek Patrice Mac-Mahon. Po dwudniowych walkach i zdobyciu ważnych bastionów na przedpolach Paryża wojska rządowe zaprzestały dalszego natarcia i ograniczyły się do bombardowania Paryża z dział dalekiego zasięgu. Komunardzi zaczęli natomiast budować na ulicach miasta barykady, przygotowując się do walk ulicznych.
26 kwietnia wersalczycy znowu przeszli do otwartego ataku, zdobywając kolejne wioski i forty broniące Paryża, m.in. fort Issy i 13 maja fort Vanves. Postępy te były o tyle łatwiejsze, że żołnierze Komuny – członkowie Gwardii Narodowej – byli na ogół słabo wyszkoleni. Do tego dochodziły problemy z dyscypliną i brak fachowości dowódców, którzy swoje stanowisko często zawdzięczali właściwym przekonaniom politycznym, a nie kompetencjom wojskowym. Naczelnym wodzem wojsk Komuny Paryskiej od 5 maja był Polak Jarosław Dąbrowski, były spiskowiec, działacz stronnictwa Czerwonych w Polsce, który w drodze na Sybir zbiegł z więzienia przejściowego w Moskwie i od 1865 r. przebywał we Francji. Generałem Komuny Paryskiej był też Walery Antoni Wróblewski, który dowodził wojskami na lewym brzegu Sekwany.
Po zdobyciu fortu Issy Thiers wystosował do Komuny ultimatum z żądaniem poddania się, które zostało odrzucone. Wersalczycy zaczęli się przygotowywać do szturmu na miasto.

### Krwawy tydzień

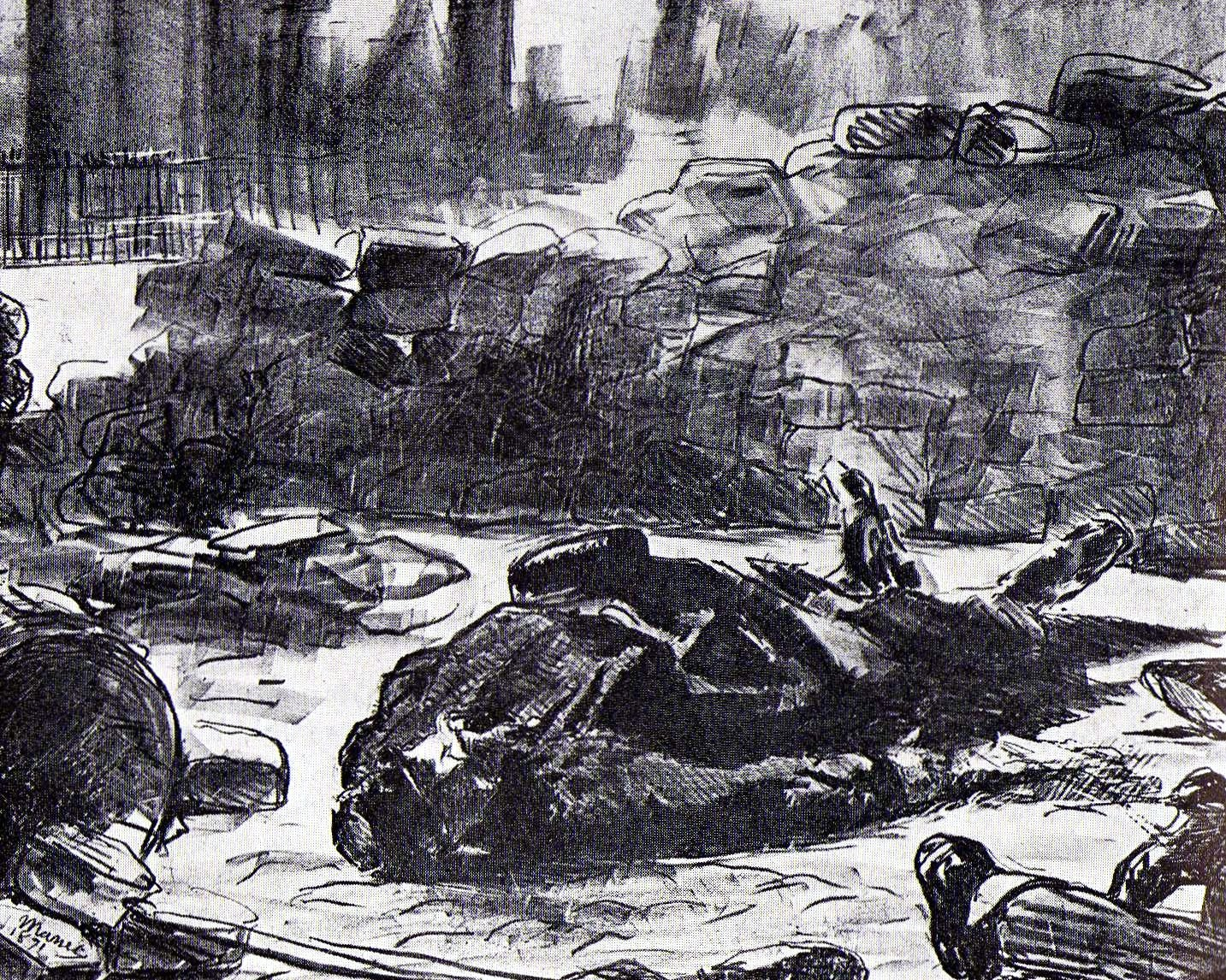
Polegli podczas Komuny Paryskiej. Rysunek Édouarda Maneta

Wersalczycy wkroczyli do miasta przez bramę Saint-Cloud 20 maja dzięki zdradzie gwardzisty Jules’a Ducatela i niedbałości obrońców. Komunardzi dopiero pod dwóch dniach zorientowali się, że nieprzyjaciel jest w granicach miasta. System barykad i fortyfikacji miejskich był jeszcze niedostatecznie rozbudowany i nie mógł powstrzymać przeciwnika przez zdobywaniem kolejnych dzielnic. Podczas walk wojska rządowe dopuszczały się masakr. Na miejscu zginęło lub rozstrzelano bez sądu około 30 tys. osób, na barykadach zginął Jarosław Dąbrowski 23 maja i inni przywódcy Komuny. Ostatnimi punktami oporu, które zdobyto 28 maja, były wschodnie dzielnice miasta – Belleville i Ménilmontant oraz cmentarz Père-Lachaise.

Spalony ratusz (Hôtel de Ville) w Paryżu

Na okrucieństwa wersalczyków odpowiedzieli też obrońcy, którzy na początku Komuny wzięli 74 zakładników z wyższych i średnich klas społeczeństwa. Odpowiedni „dekret o zakładnikach” wydano już 5 kwietnia; na mocy artykułu 5 tego dekretu miano rozstrzeliwać trzech zakładników za każdego zabitego komunarda. Początkowo nie stosowano tego przepisu, większość zakładników (w tym arcybiskup Paryża Georges Darboy) w istocie jednak została rozstrzelana podczas „krwawego tygodnia”. W ostatnich dniach oporu komunardzi podpalili też szereg budynków rządowych jak pałac Tuileries, Palais de Justice i ratusz (Hôtel de Ville).

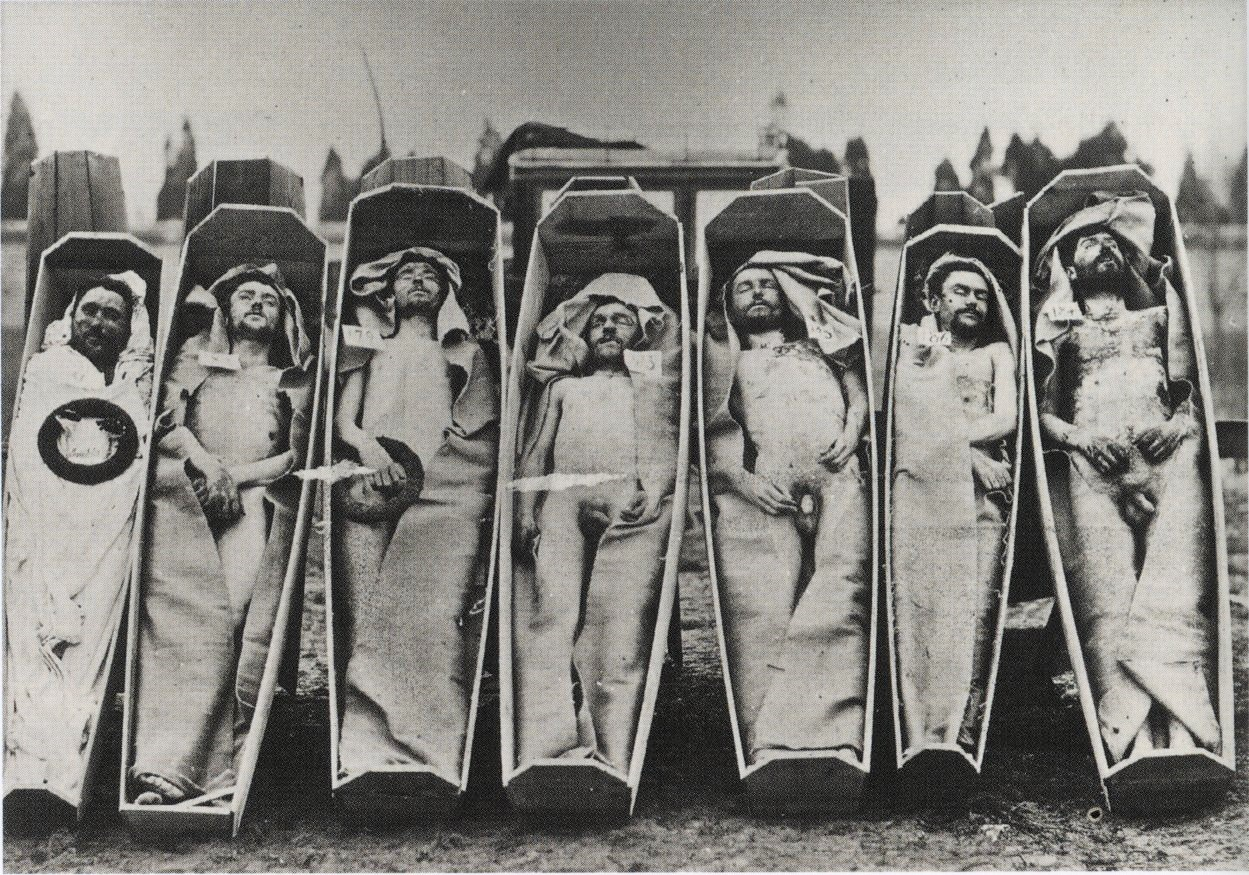
Rozstrzelani komunardzi w trumnach

Po stłumieniu Komuny nastąpiła fala represji. Sądy wydały 10.137 wyroków: 93 osoby skazano na karę śmierci (z tego 23 wyroki wykonano), 251 na przymusowe roboty, 4586 deportowano do francuskiej kolonii Nowej Kaledonii, resztę skazano na kary więzienia. Amnestię dla uwięzionych ogłoszono dopiero w 1880 r.

## Trzecia Republika

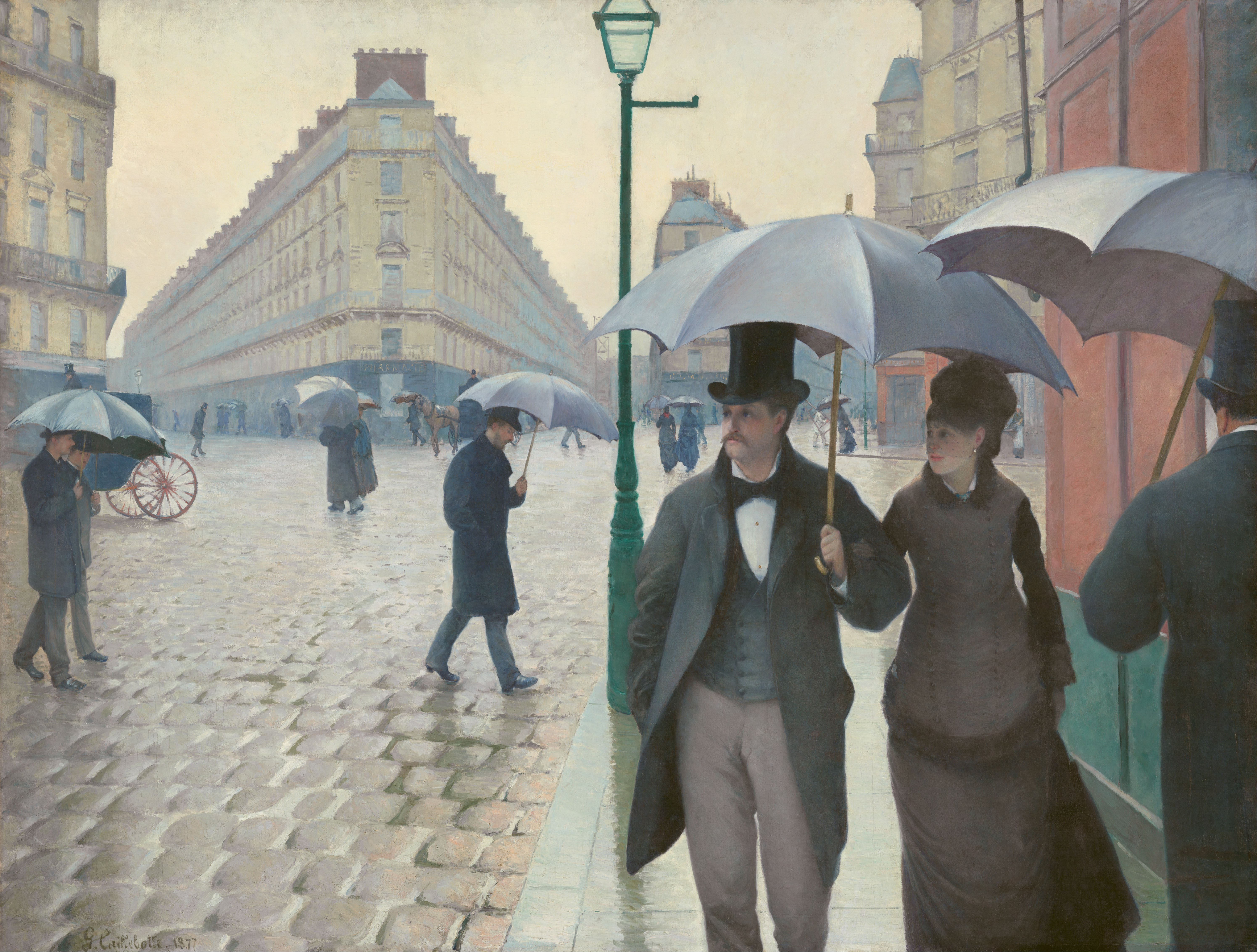
Gustave Caillebotte: Paryska ulica w deszczowy dzień, obraz z 1877 r.

Sprawy ustrojowe III Republiki Francuskiej uporządkowała wreszcie nowa konstytucja, którą uchwalono w 1875 r. Wprowadzała ona dwuizbowy parlament – Zgromadzenie Narodowe, składające się z Izby Deputowanych i Senatu. Zgromadzenie wybierało na siedmioletnią kadencję prezydenta posiadającego szerokie kompetencje.

### Rządy republikanów
W parlamencie monarchiści, którzy jeszcze po stłumieniu Komuny Paryskiej mieli nadzieję na przywrócenie monarchii, powoli tracili na znaczeniu, chociaż zasiadali w parlamencie aż do 1905 r. Rządy zdominowali republikanie, wśród których przeważały dwa nurty – umiarkowany i radykalny. Do końca lat 90. XIX wieku władzę sprawowali republikanie umiarkowani (tzw. „oportuniści”), którzy starali się pogodzić różne ideologie. Odwoływano się do też dziedzictwa rewolucji francuskiej – w 1879 r. Marsylianka stała się hymnem państwowym, a od 1880 r. 14 lipca (rocznica zdobycia Bastylii) jest świętem narodowym Francji. W latach 1881–1882 wprowadzono reformę szkolną, na mocy której edukacja szkolna stała się obowiązkowa, bezpłatna i laicka. W 1880 r. uchwalono też amnestię dla jeszcze uwięzionych i deportowanych na Nową Kaledonię komunardów.

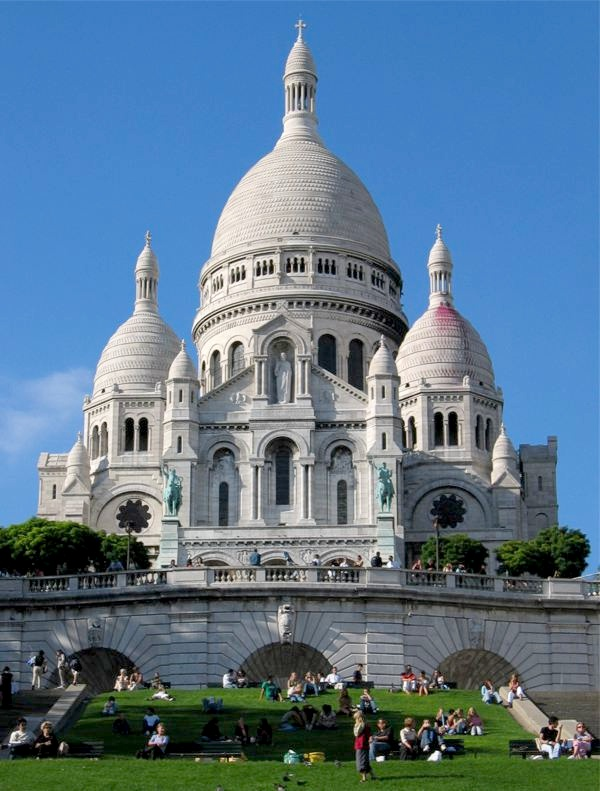
Bazylika Sacré-Coeur

Z drugiej strony w 1873 r. Zgromadzenie Narodowe uchwaliło, aby na wzgórzu Montmartre, jednym z „mateczników” Komuny Paryskiej, gdzie w 1871 r. trwały zażarte walki i gdzie obie walczące strony dokonywały egzekucji, wybudować bazylikę Serca Jezusowego – Sacre Coeur, „dla odkupienia zbrodni komunardów” (expier les crimes des communards). Budowę bazyliki ukończono dopiero w 1919 r. i do tego czasu świątynia w świadomości mieszkańców Paryża nabrała wprawdzie już innego znaczenia. Stała się symbolem pojednania, a dzisiaj najczęściej (błędnie) przyjmuje się, że upamiętnia ofiary wojny francusko-pruskiej. Według znajdującej się w świątyni inskrypcji inicjatorami budowy bazyliki byli przemysłowcy Alexandre Legentil i Hubert Rohault de Fleury, którzy jesienią 1870 r. złożył ślubowanie, że doprowadzą do budowy świątyni.

### Sprawa Dreyfusa

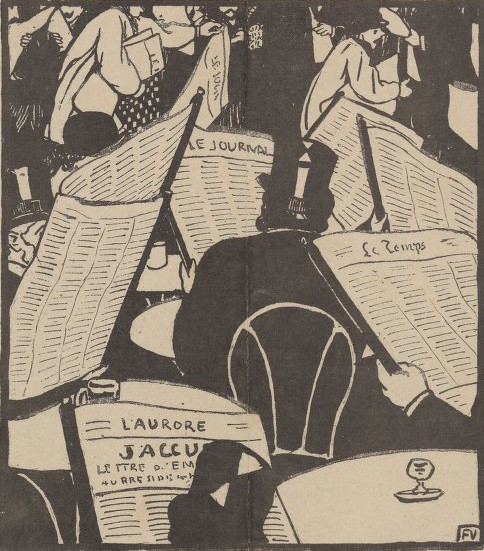
Paryżanie przy lekturze gazet w kawiarni. Mężczyzna na pierwszym planie czyta list otwarty J’Accuse…! Émile’a Zoli. Grafika Félixa Valottona

Ugrupowaniem opozycyjnym w stosunku do oportunistów byli republikanie radykalni, do których liderów należał późniejszy premier (w latach 1906–1909 i 1917-1920) Georges Clemenceau. Udało mi dojść do władzy w 1899 r. między innymi dzięki sprawie kapitana artylerii Alfreda Dreyfusa, członka Sztabu Generalnego, którego w 1894 r. oskarżono o szpiegostwo na rzecz Niemiec. Proces tego wojskowego żydowskiego pochodzenia i jego niesłuszne, jak się później okazało, skazanie i zesłanie na Wyspę Diabelską u wybrzeży Gujany Francuskiej głęboko podzieliły francuskie społeczeństwo. Szczególną rolę odegrał tu list otwarty pisarza Émile’a Zoli do prezydenta Francji Félixa Faure, opublikowany pod tytułem J’Accuse...! („Oskarżam!”) w 1898 r. Sprawa Dreyfusa, który na skutek nacisków opinii publicznej w 1899 r. został ułaskawiony przez prezydenta, a w 1906 r. całkowicie zrehabilitowany, ujawniła głębokie podziały ideologiczne i światopoglądowe pomiędzy środowiskami prawicy, Kościoła, konserwatystów i nacjonalistów ze środowiskami lewicy i liberałów.

### Rozwój gospodarczy
Zawirowania polityczne na francuskiej scenie politycznej nie przeszkodziły w szybkim rozwoju gospodarczym kraju i Paryża. Pomimo kryzysów, jakie okresowo nawiedzały Francję, w okresie od 1880 do 1914 r. produkcja przemysłowa niemal podwoiła się, a kraj stał się czwartą potęgą gospodarczą świata.

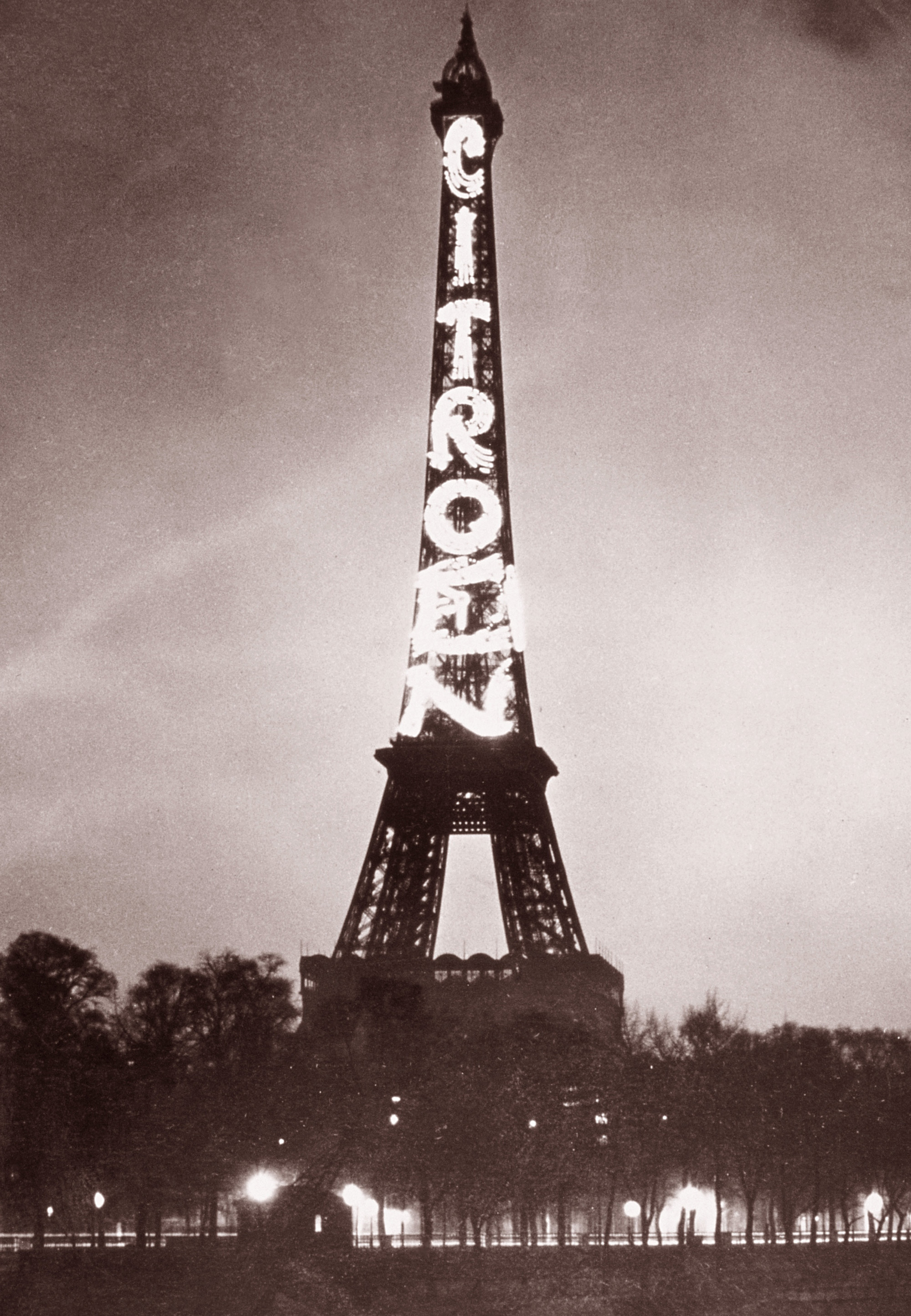
Reklama Citroëna na Wieży Eiffla. Zdjęcie z 1925 r.

Rozwój gospodarczy nie ominął też Paryża i jego bezpośredniej okolicy (obszaru metropolii). Przyczyniał się do tego również rozwój nauki i techniki. W 1888 r. Ludwik Pasteur założył w stolicy Instytut Pasteura, mający znaczne zasługi w badaniach w dziedzinie mikrobiologii i zwalczaniu chorób zakaźnych. Już w kilkanaście lat po wynalezieniu samochodu w 1898 r. w Boulogne-Billancourt pod Paryżem otwarto zakłady Renault, mające tam swoją siedzibę do dzisiaj. W innej podparyskiej miejscowości Suresnes już po I wojnie światowej zbudowano fabrykę samochodów Citroën, której początkiem był mały zakład mechaniczny André Citroëna. Suresnes było też siedzibą zakładów lotniczych Louisa Blériota, francuskiego pioniera lotnictwa.

## Paryż podczas wystaw światowych
Dynamiczny rozwój nauki, techniki i gospodarki były prezentowane na kolejnych wystawach światowych, które (po wystawach w latach 1855 i 1867) znowu kilkakrotnie zostały organizowane w Paryżu. Były to ważne wydarzenia w życiu miasta, ponieważ z ich okazji zrealizowano wiele budzących podziw inwestycji, częściowo do dzisiaj zachowanych w krajobrazie miasta.

### Wystawa w 1878

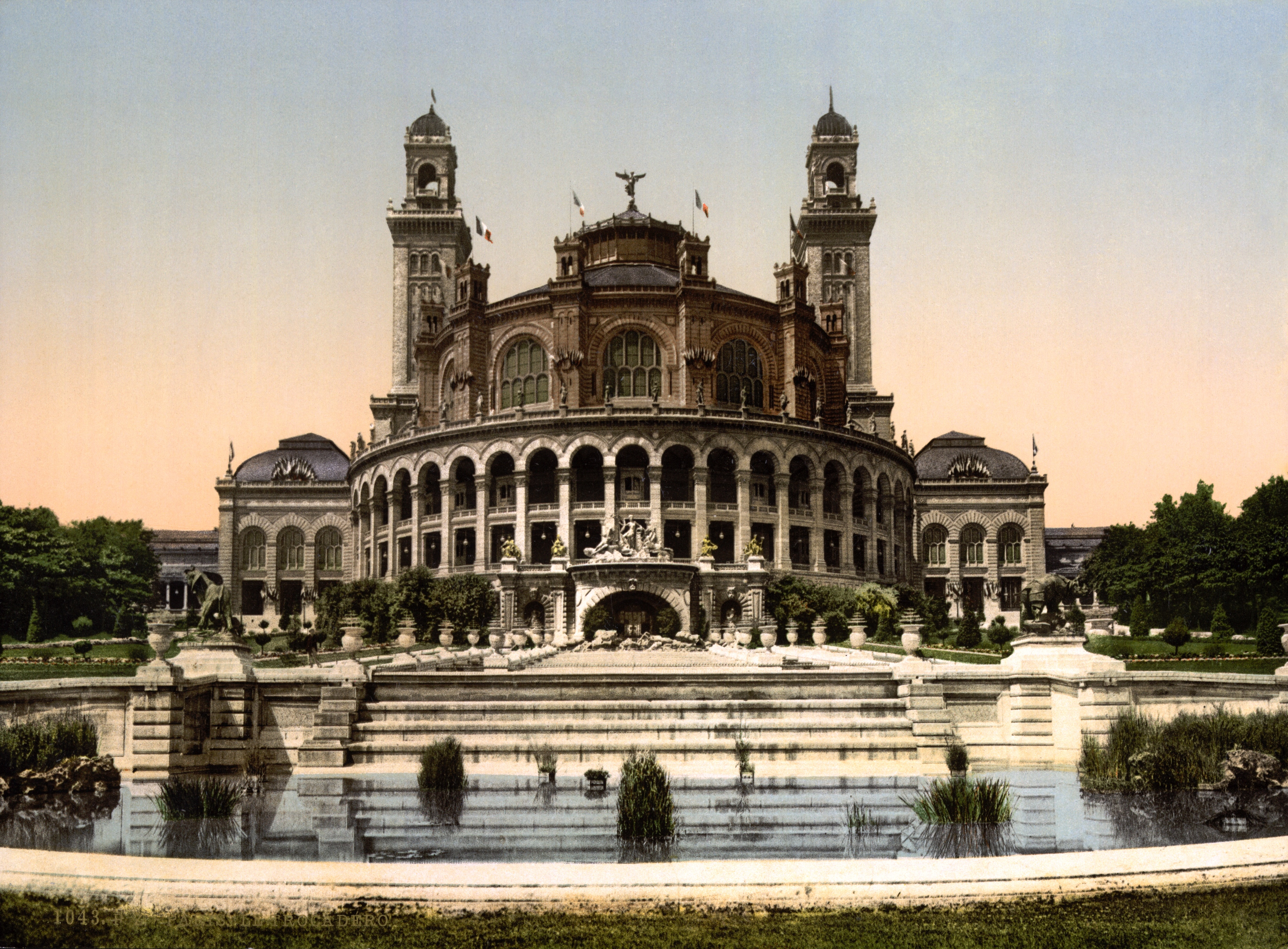
Pałac Trocadéro, zbudowany na wystawę światową w 1878 r.

Trzecia wystawa światowa miała miejsce w Paryżu w 1878 r., a jej głównym celem było przedstawienie odbudowy miasta i kraju po wojnie francusko-pruskiej (ekspozycja francuska zajmowała połowę powierzchni ekspozycyjnej; Niemcy były jedynym większym krajem, który nie wziął udziału w wystawie). Główny budynek wystawy znajdował się na Polu Marsowym, oprócz tego zbudowano też (obecnie już nieistniejący) pałac Trocadéro. Na wystawie zaprezentowano takie nowinki techniczne jak telefon Alexandra Grahama Bella, fonograf Thomasa Edisona; w ogrodzie pałacu Trocadéro i na Polu Marsowym pokazano też głowę i inne fragmenty Statui Wolności, którą po ukończeniu w 1886 r. odsłonięto w Nowym Jorku jako dar Francji dla Stanów Zjednoczonych.

### Wystawa w 1889 r. Budowa wieży Eiffla

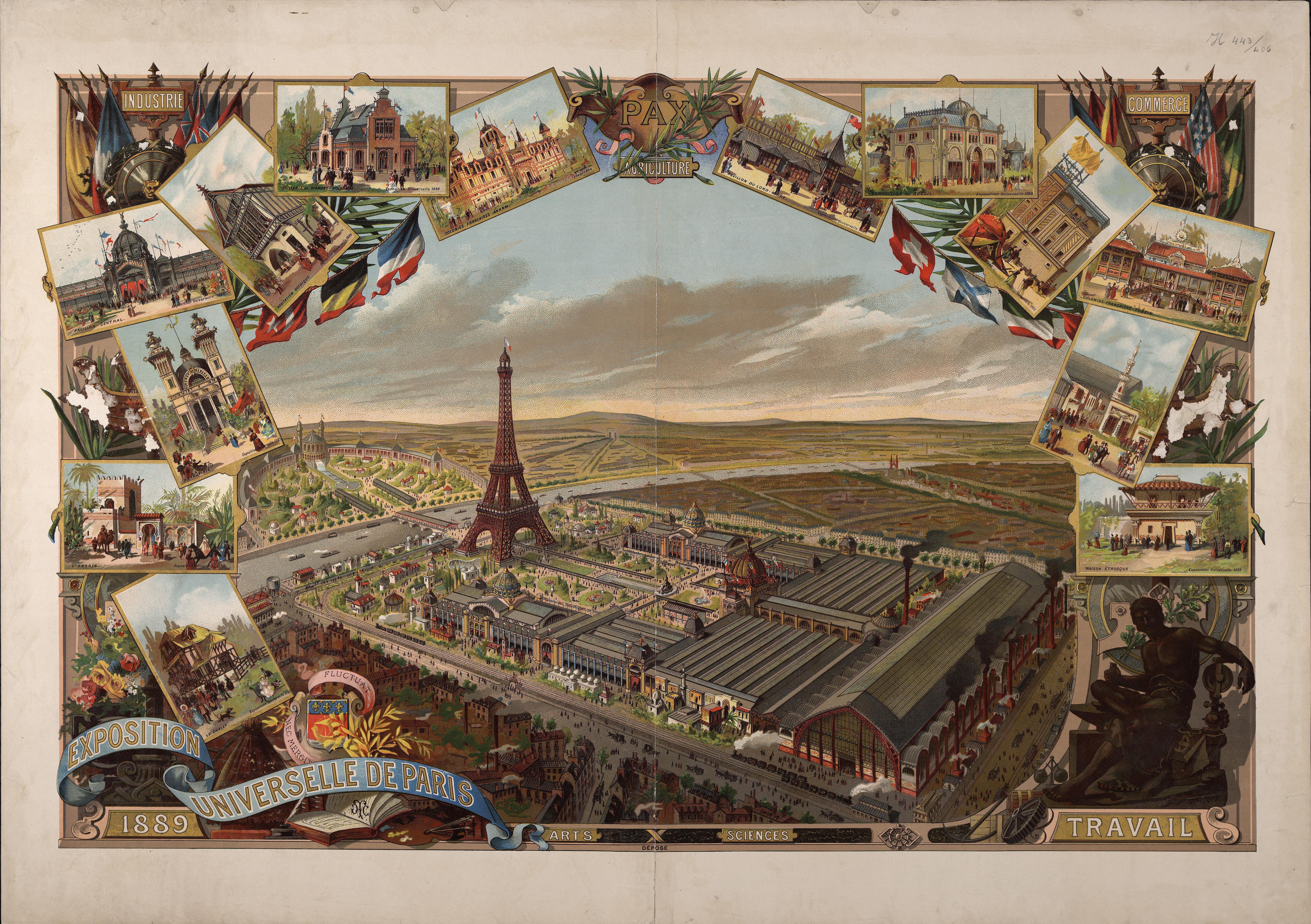
Ogólny widok wystawy światowej w 1889 r.

Kolejną wystawę zorganizowano w stulecie wybuchu rewolucji francuskiej w 1889 r. Jej sceną były znowu Pola Marsowe, pałac Trocadéro, a także kompleks Les Invalides i nabrzeża Sekwany. Liczba zwiedzających była rekordowa; różne szacunki mówią, że wystawę zwiedziło od 20 do 30 milionów osób. Sama kolejka kursująca po wystawie w ciągu sześciu miesięcy przewiozła ponad 6 milionów osób.
Symbolem wystawy, który, jak się później okazało, stał się symbolem całego Paryża i jedną z najsłynniejszych budowli świata, stała się wieża Eiffla, zbudowana jako główne wejście na teren wystawy przez architekta Gustave’a Eiffla i inżyniera Maurice’a Koechlina. Wieżę zaprojektowano w pracowni Eiffla w 1884 r., a jej budowa trwała od 1886 do 1889 r. Wykonano ją jako konstrukcję kratową z
tzw. kutego żelaza (właściwie gatunku stali) z prefabrykowanych elementów, które produkowano w Levallois-Perret, a następnie montowano na miejscu w Paryżu. Budowę ukończono 31 marca 1889 r., kiedy to Eiffel wspiął się na szczyt wieży i wywiesił z niej flagę francuską. W momencie ukończenia budowy wieża Eiffla była najwyższą budowlą na świecie, palmę pierwszeństwa w tej dziedzinie oddała dopiero w 1930 r., kiedy w Nowym Jorku wybudowano wyższy od niej Chrysler Building, a później, w 1931 r., jeszcze wyższy Empire State Building.
Wieża Eiffla spotkała się od razu z uznaniem zwykłych paryżan, jej budowa budziła natomiast protesty artystów – pisarzy, malarzy, rzeźbiarzy, architektów, którzy również po ukończeniu wieży żądali jej rozebrania. Według pierwotnych planów wieża miała stać tylko przez 20 lat (do 1909 r.), po czym miała rzeczywiście miała zostać zdemontowana. Władze miejskie doceniły jednak przydatność konstrukcji do celów komunikacyjnych (łączności radiowej) i jako obserwatorium meteorologiczne, postanowiono więc pozostawić budowlę.

### Wystawa w 1900

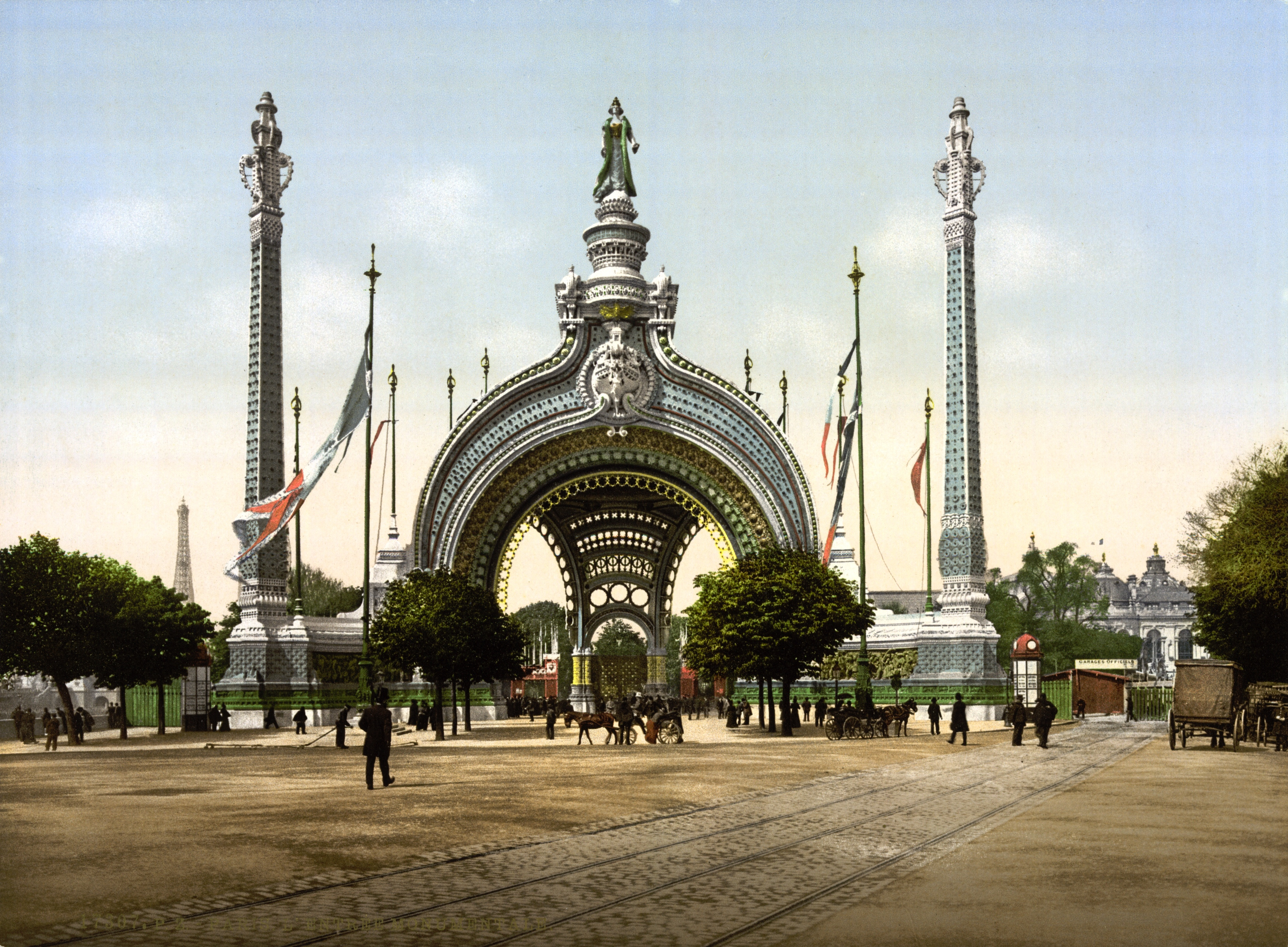
Główne wejście na wystawę światową w 1900 r.

Ostatnią wystawą światową w XIX wieku była wystawa zorganizowana w Paryżu w 1900 r. W zamierzeniu miała podsumować mijający wiek i wskazywać kierunki rozwoju XX wieku. Z nowinek technicznych po raz pierwszy pokazano na niej np. kinematograf, skonstruowany krótko wcześniej, w 1895 r. przez braci Lumière (pierwsza projekcja filmu Wyjście robotników z fabryki Lumière w Lyonie, która miała miejsce w Paryżu 28 grudnia 1895 r., jest uważana za narodziny kina), wystawa upamiętniła się jednak przez wydarzenia jej towarzyszące oraz przedsięwzięcia architektoniczne i inwestycje w infrastrukturę Paryża.
Z okazji wystawy zbudowano nowe dworce, jak Gare de Lyon i Gare d’Orsay (obecnie Musée d’Orsay). Zbudowano też nowy Most Aleksandra III oraz nowe pawilony wystawowe: Grand Palais i Petit Palais.
Trwałym osiągnięciem wystawy było otwarcie 19 lipca paryskiego metra – trzeciego w Europie po kolei podziemnej w Londynie i Budapeszcie. Duże walory artystyczne ma zachowane do dzisiaj 86 wejść do metra z tamtego czasu, zaprojektowane przez Hectora Guimarda w stylu secesyjnym.
Ważnym wydarzeniem towarzyszącym wystawie były też II Igrzyska Olimpijskie, w których po raz pierwszy mogły uczestniczyć kobiety.

## Belle époque
Gwałtowny rozwój nauki i techniki, zdobycze cywilizacyjne, jakie stały się udziałem krajów europejskich, a także długi czas stabilizacji i pokoju pomiędzy wojną francusko-pruską a I wojną światową spowodował, że epoka ta zyskała sobie miano belle époque („pięknej epoki”).

### Nowe prądy w sztuce
Pojęcie belle époque wiąże się aczkolwiek chyba jeszcze bardziej z życiem artystycznym i nowymi prądami w sztuce, które mnożyły się w owym czasie. Jak i wcześniej, na przełomie XIX i XX wieku Paryż był uważany za artystyczną stolicę świata, do której ciągnęli literaci, malarze, rzeźbiarze z prowincji, ale też i z innych krajów.
Pierwszym z takich zrywających z przeszłością prądów był impresjonizm, którego nazwa pochodzi od tytułu obrazu Impresja, wschód słońca Claude’a Moneta, wystawionego w 1874 w paryskim atelier Nadara w 1874 r. Najpierw obdarzany ironicznymi uwagami przez akademików, w ostatnich latach XIX wieku impresjonizm sam stał się kierunkiem przebrzmiałym, a artyści zaczęli zwracać się ku nowym prądom, jak kubizmowi, którego prekursorami w Paryżu byli Pablo Picasso i Georges Braque, lub fowizmowi (Henri Matisse). Już po zakończeniu I wojny światowej w Paryżu bujnie rozwijały się dadaizm i surrealizm.

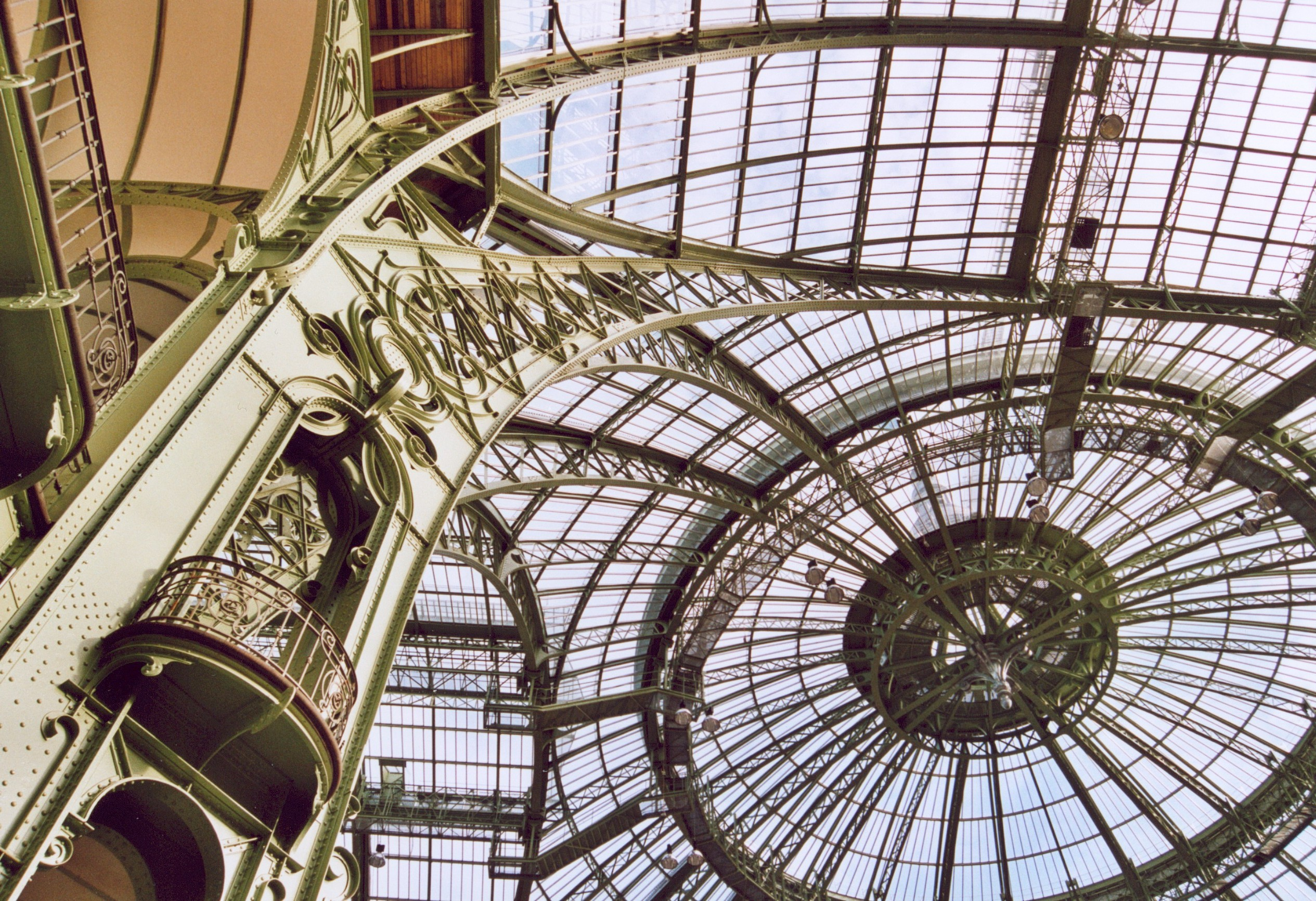
Wnętrze Grand Palais w Paryżu. Przykład mieszaniny detali w stylu art noveau i monumentalnej architektury w stylu heroicznego historycyzmu – charakterystycznego dla Paryża epoki belle époque

O ile powyższe awangardowe kierunki w sztuce wymagały pewnego wyrobienia artystycznego i spotykały się z uznaniem raczej znawców, wśród szerszych warstw społeczeństwa (paryskiego mieszczaństwa) z nowych prądów szczególną popularnością cieszyła się secesja, we Francji (i krajach anglosaskich) nazywana Art Nouveau. Płynne, faliste linie, abstrakcyjna lub roślinna ornamentacja i subtelna, pastelowa kolorystyka były wyróżnikiem nie tylko obrazów i grafiki, lecz również sztuki użytkowej i dekoracyjnej, a także architektury. Swoje apogeum paryska secesja osiągnęła podczas wystawy światowej w 1900 r. Czołowym artystą secesyjnym był już wspomniany Hector Guimard, projektant wejść do stacji paryskiego metra, na przełomie wieków w Paryżu działał też bardzo popularny czeski malarz i grafik Alfons Mucha.
Nowe prądy artystyczne związane z szeroko pojmowanym modernizmem szerzyły się nie tylko w sztuce, lecz i w innych dziedzinach twórczości – literaturze, teatrze, muzyce. W 1913 r. w Paryżu odbyła się prapremiera Święta wiosny – baletu Igora Strawinskiego. Spektakl wywołał może największy skandal w historii muzyki. Nowa, pełna „dzikości” rytmika tego dzieła, ostra instrumentacja i dysonansowe współbrzmienia były tak niezwykłe dla przyzwyczajonej do klasycznego baletu publiczności, że tak zaczęła głośno protestować; harmider tak zagłuszał muzykę, że nie słyszeli jej tancerze, w końcu na sali doszło do bijatyki pomiędzy przeciwnikami a zwolennikami tej nowego stylu w twórczości baletowej.

### Dzielnica artystyczna Montmartre

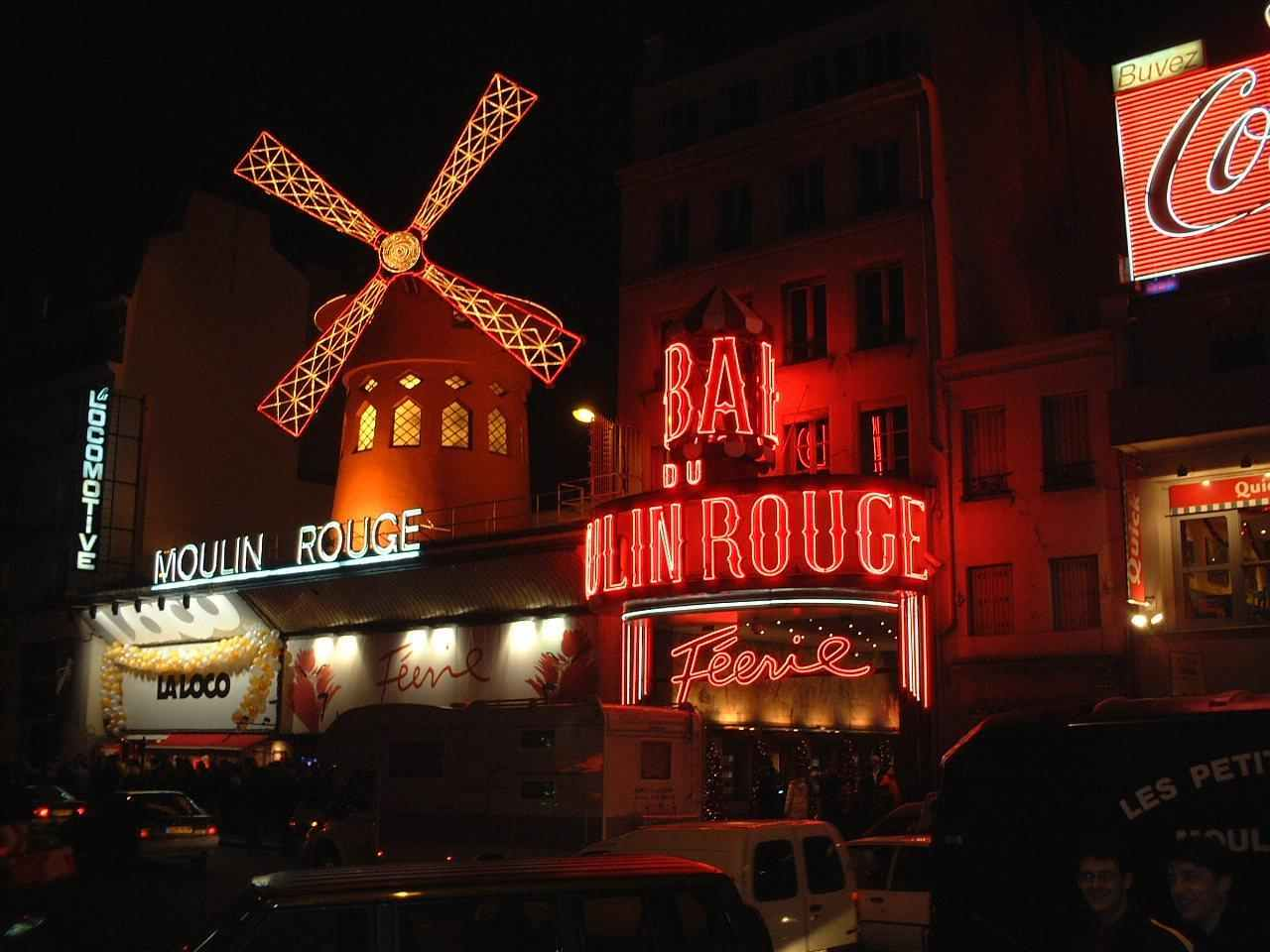
Moulin Rouge nocą

Pod koniec XIX wieku życie artystyczne Paryża zaczęło koncentrować się w północnej dzielnicy Montmartre, wokół Bazyliki Sacre Coeur. Z dzielnicą tą, włączoną do miasta dopiero przez Napoleona III w 1860 r., związani byli m.in. Pablo Picasso, Vincent van Gogh, Henri de Toulouse-Lautrec, Maurice Utrillo. Szczególnie sławna stała się kamienica Bateau-Lavoir, w której mieszkało wielu artystów malarzy, w tym Picasso, który namalował tu Panny z Awinionu. Mieszkających tu artystów odwiedzał Guillaume Apollinaire, czołowy przedstawiciel paryskiej awangardy, do której należeli też Jean Cocteau i Gertrude Stein.
Ten klimat bohemy (cyganerii artystycznej) panujący na Montmarte w połączeniu z sąsiedztwem Pigalle – „dzielnicy czerwonych latarni” – sprawił, że w dzielnicy zaczęły powstawać teatrzyki, kabarety, często o podejrzanej reputacji, z których najsłynniejszym stał się Moulin Rouge.

### Wielka powódź w 1910

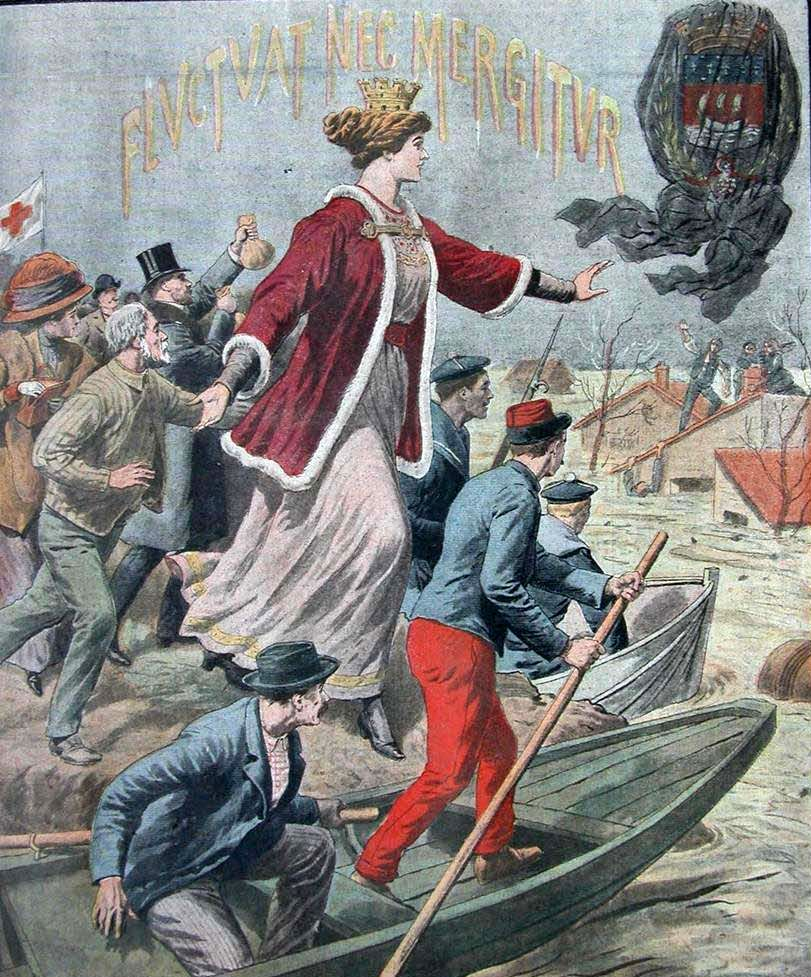
Paryż i Francja spieszą na pomoc powodzianom. Ilustracja z Le Petit Journal, 13 lutego 1910 r.

Na przełomie stycznia i lutego 1910 roku miasto nawiedziła wielka powódź. Obfite opady deszczu spowodowały wylanie Sekwany i zalanie centrum miasta, w tym dworca Gare d’Orsay i piwnic Luwru. Na niektórych ulicach paryżanie musieli korzystać z łodzi, na innych ustawiono kładki dla pieszych. Maksymalny poziom wody wyniósł 8,62 m, zniszczeniu uległo około 20.000 domów.
Jakkolwiek zniszczenia prędko usunięto, już cztery lata później Francję i Europę spotkał o wiele poważniejszy kataklizm – wybuchła Wielka Wojna.

## I wojna światowa

### Wybuch wojny. Cud nad Marną

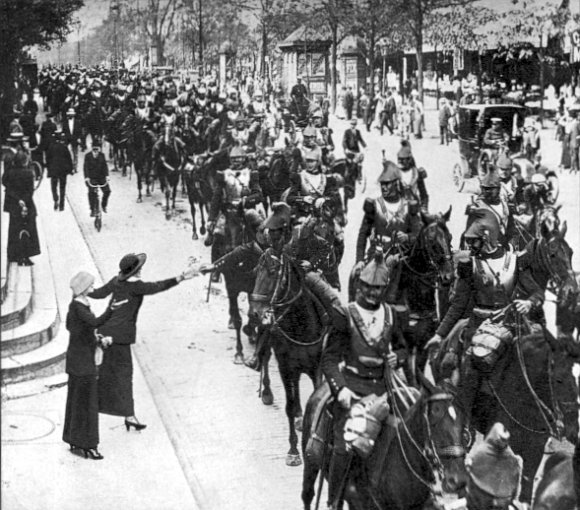
Parada kawalerii na ulicy Paryża, sierpień 1914 r.

Wybuch I wojny światowej, która dla Francji zaczęła się 3 sierpnia 1914 r., kiedy to Niemcy wypowiedziały jej wojnę, Paryżanie, jak i reszta Francuzów, powitali początkowo z entuzjazmem, widząc w niej sposobność do wzięcia rewanżu za porażkę 1870/71 r. Entuzjazm opadł, kiedy miasto zapełniło się uchodźcami z ogarniętych walkami Belgii i północno-wschodnich departamentów, a do Paryża coraz bardziej zbliżała się szybko nacierająca armia niemiecka. Już na początku września Niemcy doszli do Luzarches, ok. 30 km od Paryża. Ponieważ krajowi groziła powtórka sytuacji z 1870 r., postanowiono ewakuować rząd do Bordeaux, gdzie pozostał on do grudnia 1914 r.

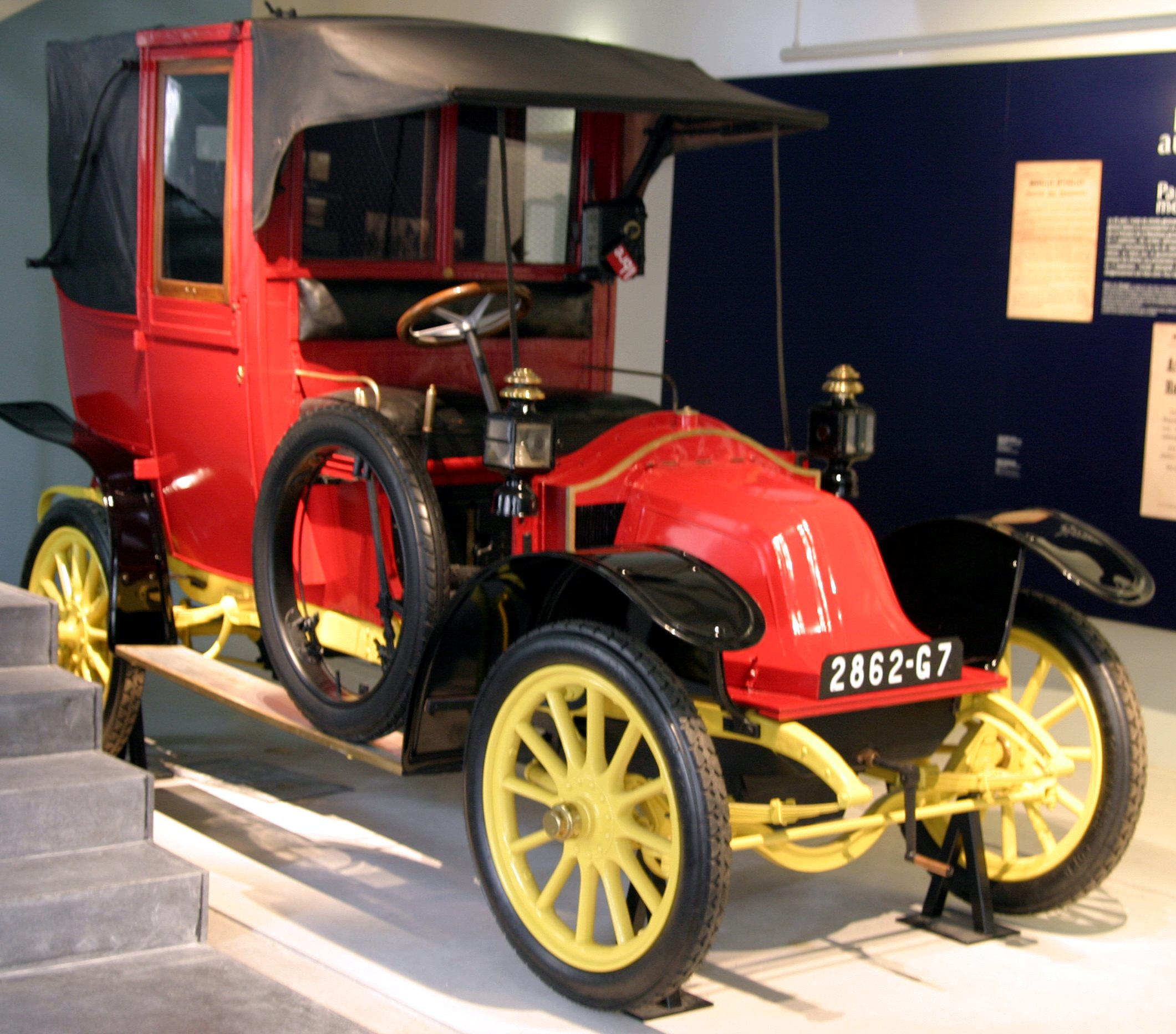
Jedna z paryskich taksówek użytych w bitwie nad Marną

W ocaleniu miasta we wrześniu 1914 r. pomógł tzw. cud nad Marną, czyli kontratak wojsk francuskich pod dowództwem generała Josepha Joffre’a, który odepchnął wojska niemieckie na północny wschód nad rzekę Oise. Według legendy armię francuską przewiozły wtedy na front paryskie taksówki, które na ten czas zarekwirował dla wojska gen. Joseph Gallieni, komendant wojskowy Paryża. Podobno kiedy generał zobaczył żołnierzy jadących na front taksówkami, skomentował: „Cóż, nareszcie coś niebanalnego!” (Eh bien, voilà au moins qui n’est pas banal!). W rzeczywistości tylko część wojska (ok. 6000 rezerwistów piechoty) przetransportowano na front tą drogą (wykorzystano do tego ok. 600 taksówek).

### Bombardowania miasta

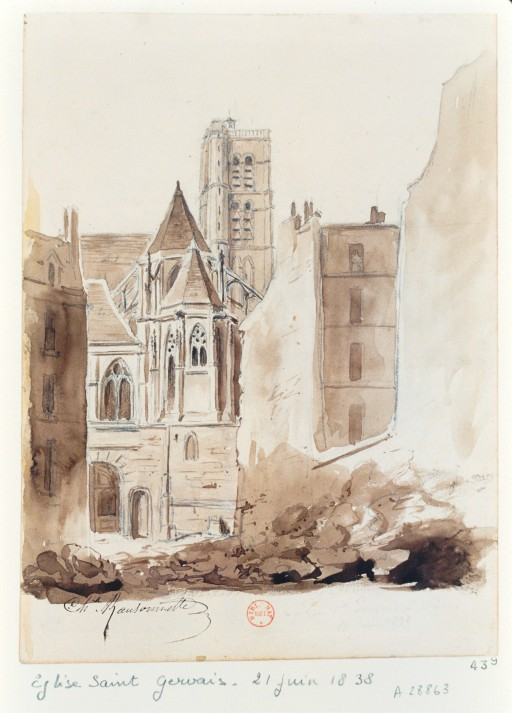
Kościół St-Gervais-et-St-Protais (widok z 1838 r.)

Do końca wojny w 1918 r. toczyły się przeważnie już tylko walki pozycyjne na północno-wschodnich rubieżach Francji. Chociaż były one bardzo krwawe i kosztowały kraj bardzo dużo wysiłku ludzkiego, materiałowego i finansowego, Paryż nie był bezpośrednio zagrożony z wyjątkiem okresowych nalotów lotnictwa i zeppelinów niemieckich. Na krótki czas zmieniło się to w ostatnim roku wojny, kiedy to od marca do sierpnia Niemcy ostrzeliwali miasto z tzw. działa paryskiego o zasięgu 130 km. Działo to (często mylone z Grubą Bertą, która była wykorzystywana przez Niemców w Belgii i na froncie w północnej Francji, nie w Paryżu) wystrzeliło łącznie 400 pocisków (granatów), z czego tylko 180 spadło na teren centrum Paryża. Ostrzały te przyniosły 286 ofiar wśród ludności cywilnej, w tym 88 osób, które zginęły pod gruzami trafionego przez pocisk kościoła St-Gervais-et-St-Protais w dzielnicy Le Marais podczas mszy w wielki piątek 29 marca 1918 r. Broń ta miała duże znaczenie psychologiczne dla obniżania morale ludności Paryża, podobnie jak pociski V-1 i V-2 w II wojnie światowej, nie mogła jednak już zmienić wyniku wojny.
Do rosnącej frustracji paryżan, jak i reszty Francuzów warunkami życia podczas wojny przyczyniały się nie tylko okazjonalne bombardowania, lecz przede wszystkim rosnące straty na froncie i pogłębiające się kłopoty z zaopatrzeniem (jak w całej Europie, żywność była racjonowana). Wreszcie wojna zakończyła się podpisaniem zawieszenia broni 11 listopada 1918 r. w Compiègne, na północny wschód od Paryża. W następnym roku, w święto narodowe 14 lipca, ulicami Paryża przeszła wielka defilada dla uczczenia zwycięstwa.

## Okres międzywojenny
Po traumie I wojny światowej, która we Francji pochłonęła 1.400.000 ofiar, powszechnym hasłem w kraju stało się Plus jamais ça („Nigdy więcej”). Te nastroje pacyfistyczne utrzymywały się aż do końca okresu międzywojennego i stały się, niestety, jedną z przyczyn II wojny światowej.

### Lata dwudzieste

#### Szalone lata

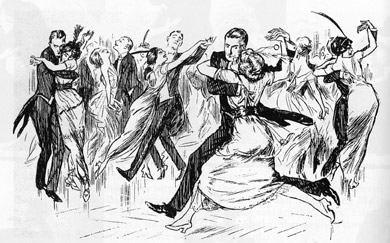
Bal, na którym pary tańczą tango. Ilustracja z Puncha z lat dwudziestych

Tymczasem w gospodarce światowej nastąpił okres prosperity, bujnego rozwoju przemysłu i spekulacji giełdowych, który przynosił z sobą ducha optymizmu i wiary w przyszłość. Rozwój ten pozytywnie oddziaływał też na życie kulturalne i społeczne. Cały okres lat dwudziestych we Francji zyskał sobie miano Les Années folles („szalone lata”), która to nazwa dobrze określa ich klimat. Następowały gwałtowne przemiany w obyczajach i modzie. Wśród młodych kobiet nastała moda na „chłopczycę” (garçonne); zaczęły one nosić krótkie fryzury i sukienki, stawały się coraz bardziej wyemancypowane. Popularne stało się tango, które do Paryża trafiło z Argentyny jeszcze przed wojną (w 1911 r.). Powszechnie słuchano też jazzu, czemu epoka ta zawdzięcza (zwłaszcza w krajach anglosaskich) swoją drugą nazwę: jazz age.

#### Sztuka lat dwudziestych
W sztuce lat dwudziestych Paryż nadal pozostawał stolicą świata, chociaż dominowały już inne prądy niż przed wojną. W 1920 r. w Paryżu pojawił się dadaizm, który narodził się w Zurychu w 1916 r. Pierwszą wystawę dadaistyczną pokazano w 1921 r. w Salonie Niezależnych (utworzonym jeszcze za II Cesarstwa, w 1882 r.). Po kilku latach dadaizm ustąpił miejsca wywodzącemu się z niego surrealizmowi, którego miejscem narodzin i głównym ośrodkiem był Paryż. Główne założenia ruchu sformułował André Breton w swoim Manifeście surrealistycznym, opublikowanym w 1924 r. Kierunek okazał się bardzo żywotny i płodny artystycznie, a do jego głównych przedstawicieli mieszkających na stałe lub okresowo w Paryżu oprócz Bretona należeli Max Ernst, Giorgio de Chirico, Salvador Dalí, René Magritte, Luis Buñuel. W Paryżu zmontowano też i w 1929 r. po raz pierwszy pokazano Psa andaluzyjskiego Luisa Buñuela, uważany za arcydzieło filmu surrealistycznego.

#### Montparnasse

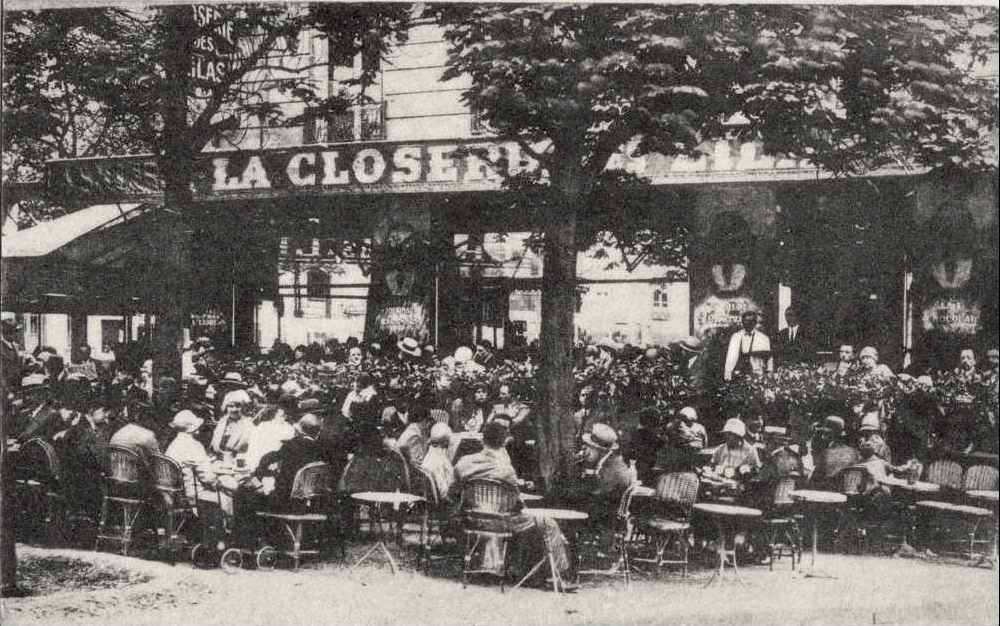
Restauracja La Closerie des Lilas na Montparnasse (zdjęcie z 1909 r., w której później Hemingway napisał niektóre rozdziały swojej powieści Słońce też wschodzi)

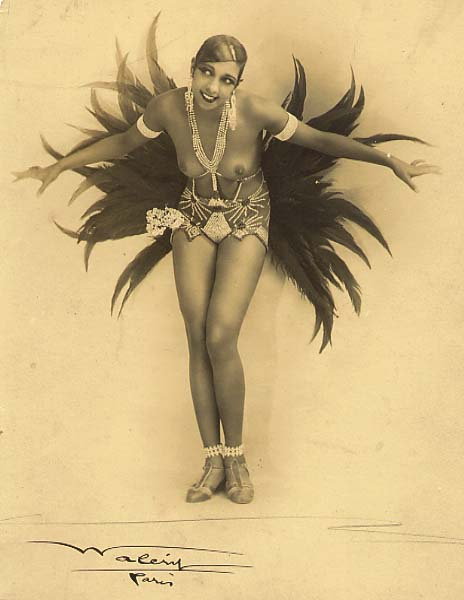
Josephine Baker w paryskiej rewii w 1927 r.

W latach dwudziestych nastąpiły też zmiany w „geografii artystycznej” Paryża.
Na kilka lat przed I wojną światową artyści i literaci zaczęli przenosić się z Montmartre do innej dzielnicy Paryża – Montparnasse na lewym brzegu Sekwany. Już po wojnie dzielnica ta stała się centrum artystycznym i intelektualnym Paryża. Często w nędznych warunkach mieszkali i tworzyli tu tacy później uznani artyści i pisarze jak Marc Chagall, Max Jacob, Marcel Duchamp, Henri Rousseau, André Breton, Salvador Dalí, Joan Miró. Montparnasse przyciągało też wielu cudzoziemców, również Polaków, jak Mojżesza Kislinga. W latach dwudziestych osiedliła się tu duża artystyczna i literacka kolonia amerykańska, a wśród nich pisarze Ernest Hemingway, William Faulkner i Francis Scott Fitzgerald. Z artystów lżejszej muzy najsłynniejszą Amerykanką w Paryżu była natomiast tancerka i piosenkarka Josephine Baker, występującą w paryskich lokalach od 1925 r. (w 1937 r. uzyskała francuskie obywatelstwo).

#### Olimpiada w 1924
W 1924 r. w Paryżu po raz drugi (i jak dotąd ostatni) zorganizowano Igrzyska Olimpijskie. Były to ostatnie igrzyska, którymi kierował twórca nowoczesnej idei olimpizmu, baron Pierre de Coubertin. Igrzyska te były szczególnie ważne dla Polski, ponieważ była to pierwsza letnia olimpiada, na których wystąpiła w nich polska reprezentacja zdobywając też medale. Józef Lange, Jan Łazarski, Tomasz Stankiewicz i Franciszek Szymczyk zdobyli srebrny medal w kolarstwie w wyścigu drużynowym na dystansie 4 km, a Adam Królikiewicz otrzymał brązowy medal w jeździectwie w konkursie skoków.

#### Wystawa światowa w 1925
Międzynarodowa Wystawa Sztuki Dekoracyjnej i Wzornictwa w Paryżu trwała od kwietnia do października 1925 r. Zaprezentowano styl art déco, a także nowy i nieznany modernizm reprezentowany przez Le Corbusiera, Roberta Mallet-Stevensa oraz Konstantina Mielnikowa eksponującego konstruktywizm. Urzędnicy zasłonili pawilon Le Corbusiera płotem, który usunięto dopiero po interwencji architekta w ministerstwie kultury. Pawilony będące często okazałymi, luksusowymi budynkami autorstwa najwybitniejszych architektów tamtej epoki reprezentowały wiele krajów świata poza Niemcami, których nie zaproszono ze względu na ich negatywną rolę w I wojnie światowej. Polski pawilon wraz z eksponowaną w nim sztuką zdobył rekordową ilość nagród i doskonałe recenzje w prasie francuskiej.

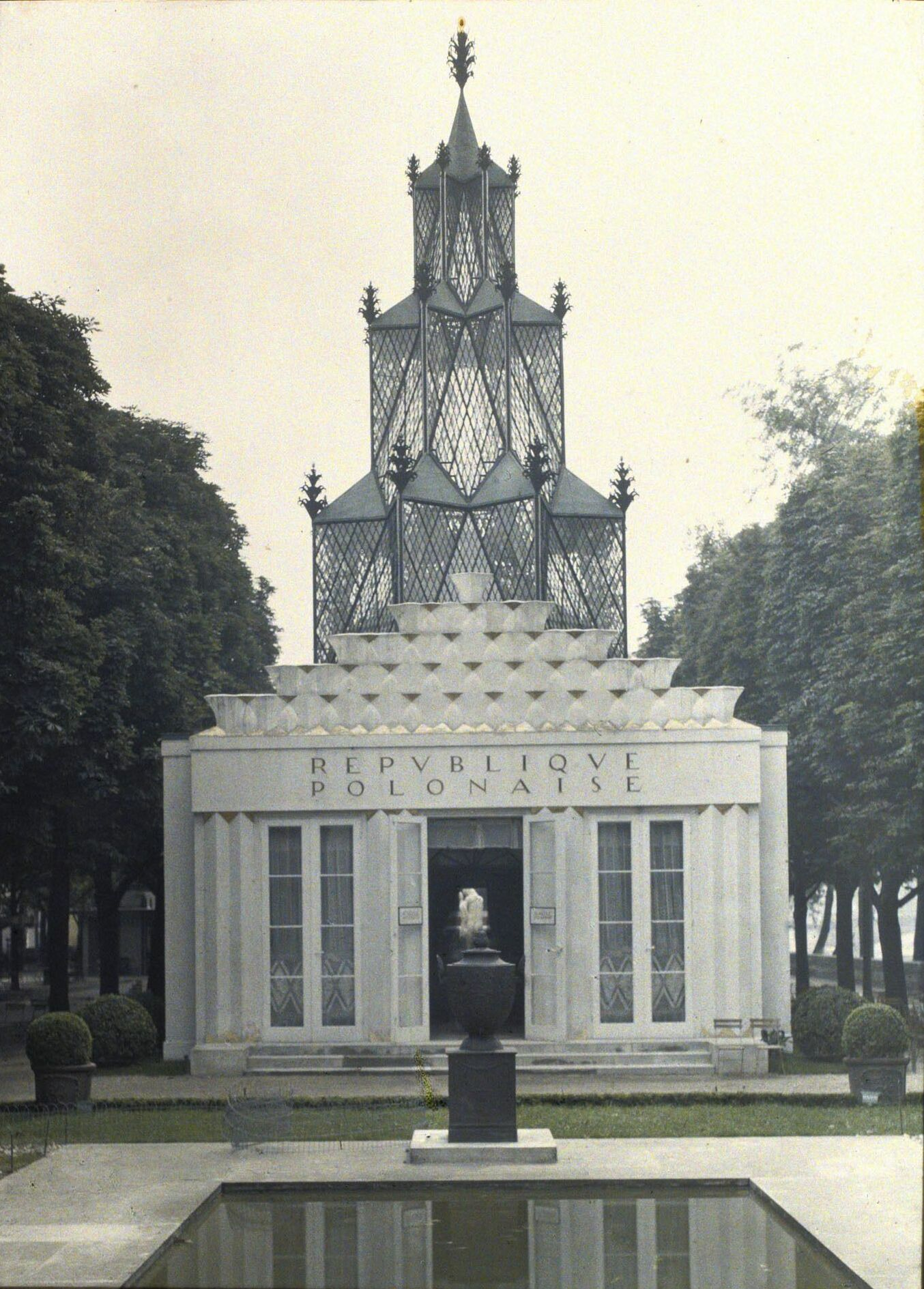
Pawilon Polski na Wystawie Światowej w Paryżu w 1925 r. Polscy architekci i artyści zdobyli wtedy najwięcej nagród wśród wszystkich krajów uczestniczących w wystawie

### Lata trzydzieste

#### Wielki kryzys. Budownictwo socjalne w Paryżu

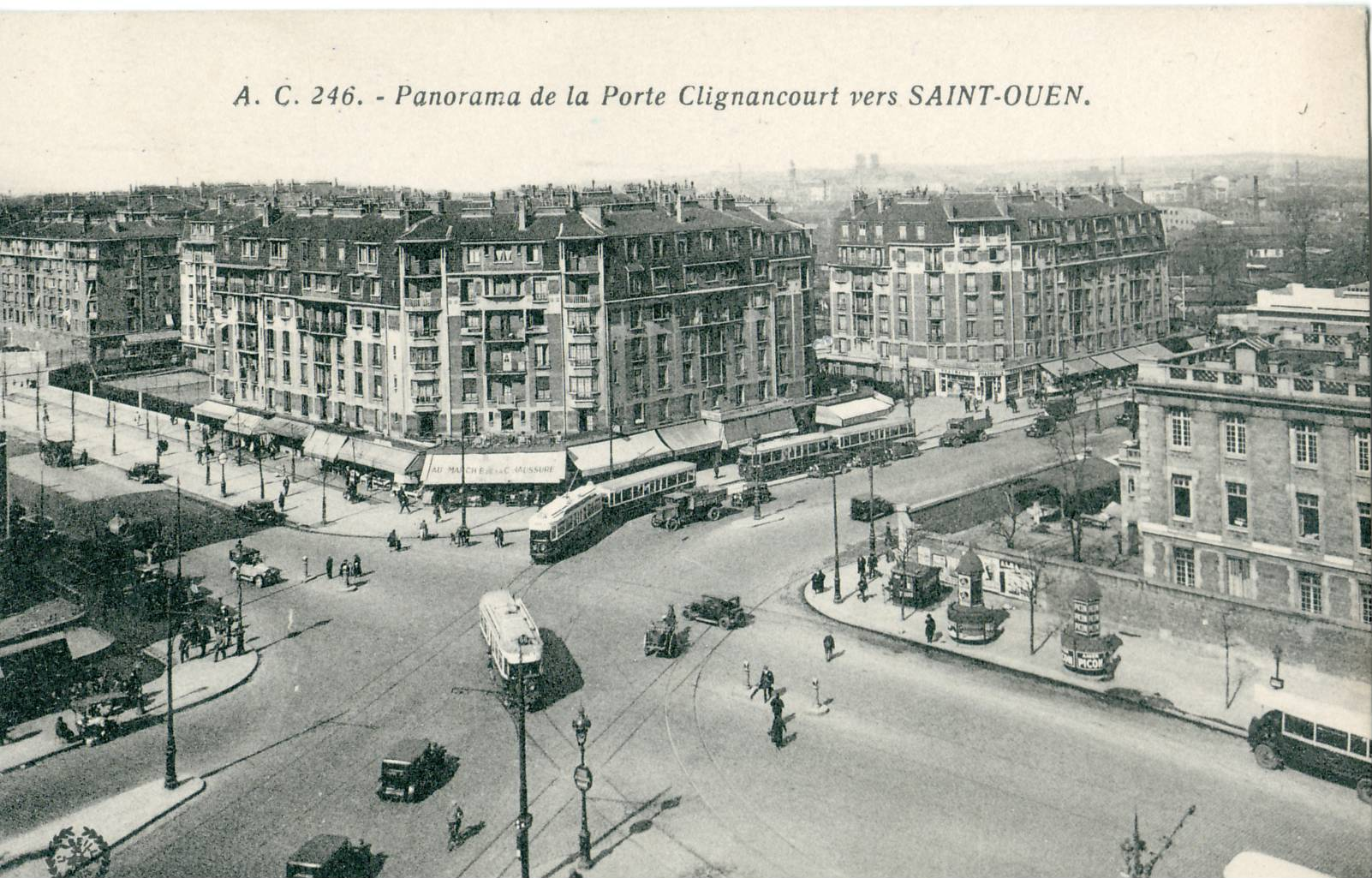
Budynki socjalne HBM (z lewej strony zdjęcia) przy Porte de Clignancourt

Wielki kryzys, który zaczął się na nowojorskiej giełdzie 29 października 1929 r. ogarnął Francję od 1931 r. Kryzys oznaczał koniec les années folles i początek okresu napięć społecznych, wywołanych pogarszającymi się warunkami życia. Upadające zakłady powodowały powiększanie armii bezrobotnych, którzy żyli w nędzy. Sytuację jeszcze bardziej zaostrzały problemy mieszkaniowe stolicy. W 1931 r. liczba mieszkańców Paryża osiągnęła 2.891.000 – był to najwyższy poziom zaludnienia w historii stolicy Francji, już nigdy później nie osiągnięty (obecnie Paryż liczy niewiele ponad 2 miliony mieszkańców). Dla ludzi tych brakowało mieszkań, biedniejsi paryżanie musieli żyć w warunkach często urągających zasadom higieny. Aby załagodzić te problemy, jeszcze w latach dwudziestych zrealizowano projekt budownictwa socjalnego pod nazwą Les habitations à bon marché (HBM). Nowe domy budowano na tzw. zewnętrznych bulwarach (boulevards des Maréchaux), w miejscu dawnych fortyfikacji Thiersa z lat 1841–1844 r. Ponieważ fortyfikacje te w obliczu nowej techniki wojennej były już przestarzałe, w latach dwudziestych wyburzono je i zbudowano na ich miejscu domy mieszkalne (obecnie przebiega tędy wewnętrzna obwodnica Paryża, tzw. Péripherique).

#### Kryzys polityczny w lutym 1934
Już od zakończenia wojny we Francji narastały napięcia pomiędzy siłami skrajnej lewicy, zwłaszcza z Francuskiej Partii Komunistycznej (powstałej na skutek odłączenia się od socjalistów w 1920 r.) i prawicy, wśród której szczególnie aktywne było ugrupowanie Jeunesses Patriotes („Młodzież Patriotyczna”) Pierre’a Taittingera, założone w 1924 r. Szacuje się, że to drugie ugrupowanie w samym Paryżu miało około 6000 członków.

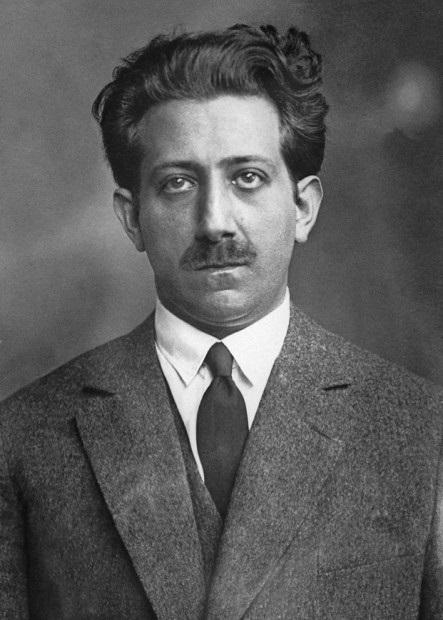
Alexandre Stavisky

Kryzys gospodarczy i nieumiejętność rządów poradzenia sobie z tą sytuacją (w latach 1932–1934 władzę we Francji sprawowało kolejno pięć rządów lewicowych) doprowadziły wreszcie do wybuchu w lutym 1934 r. Bezpośrednim zapalnikiem wydarzeń stała się afera Stavisky’ego, finansisty żydowskiego pochodzenia, który, sprzedając bezwartościowe obligacje i zaciągając kredyty pod zastaw fałszywej biżuterii, doprowadził do ruiny wiele osób. Stavisky był wielokrotne sądzony, zawsze jednak wypuszczano go za kaucją, prawdopodobnie dzięki koneksjom z warstwami rządzącymi, w tym z premierem Camille Chautemps. Po jego ucieczce z Paryża i śmierci w Chamonix w tajemniczych okolicznościach (oficjalnie podano, że popełnił samobójstwo) 8 stycznia 1934 r. prawica oskarżyła władze o zlecenia zabójstwa Stavisky’ego, aby zatuszować skandal. Kiedy nowy premier Édouard Daladier usunął ze stanowiska znanego z prawicowych sympatii prefekta paryskiej policji Jeana Chiappe, spowodowało to wrzenie na prawicy.
6 lutego dziennik L'Action Française należący do prawicowej Akcji Francuskiej wezwał do protestu przez Pałacem Burbońskim – siedzibą Izby Deputowanych Zgromadzenia Narodowego. Do ogromnej demonstracji (według różnych szacunków wzięło w niej udział od 100 do 200 tys. zwolenników prawicy) doszło wieczorem tego samego dnia. Kiedy demonstranci próbowali wedrzeć się do budynku parlamentu, na pobliskim moście Concorde policja otworzyła ogień, zabijając 7 osób. Do gwałtownych starć z policją i bojówkami komunistycznymi, które przybyły na pomoc policji, doszło w rejonie kościoła La Madeleine, Avenue des Champs-Élysées, Wielkich Bulwarów i przede wszystkim Place de la Concorde; demonstranci podpalili m.in. gmach Ministerstwa Marynarki. Zamieszki ustały dopiero o północy.
W rozruchach tego dnia zginęło 16 demonstrantów i 1 policjant, nie był to jednak bilans ostateczny lutowego kryzysu. Na demonstrację prawicy zareagowała lewica, organizując 9 lutego kontrdemonstrację w okolicy dworców Gare du Nord i Gare de l’Est; 12 lutego przeprowadzono natomiast jednodniowy strajk powszechny. Łączna liczba ofiar śmiertelnych lutowego kryzysu wyniosła 28 osób.
Paradoksalnie wydarzenia te spowodowały wzrost znaczenia lewicy, która ostro zwalczała ugrupowania prawicowe, oskarżając je o sympatyzowanie z Niemcami Hitlera i Włochami Mussoliniego. 14 lipca 1935 r. w Paryżu odbyła się wielka demonstracja lewicy, w której wzięło udział 500 tys. osób, a w 1936 r. utworzono koalicyjny Front Ludowy z premierem Léonem Blumem, który utrzymał się jednak tylko przez rok do 1937 r.

#### Wystawa światowa w 1937

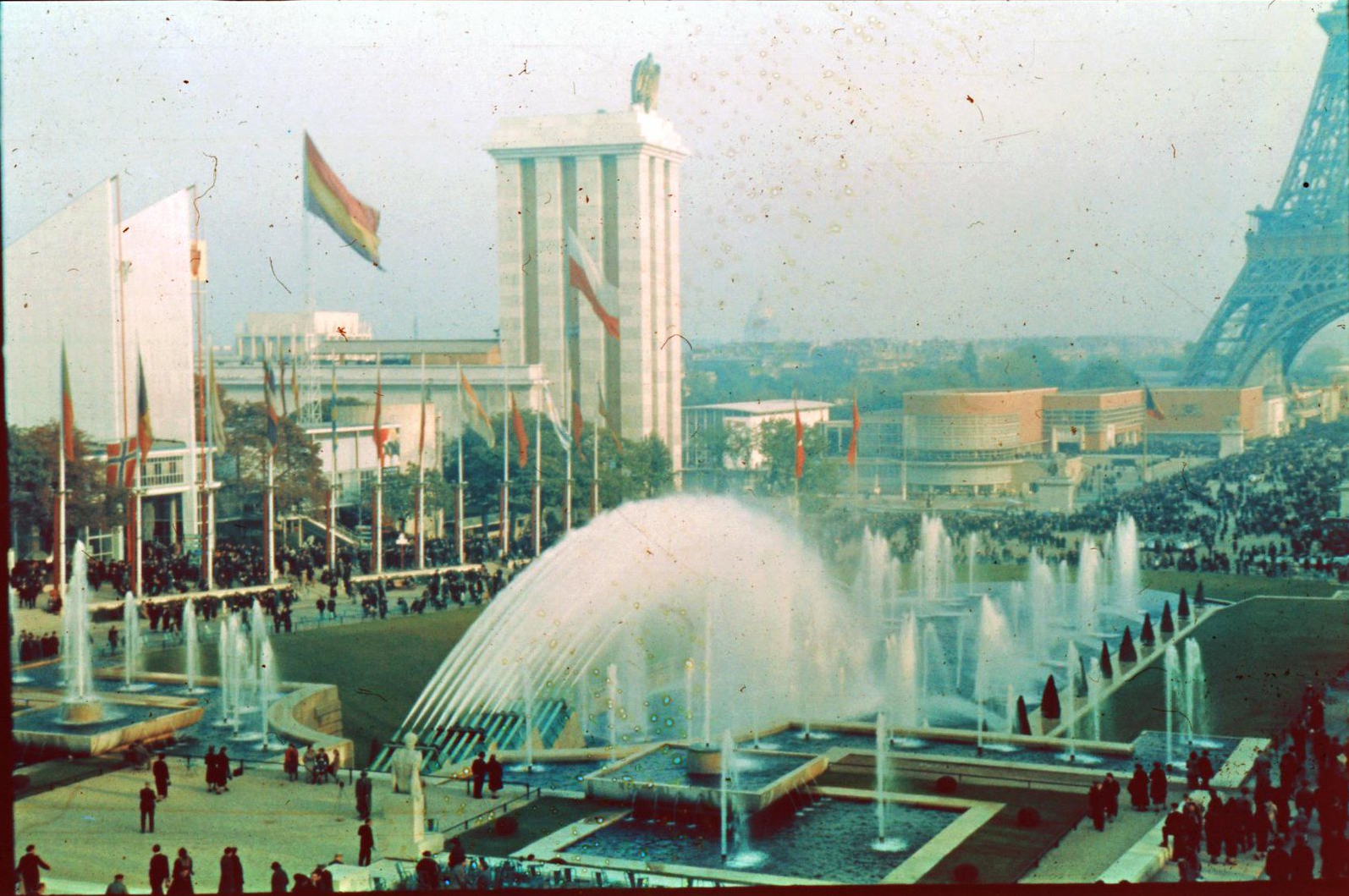
Wystawa Światowa na Placu Warszawskim w Paryżu w 1937 r. Widoczny jest polski pawilon w formie rotundy z piaskowca ze spiżową rzeźbą Polonia Restituta na szczycie.

W 1937 r. w Paryżu odbyła się szósta (i jak dotąd ostatnia) wystawa światowa w tym mieście. Uwagę zwiedzających przyciągał m.in. pawilon hiszpański, w którym wystawiano obraz Guernica Pabla Picassa, namalowany w tym samym roku dla upamiętnienia bombardowania miasta Guernica podczas trwającej właśnie wojny domowej w Hiszpanii. Najbardziej monumentalnymi budowlami były jednak dwa pawilony – radziecki i niemiecki, stojące naprzeciwko siebie. Na szczycie pawilonu radzieckiego ustawiono ogromną rzeźbę Robotnik i kołchoźnica (późniejszy symbol wytwórni filmowej Mosfilm), w pawilonie niemieckim dominującym elementem była wysoka wieża zwieńczona nazistowskim orłem i swastyką. Twórcą pawilonu niemieckiego był architekt Albert Speer, który wcześniej podczas wizyty w Paryżu przypadkowo zapoznał się z planami radzieckimi i odpowiednio do nich zaprojektował jego kształt architektoniczny – jego projekt w zamierzeniu symbolizował „bastion”, jaki nazizm miał stanowić wobec komunizmu.
W wystawie światowej wzięła też udział Polska, a jej największym sukcesem było zdobycie złotego medalu za parowóz Pm36-1 (wyprodukowano tylko dwa parowozy z tej serii, pierwszy w obudowie aerodynamicznej zaginął a drugi z nich przetrwał wojnę i do dzisiaj jest atrakcją turystyczną w parowozowni w Wolsztynie jako „Piękna Helena”).
Grand Prix na wystawie otrzymał projekt polskiego architekta Jana Bogusławskiego Wnętrze Week-endowe. Polski pawilon autorstwa Pniewskiego, Brukalskiego, Lacherta i Szanajcy zbudowano w samym centrum wystawy obok niemieckiego. Inżynier Stanisław Hempel postawił 41-metrowy maszt z wielką polską flagą, która zasłaniała niemiecki pawilon co uwieczniono na fotografiach i filmach.

## II wojna światowa

### Zajęcie Paryża

Lato na Polach Elizejskich w Paryżu w 1939 r.

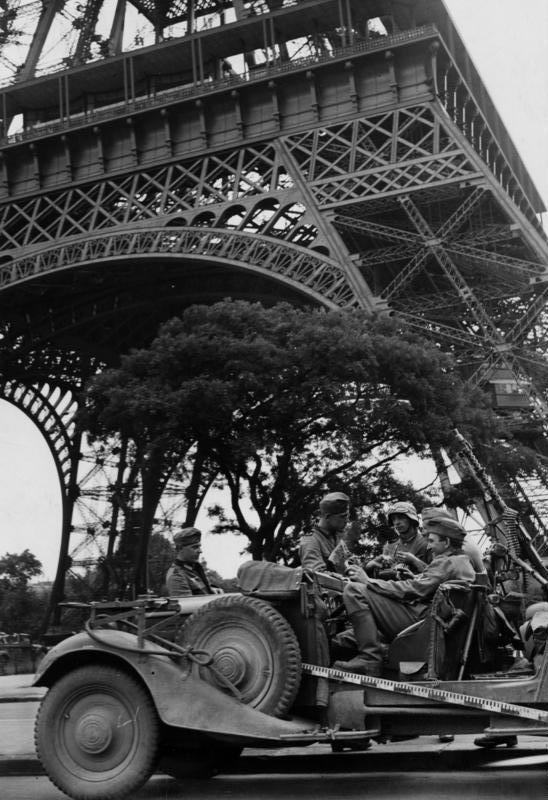
Niemieccy żołnierze pod wieżą Eiffla, czerwiec 1940 r.

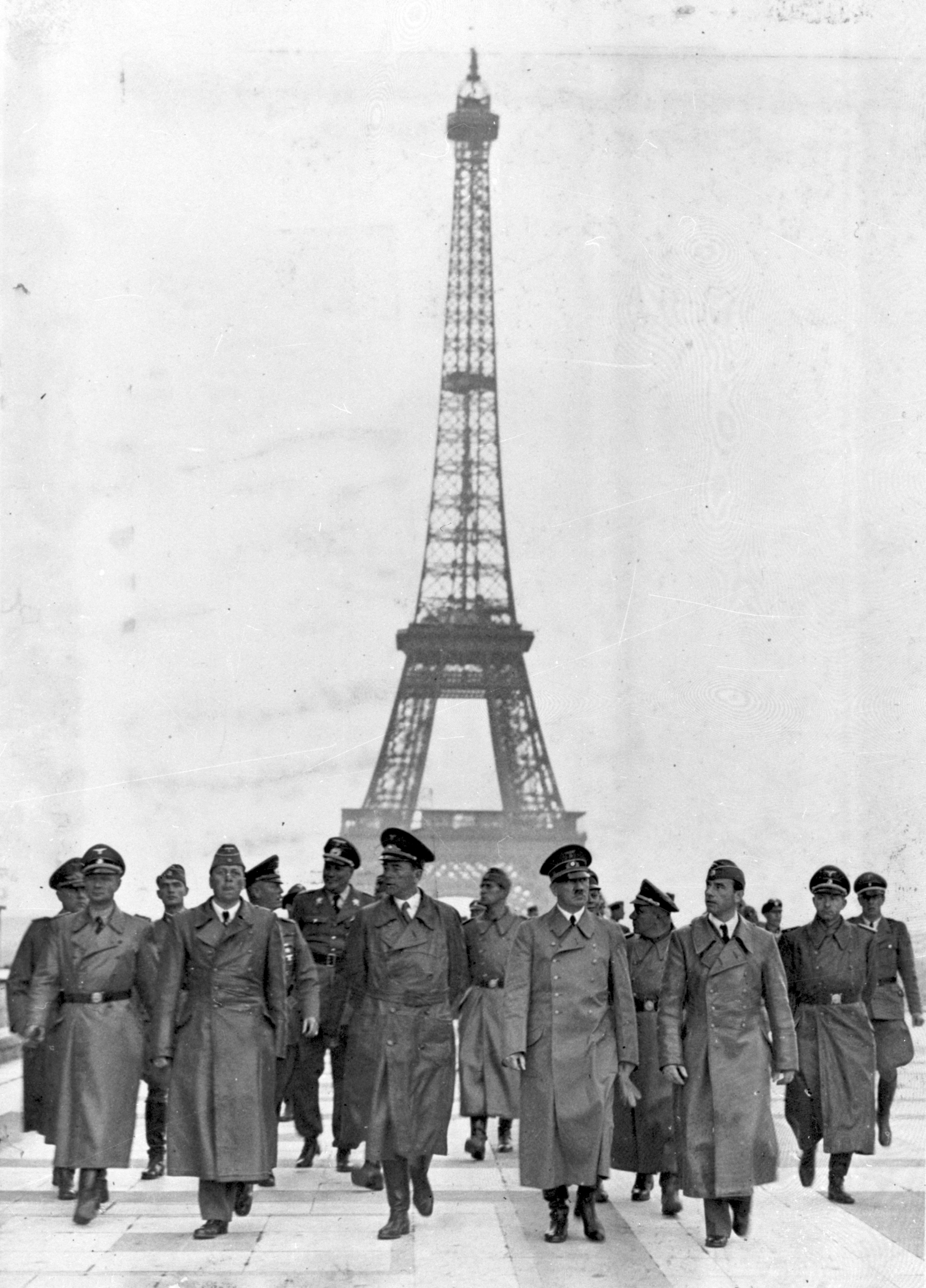
Hitler z niemieckimi oficerami pod wieżą Eiffla

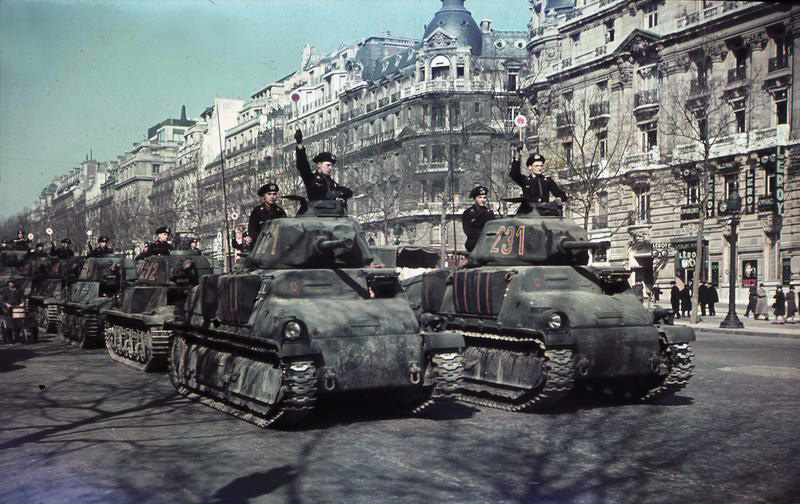
Niemiecka defilada w zdobytym Paryżu w czasie II wojny światowej

II wojna światowa zaczęła się dla Francji 3 września 1939 r., kiedy to Francja i Wielka Brytania w odpowiedzi na agresję Hitlera na Polskę wypowiedziały Niemcom wojnę. Była to jednak dziwna wojna (drôle de guerre): armie sojusznicze nie podejmowały poważniejszych działań zaczepnych, żołnierze spędzali większość czasu na swoich pozycjach. Wreszcie 10 maja 1940 r. Hitler uderzył na Francję, Belgię i Luksemburg. Do Paryża, który został ogłoszony miastem otwartym Niemcy doszli po miesiącu, zajmując go 14 czerwca. Wcześniej, 10 czerwca, miasto opuścił rząd, ewakuując się do Bordeaux. Z miasta nastąpił też prawdziwy exodus uciekającej przed Niemcami ludności cywilnej; szacuje się, że od maja do czerwca z Paryża uciekło ok. 1,6 miliona mieszkańców (większość powróciła po kapitulacji).
Armia francuska skapitulowała 22 czerwca. Dwie trzecie kraju, łącznie z Paryżem, znalazło się pod okupacją niemiecką; na pozostałym terytorium utworzono szczątkowe „Państwo Francuskie” ze stolicą w Vichy. Następnego dnia, 23 czerwca, miasto odwiedził Hitler. Oficjalnie – aby osobiście „pogratulować swoim oddziałom rozprawienia się z odwiecznym wrogiem”, faktycznie – aby zwiedzić miasto w towarzystwie Albera Speera, Arno Brekera i Paula Gieslera, co zajęło im 3 godziny.

### Życie w okupowanym mieście

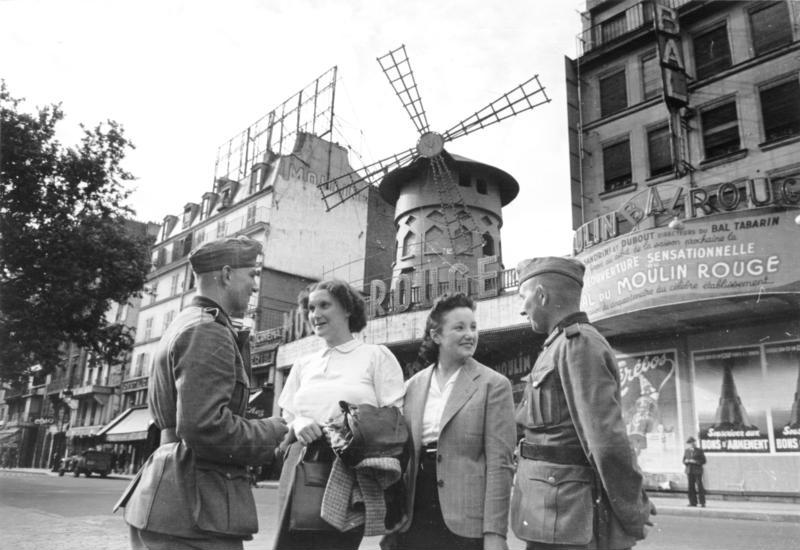
Niemieccy żołnierze pod Moulin Rouge

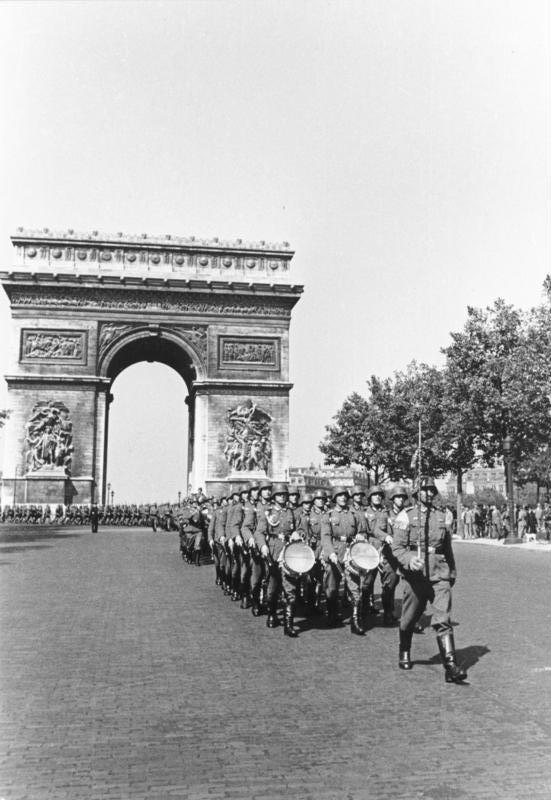
Defilada żołnierzy niemieckich (1940)

Przez cały okres okupacji w Paryżu stacjonował duży garnizon niemiecki, w mieście mieszkało też wielu pracowników cywilnej administracji niemieckiej. Miasto było upragnionym miejscem służby żołnierzy niemieckich, jak też miejscem, gdzie chętnie spędzali urlopy. Na jego ulicach często organizowano parady wojskowe, po służbie żołnierze odwiedzali specjalnie dla nich wyznaczone kina i domy publiczne. Aktywnie działało gestapo, korzystając z siatki agentów i konfidentów. Z Niemcami kolaborowała też faszystowska milicja (Milice Française), która współdziałała w zwalczaniu ruchu oporu i prześladowaniu Żydów.
Postawy społeczeństwa francuskiego i mieszkańców Paryża wobec okupanta były zróżnicowane. Wielu Francuzów współpracowało z Niemcami, np. składając donosy do gestapo (często załatwiono przy tym prywatne porachunki), inni angażowali się w ruch oporu, większość mieszkańców wybierała nieangażowanie się w żadną działalność i dążenie do przetrwania w trudnych warunkach okupacji. Pomimo częstej kolaboracji dominowała niechęć do Niemców; niemieccy żołnierze nazywali nawet Paryż la ville sans regard („miasto bez spojrzenia”) – większość paryżan spuszczała wzrok, mijając na ulicy umundurowanych Niemców.

### Prześladowanie Żydów
Przed wojną (jak i obecnie) Paryż był dużym skupiskiem ludności żydowskiej. Żyło ich wtedy w mieście około 300 tys., choć (w przeciwieństwie do Polski tamtego czasu) zdecydowana większość Żydów była zasymilowana. 21 września nowe władze nakazały Żydom rejestrować się na policji (w departamencie Sekwany zarejestrowało się prawie 150 tys.), wkrótce potem rozpoczęły się prześladowania. Ograbiano ich z kosztowności, zakazano wstępu do parków i restauracji. Żydzi musieli nosić żółtą oznakę z napisem Juif („Żyd”).

#### Obóz w Drancy

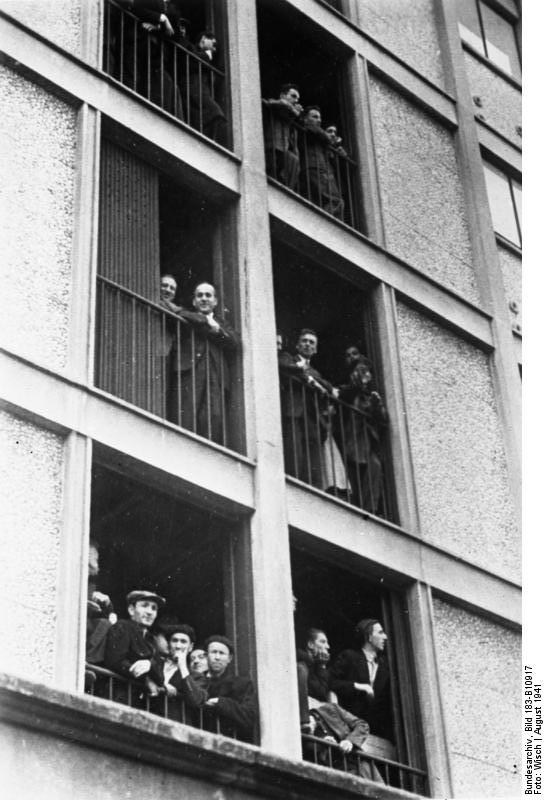
Obóz w Drancy w sierpniu 1941 r.

W sierpniu 1941 r. w Drancy pod Paryżem utworzono obóz przejściowy dla Żydów. Pierwszymi więźniami było 4.000 Żydów aresztowanych podczas obławy w Paryżu. Obóz był czteropiętrowym budynkiem zaprojektowanym jeszcze przed wojną z przeznaczeniem na mieszkania socjalne dla 700 osób, okresowo było w nim jednak osadzonych nawet do 7.000 więźniów. Do lipca 1943 r. obozem kierowała policja francuska, potem zarząd przejęli Niemcy.
W obozie panowały bardzo trudne warunki, szerzyły się choroby, osadzonym w nim więźniom zmniejszano racje żywnościowe, byli oni bici. Z obozu wybierano też zakładników, których rozstrzeliwano w odwecie za udane akcje francuskiego ruchu oporu, np. w grudniu 1941 r. rozstrzelano 40 Żydów po zamachu na oficerów policji niemieckiej. Od 1942 r. do wyzwolenia w sierpniu 1944 r. z obozu wysyłano transporty do obozów zagłady (przeważnie Auschwitz-Birkenau), gdzie większość więźniów była mordowana. Łącznie w ponad 60 konwojach z Drancy wysłano 67 tys. Żydów, z których tylko 3% przeżyło wojnę. Przez obóz w Drancy w 1944 r. przeszło też 44 żydowskich dzieci z Izieu pod Lyonem, które trafiły tam na rozkaz Klausa Barbie, szefa gestapo w Lyonie (prawie wszystkie zginęły potem w Oświęcimiu).

#### Obława na Welodromie Zimowym

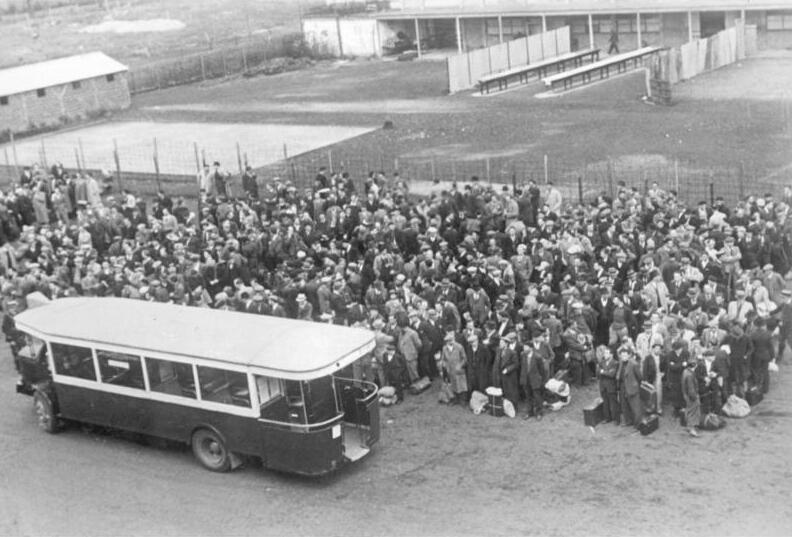
Żydzi zatrzymani w Paryżu, sierpień 1941 r.

W Paryżu podczas okupacji wielokrotnie przeprowadzano masowe aresztowania Żydów, np. 10 maja 1941 r. zatrzymano 4 tys. osób, obławy powtarzały się też w następnych latach, w historii najbardziej zapisało się jednak wydarzenie znane jako obława na Welodromie Zimowym (la rafle du Vel’ d’Hiv), do której doszło w lipcu 1942 r. W miesiącu tym Niemcy postanowili zatrzymać i deportować Żydów nieposiadających francuskiego obywatelstwa, którzy przybyli do Francji z Niemiec, Austrii, Polski, Czechosłowacji i innych krajów. Podczas obławy gestapo ściśle współpracowało z policją francuską. Wczesnym rankiem 16 lipca 1942 r. francuscy policjanci zatrzymali w Paryżu i najbliższej okolicy 12 884 osób (w większości kobiety i dzieci). Z tego 6 tys. trafiło do obozu w Drancy, a resztę przetransportowano na Welodrom Zimowy – zadaszony tor kolarski w pobliżu wieży Eiffla, gdzie przed wojną organizowano m.in. wyścigi sześciodniowe. Zatrzymani Żydzi przebywali tam przez pięć dni w fatalnych warunkach. Mieli do dyspozycji jedynie pięć toalet i jeden kran z wodą, sytuację pogarszała wysoka temperatura panująca na welodromie przykrytym szklanym dachem. Żywność otrzymywali od Czerwonego Krzyża i kilku lekarzy i pielęgniarek, którym pozwolono wejść na teren obiektu. Już na welodromie wiele osób zginęło, próbując uciekać, lub popełniając samobójstwo. Po pięciu dniach zatrzymanych zabrano do Drancy i innych obozów przejściowych, a następnie do obozów zagłady, gdzie większość zginęła.

### Powstanie w Paryżu
Alianci wylądowali w Normandii 6 czerwca 1944 r., jednak wyzwolenie Paryża nie było ich pierwszoplanowym celem. Głównodowodzący gen. Dwight Eisenhower był bardziej zainteresowany marszem w kierunku Renu i dalej na Niemcy. Bieg wypadków spowodował jednak zmianę planów i dzięki temu Paryż uniknął losu Warszawy, zniszczonej podczas powstania w 1944 r.
W miarę, jak wojska alianckie coraz bardziej zbliżały się do stolicy Francji, w Paryżu rosły nastroje antyniemieckie. 13 sierpnia Paryski Komitet Wyzwolenia (CPL) po raz pierwszy wezwał do powstania, wybuchły też pierwsze strajki. Najpierw zastrajkowali pracownicy metra i żandarmeria, 15 sierpnia dołączyła do nich policja, a 16 sierpnia listonosze. Tego samego dnia Niemcy popełnili ostatnią wielką zbrodnię wojenną w Paryżu. Agent gestapo zwabił 35 młodych członków ruchu oporu FFI (Forces Françaises de l’Intérieur) do Lasku Bulońskiego, gdzie zostali rozstrzelani. 18 sierpnia komendant FFI regionu paryskiego Henri Rol-Tanguy zarządził mobilizację wszystkich paryżan do walki z Niemcami, tego samego dnia ogłoszono też strajk powszechny.
Następnego dnia, 19 sierpnia wybuchło powstanie. Na ulicach zaatakowano oddziały niemieckie, rozlepiono plakaty z zarządzeniem o mobilizacji; szczególnie zacięte walki toczono pod budynkami ministerialnymi, Prefekturą Policji (koło katedry Notre Dame) i na przedmieściach. Jeszcze tego samego dnia niemiecki komendant miasta von Choltitz zgodził się na krótki rozejm, w zamian zażądał jednak wydania powstańców, których zamierzał rozstrzelać, i wysadzenia w powietrze budynków, z których ostrzeliwano oddziały niemieckie. W odpowiedzi następnego dnia (20 sierpnia) walki wybuchły na nowo, zaczęto też budować barykady. Wkrótce powstańcy opanowali większość miasta, w rękach Niemców pozostały jednak strategiczne punkty. 23 sierpnia von Choltitz nakazał spalenie Grand Palais, czołgi zaczęły ostrzeliwać barykady. Szacuje się, że łącznie w powstaniu zginęło ok. 1500 żołnierzy ruchu oporu i cywili.

### Wyzwolenie

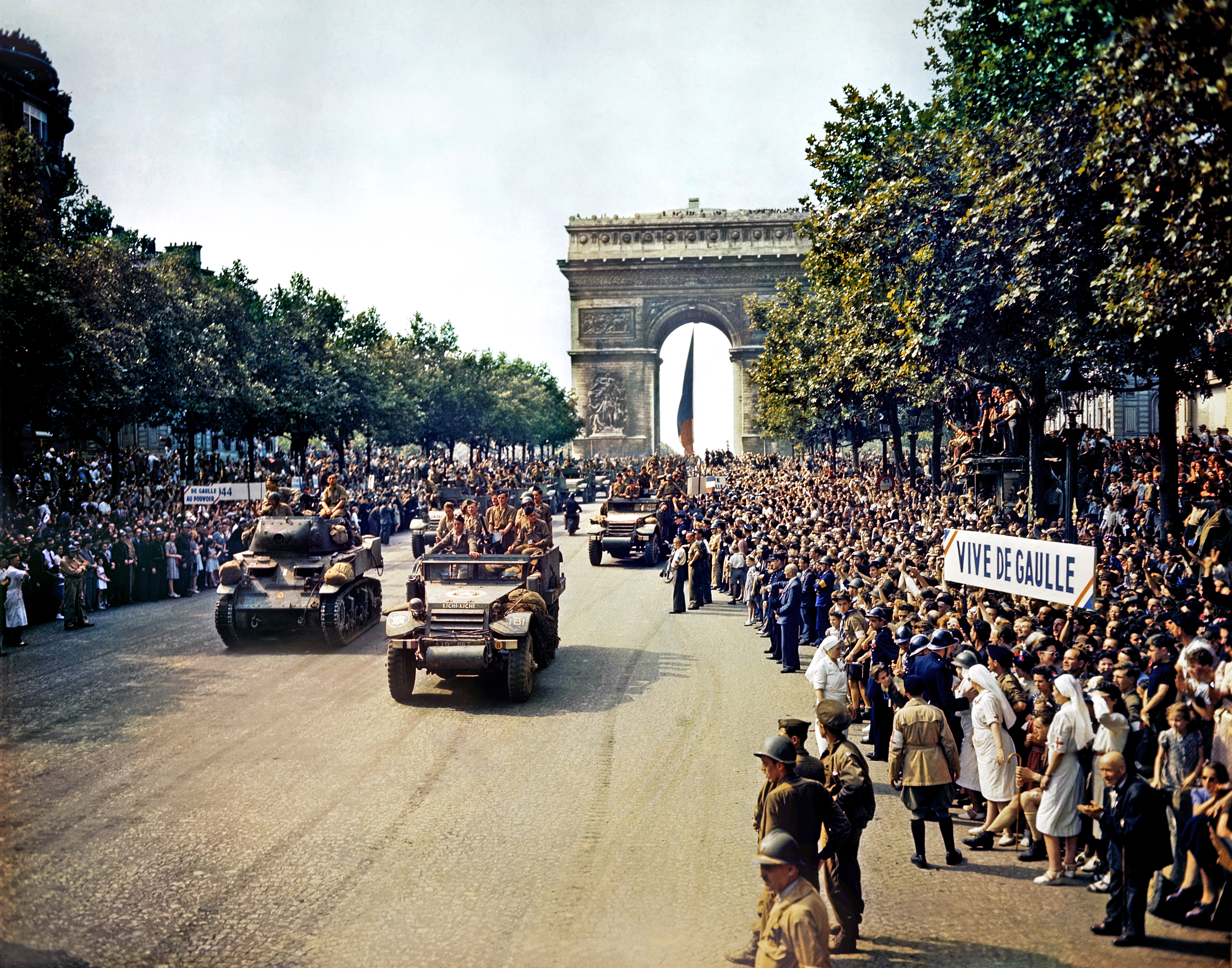
Wojska gen. Leclerca w Paryżu – defilada na Polach Elizejskich 26 sierpnia 1944 r.

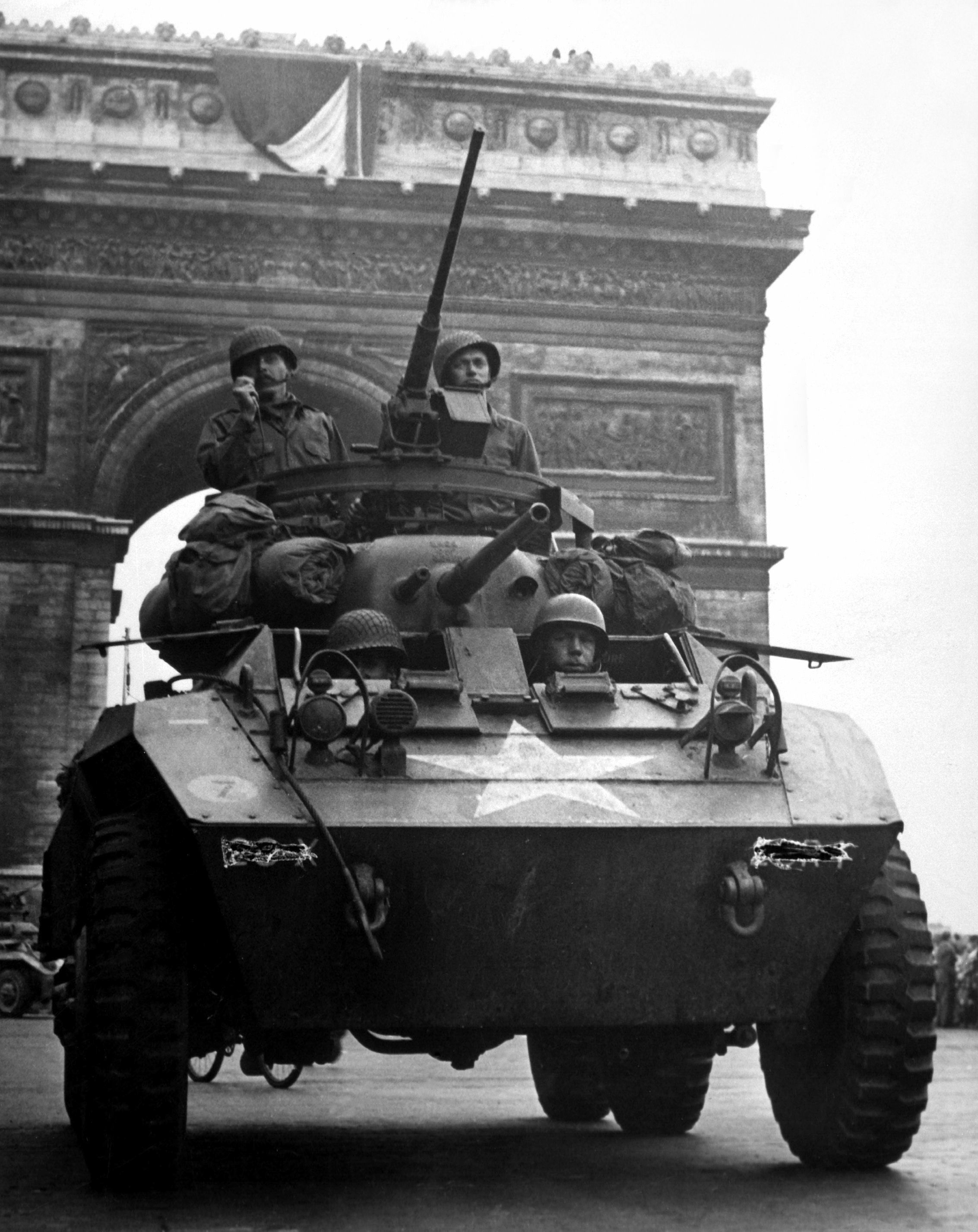
Amerykański samochód pancerny w wyzwolonym Paryżu

W przeciwieństwie do Warszawy, w której powstanie wybuchło w tym samym miesiącu co w Paryżu, stolica Francji nie pozostała osamotniona. Pomocy udzieliły i wyzwoliły miasto wprawdzie nie wojska amerykańskie czy brytyjskie, lecz głównie francuskie z Wolnej Francji, walczące w szeregach aliantów. Na wieść o wybuchu powstania generał Philippe Marie Leclerc, dowódca 2. Dywizji Pancernej, na polecenie generała de Gaulle 21 sierpnia pchnął do Paryża straż przednią swojej dywizji pod dowództwem kapitana Raymonda Dronne z zapowiedzią odsieczy. Chociaż na operację tę zdecydowano się bez konsultacji z Amerykanami, gen. Dwight Eisenhower zaaprobował ją i zgodził się wesprzeć Francuzów amerykańską 4. Dywizją Piechoty. Pierwsze oddziały Wolnych Francuzów dotarły do przedmieść Paryża 24 sierpnia i po przełamaniu niemieckiej obrony wieczorem wdarły się do miasta, budząc powszechny entuzjazm paryżan. Następnego dnia (25 sierpnia) do Paryża dotarła już cała francuska dywizja pancerna i amerykańska piechota, podejmując walki uliczne z niemieckim garnizonem. O godz. 10.30 przekazano Niemcom ultimatum z żądaniem poddania się w ciągu trzydziestu minut, które niemiecki komendant miasta Dietrich von Choltitz przyjął, oddając się do niewoli. Tego samego dnia ok. godz. 17 do Paryża przybył też de Gaulle. Choć został entuzjastycznie powitany przez władze powstańcze, odmówił ich uznania, żądając niezwłocznego przekazania władzy sobie i rządowi tymczasowemu. Następnego dnia (26 sierpnia) Polami Elizejskimi przeszła defilada zwycięstwa, powtórzona 29 sierpnia, kiedy do Paryża przybyły też inne wojska amerykańskie.

### Plany zniszczenia Paryża

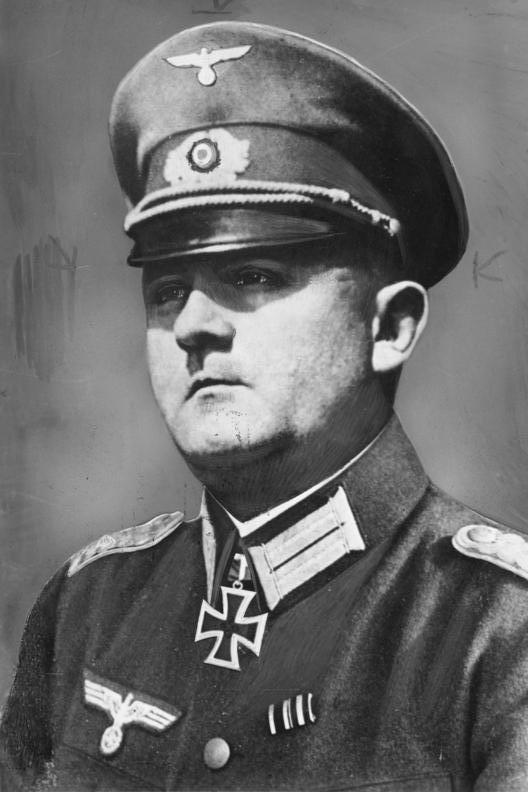
Dietrich von Choltitz

Hitler nie chciał, aby Paryż wpadł w ręce aliantów niezniszczony i jeszcze przed rozpoczęciem walk o miasto wydał rozkaz, aby w razie konieczności wycofania się z Paryża zbombardować i wysadzić w powietrze wszystkie znaczniejsze budowle i mosty. Dietrich von Choltitz nie wykonał tego rozkazu i miasto podczas sierpniowych walk nie doznało większych zniszczeń. Ocalenie Paryż zawdzięcza też Pierre’owi Taittingerowi, przewodniczącemu Rady Miejskiej w czasach okupacji (przed wojną założycielowi już wspomnianej skrajnie prawicowej organizacji Jeunesses Patriotes) oraz konsulowi szwedzkiemu Raoulowi Nordlingowi, którzy jeszcze przed wybuchem powstania, 17 sierpnia, odwiedzili von Choltitza, aby odwieść go od planów zniszczenia stolicy. Sam von Choltitz w swoich wspomnieniach opisywał, jak w ostatnich dniach okupacji Hitler dzwonił do niego i dopytywał się Brennt Paris? („Czy Paryż płonie?”) i przypisywał zasługę ocalenia Paryża wyłącznie sobie. Niezależnie od budzącego kontrowersje postępowania von Choltitza podczas wojny pozostaje faktem, że za niewykonanie rozkazu Hitlera został in absentia skazany na karę śmierci – niewykonaną z uwagi na fakt znajdowania się w niewoli.

## Paryż powojenny

### Od Rządu Tymczasowego do V Republiki Francuskiej

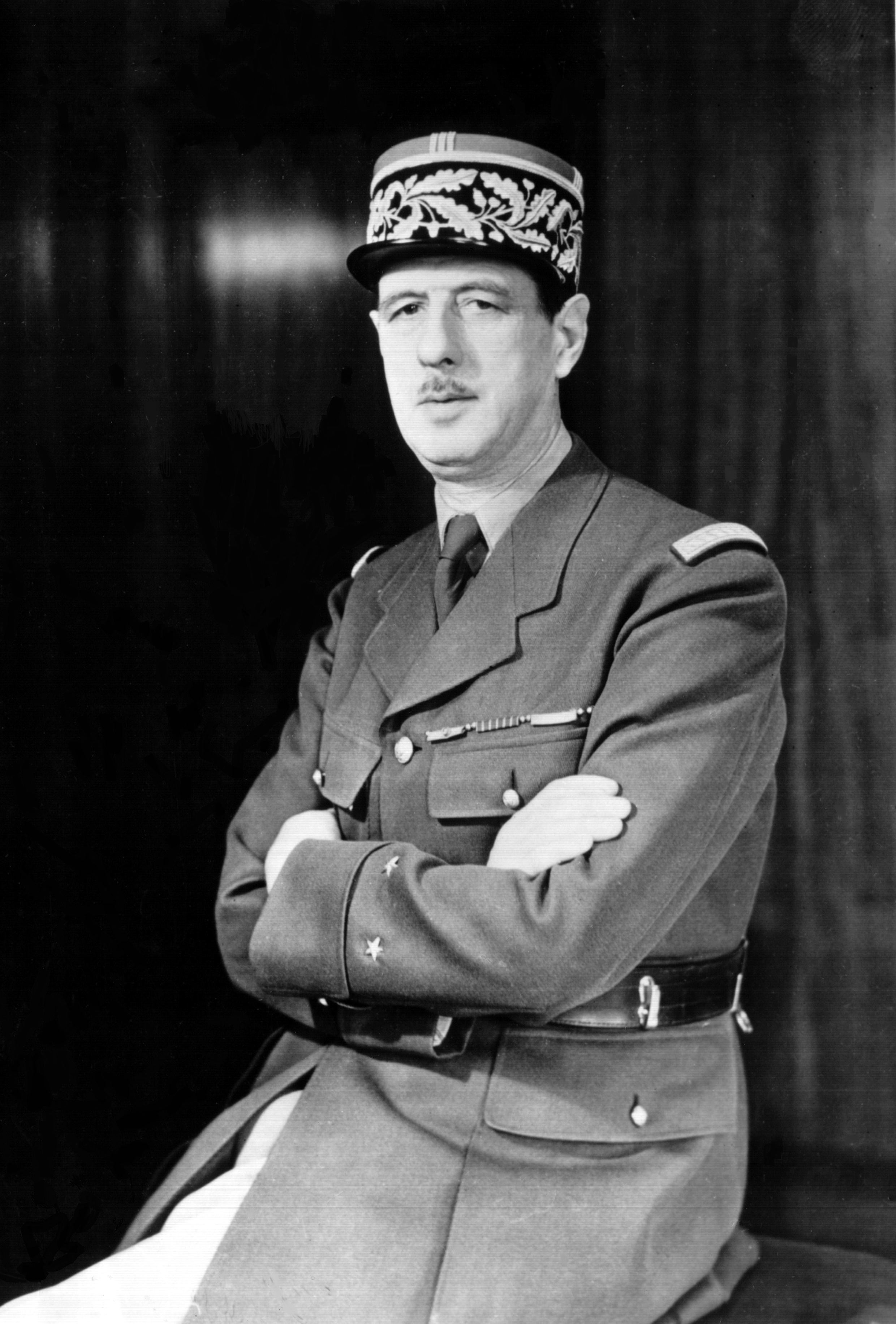
Charles de Gaulle

Funkcjonujący od 3 czerwca 1944 r. Tymczasowy Rząd Republiki Francuskiej z de Gaullem na czele 9 września przeniósł się z Algieru do Paryża i już w październiku został uznany na arenie międzynarodowej. Wyzwolona Francja kontynuowała wojnę z Niemcami i po zakończeniu wojny miała swoje strefy okupacyjne w Niemczech i Austrii.
De Gaulle oddał władzę 26 stycznia 1946 r., kiedy Komisja Konstytucyjna zadecydowała o ograniczeniu władzy prezydenckiej na rzecz partii politycznych. 10 października tego samego roku powołano IV Republikę.
IV Republika, oparta na rządach parlamentarnych, była tworem niestabilnym i targanym konfliktami partyjnymi. Sytuację pogorszyła jeszcze wojna algierska, tocząca się w latach 1954–1962, która głęboko podzieliła społeczeństwo francuskie na algierskich kolonistów i prawicę, dążących do utrzymania kolonii oraz lewicę, która opowiadała się za negocjacjami z Frontem Wyzwolenia Narodowego Algierii. Kiedy w końcu w obliczu zagrożenia wojną domową 13 maja 1958 r. prezydent René Coty poprosił de Gaulle’a, aby stanął na czele rządu, ten zgodził się pod warunkiem, że sam przygotuje nową konstytucję, w której kompetencje prezydenta zostaną znacznie rozszerzone i że zostaną rozpisane nowy wybory. W ten sposób, w drodze swoistego „zamachu stanu”, po wprowadzeniu 5 października 1958 r. nowej konstytucji we Francji ustanowiono V Republikę, istniejącą do dziś.

### Wpływ wojny algierskiej na sytuację w Paryżu

#### Powstanie OAS
Wkrótce po objęciu władzy de Gaulle zaczął skłaniać się ku wycofaniu francuskich wojsk z Algierii i przyznaniu temu krajowi niepodległości. 8 stycznia 1961 r. we Francji z inicjatywy de Gaulle’a odbyło się referendum, w którym trzy czwarte ludności opowiedziało się za prawem Algierii do samostanowienia. Spowodowało to reakcję sił prawicowych, które dążyły do utrzymania kolonii. Zimą 1960/61 r. we frankistowskim Madrycie powstała Organizacja Tajnej Armii (OAS), wśród której przywódców byli m.in. Raoul Salan i Pierre Lagaillarde. W kwietniu 1961 r. w Algierze doszło do nieudanej próby zamachu stanu, tzw. „puczu generałów”, którzy próbowali powstrzymać proces wyzwalania się Algierii spod francuskiego panowania; po stłumieniu puczu jego przywódców uwięziono.

#### Masakra 17 października 1961 r.
Wojna prowadzona w Algierii pod koniec lat 50. przeniosła się na teren Francji i w 1961 r. doprowadziła w Paryżu do największej tragedii w powojennej historii miasta.
Od 1958 r. Front Wyzwolenia Narodowego (FLN), który dotąd prowadził walkę w Algierii, zaczął organizować zamachy również w Paryżu. Ofiarą zamachów padali przede wszystkim policjanci. Zamachowcy mieli duże poparcie wśród swoich rodaków – szacuje się, że w tym czasie w Paryżu i okolicach mieszkało ok. 150 tys. Algierczyków. Pomiędzy Algierczykami a policją zaczęły narastać napięcia, które przeradzały się we wzajemną nienawiść i prowadziły do drastycznych sytuacji. Dokonywano przeszukiwań domów Algierczyków, podczas których dochodziło do aktów przemocy, wielu Algierczyków zatrzymywano i osadzano w ośrodkach odosobnienia, w tym na Welodromie Zimowym, na którym w 1942 r. przetrzymywano paryskich Żydów. Podobno już wtedy miały miejsce przypadki wrzucania Algierczyków do Sekwany.
Po krótkiej przerwie w sierpniu 1961 r. zamachy FLN uległy nasileniu. Od sierpnia do października w Paryżu i okolicach zginęło 11 policjantów, a 17 odniosło rany. W związku z tym 5 października dla Algierczyków wprowadzono godzinę policyjną od 20.30 do 5.30. FLN wezwał do demonstracji przeciwko temu środkowi, która miała odbyć się 17 października. Władze zakazały demonstracji i obsadziły drogi dojazdowe, stacje metra itp., aby uniemożliwić uczestnikom dotarcie na nią. W całym mieście zorganizowano obławy, w których zatrzymano ok. 11 tys. osób, nie tylko Algierczyków, ale też Marokańczyków, Tunezyjczyków, a nawet hiszpańskich i włoskich imigrantów. Zgromadzono ich w obiektach sportowych (Palais de Sports i Stadionie Coubertina) oraz komisariatach stolicy.

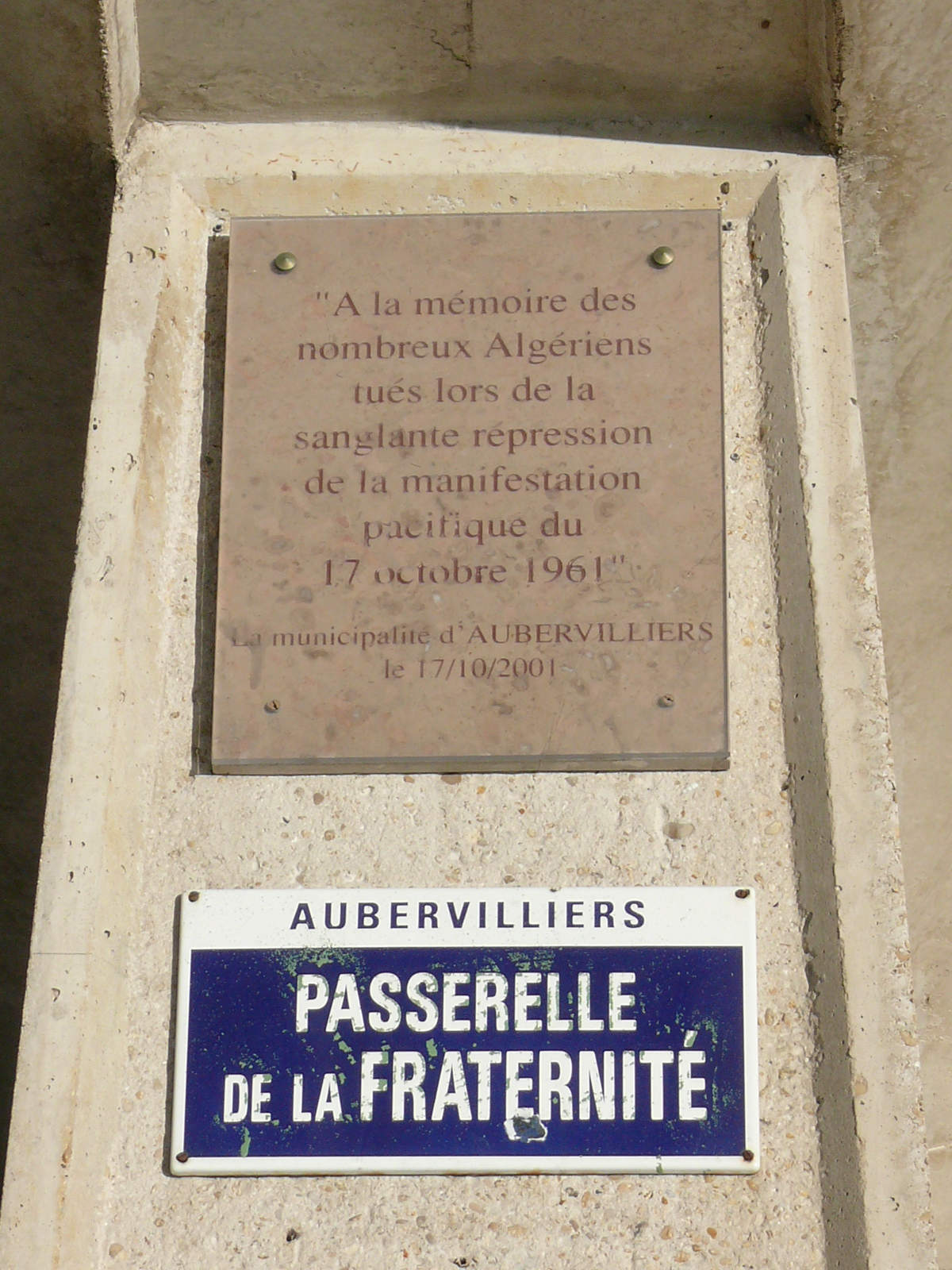
Tablica upamiętniająca masakrę 17 października 1961 r. pod kanałem Saint-Denis

Mimo tych środków ok. 4 do 5 tys. zdołało wziąć udział w demonstracji na Wielkich Bulwarach. Przed kinem Rex na Boulevard Poissonnière oraz na moście Neuilly policja otworzyła ogień, zabijając szereg osób. Broniących się Algierczyków topiono w Sekwanie, wrzucając ich do rzeki z mostu Saint Michel przy katedrze Notre Dame. Również późnej w nocy Algierczyków zgromadzonych w Palais des Sports i na Stadionie Cobertina torturowano; wiele osób zamordowano na miejscu, lub topiąc w Sekwanie. Bilans ofiar nie jest znany. W 1961 r. policja przyznawała się tylko do dwóch ofiar śmiertelnych, obecnie historycy szacują, że mogło być ich nawet 200.
We francuskich mediach tego czasu masakra została praktycznie przemilczana, zaczęto o niej mówić dopiero w latach 90. Odpowiedzialnością za masakrę obarcza się Maurice’a Papona, ówczesnego szefa paryskiej policji, który nawoływał do rozprawienia się z Algierczykami. Papon kolaborował też z Niemcami w czasie wojny i był odpowiedzialny za deportacje Żydów, za co w 1997 r. stanął przed sądem i w 1998 r. został skazany na 10 lat. W 2002 r. wyszedł z więzienia ze względu na stan zdrowia i zmarł w 2007 r.

#### Masakra 8 lutego 1962
8 lutego 1962 r. w Paryżu doszło do kolejnej tragicznej w skutkach demonstracji przeciwko polityce Francji w Algierii, tym razem zorganizowanej przez powiązany z Francuską Partią Komunistyczną związek zawodowy CGT. Podczas tłumienia demonstracji przez policję na stacji metra Charonne zginęło dziewięciu związkowców. Ich pogrzeb 13 lutego stał się wielką demonstracją polityczną, w której wzięło udział kilkaset tysięcy osób.

#### „Dzień Szakala”
Dążenie de Gaulle’a do zakończenia wojny algierskiej doprowadziło wreszcie 18 marca 1962 i do porozumienia w Évian-les-Bains i zawieszenia broni pomiędzy wojskami francuskimi i FLN. Oznaczało to praktycznie zgodę na niepodległość Algierii. Nie mogąc pogodzić się z tym faktem, OAS zdecydowała się na walkę terrorystyczną, przeprowadzając we Francji i w samym Paryżu serię zamachów bombowych. Kilkakrotnie próbowano też dokonać zamachu na gen. de Gaulle’a. Najbardziej znaną próbą był zamach 22 sierpnia 1962 r. w Petit Clamart na przedmieściu Paryża, którego dokonała grupa kierowana przez Jeana Bastien-Thiry (niezwiązana bezpośrednio z OAS, lecz mająca podobna do niej cele). Zamachowcy ostrzelali z broni maszynowej samochód prezydenta, w którym jechał on razem z żoną; de Gaulle i inni jadący samochodem wyszli jednak z zamachu cało. Bastien-Thiry został aresztowany i 11 marca 1963 r. stracony. Zamach ten stał się kanwą powieści Dzień Szakala Fredericka Forsytha, która dwukrotnie (w latach 1973 i 1997) została sfilmowana.
W 1963 r. główne struktury OAS zostały rozbite i organizacja ta praktycznie zakończyła działalność. Jej ideologia do dzisiaj ma jednak sympatyków, do niektórych jej haseł odwołuje się też Front Narodowy, założony w 1972 r. przez Jean-Marie Le Pena.

### Nowe prądy w sztuce i kulturze. Egzystencjalizm
Po II wojnie światowej Paryż utracił swoją pozycję kulturalnej stolicy świata. Po wojnie ważniejszą pozycję w życiu kulturalnym zaczął zajmować Nowy Jork; a obecnie rozwój nowoczesnych technik komunikowania się sprawił, że trudno znaleźć jedno miasto nadające kierunki w rozwoju kultury i sztuki.
Pomimo tego Paryż pozostał ważnym ośrodkiem życia intelektualnego. Największym wkładem Francji do współczesnej filozofii we wczesnych latach powojennych jest myśl egzystencjalistyczna, której wybitnym przedstawicielem był związany całe życie z Paryżem Jean-Paul Sartre (jego towarzyszką życiową była feministka i pisarka Simone de Beauvoir).
W kulturze popularnej – w piosence – obok Georges’a Brassensa i Charles’a Aznavoura z paryskich artystów największą sławę zdobyła Édith Piaf, nieodłącznie związana z Paryżem, która w dzieciństwie i młodości wychowywała się na ulicach miasta i w paryskich klubach zaczynała karierę.

### maj 1968
Od lat 60., głównie pod wpływem nowych prądów płynących ze Stanów Zjednoczonych, we Francji następowały coraz większe zmiany obyczajowe i kulturowe. W połączeniu z czynnikami ekonomicznymi i politycznymi doprowadziły one wreszcie do przesilenia, które przeszło do historii jako maj 1968 r.
Zapalnikiem rewolty maja 1968 r. stały się protesty studenckie na uniwersytecie w podparyskim Nanterre, podczas których domagano się zmian w systemie szkolnictwa wyższego. Kiedy 2 maja władze zamknęły tamtejszy uniwersytet, następnego dnia, 3 maja, paryscy studenci, mimo zakazu władz, zorganizowali wiec protestacyjny na Sorbonie. Policja siłą usunęła protestujących studentów z terenu uniwersytetu, używając gazu łzawiącego, na co ci zaczęli obrzucać policjantów kostkami brukowymi. Już pierwszego dnia zajść doszło do walk ulicznych w całej Dzielnicy Łacińskiej; zatrzymano 600 uczestników zajść.

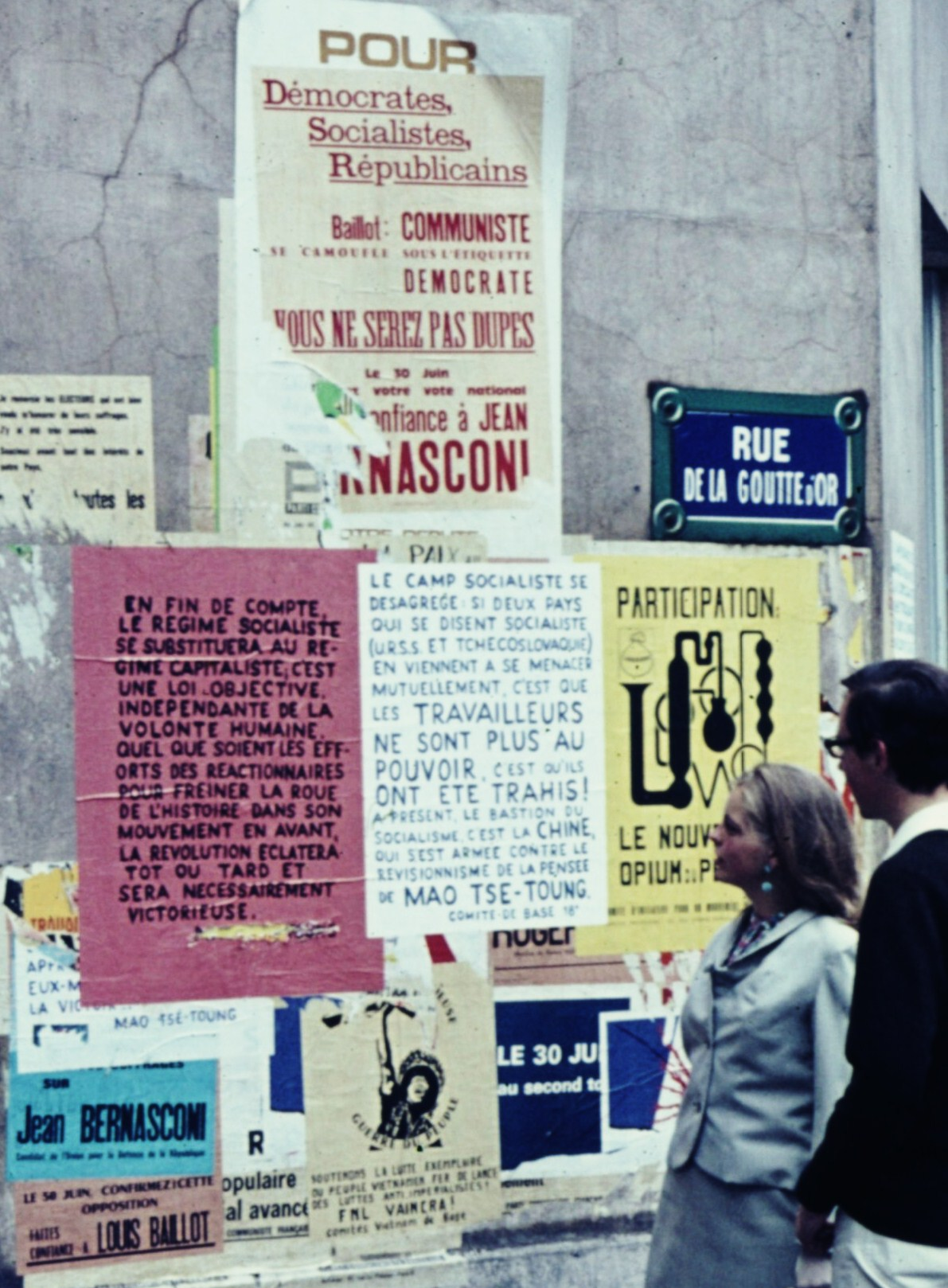
Plakaty na paryskiej ulicy podczas rewolty maja 1968 r.

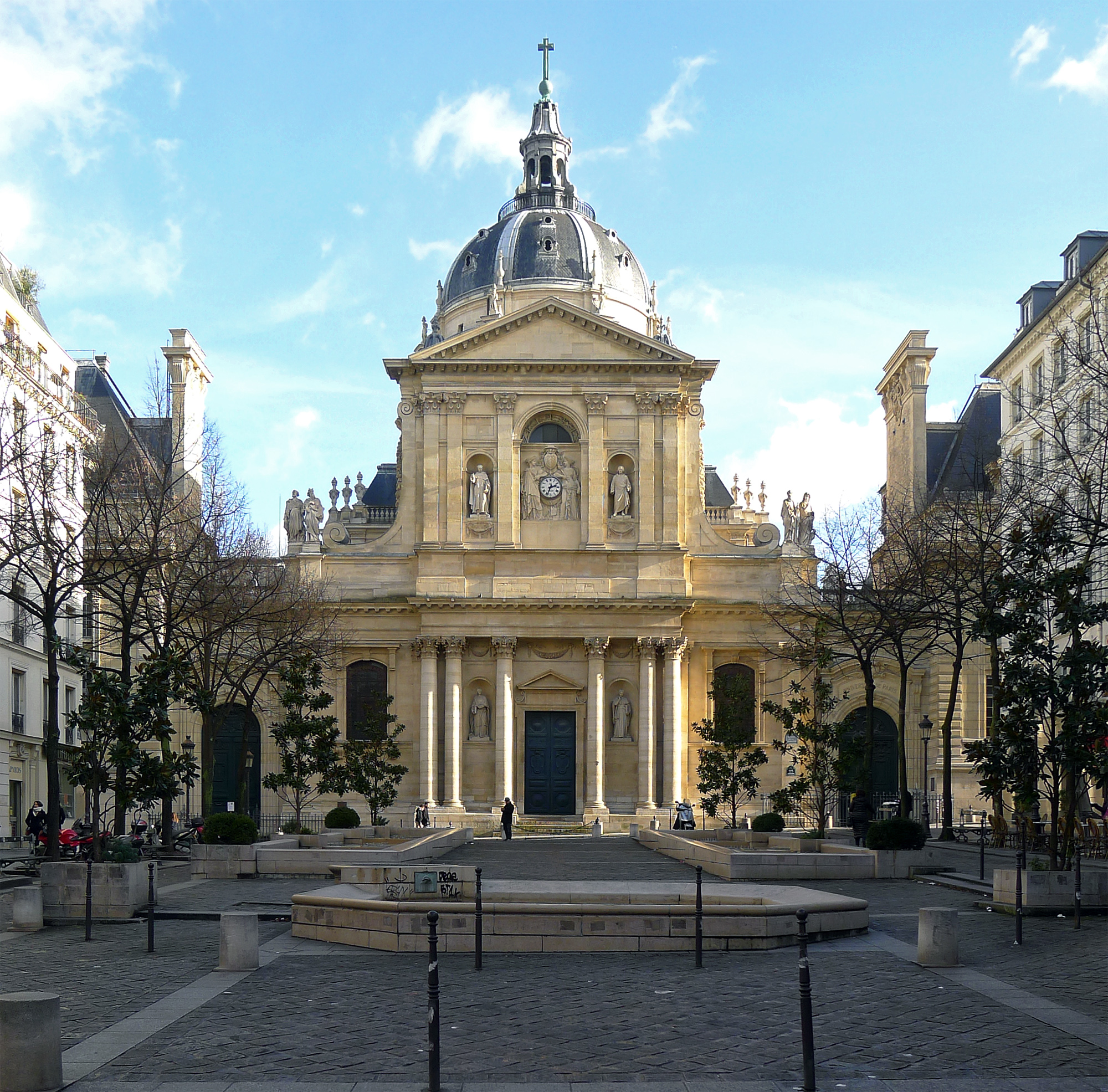
Kaplica uniwersytecka im. św. Urszuli na Sorbonie

W kolejnych dniach protesty studenckie rozszerzały się, również na inne miasta uniwersyteckie we Francji, wreszcie 10 maja na ulicach Paryża zaczęto budować barykady. W nocy z 10 na 11 maja policja usunęła barykady, a brutalność, z jaką to uczyniono, doprowadziła do fali solidarności ze strajkującymi studentami. 13 maja związki zawodowe ogłosiły strajk powszechny. Po wycofaniu policji z Sorbony studenci ponownie ją zajęli; uniwersytet stał się forum wymiany myśli i propagandy różnych lewicowych i lewackich nurtów (jak anarchizmu, maoizmu itp.), forum takim był też np. paryski teatr Odeon, Akademia Sztuk Pięknych (École des Beaux-Arts) i inne obiekty.
Tymczasem strajk powszechny rozszerzył się cały kraj; szacuje się, że objął on 8-10 milionów osób, była to największa liczba strajkujących w krajach demokratycznych. Protesty coraz bardziej się radykalizowały, żądano ustąpienia de Gaulle’a. Zagrożony w swojej władzy prezydent postanowił wreszcie sięgnąć po środki ostateczne – 30 maja wygłosił przemówienie radiowe, na którym wezwał do zakończenia strajków, w przeciwnym wypadku grożąc wprowadzeniem stanu wyjątkowego. De Gaulle rozwiązał też Zgromadzenie Narodowe i zapowiedział nowe wybory. Spowodowało to w czerwcu stopniowe wygaśnięcie protestów i opanowanie sytuacji.
Jednym ze skutków protestów było podzielenie Uniwersytetu Paryskiego w 1970 r. na trzynaście osobnych uczelni, które mają jednak wspólny rektorat. Trzy z tych uczelni mają w swojej nazwie wciąż nazwę Sorbona.

### Rozwój miasta w okresie powojennym

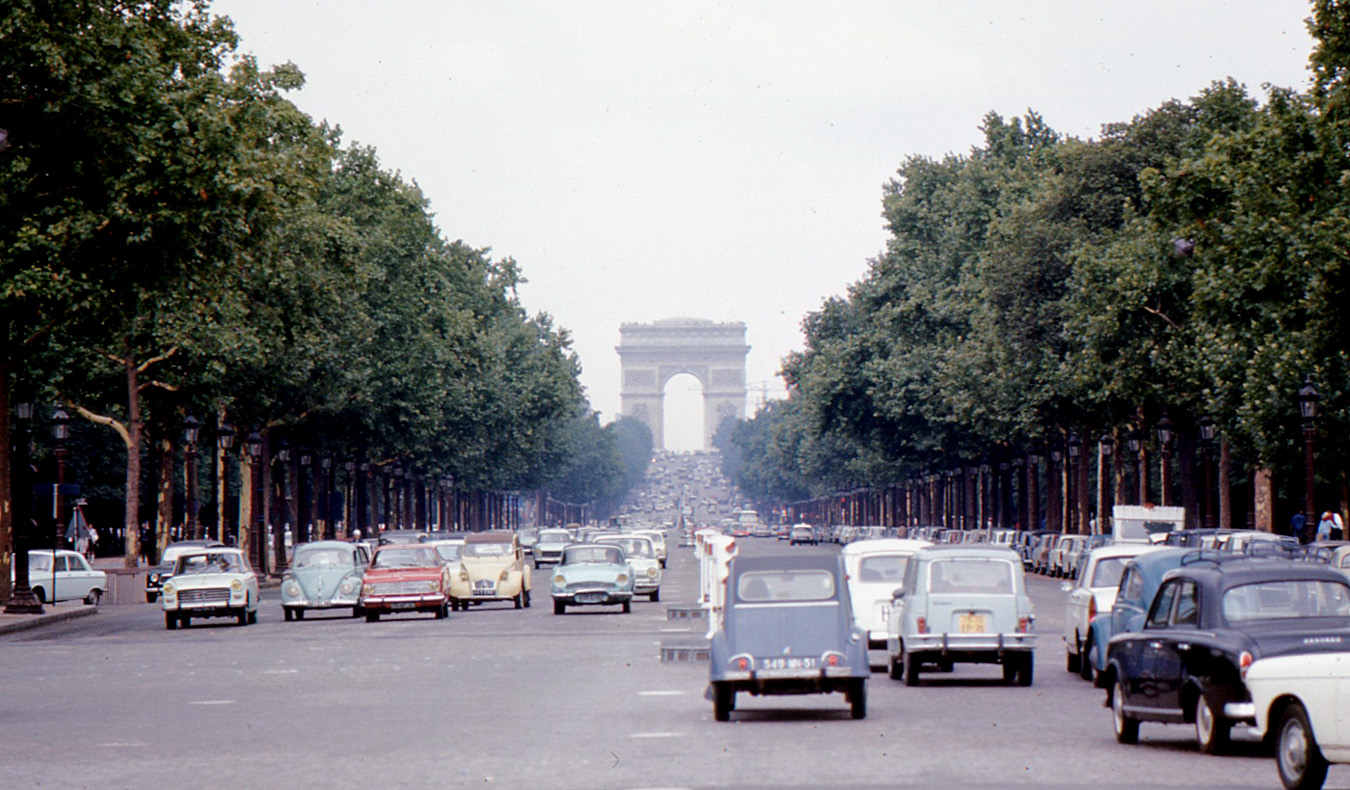
Pola Elizejskie w Paryżu w 1968 r.

Od stłumienia paryskiego maja w 1968 r. do końca lat 90. sytuacja polityczna w stolicy była raczej stabilna. Strajki i demonstracje polityczne nie przybierały tak gwałtownej formy jak w latach 60. i wcześniej.
Cały czas od zakończenia wojny prowadzono też inwestycje, budowano nowe obiekty, remontowano zabytki. W odnowie budynków szczególnie zasłużył się André Malraux, pisarz, a od 1959 r. (pierwszy w historii Francji) minister kultury w rządzie de Gaulle’a. Zapoczątkował on program sanacji starych kamienic Paryża (szczególnie we wschodnich, zaniedbanych, dzielnicach miasta), dzięki czemu odzyskały one dawną świetność.

#### Inwestycje Georges’a Pompidou
Wiele inwestycji zrealizowano lub rozpoczęto za rządów prezydenta Georges’a Pompidou, który w 1969 r. zastąpił de Gaulle’a. Najbardziej znaną budowlą kojarzoną z jego nazwiskiem jest Centre Georges Pompidou, znane też jako Centre Beabourg, zbudowane w latach 1971–1977. Mieści ono m.in. muzeum sztuki współczesnej (Musée National d’Art Moderne) oraz główną bibliotekę publiczną stolicy (Bibliothèque Publique d’Information). W momencie otwarcia przez prezydenta Valéry’go Giscarda d’Estaing w 1977 r. budynek szokował swoją nowoczesną formą – wszystkie instalacje wyprowadzono na zewnątrz i pomalowano na jaskrawe kolory, aby dzięki temu zyskać większą swobodę w kształtowaniu wnętrza. Obecnie budynek jest powszechnie akceptowany i stanowi jedną z atrakcji turystycznych Paryża.
Inną kontrowersyjną decyzją prezydenta Pompidou było wyburzenie zabytkowych hal i wybudowanie na ich miejscu węzła sieci metra i szybkiej kolei aglomeracji paryskiej R.E.R. Châtelet-Les-Halles. Z jednoznacznie negatywną oceną spotkało się natomiast wybudowanie w latach 1969–1972 drapacza chmur wieży Montparnasse, o której powszechnie sądzi się, że szpeci stolicę.

#### Inwestycje François Mitteranda
Dla rozbudowy stolicy zasłużył się też François Mitterrand, prezydent Francji w latach 1981–1995. Zbudowana za jego rządów w latach 1984–1989 piramida ze szkła i metalu przed Luwrem, służąca jako główne wejście do muzeum, stała się jednym z symboli Paryża, pomimo kontrastu, jaki stanowi ustawienie tej nowoczesnej budowli naprzeciwko zabytkowego muzeum. Z mniejszym entuzjazmem spotkało się wybudowanie w tych samym latach Opéra Bastille, którą otwarto na dwusetną rocznicę wybuchu rewolucji francuskiej w 1989 r. (jako siedziba Opery Narodowej zastąpiła ona Opéra Garnier) – oprócz zbyt modernistycznej formy budynkowi zarzuca się słabą akustykę. Inne inwestycje Mitterranda to nowy budynek Biblioteki Narodowej (Bibliothèque nationale de France) oraz Grande Arche (Wielki Łuk) w La Défense.

#### La Défense
Szczególny charakter ma rozbudowa dzielnicy La Défense, która, ściśle biorąc, nie jest częścią Paryża, ani osobną jednostką administracyjną, lecz obszarem leżącym na zachód od niego, na terenie trzech gmin: Nanterre, Courbevoie i Puteaux. Przed wojną były tu przedmieścia przemysłowe. Po wojnie zaczęto tu stawiać wieżowce, najpierw w sposób nieuporządkowany, we wrześniu 1958 r. powstał jednak Établissement Public Pour l’Aménagement de La Défense (EPAD, Publiczny Komitet Budowy La Défense), który wykupił działki, uzbroił je i wystawił na sprzedaż. Centralnym punktem dzielnicy było wtedy Centre des nouvelles industries et technologies (CNIT, Centrum Nowych Technologii i Przemysłu), wokół którego budowano nowe wieżowe. Było to budynki tzw. pierwszej generacji. W latach 70. doszły do tego wieżowce drugiej, a w latach 80. trzeciej generacji. Jednocześnie ukształtowano współczesną strukturę urbanistyczną dzielnicy. Osią La Défense jest przedłużenie tzw. Paryskiej Osi Historycznej – linii prostej biegnącej od Luwru przez Pola Elizejskie do Łuku Triumfalnego i dalej do Porte Maillot, za którą zaczyna się dzielnica. Na końcu tej linii stoi Grande Arche (Wielki Łuk). La Défense nie jest dzielnicą mieszkaniową, lecz centrum finansowym i biznesowym, porównywalna do londyńskiego City lub centrum finansowego we Frankfurcie nad Menem.

### Przedmieścia Paryża

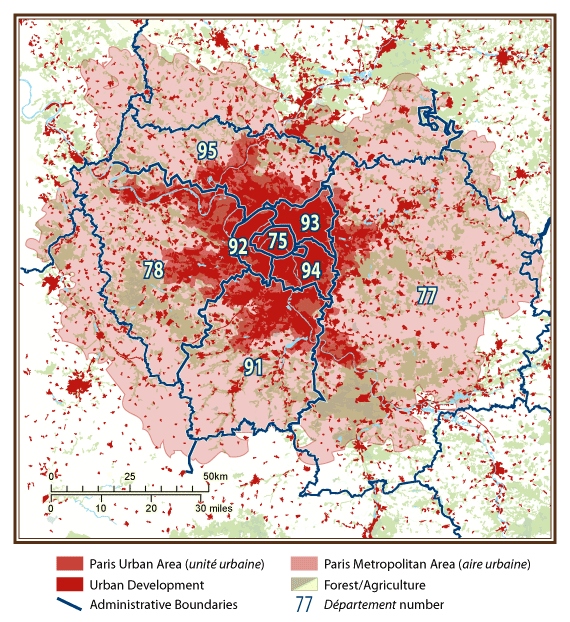
Rozmieszczenie ludności w metropolii Paryża

Granice administracyjne Paryża w zasadzie pokrywają się z przebiegiem Bulwaru Peryferyjnego (Péripherique), wewnętrznej obwodnicy Paryża, zbudowanej w latach 1963–1973 w miejscu dawnych fortyfikacji miejskich (poza Péripherique w granicach miasta jest tylko Lasek Buloński i Lasek Vincennes).
Ponieważ jest to obszar stosunkowo niewielki (powierzchnia Paryża liczy 105 km², a po odjęciu Lasku Bulońskiego i Lasku Vincennes – 87 km), stolica Francji jest miastem bardzo zatłoczonym, w którym trudno pozyskać ziemię pod nowe budownictwo. Dlatego też już od XIX wieku obserwuje się rozrost przedmieść (banlieues) Paryża, które, otaczając go zwartym pierścieniem, razem z nim tworzą obszar aglomeracji i metropolii.

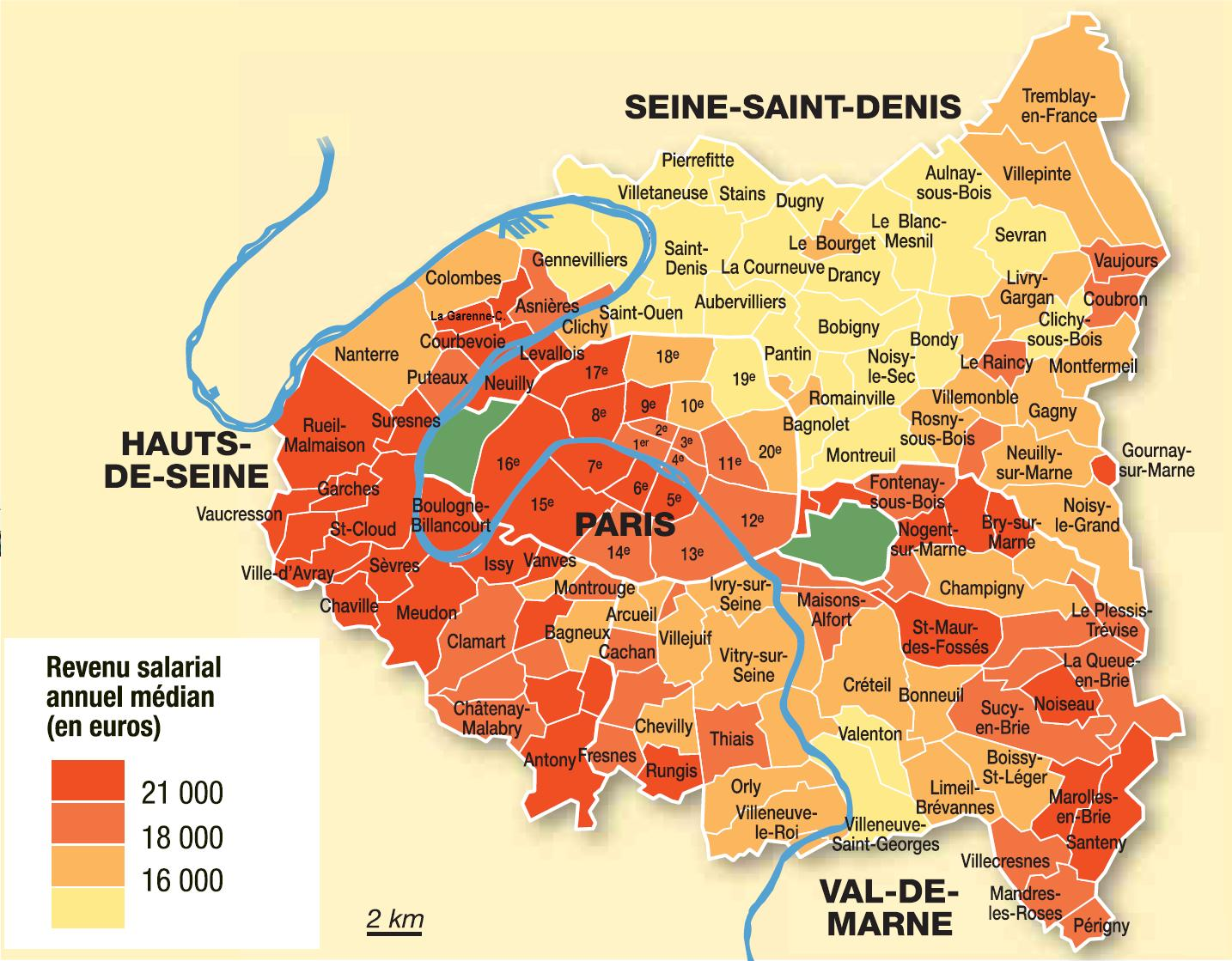
Zróżnicowanie dochodów ludności w aglomeracji Paryża

Geografia demograficzna aglomeracji Paryża ukształtowała się jednak inaczej niż w aglomeracjach w innych krajach, np. Wielkiej Brytanii czy w Polsce. Podczas gdy w Londynie, Nowym Jorku czy Warszawie ludzie z klasy średniej opuszczają centra miast, przenosząc się „na wieś” i dojeżdżając tylko do pracy do centrum, w Paryżu nie obserwuje się tej tendencji. Ludzie bogatsi wolą pozostawać w mieście, warstwy biedniejsze (w tym imigranci) osiedlają się natomiast na przedmieściach Paryża (banlieues), często tworząc tam getta, w których szerzy się bezrobocie i przestępczość. Tak więc, podczas gdy w języku angielskim słowo „przedmieścia” (suburbs) ma pozytywne konotacje jako miejsce zamieszkania warstwy zamożniejszej, w języku francuskim ma skojarzenia raczej negatywne.
Jest to obraz uproszczony, w rzeczywistości trendy demograficzne kształtują się różnie w zależności od wielu czynników, a jednym z nich jest położenie geograficzne. Na ogół banlieues położone na zachód od Paryża są zamożniejsze od przedmieść leżących na wschód od miasta (zasada ta dotyczy również dzielnic samego Paryża i była prawdziwa w całej historii miasta).

### Współcześni merowie Paryża

#### Jacques Chirac

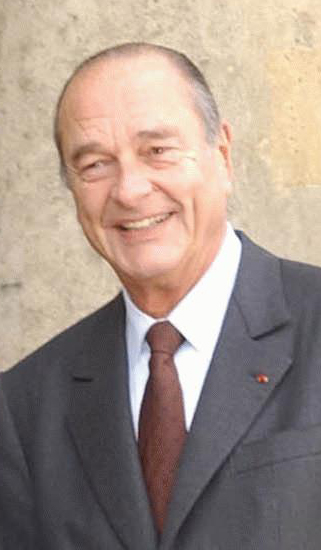
Jacques Chirac

W 1871 r., po stłumieniu Komuny Paryskiej, władze III Republiki zlikwidowały urząd mera Paryża, obawiając się, że osoby sprawujące tę funkcję będą miały zbyt dużą władzę. Urząd ten przywrócił dopiero prezydent Valéry Giscard d’Estaing w 1977 r., a pierwszym współczesnym merem Paryża został Jacques Chirac z prawicowego Zgromadzenia na rzecz Republiki, który sprawował tę funkcję aż do 1995 r., kiedy to został wybrany prezydentem Francji. Już po wyborach prezydenckich opozycja, a także satyryczny tygodnik Le Canard enchaîné wielokrotnie zarzucały Chiracowi korupcję, nepotyzm i niegospodarność, jakich miał się dopuszczać, sprawując urząd mera; z powodu immunitetu prezydenckiego próby wyjaśnienia tych spraw nie dały jednak skutku. Po odejściu Chiraca z urzędu prezydenta i wygaśnięciu immunitetu wstępnie postawiono mu zarzutu sprzeniewierzenia funduszy publicznych, sprawa jednak nie jest jeszcze zakończona.

#### Jean Tiberi

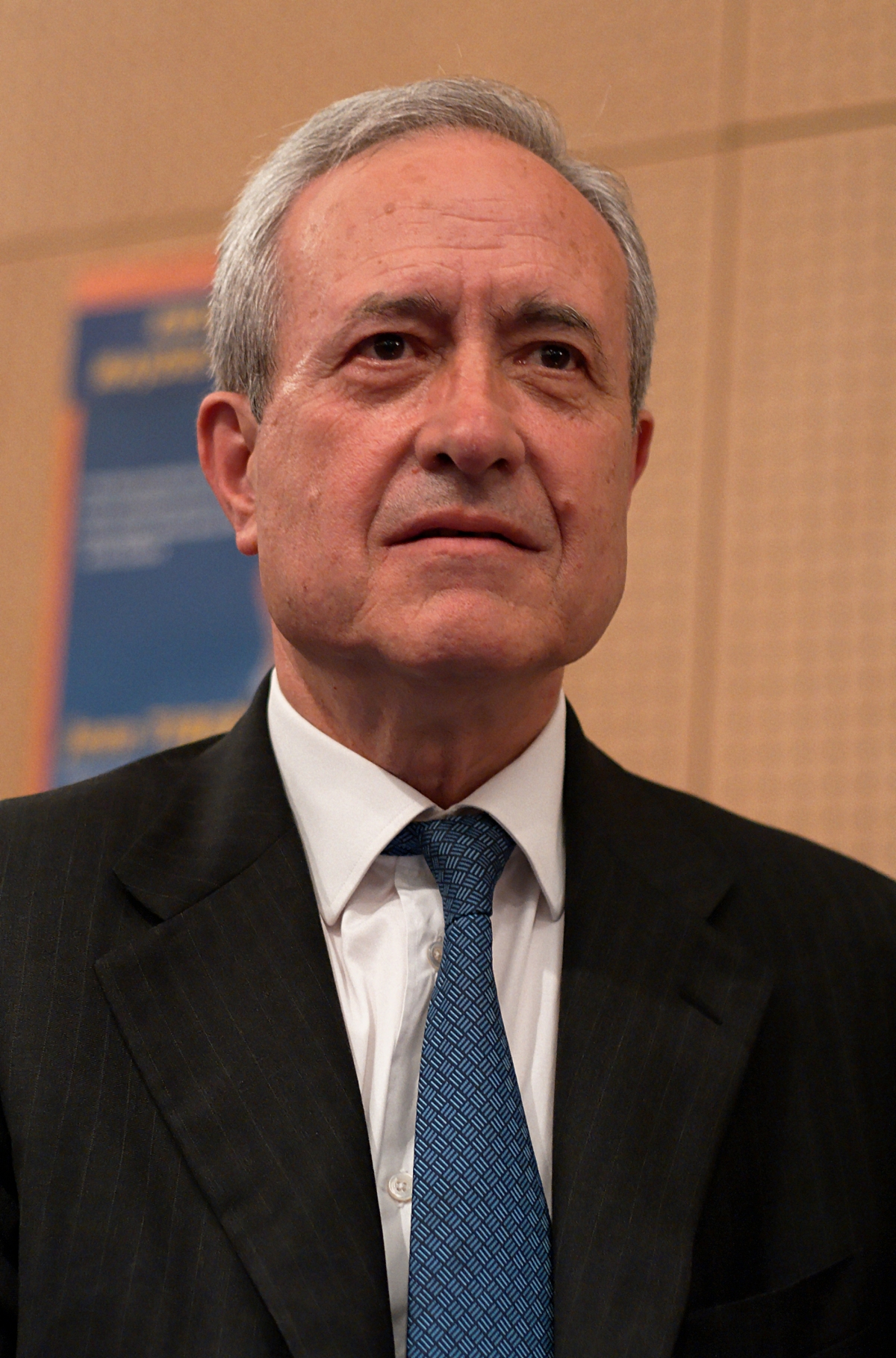
Jean Tiberi

Następcą Jacques’a Chiraca na stanowisku mera Paryża w 1995 r. został Jean Tiberi, uprzednio mer 5. dzielnicy Paryża, który sprawował ten urząd do 2001 r., będąc jednocześnie deputowanym do Zgromadzenia Narodowego. Podobnie jak Chirac, Tiberi również był uwikłany w skandale polityczne, tym razem związane z manipulacjami na listach wyborczych. Tiberiemu zarzucano, że w 3. i 5. dzielnicy Paryża w spisach wyborców rejestrowano osoby, które w rzeczywistości nie mieszkały tam, aby pomóc mu w zwycięstwie do Zgromadzenia.

#### Bertrand Delanoë
W 2001 r. urząd mera Paryża objął Bertrand Delanoë z Partii Socjalistycznej, który funkcję tę sprawuje do dzisiaj. Jest on pierwszym od czasów Komuny Paryskiej w 1871 r. politykiem z lewicy, który stanął na czele Rady Miejskiej Paryża; jest też pierwszym politykiem francuskim, który dokonał coming-outu – w wywiadzie telewizyjnym w 1998 r. (jeszcze przed objęciem funkcji mera) publicznie przyznał, że jest homoseksualistą.
Delanoë, który wygrał wybory na stanowisko mera na czele koalicji złożonej z socjalistów, zielonych i komunistów, zarządzając Paryżem, realizuje wiele punktów z programu lewicy. Od 2002 r. każdego lata ciężarówki zwożą piasek nad brzeg Sekwany, gdzie jest tworzona plaża z palmami, kąpieliskami i innymi atrakcjami dla uboższych rodzin, które nie mogą wyjechać na wakacje nad prawdziwe morze. W trosce o środowisko Delanoë dąży też do ograniczenia ruchu samochodowego, tworząc pasaże dla pieszych; w 2006 r., po 70 latach od wycofania z miasta ostatnich tramwajów, w Paryżu znowu uruchomiono linie tramwajowe, a 2007 r. uruchomiono publiczny system wynajmu rowerów Vélib’, z których paryżanie mogą korzystać bezpłatnie lub za niewielką opłatą.

### Konflikty społeczne i rasowe w Paryżu na progu XXI wieku
Po wypadkach maja 1968 r. w społeczeństwie francuskim, jak i w innych społeczeństwach zachodniej Europy nastąpiły głębokie przemiany. Pojawienie się na scenie politycznej i w życiu społecznym „pokolenia 68”, które czynnie uczestniczyło w wypadkach maja 1968 r. lub popierało protestujących wtedy studentów i strajkujących, spowodowało, że Francuzi stali się narodem o lewicowych sympatiach, uważających za coś naturalnego bezpieczeństwo socjalne i opiekę państwa. Z drugiej strony postawa taka często stoi w konflikcie z możliwościami państwa, które w coraz mniejszym stopniu może sobie na taką opiekę pozwolić.
Do konfliktów tych dochodzą napięcia na tle rasowym, spowodowane imigracją do Francji ludności muzułmańskiej, przede wszystkim z Algierii i innych krajów Maghrebu, która w metropolii Paryża zamieszkuje głównie wschodnie przedmieścia stolicy, tworząc tam getta socjalne.
Po ponad trzech dekadach względnego spokoju społecznego na początku nowego wieku można zaobserwować ponowny wzrost napięć na tle społecznym i, po raz pierwszy w nowoczesnej historii Francji, rasowym, a na ulicach odbywają się wielusettysięczne demonstracje i wybuchają zamieszki.

#### Demonstracje przeciwko Le Penowi w 2002

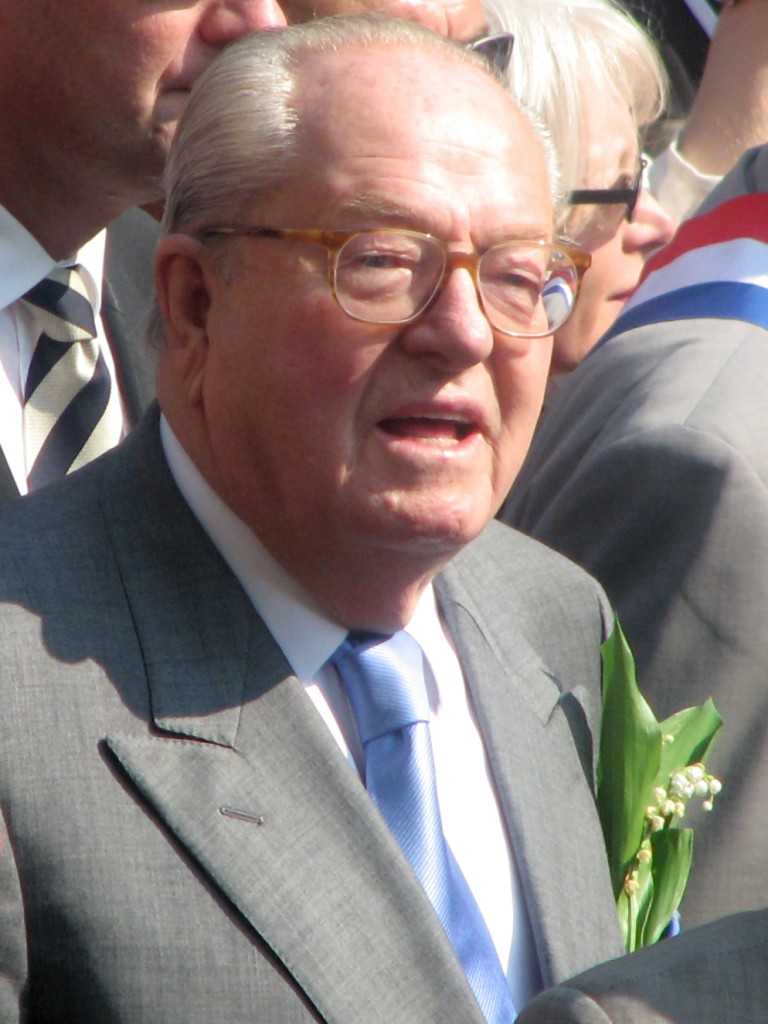
Jean-Marie Le Pen

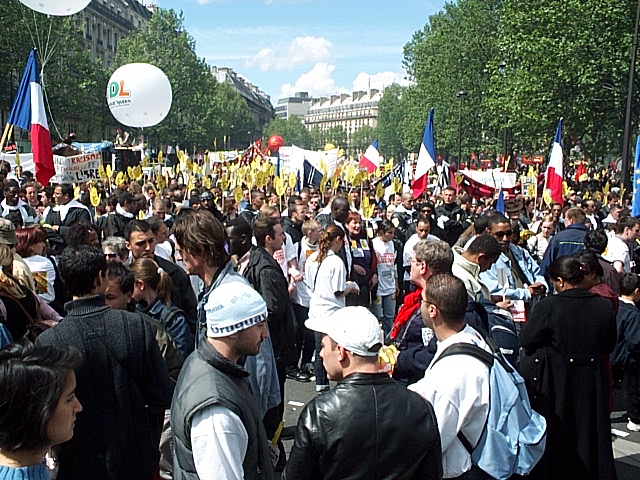
Demonstracja 1 maja 2002 r. w Paryżu

Coraz większe problemy z integracją ludności muzułmańskiej, rozczarowanie Unią Europejską i pogłębiające się trudności gospodarcze od lat 70. sprzyjały wzrostowi znaczenia skrajnej prawicy, przede wszystkim Frontu Narodowego Jean-Marie Le Pena. Le Pen wielokrotnie kandydował też w wyborach prezydenckich, a wyborach w 2002 r. po raz pierwszy udało mu się przejść do drugiej tury, pokonując kandydata socjalistów Lionela Jospina. We Francji spowodowało to szok. W całym kraju zorganizowano demonstracje przeciwko Le Penowi, a do największej doszło w Paryżu podczas obchodów Święta Pracy 1 maja na ulice w proteście przeciwko skrajnej prawicy wyległo 400 tys. mieszkańców stolicy (tego dnia w Paryżu odbyła się też demonstracja zwolenników Le Pena, która zgromadziła 20 tys. osób).
Nastrój mobilizacji społecznej (podobny do tego, jaki panował podczas wyborów prezydenckich w Polsce w 1990 r., kiedy to do drugiej rundy przeszedł Stanisław Tymiński) doprowadziła do zwycięstwa Chiraca, na którego głosowała również lewica. Le Pen uzyskał niecałe 18% głosów.

#### Zamieszki na tle rasowym w 2005

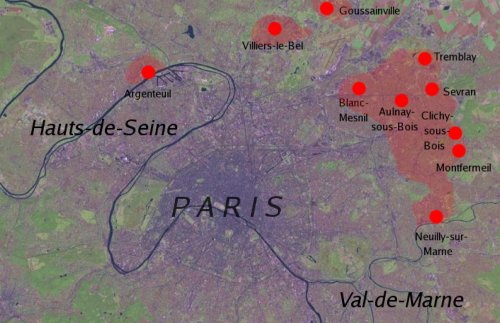
Przedmieścia Paryża, na których miały miejsce zamieszki, sytuacja w dniu 4 listopada

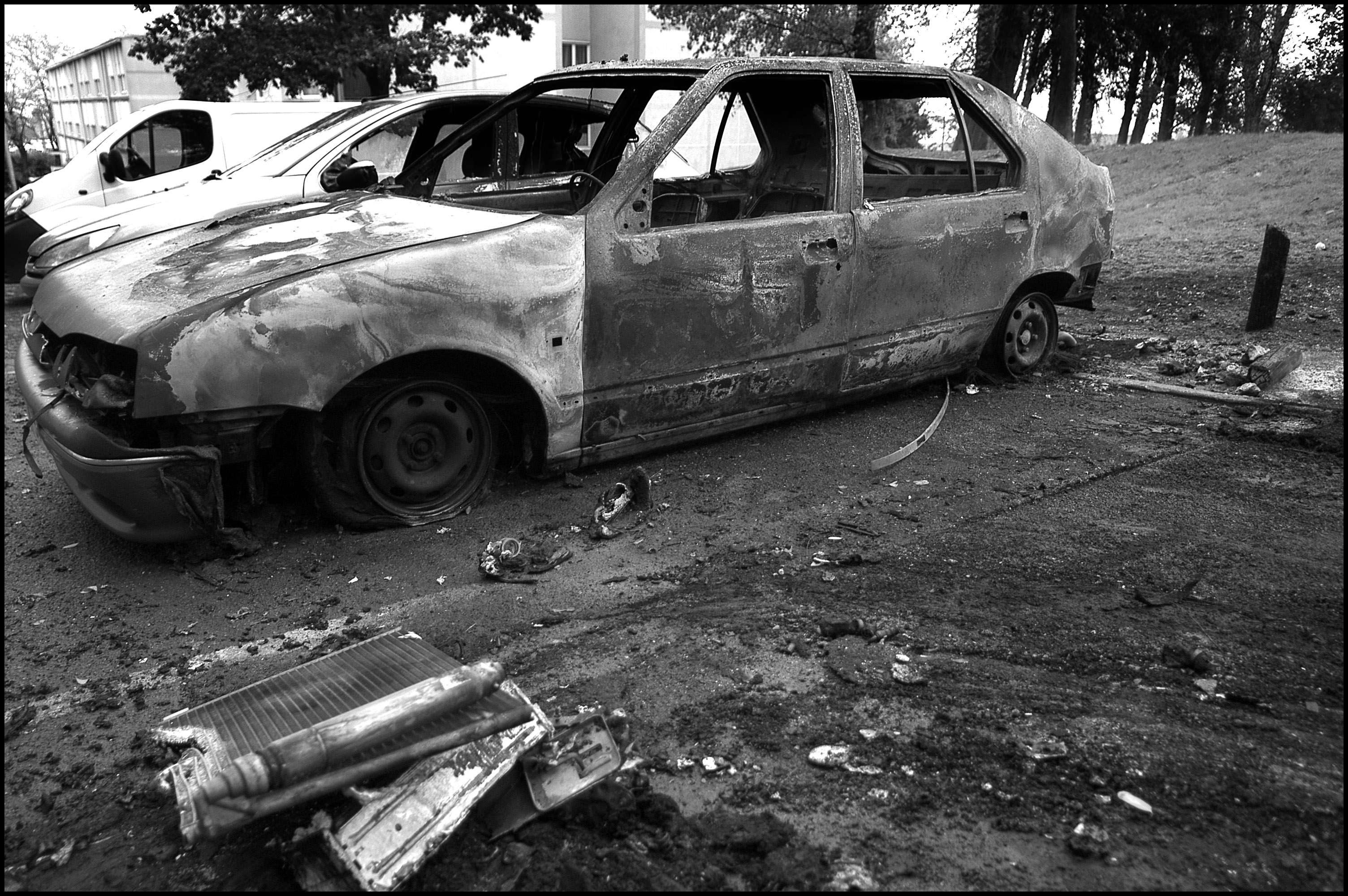
Spalony samochód na paryskim przedmieściu

W 2005 r. doszło do największych od 1968 r. zamieszek w metropolii Paryża, które później rozlały się na teren całej Francji. Bezpośrednia przyczyną rozruchów była śmierć w podparyskim Clichy-sous-Bois 25 października dwóch nastolatków (Bouna Traoré i Zyed Benna) z rodzin imigranckich, którzy zginęli porażeni prądem w stacji transformatorowej, uciekając tam przed policją (nie jest do końca jasne, czy policja ich ścigała, wiadomo, że patrol policji przyjechała na plac budowy w sprawie domniemanego włamania, wiadomo też, że chłopcy nie popełnili przestępstwa, a uciekali, ponieważ nie chcieli być przesłuchiwani przez policję). Rozruchy wybuchły jeszcze tego samego dnia, najpierw w samym Clichy-sous-Bois, później też na innych przedmieściach Paryża i w samym mieście, wreszcie w całej Francji. Brała w udział przede wszystkim młodzież z rodzin imigranckich z krajów Maghrebu i czarnej Afryki, chociaż wśród ich uczestników była też młodzież europejska (portugalska, a nawet francuska). Podpalano samochody, atakowano obiekty użyteczności publicznej (w tym instalacje elektryczne), podpalano szkoły, rabowano też jednak sklepy, wdzierano się do metra i rabowano podróżnych.
3 listopada zamieszki rozprzestrzeniły się z regionu paryskiego też do innych miast Francji. 8 listopada prezydent Chirac ogłosił stan wyjątkowy, rozruchy trwały jednak jeszcze do połowy listopada (stan wyjątkowy obowiązywał do 4 stycznia 2006 r.). Bilans zamieszek to prawie 9 tys. spalonych samochodów, prawie 3 tys. aresztowanych, 126 rannych policjantów i strażaków i 1 ofiara śmiertelna.

#### Zamieszki po wygraniu wyborów prezydenckich przez Sarkozy’ego w 2007

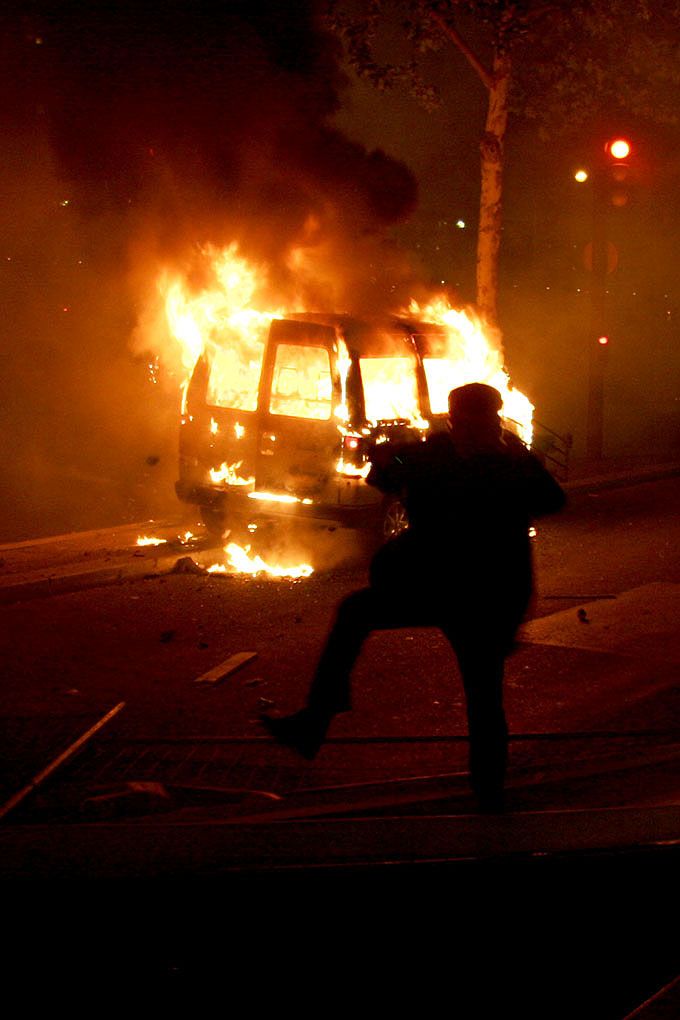
Walki demonstrantów z policją na Place de la Bastille

Po wygranych wyborach 6 maja 2007 r. kolejnym prezydentem Francji został Nicolas Sarkozy, reprezentujący prawicową Unię na rzecz Ruchu Ludowego. Wybór Sarkozy’ego wzbudził powszechne niezadowolenie środowisk lewicowych, które zwycięzcę często określały mianem „faszysty”. W nocy po ogłoszeniu wyborów w centrach dużych miast wielu niezadowolonych wyszło na ulice, podpalając samochody, demolując sklepy i budynki rządowe. W Paryżu walki z policją były szczególnie nasilone na Placu Bastylii. Policja użyła gazu łzawiącego, w Paryżu aresztowano łącznie 79 osób.

### Fundamentalizm islamski

#### Zamach w styczniu 2015
Atak terrorystyczny fundamentalistów islamskich, miał miejsce 7 stycznia 2015 roku w siedzibie magazynu satyrycznego „Charlie Hebdo”. W zamachu zginęło 12 osób. Rozpoczął on serię kilku ataków terrorystycznych, które miały miejsce w Paryżu do 9 stycznia 2015.

#### Zamach z listopada 2015
W 13 listopada 2015 w Paryżu nastąpiła seria ataków terrorystycznych. Ataki rozpoczęły się o 21:16 czasu lokalnego. W krótkim odstępie czasu doszło do trzech eksplozji i sześciu strzelanin. Eksplozje miały miejsce przy Stade de France w północnej części Saint-Denis. Najkrwawszy atak miał miejsce w teatrze Bataclan. Zamachowcy wzięli zakładników i starli się z policją. Policja przypuściła szturm teatru, który zakończył się 14 listopada 2015 o 0:58 czasu lokalnego. Zabito ośmiu sprawców, a służby wciąż szukają wspólników. Zginęło 137 osób, w tym 87 w Bataclan. Ponad 300 zostało rannych, z czego 99 osób było w ciężkim stanie. W odpowiedzi na ataki prezydent Francji François Hollande ogłosił w orędziu telewizyjnym o 23:58 czasu lokalnego stan wyjątkowy oraz tymczasowe zamknięcie granic we Francji. Za zamachami stali członkowie tzw. Państwa Islamskiego.

### Klęski żywiołowe
15 kwietnia 2019 wybuchł pożar katedry Notre-Dame.

## Rozwój ludnościowy miasta
Poniższa tabela przedstawia liczbę ludności Paryża na przestrzeni wieków. W starożytności i średniowieczu można zaobserwować tendencję falową – powracające wzrosty i spadki liczby ludności, co było spowodowane licznymi wojnami, epidemiami i klęskami głodu. Epidemie powtarzały się nawet jeszcze w XIX wieku, i tak podczas epidemii cholery w 1832 r. zmarło ok. 20 tys. osób. Dopiero rewolucja przemysłowa w XIX w. doprowadziła do gwałtownego wzrostu liczby mieszkańców. Około 1846 r. Paryż osiągnął liczbę miliona mieszkańców, a w 1876 r. mieszkało tu już dwa miliony osób. Największą liczbę mieszkańców miasto miało w 1921 r. – prawie 3 miliony. Od tego czasu następuje powolny spadek, spowodowany migracjami ludności na prowincję i do przedmieść. W okresie powojennym gwałtownie zwiększyła się za to liczba ludności metropolii Paryża, do której oprócz miasta w jego administracyjnych granicach należy region Île-de-France. Podczas gdy 1946 r. obszar ten zamieszkiwało 5,85 miliona osób, w 2005 r. liczba ta się podwoiła do 11,6 miliona. Przyczynami tej migracji z Paryża na przedmieścia są rosnące czynsze w stolicy, ale także decentralizacja niektórych gałęzi przemysłu oraz budowa nowych centrów finansowych poza granicami miasta, np. La Défense
Dane w poniższej tabeli dla okresu do 1784 r. opierają się na szacunkach historyków Jacques’a Dupâquiera und Alfreda Fierro, od 1801 do 1999 na spisach ludności, a dla 2005 r. na szacunkach.
| Rok  | Mieszkańcy |
| ---- | ---------- |
| Rok  | Miasto     |
| 150  | 80.000     |
| 363  | 20.000     |
| 510  | 30.000     |
| 1000 | 20.000     |
| 1180 | 110.000    |
| 1250 | 215.000    |
| 1365 | 275.000    |
| 1500 | 200.000    |
| 1589 | 300.000    |
| 1637 | 415.000    |
| 1675 | 500.000    |
| 1700 | 600.000    |
| 1784 | 660.000    |
| 1796 | 556.304    |
| 1801 | 546.856    |
| 1807 | 580.609    |
| 1817 | 718.966    |

| Rok  | Mieszkańcy | Mieszkańcy  |
| ---- | ---------- | ----------- |
| Rok  | Miasto     | Aglomeracja |
| 1831 | 785.862    |             |
| 1835 |            | 1.000.000   |
| 1836 | 899.313    |             |
| 1841 | 935.261    |             |
| 1846 | 1.053.897  |             |
| 1851 | 1.053.262  |             |
| 1856 | 1.174.346  |             |
| 1860 |            | 2.000.000   |
| 1861 | 1.696.141  |             |
| 1866 | 1.825.274  |             |
| 1872 | 1.851.792  |             |
| 1876 | 1.988.806  |             |
| 1881 | 2.269.023  |             |
| 1885 |            | 3.000.000   |
| 1886 | 2.344.550  |             |
| 1891 | 2.447.957  |             |
| 1896 | 2.536.834  |             |

| Rok        | Mieszkańcy | Mieszkańcy  | Mieszkańcy        |
| ---------- | ---------- | ----------- | ----------------- |
| Rok        | Miasto     | Aglomeracja | Metropolia Paryża |
| 24.03.1901 | 2.714.068  |             |                   |
| 1905       |            | 4.000.000   |                   |
| 04.03.1906 | 2.763.393  |             |                   |
| 05.03.1911 | 2.888.110  | 4.500.000   |                   |
| 06.03.1921 | 2.906.472  | 4.850.000   |                   |
| 07.03.1926 | 2.871.429  |             |                   |
| 08.03.1931 | 2.891.020  | 5.600.000   |                   |
| 08.03.1936 | 2.829.753  | 6.000.000   |                   |
| 10.03.1946 | 2.725.374  | 5.850.000   |                   |
| 10.05.1954 | 2.850.189  | 6.436.296   |                   |
| 07.03.1962 | 2.790.091  | 7.384.363   |                   |
| 01.03.1968 | 2.590.771  | 8.196.746   | 8.368.000         |
| 20.02.1975 | 2.299.830  | 8.549.898   | 9.096.000         |
| 04.03.1982 | 2.176.243  | 8.706.963   | 9.362.000         |
| 05.03.1990 | 2.152.423  | 9.318.821   | 10.291.851        |
| 08.03.1999 | 2.125.246  | 9.644.507   | 11.174.743        |
| 01.01.2005 | 2.138.551  | 10.136.000  | 11.600.000        |

## Galerie

### Historyczne i współczesne plany i mapy Paryża

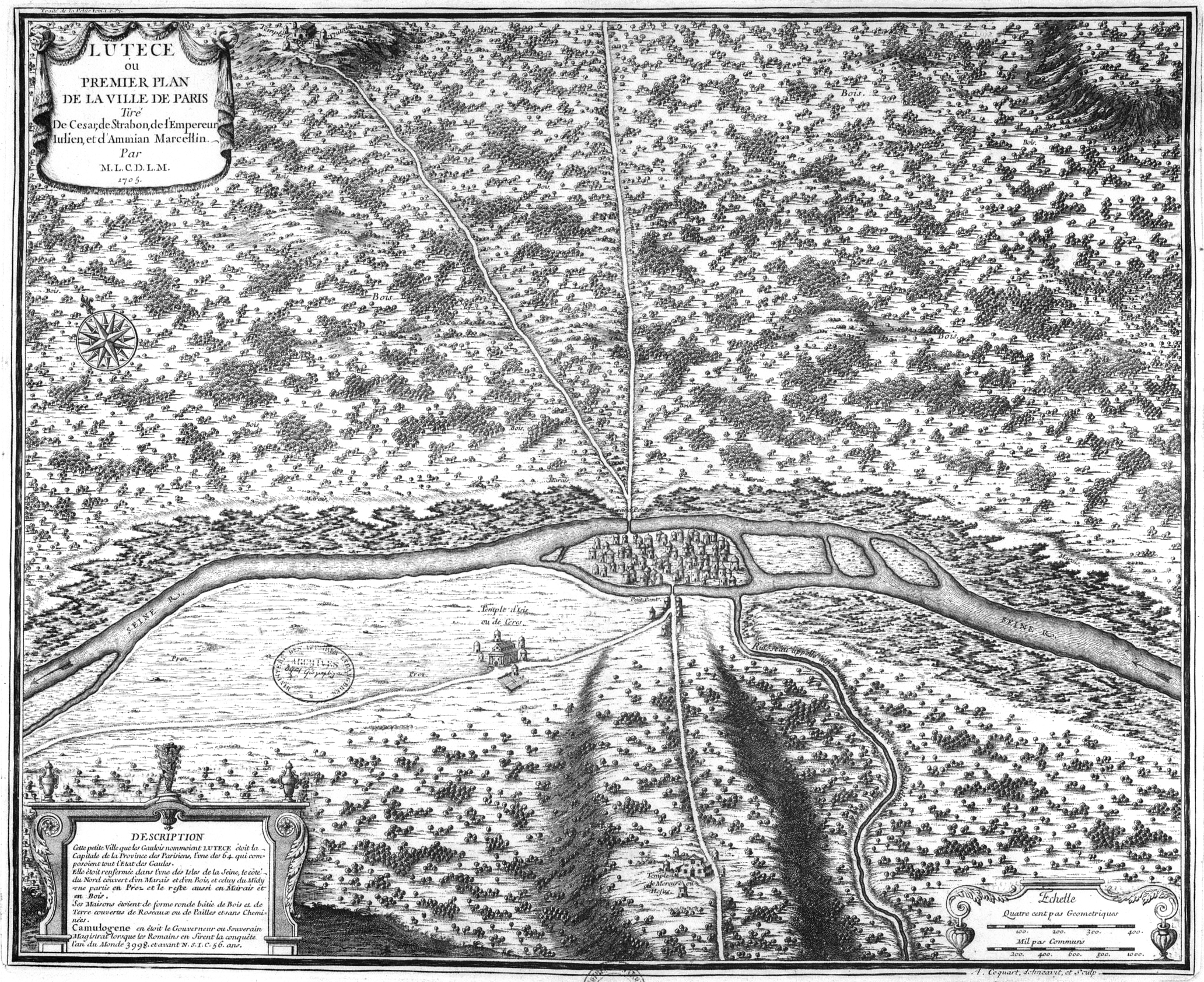
Paryż starożytny – Lutecja
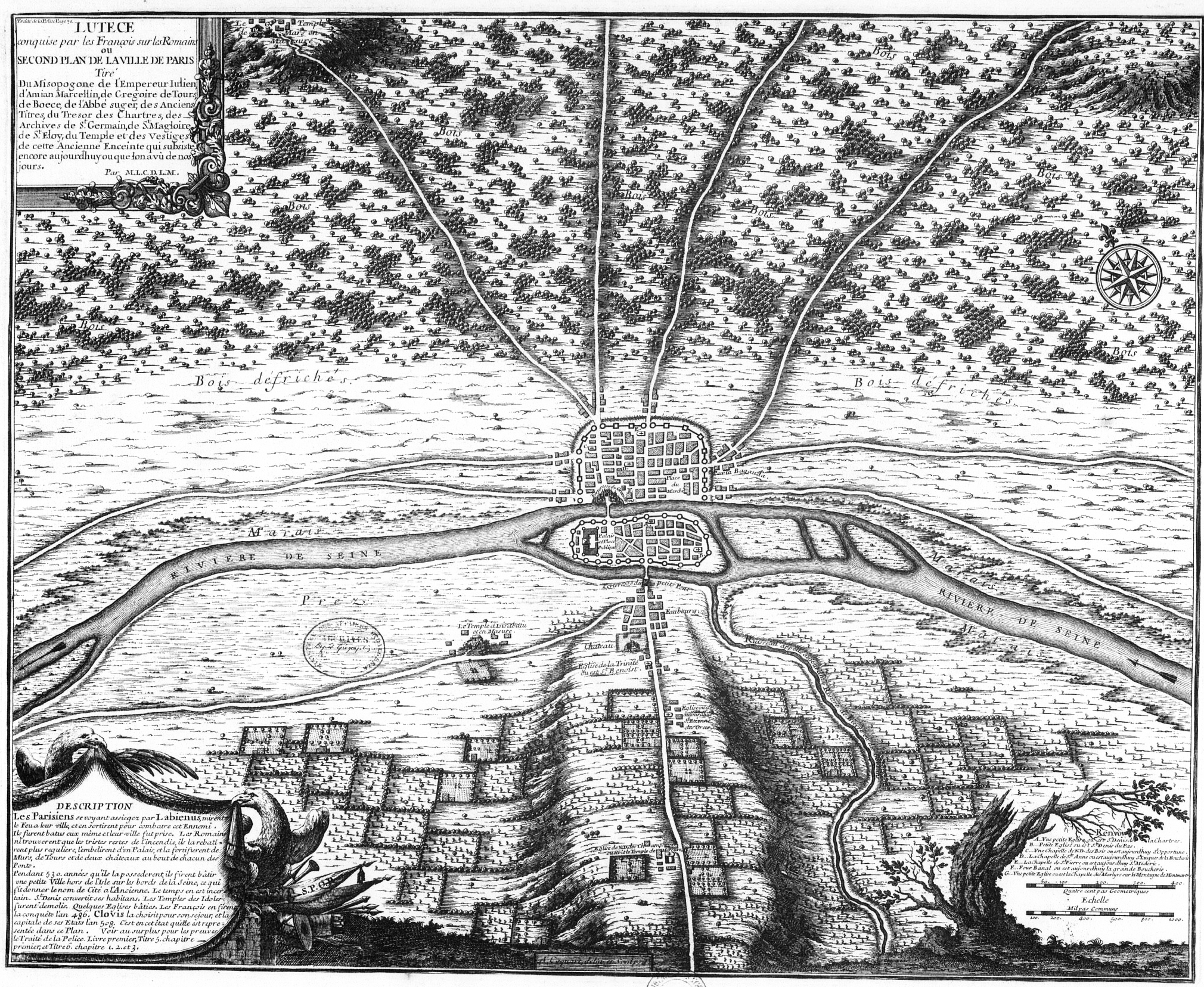
Paryż we wczesnym średniowieczu
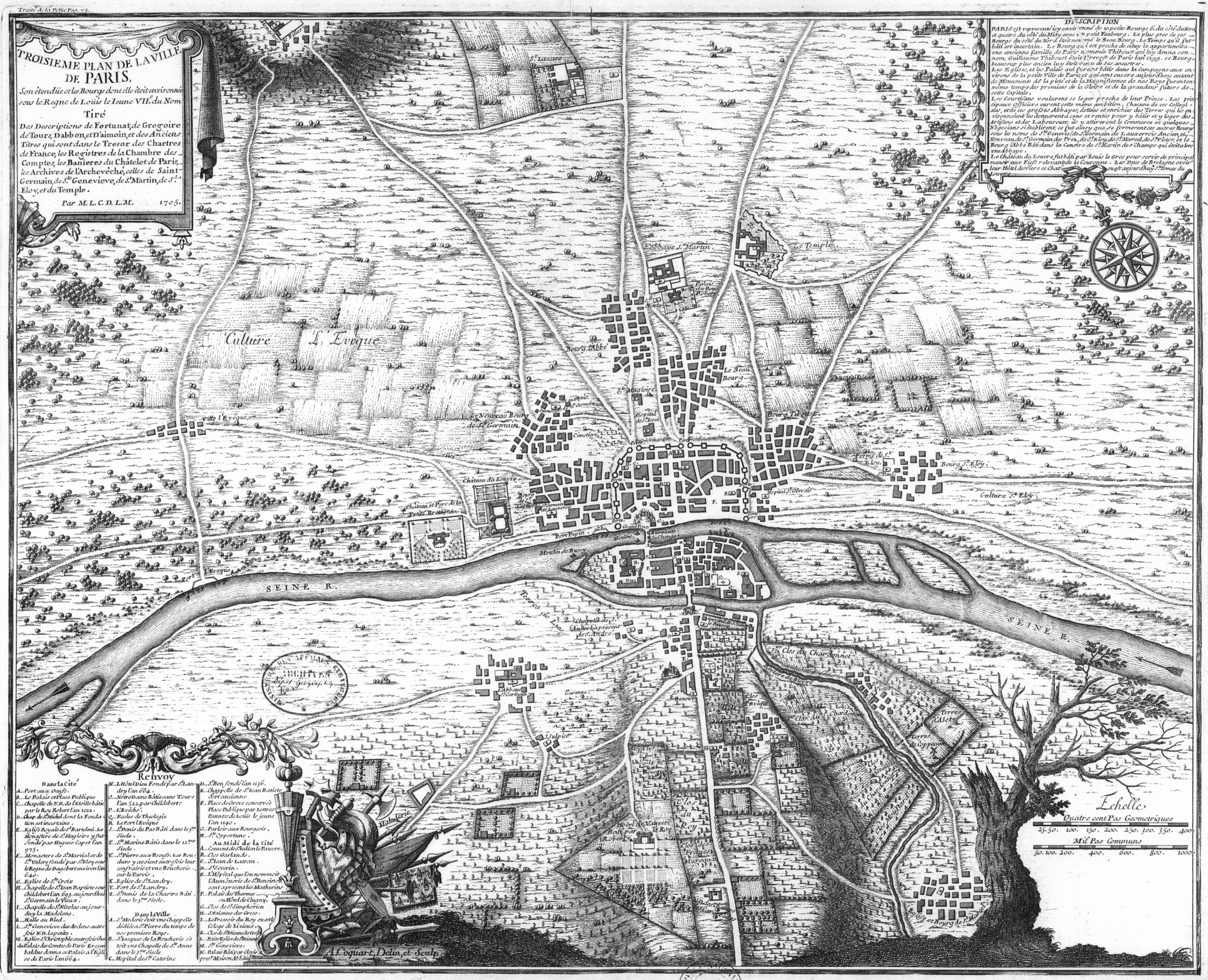
Paryż w 1180 r.
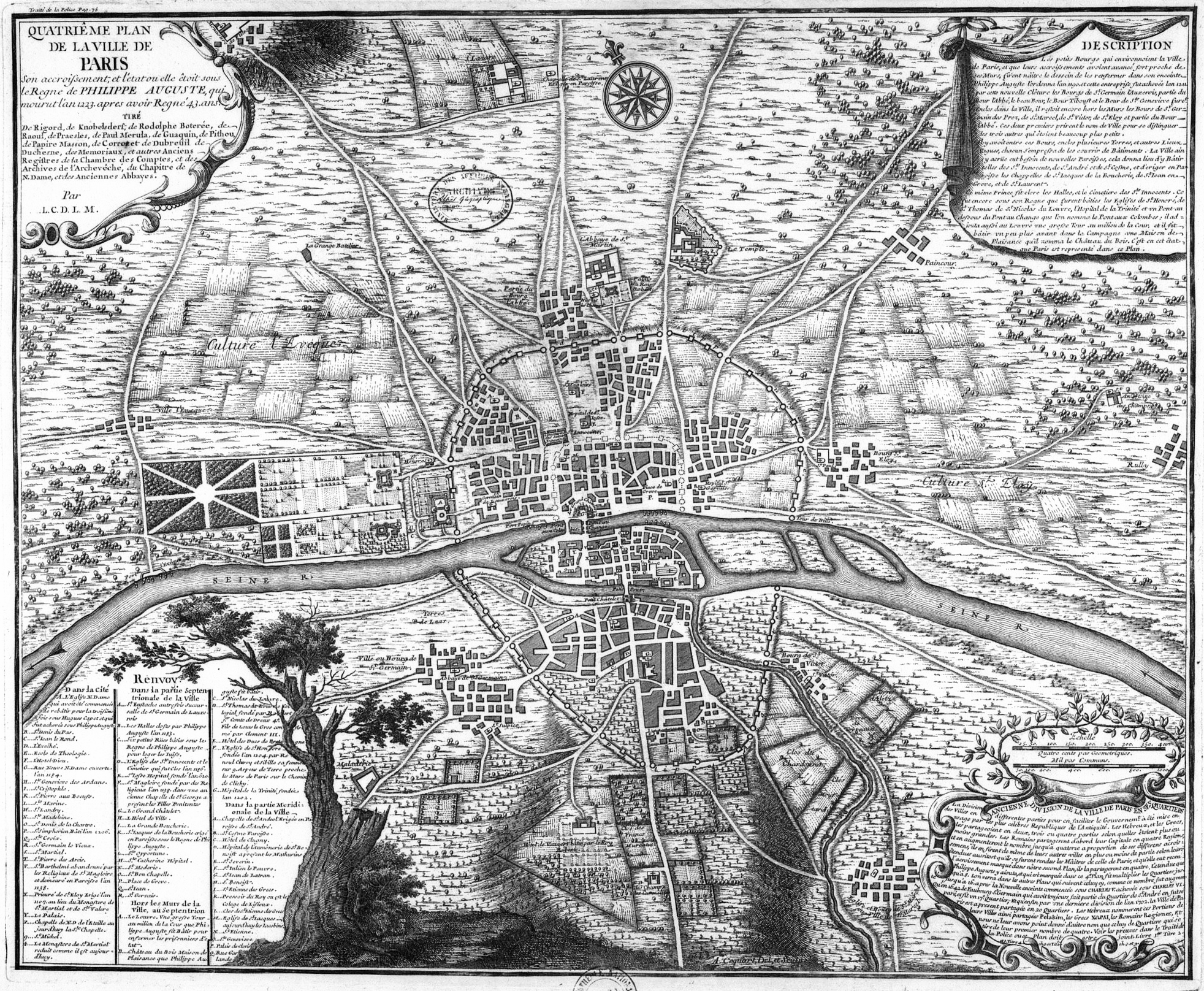
Paryż w 1223 r.
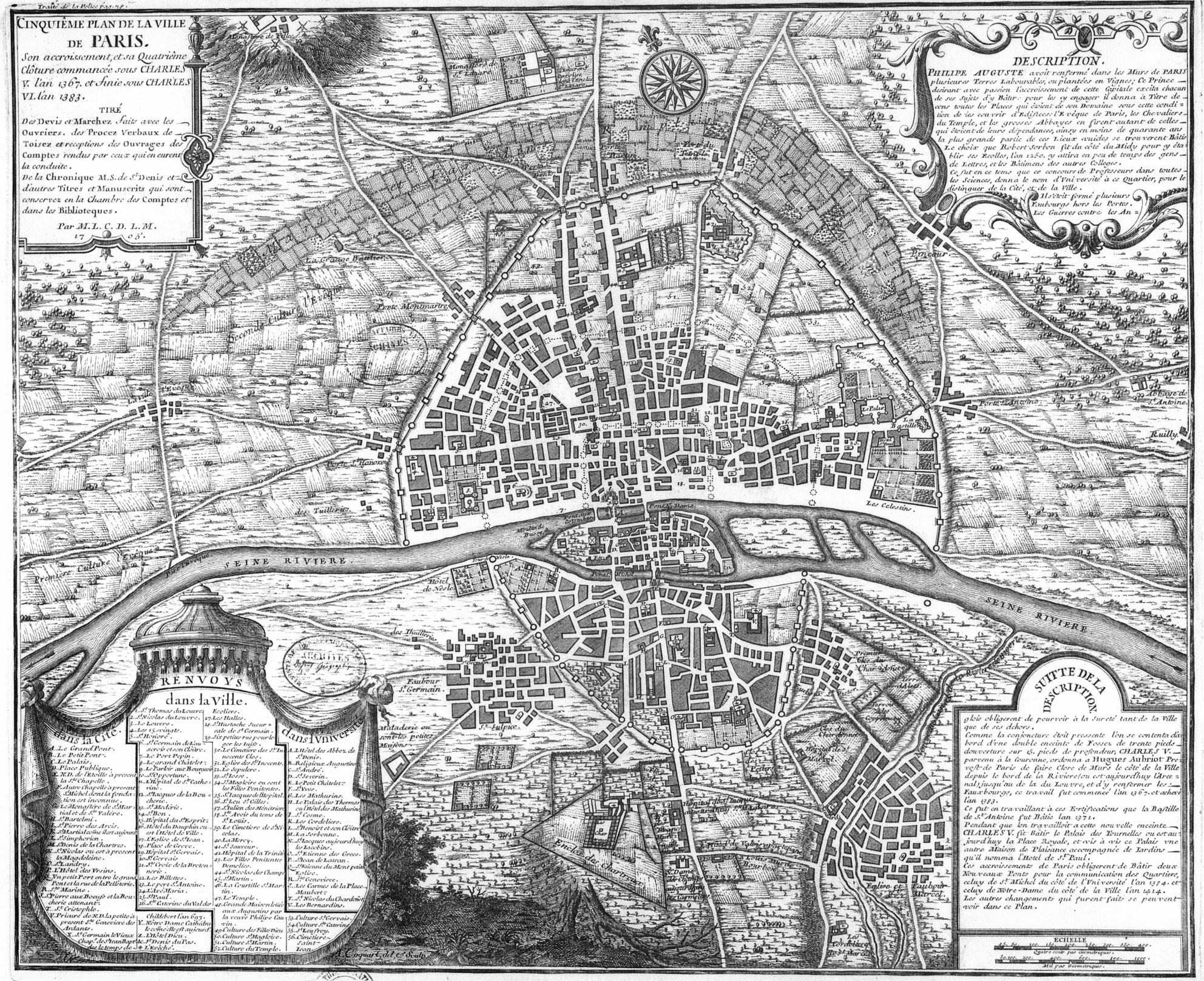
Paryż w 1383 r.
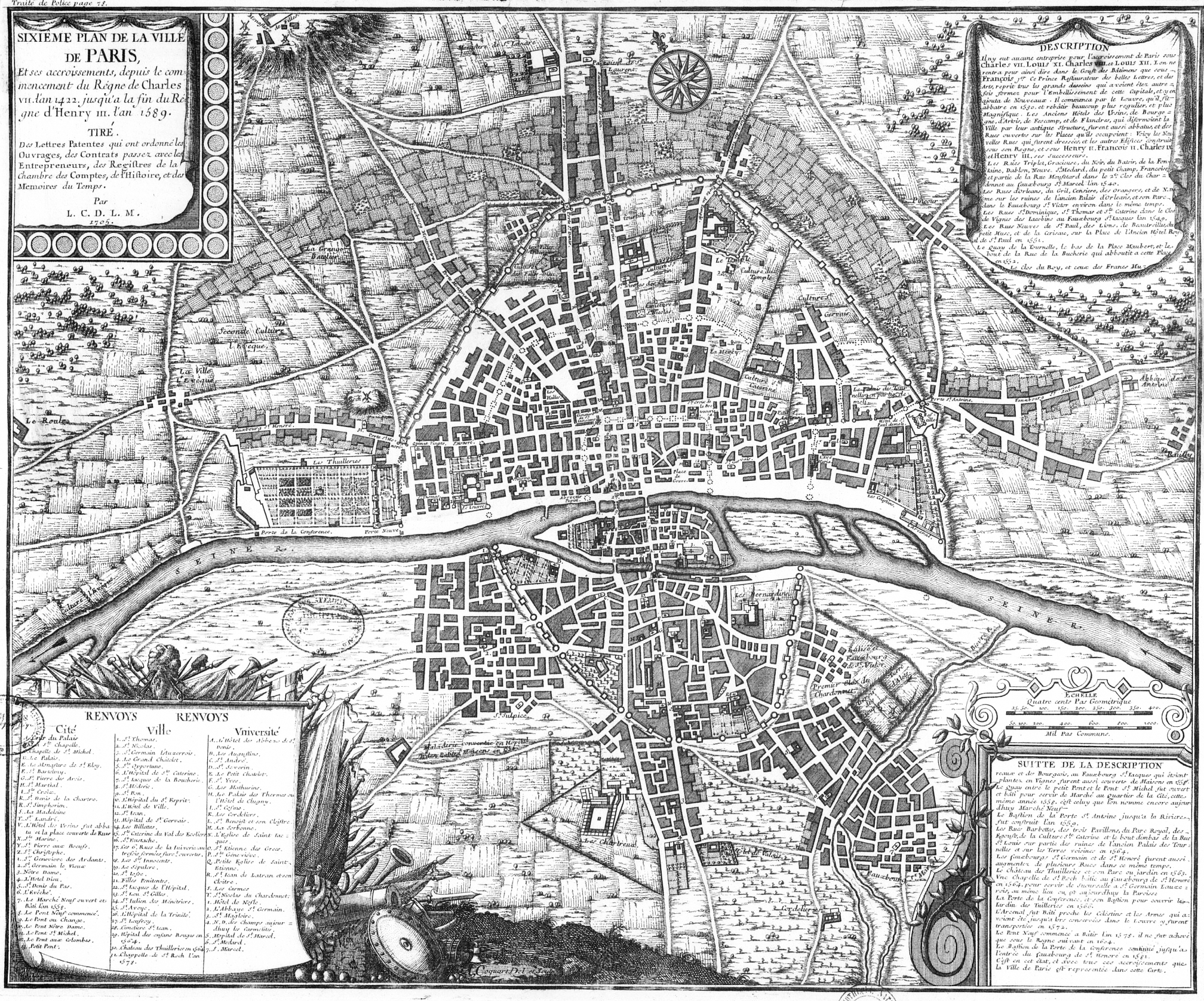
Rozwój Paryża od 1442 do 1589 r.
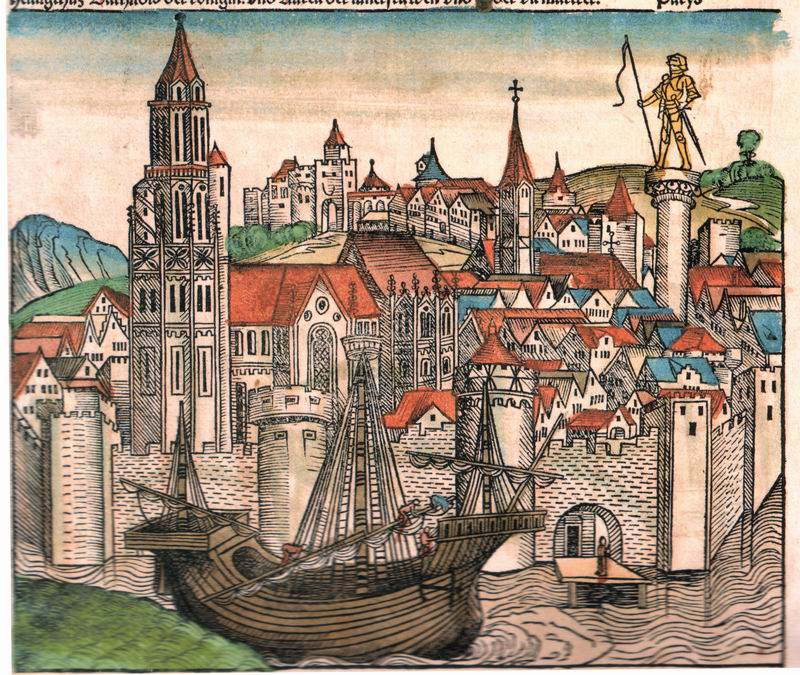
Paryż w 1493 r.
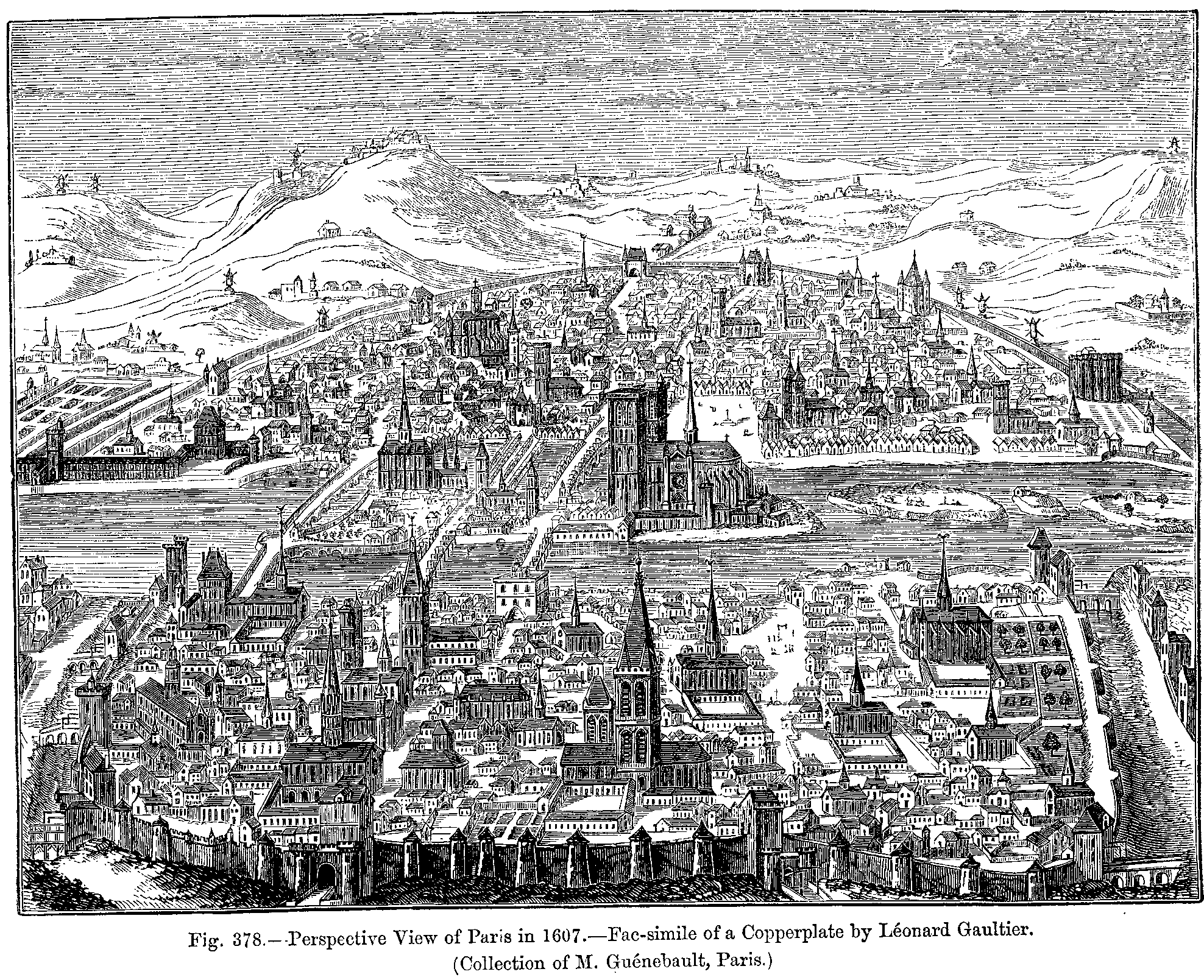
Panorama Paryża w 1607 r.
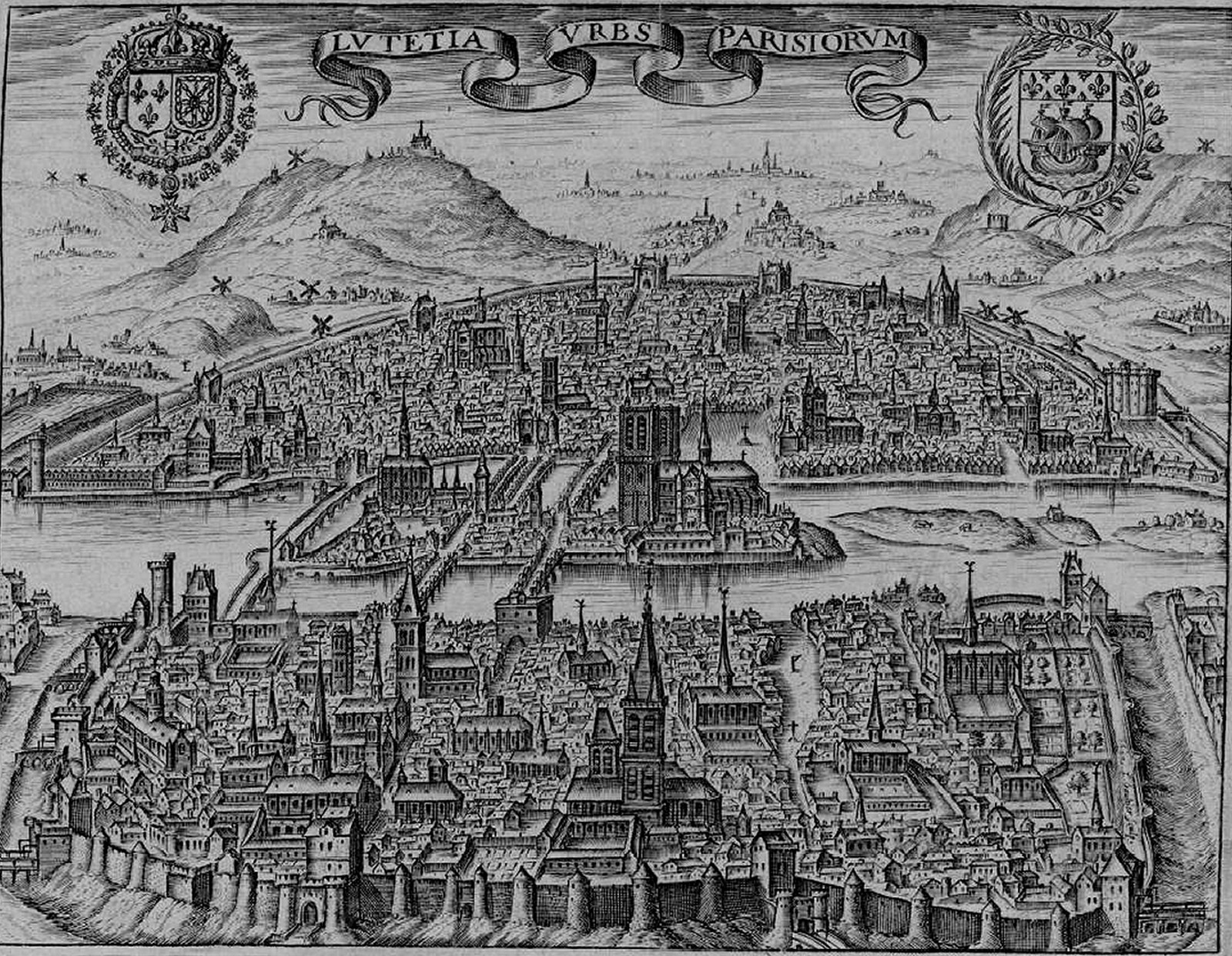
Paryż w 1607 r.
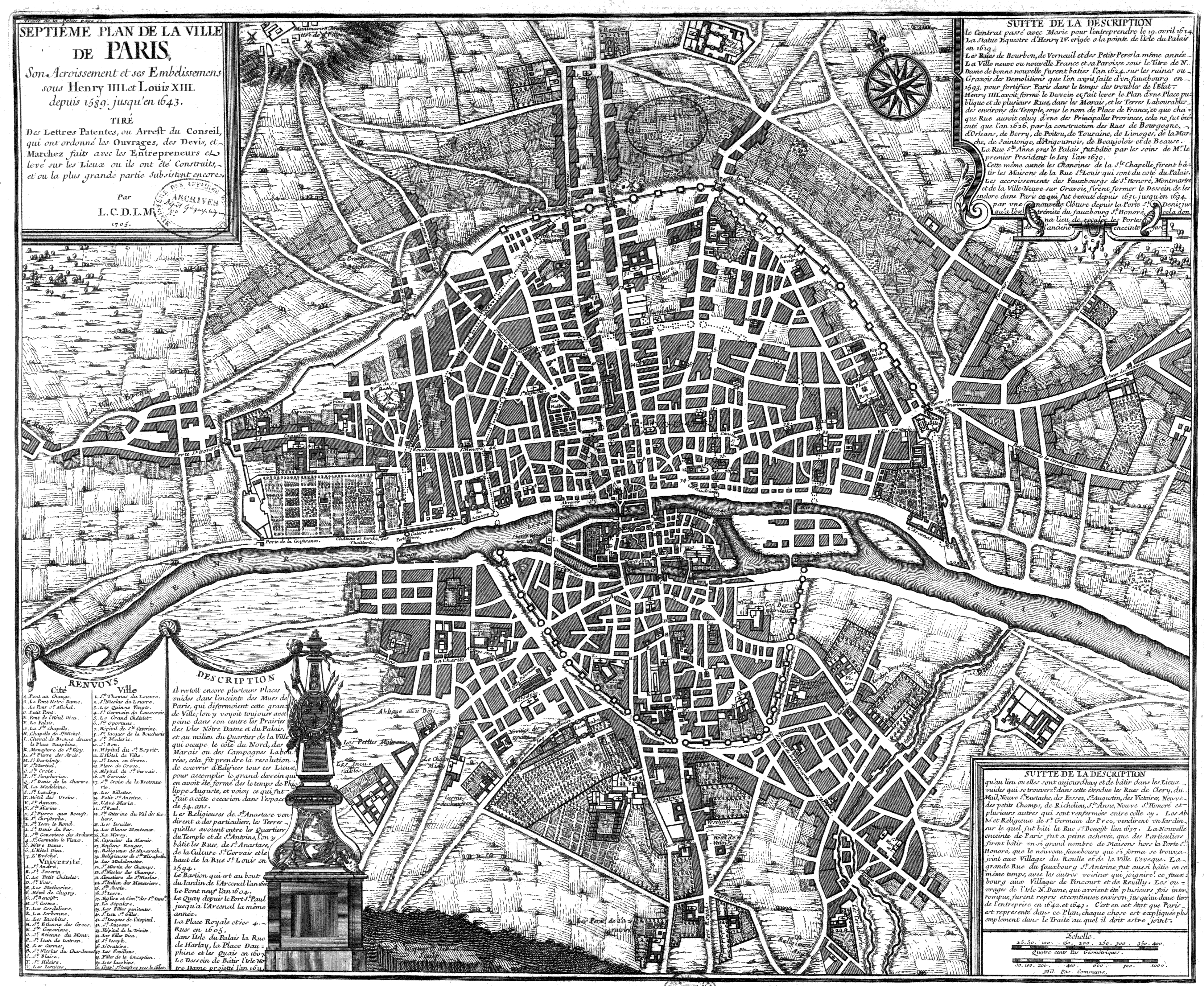
Rozwój Paryża od 1589 do 1643 r.
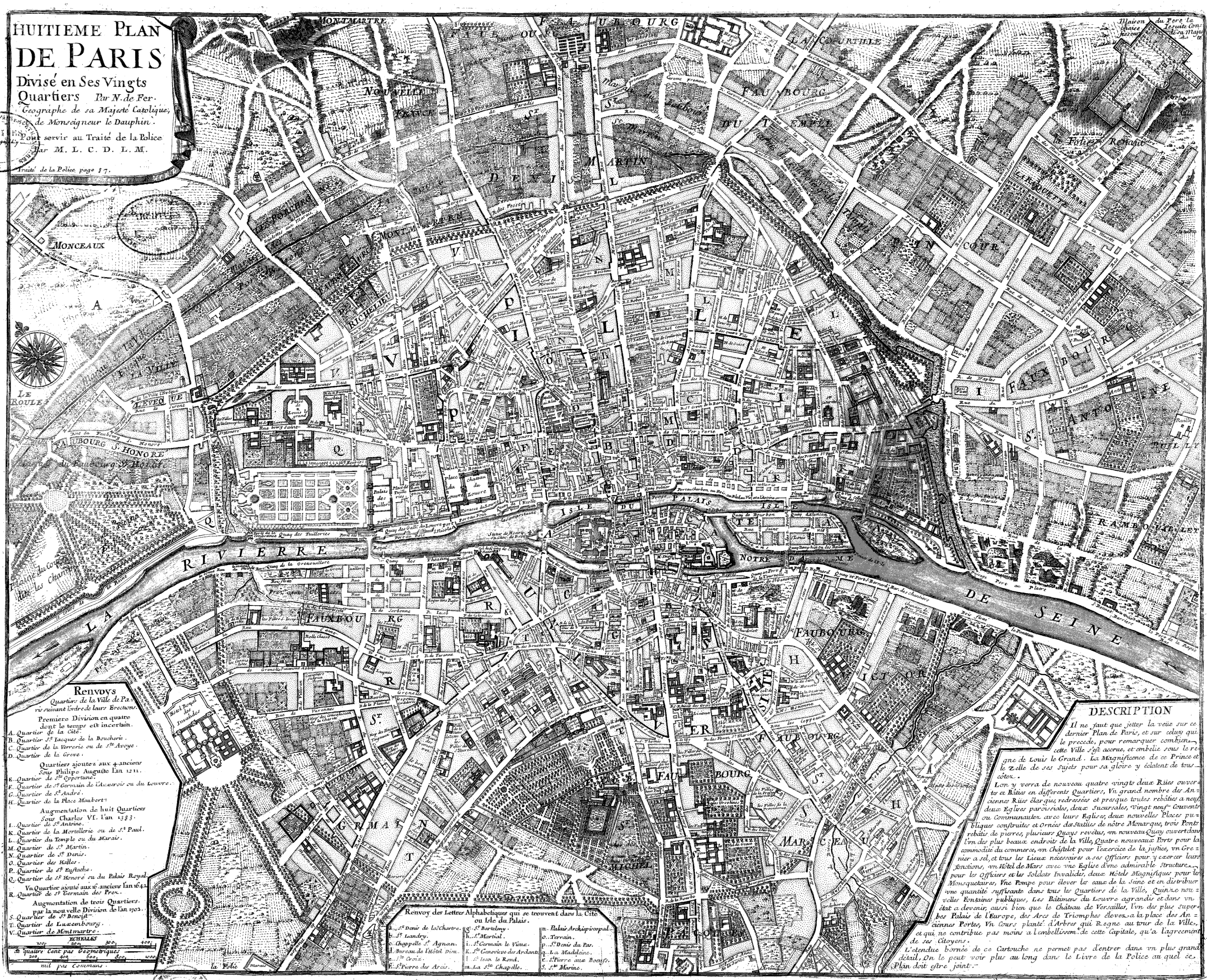
Paryż w 1705 r.
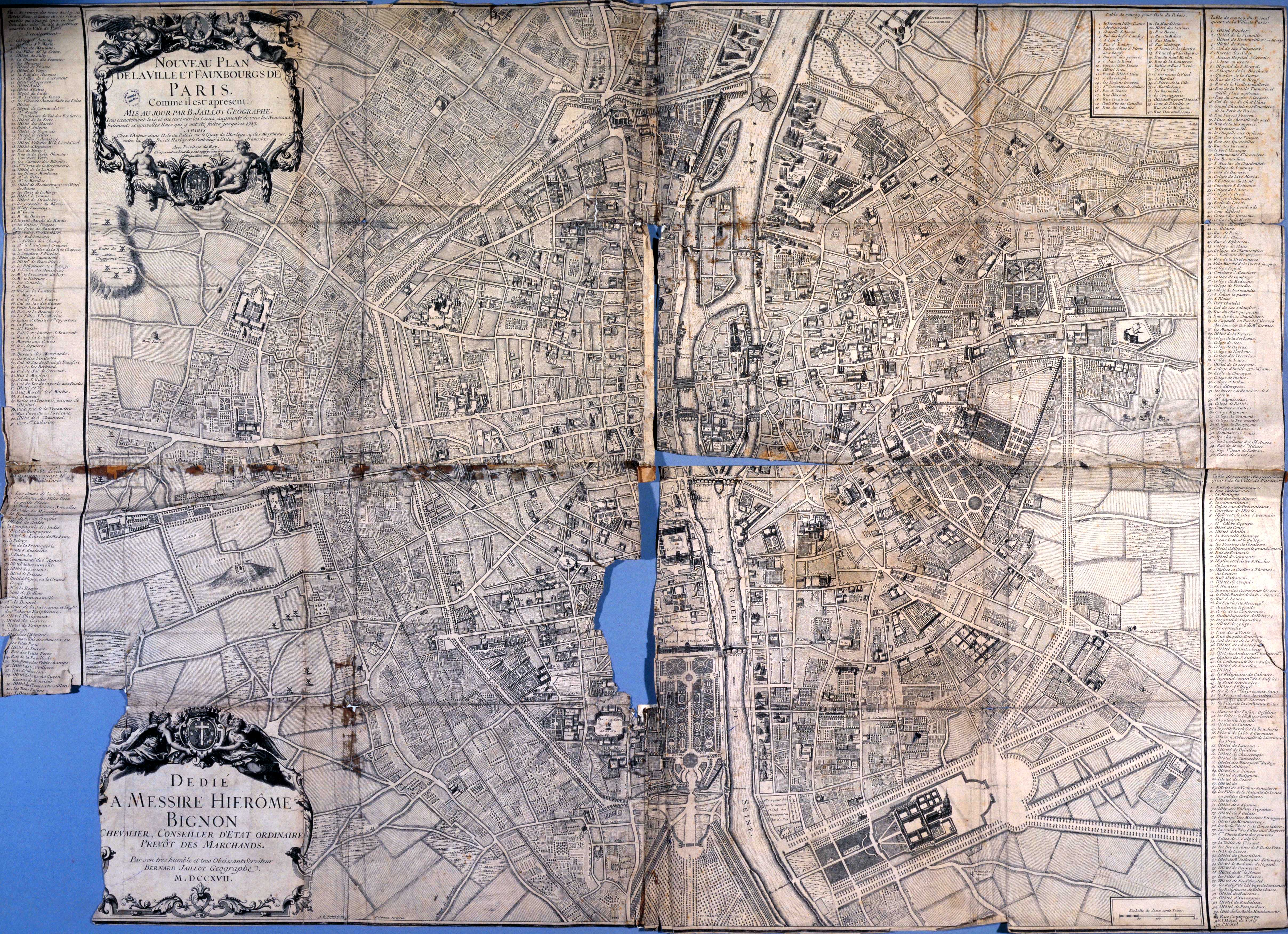
Paryż w 1717 r.
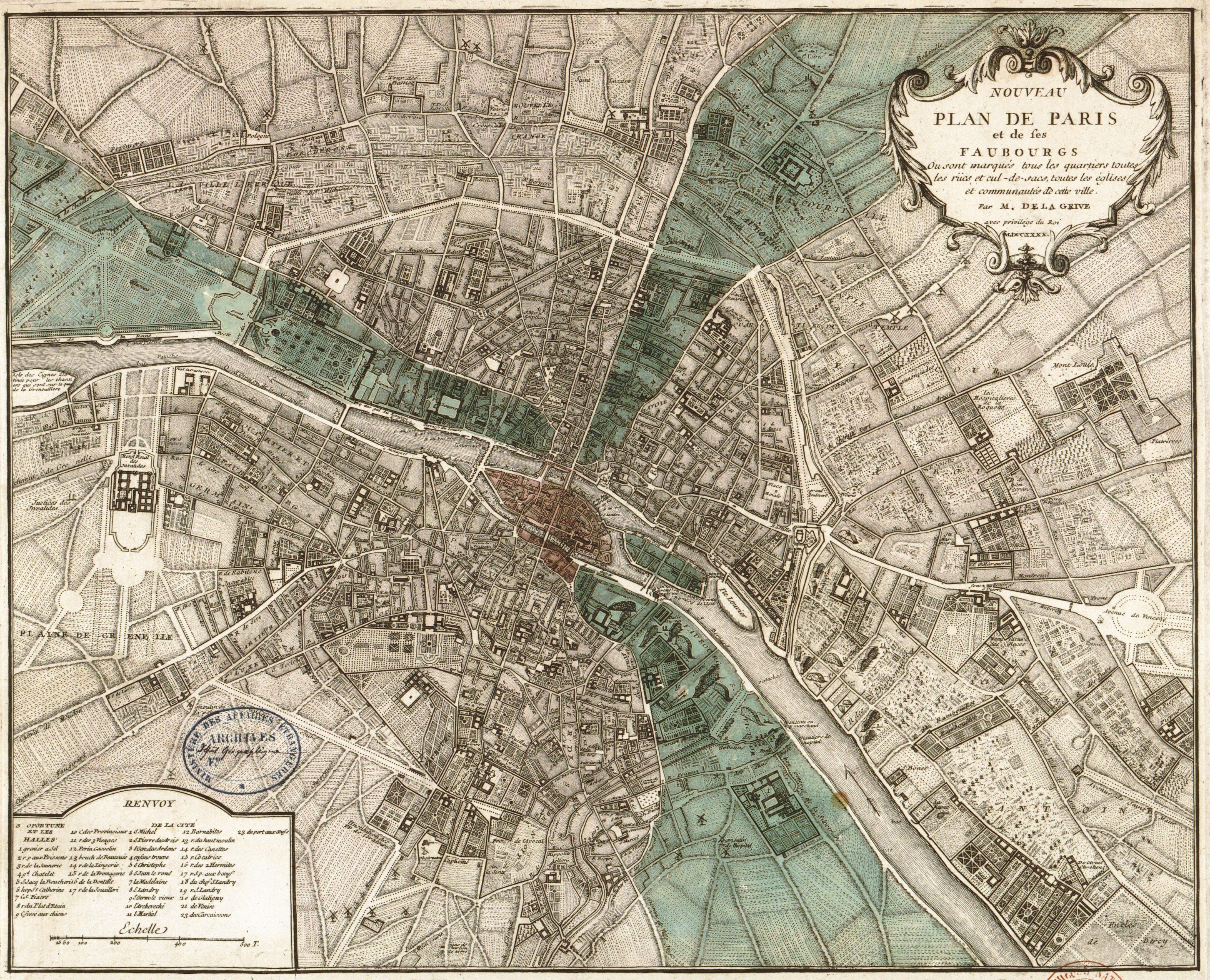
Paryż w 1740 r.
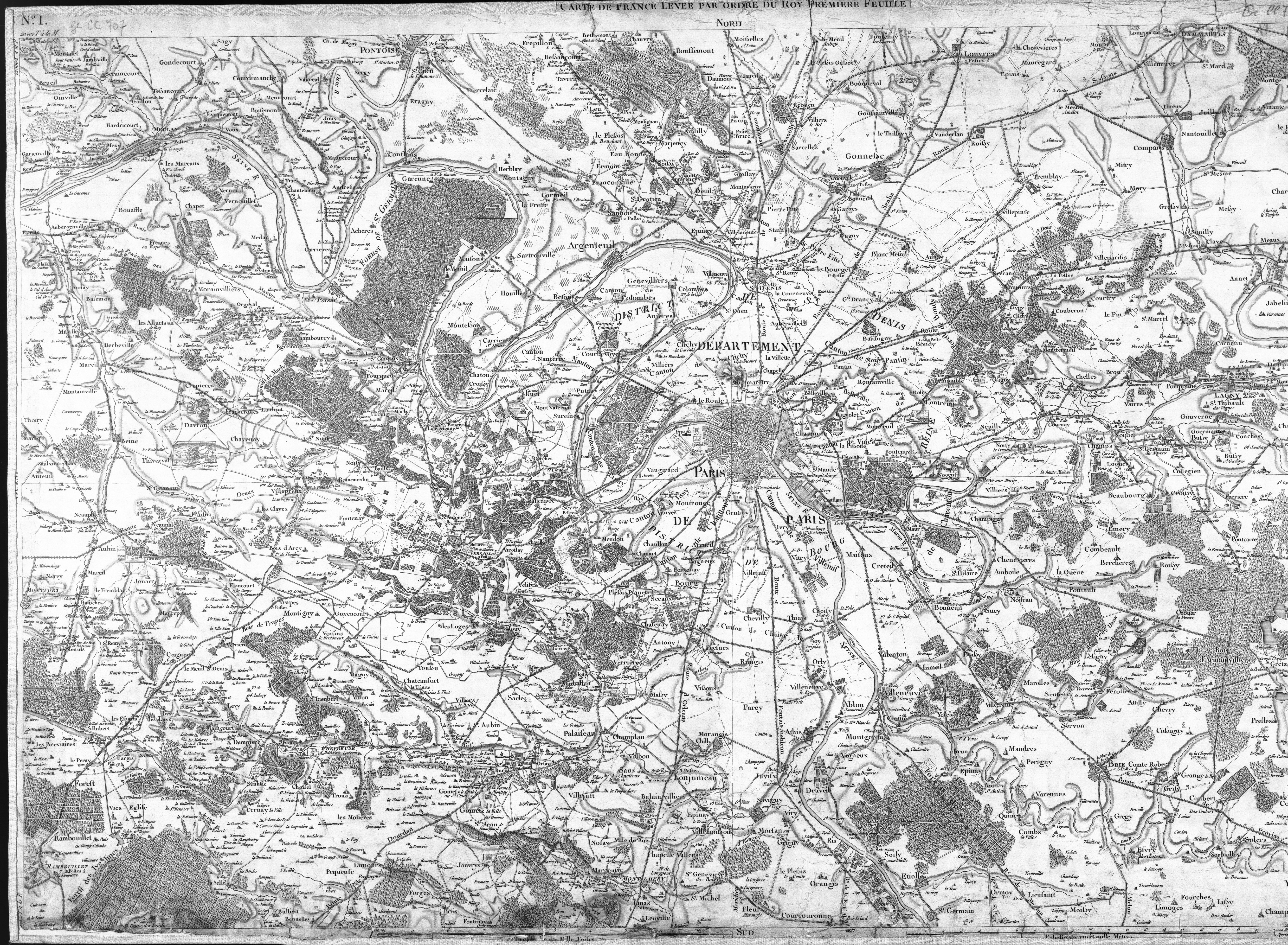
Paryż w 1750 r.
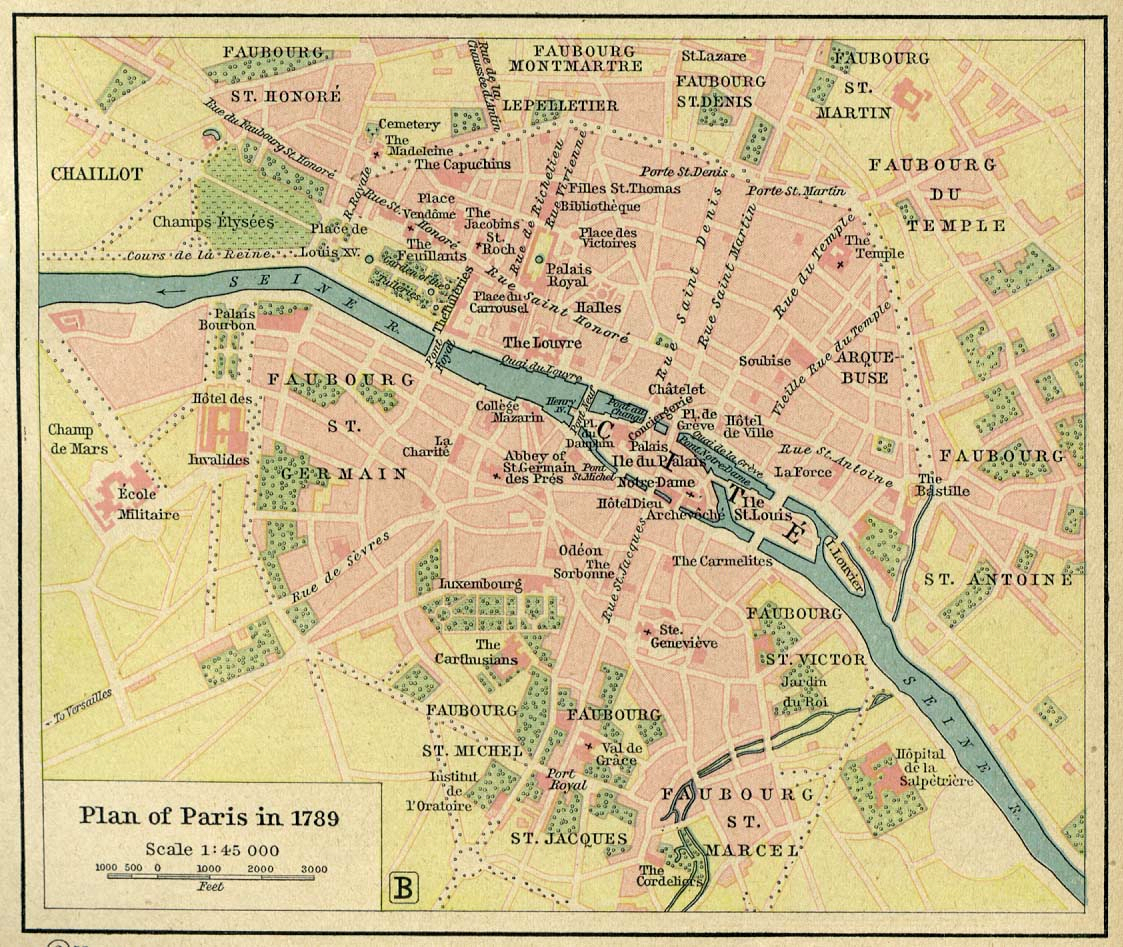
Paryż w 1789 r.
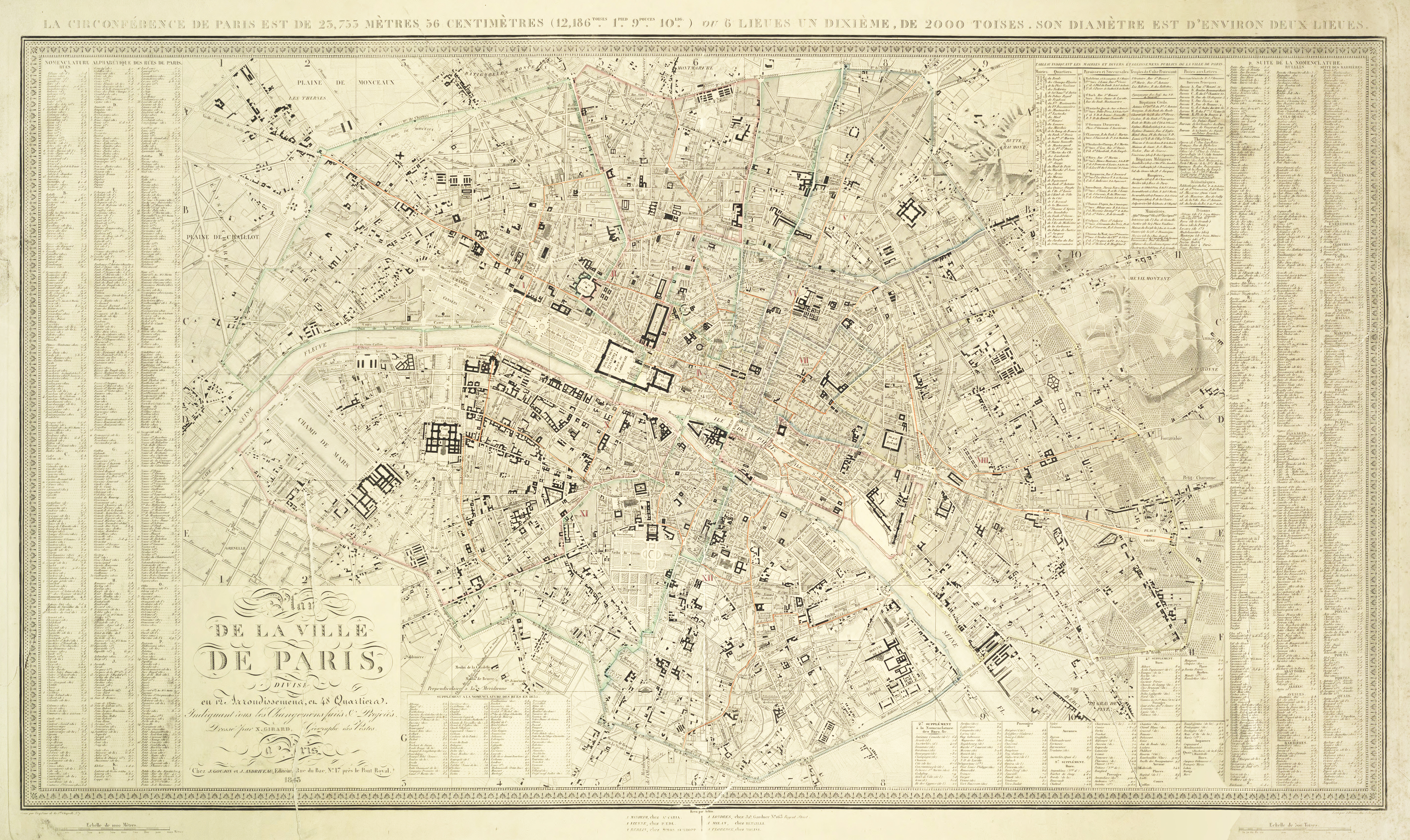
Paryż w 1843 r.
Współczesny podział Paryża na dzielnice
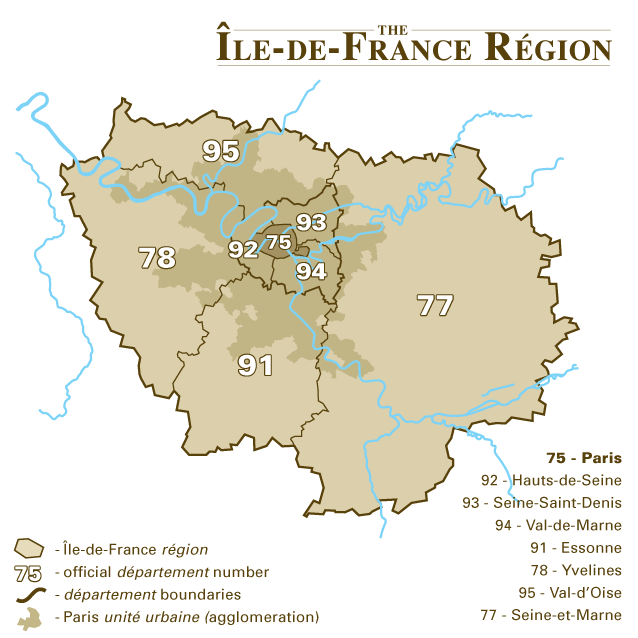
Departamenty regionu Île-de-France
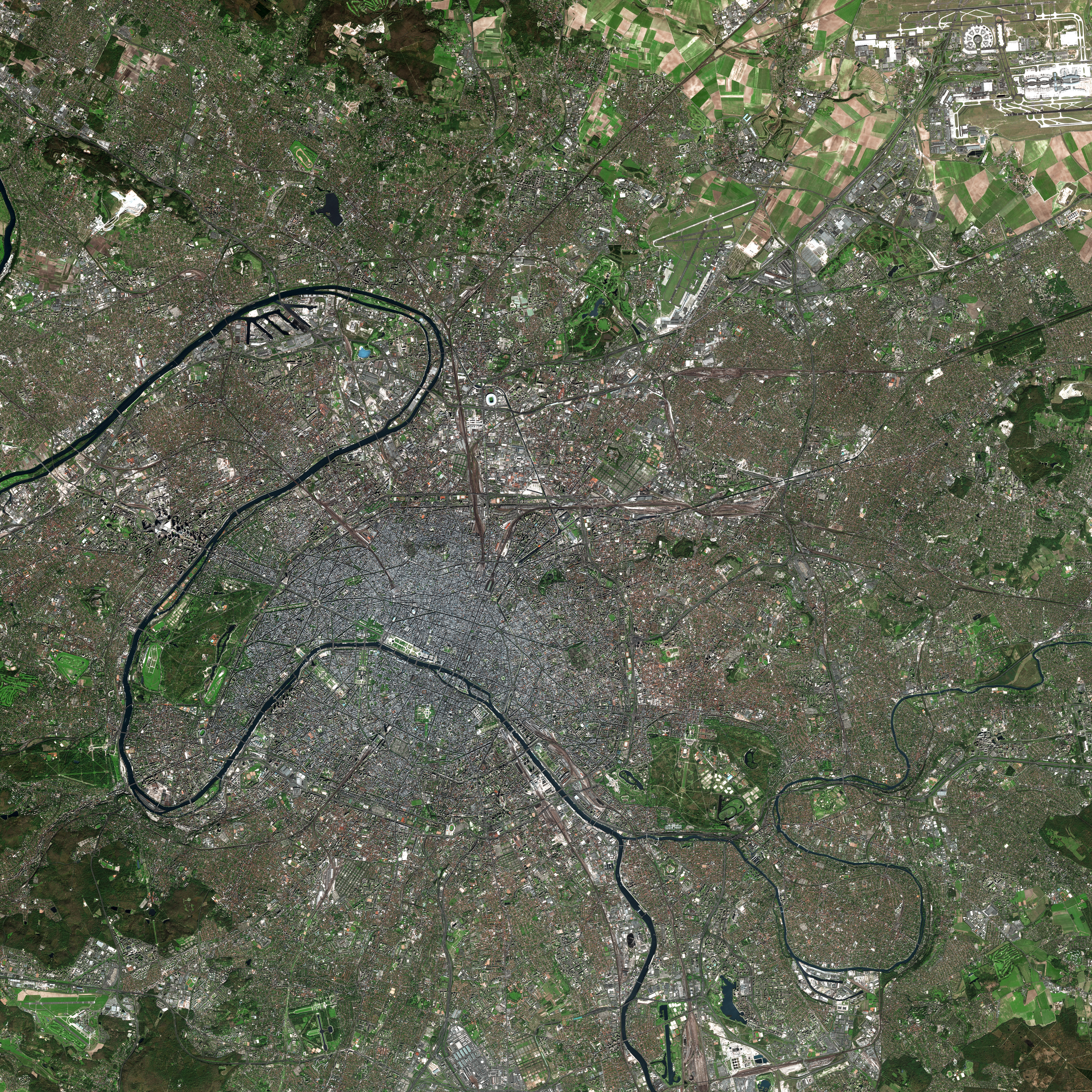
Zdjęcie satelitarne Paryża

### Style architektoniczne Paryża

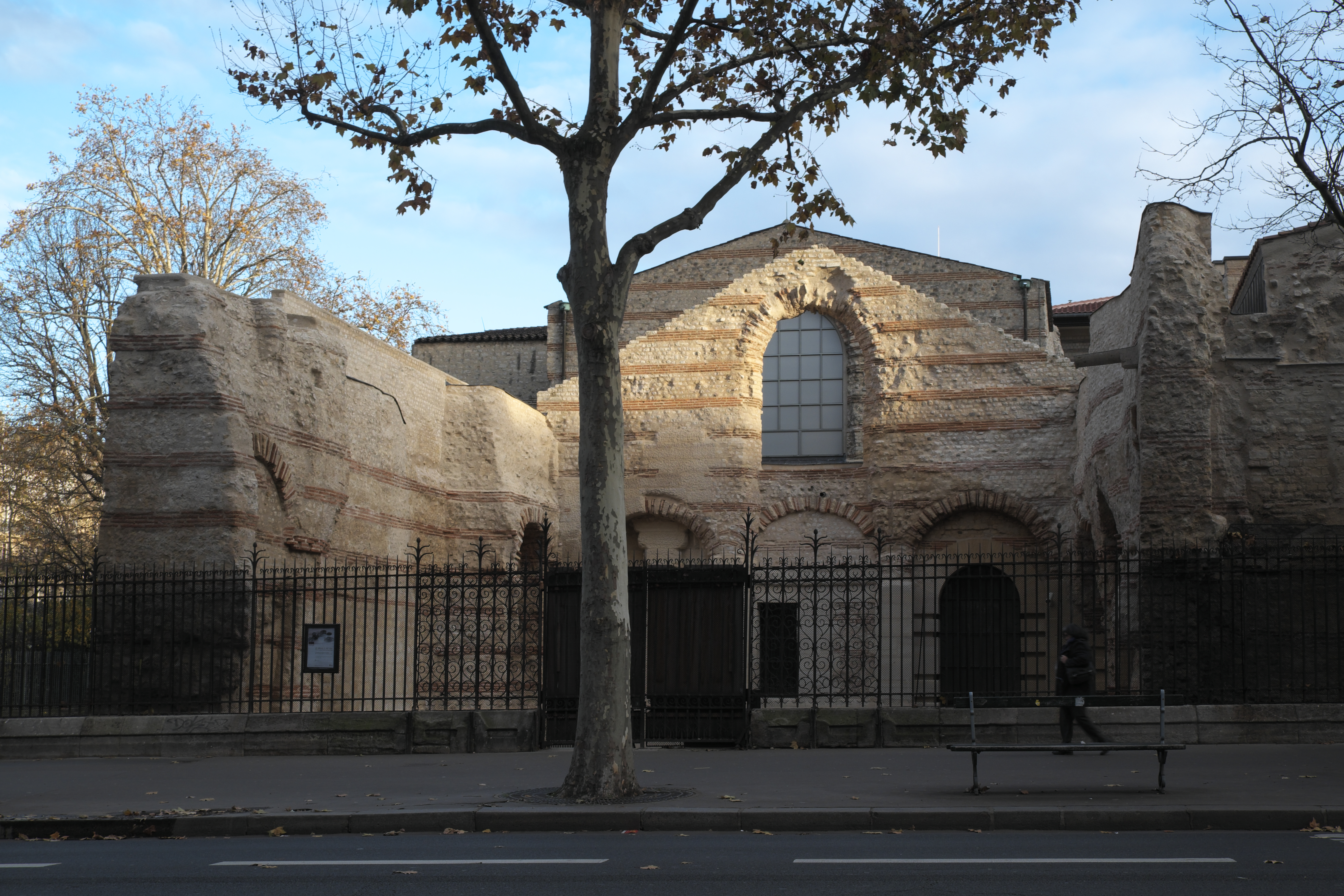
Pozostałości term rzymskich w Hôtel de Cluny (Muzeum Narodowe Średniowiecza) – antyk
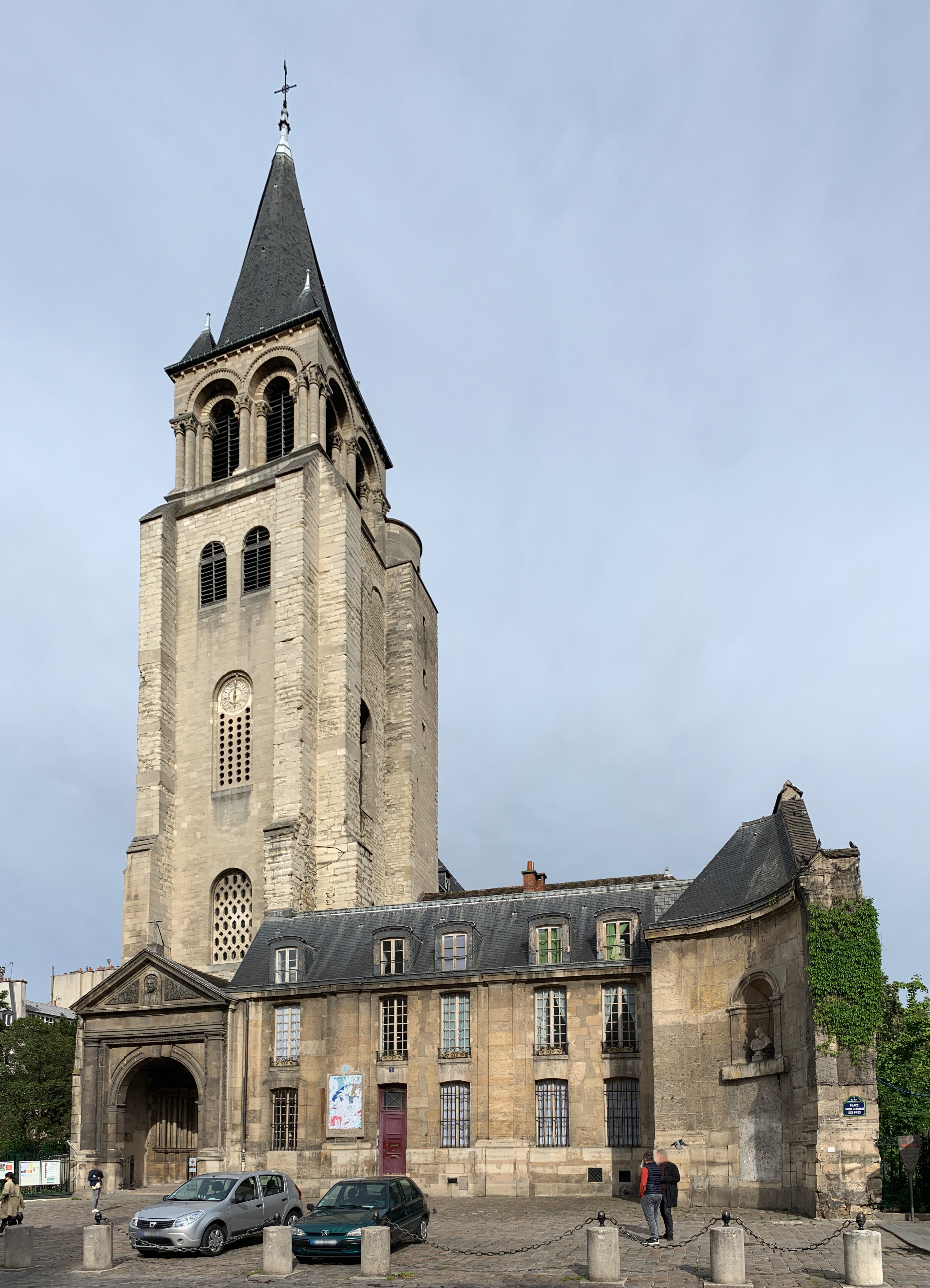
Wieża kościoła opactwa Saint-Germain-des-Prés – sztuka romańska
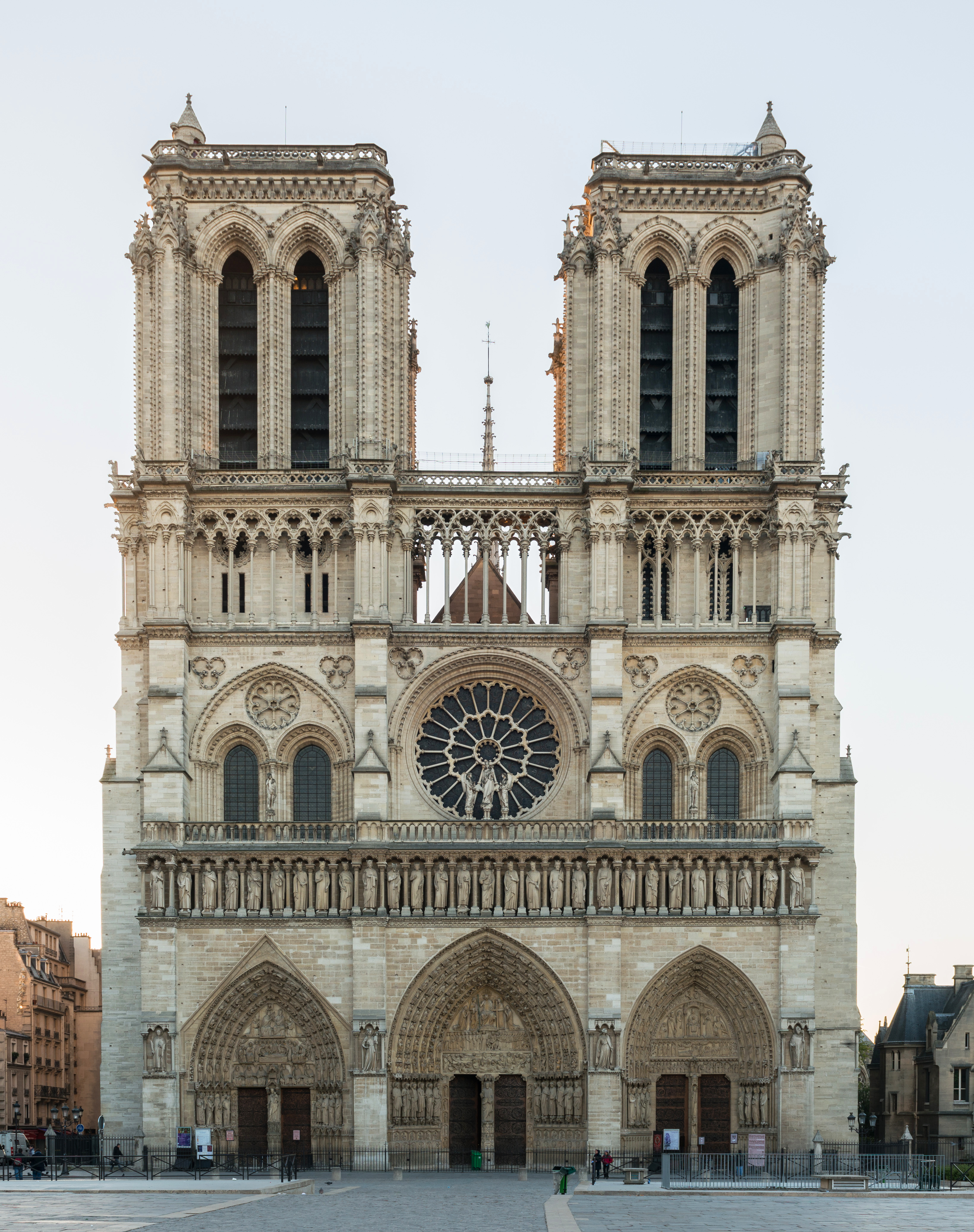
Katedra Notre-Dame – gotyk
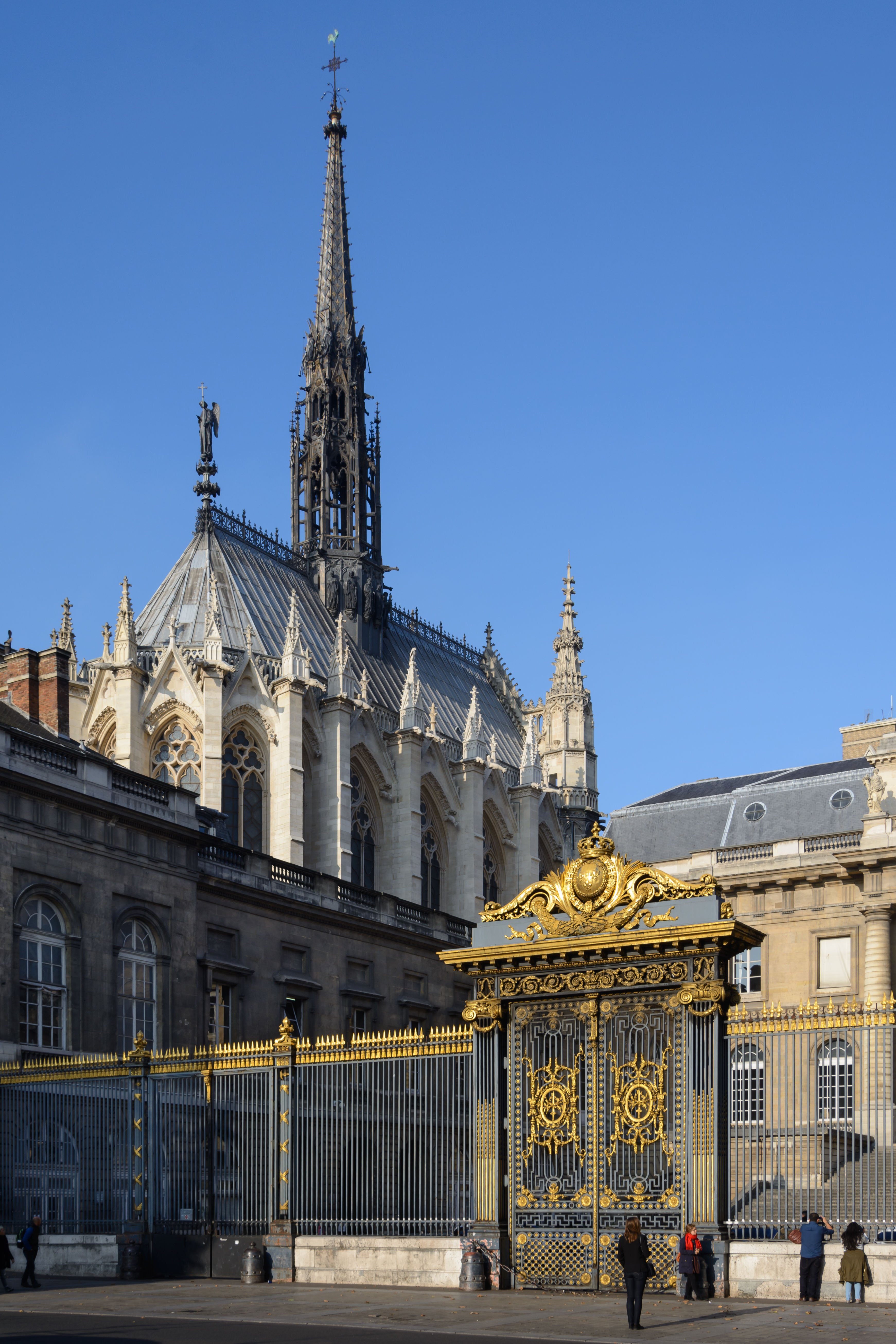
Kaplica Sainte-Chapelle – gotyk
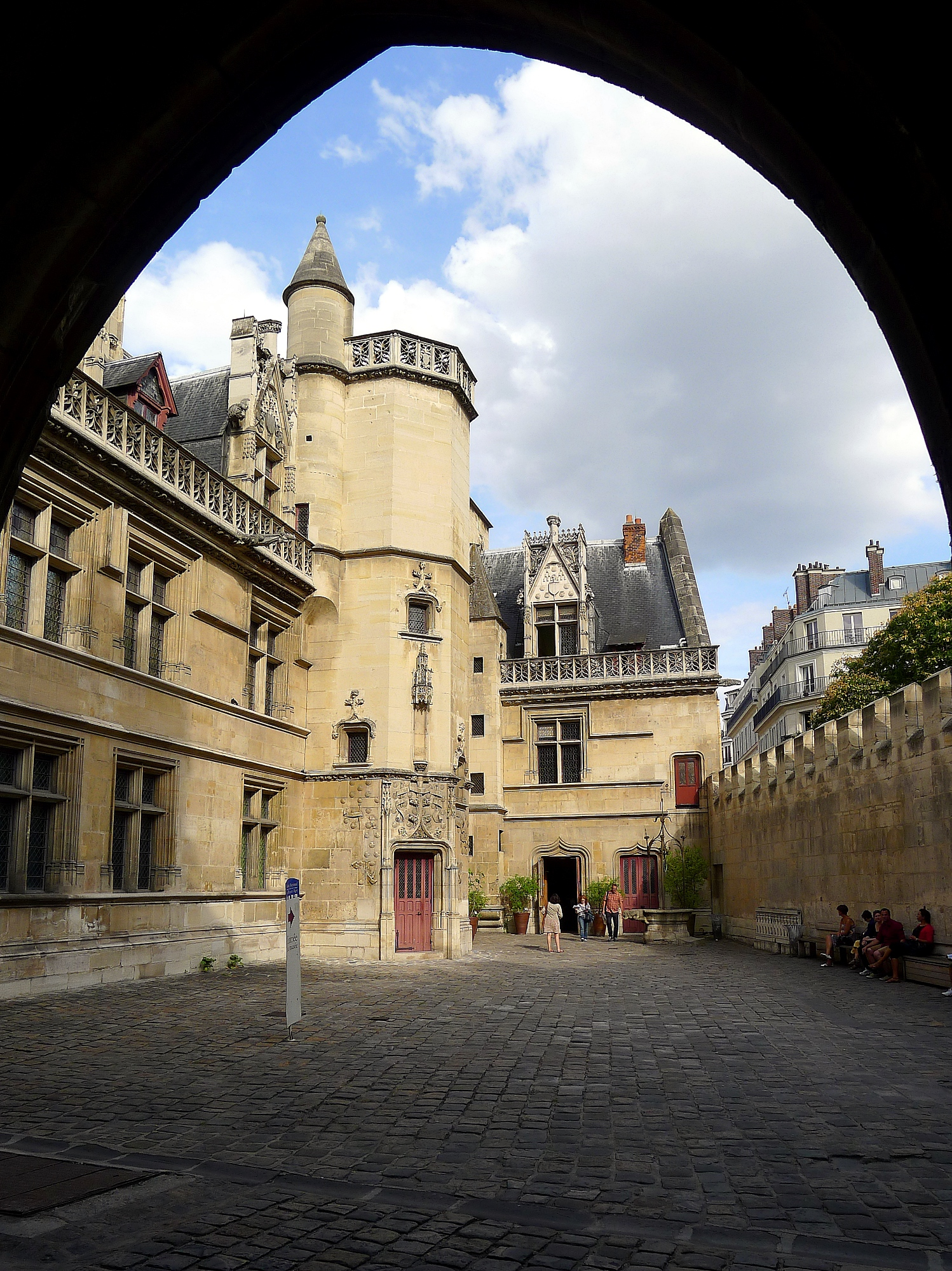
Hôtel de Cluny – architektura gotyku i renesansu
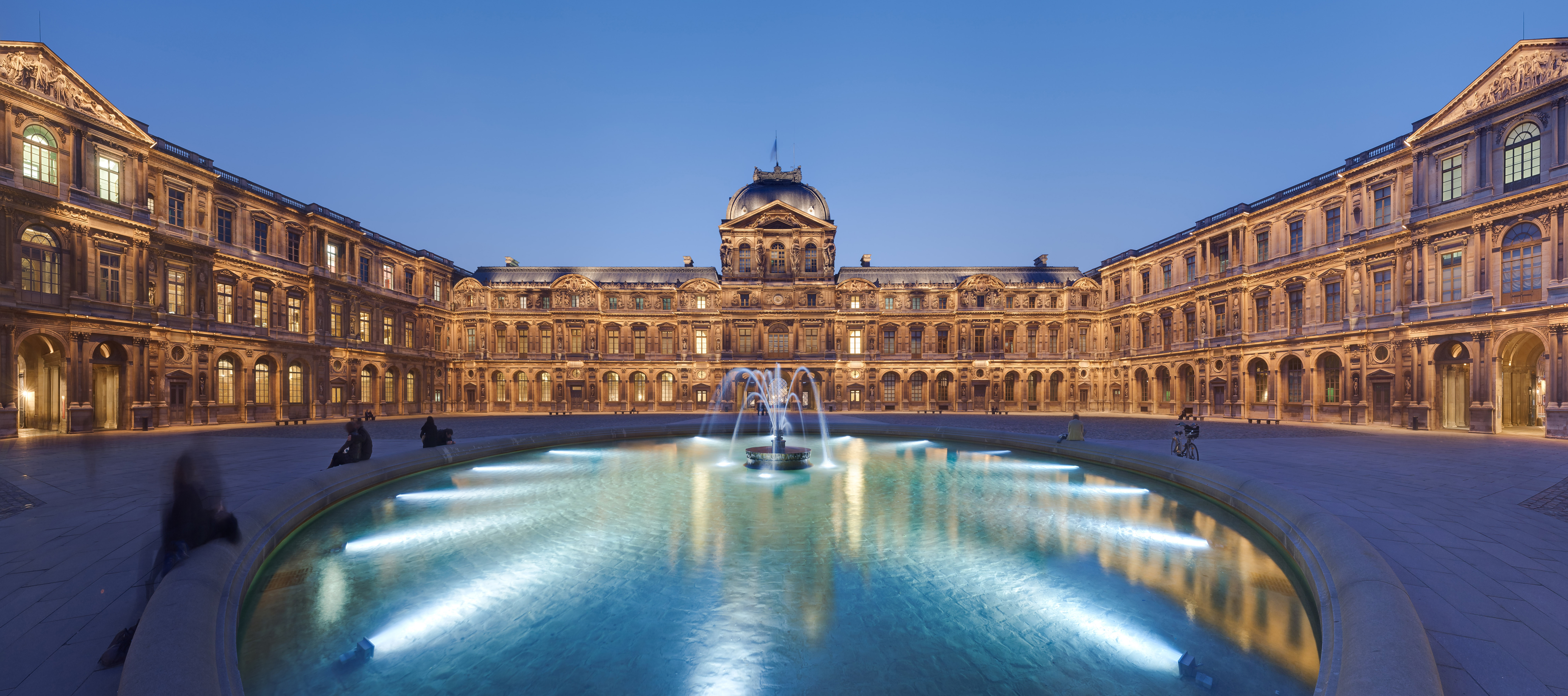
Dziedziniec (Cour Carree) Luwru – renesans
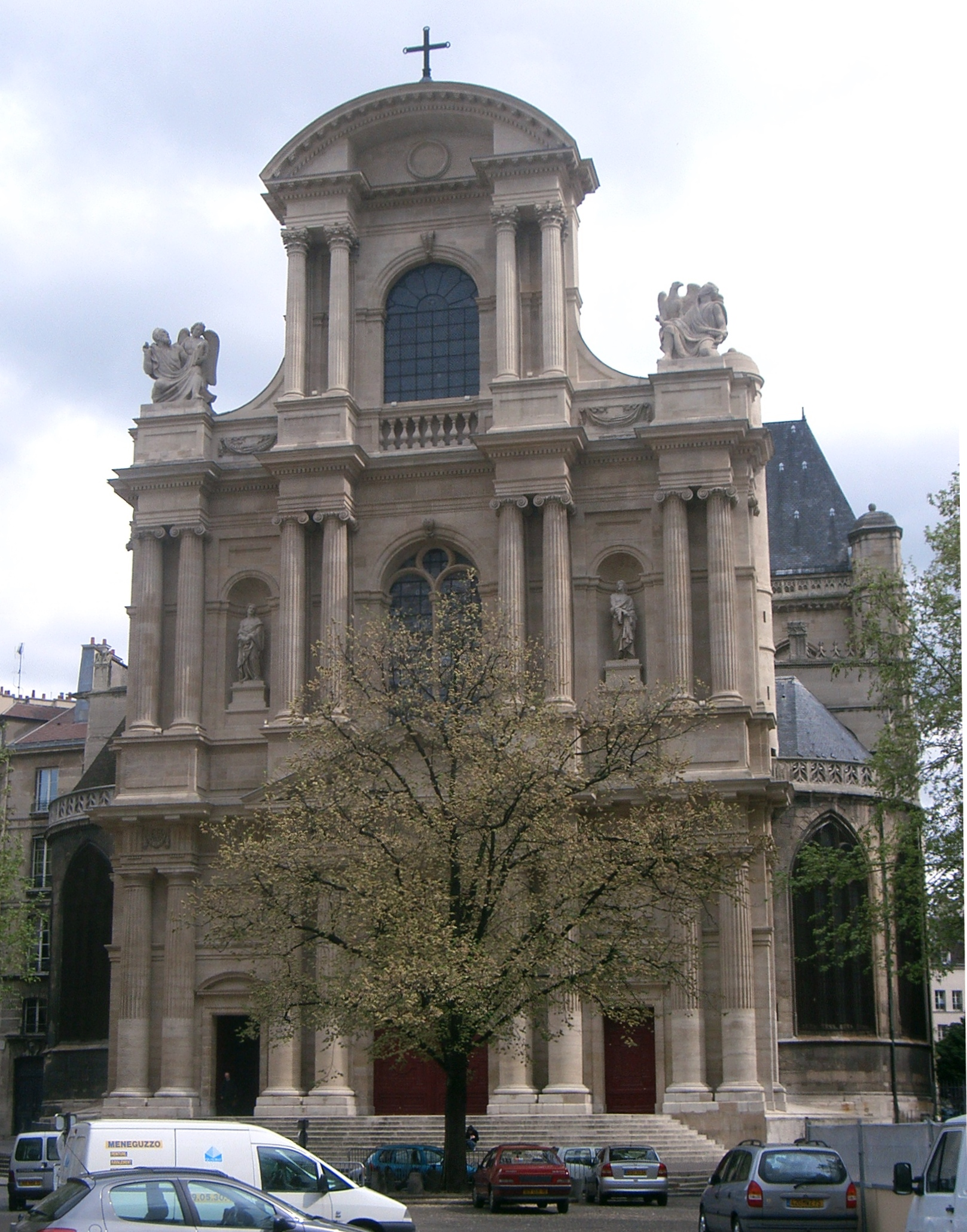
Kościół Saint Gervais – barok
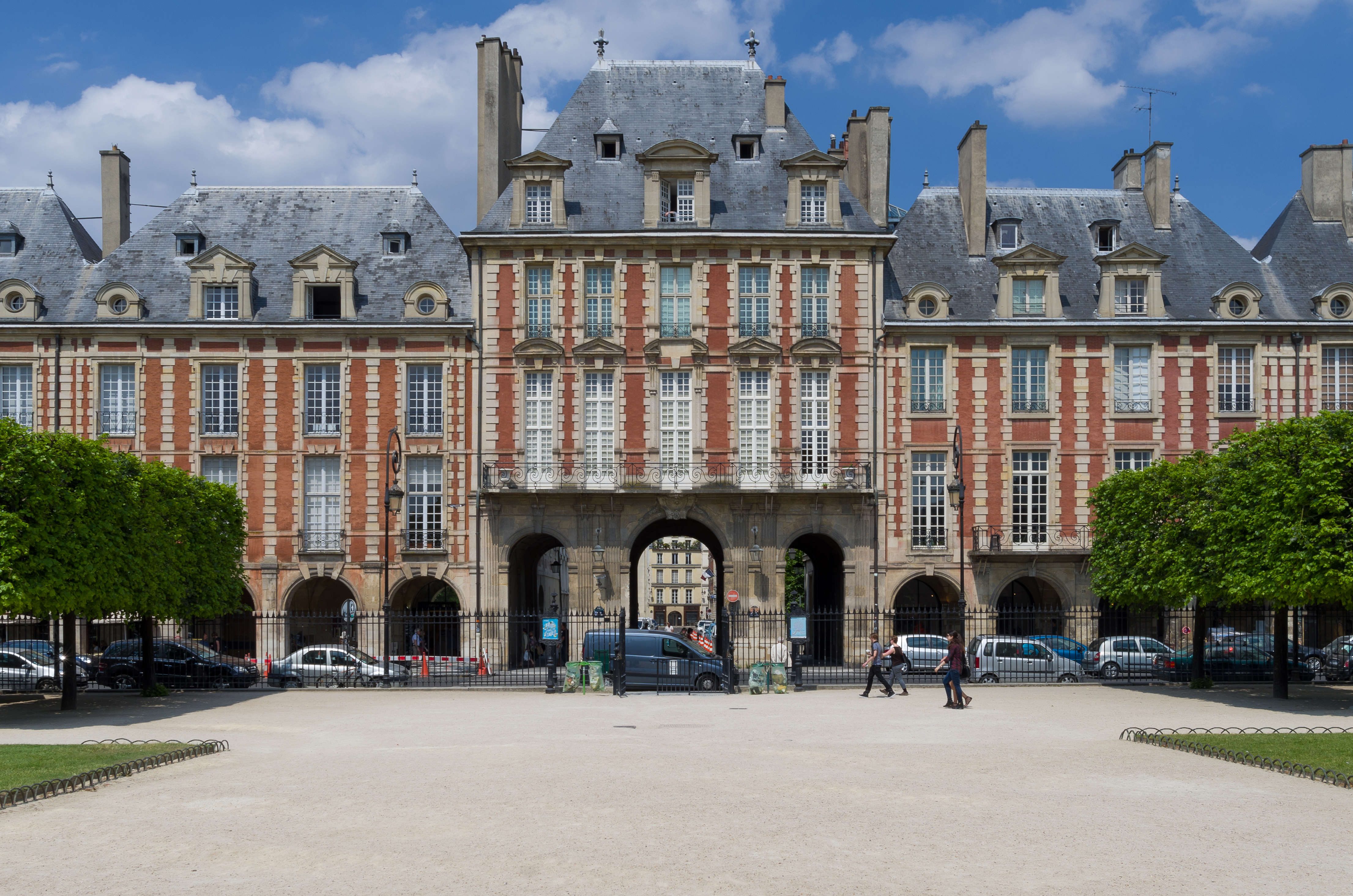
Place des Vosges – barok
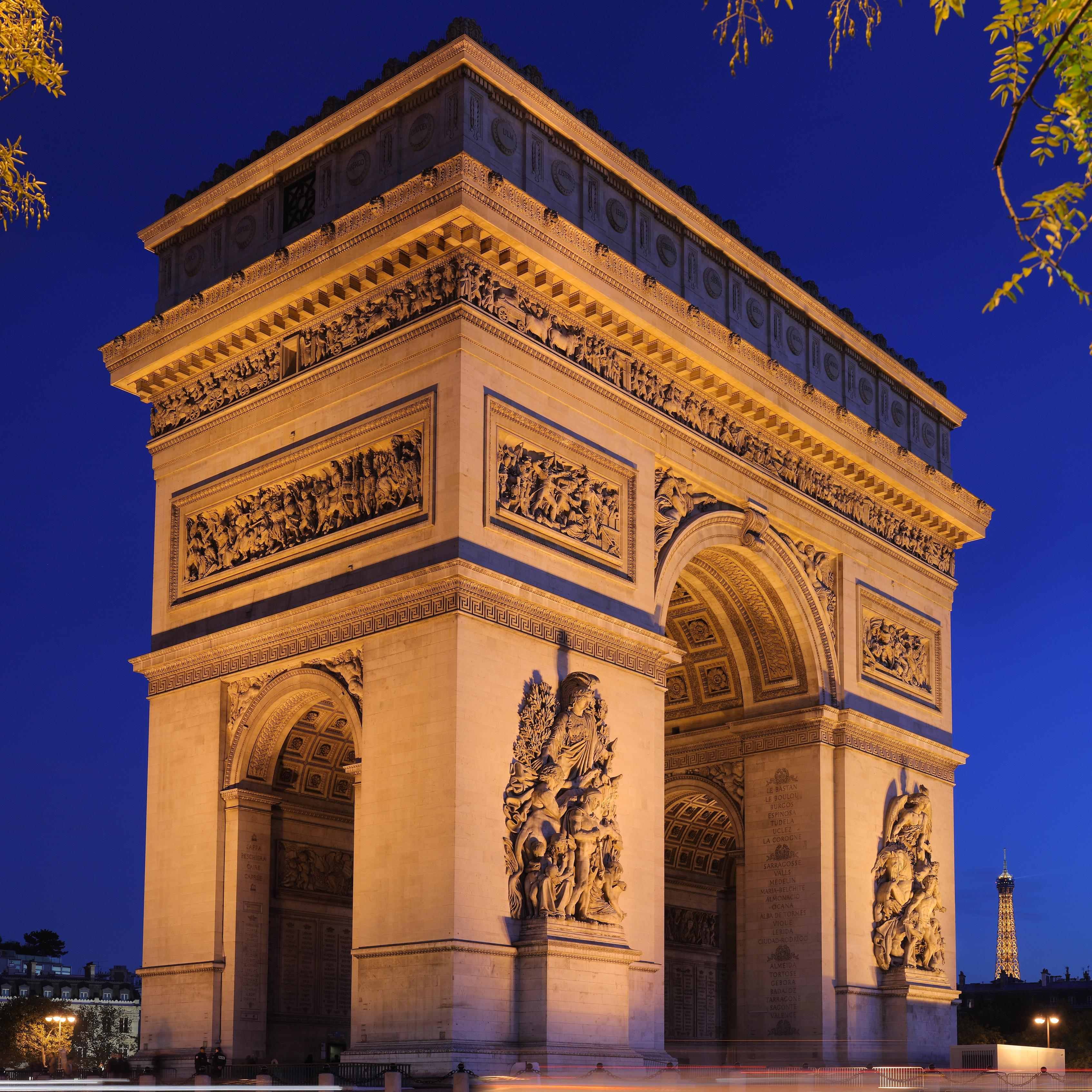
Łuk Triumfalny – neoklasycyzm
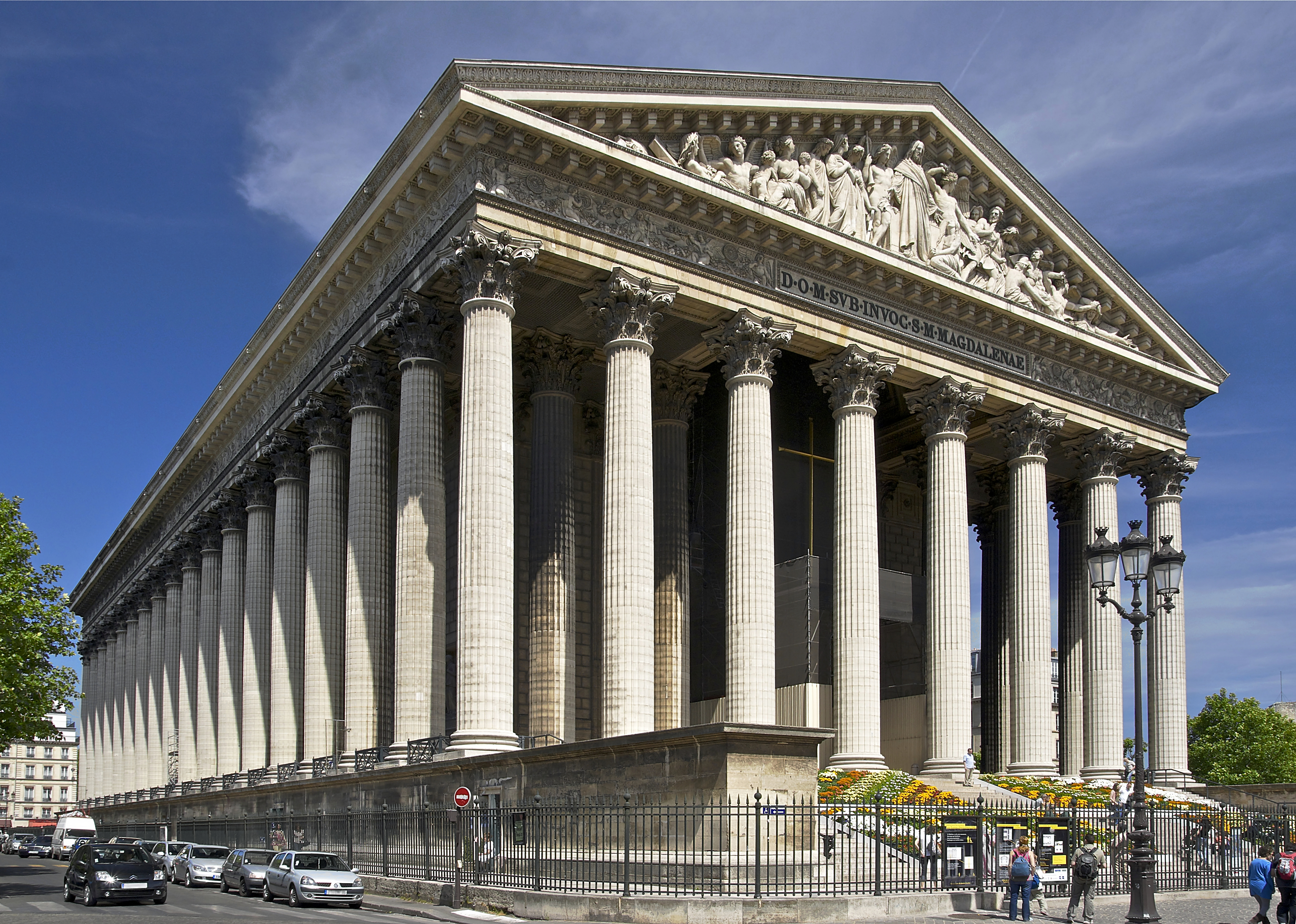
Kościół de la Madeleine – neoklasycyzm
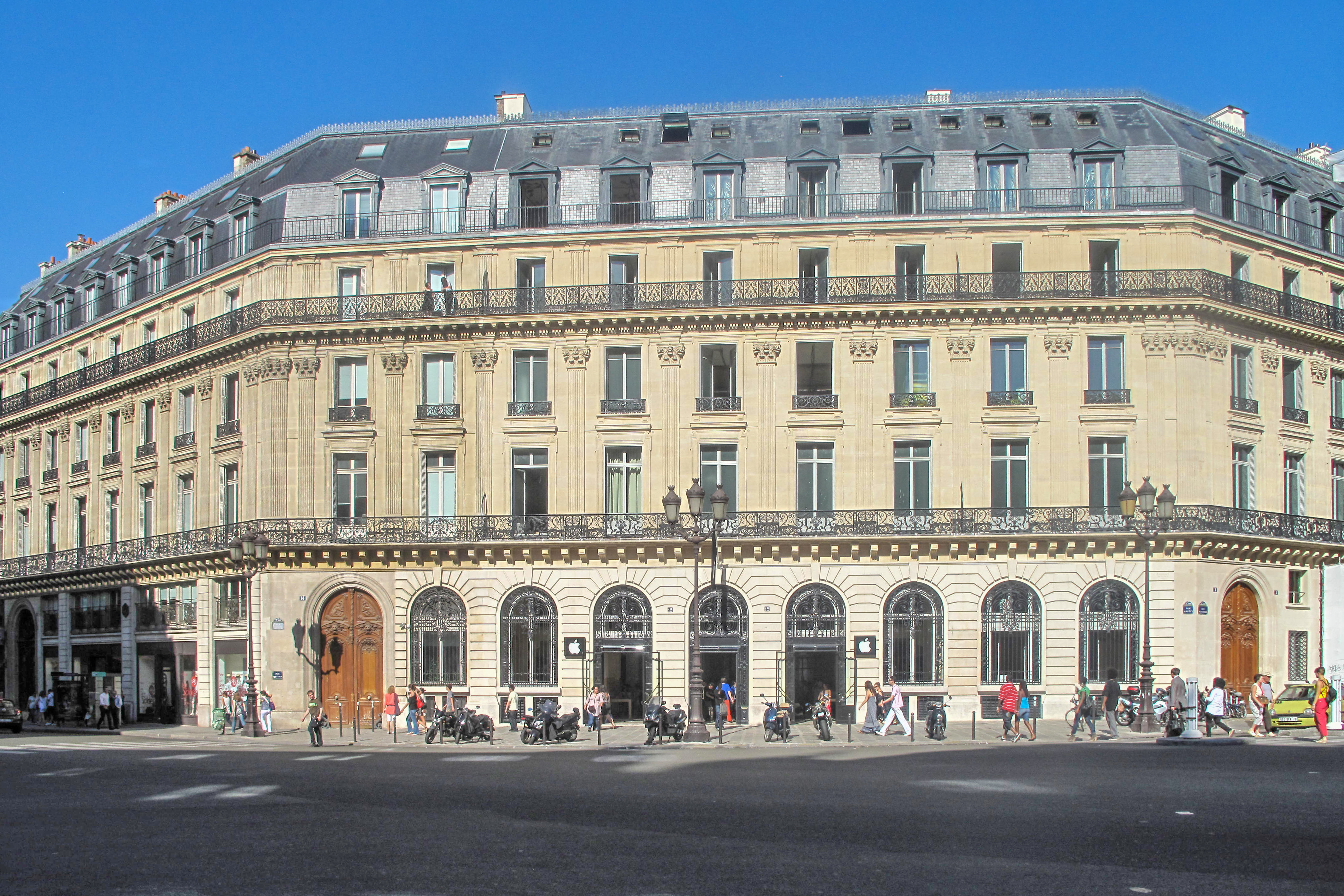
Kamienica w stylu haussmannowskim – połowa XIX w.
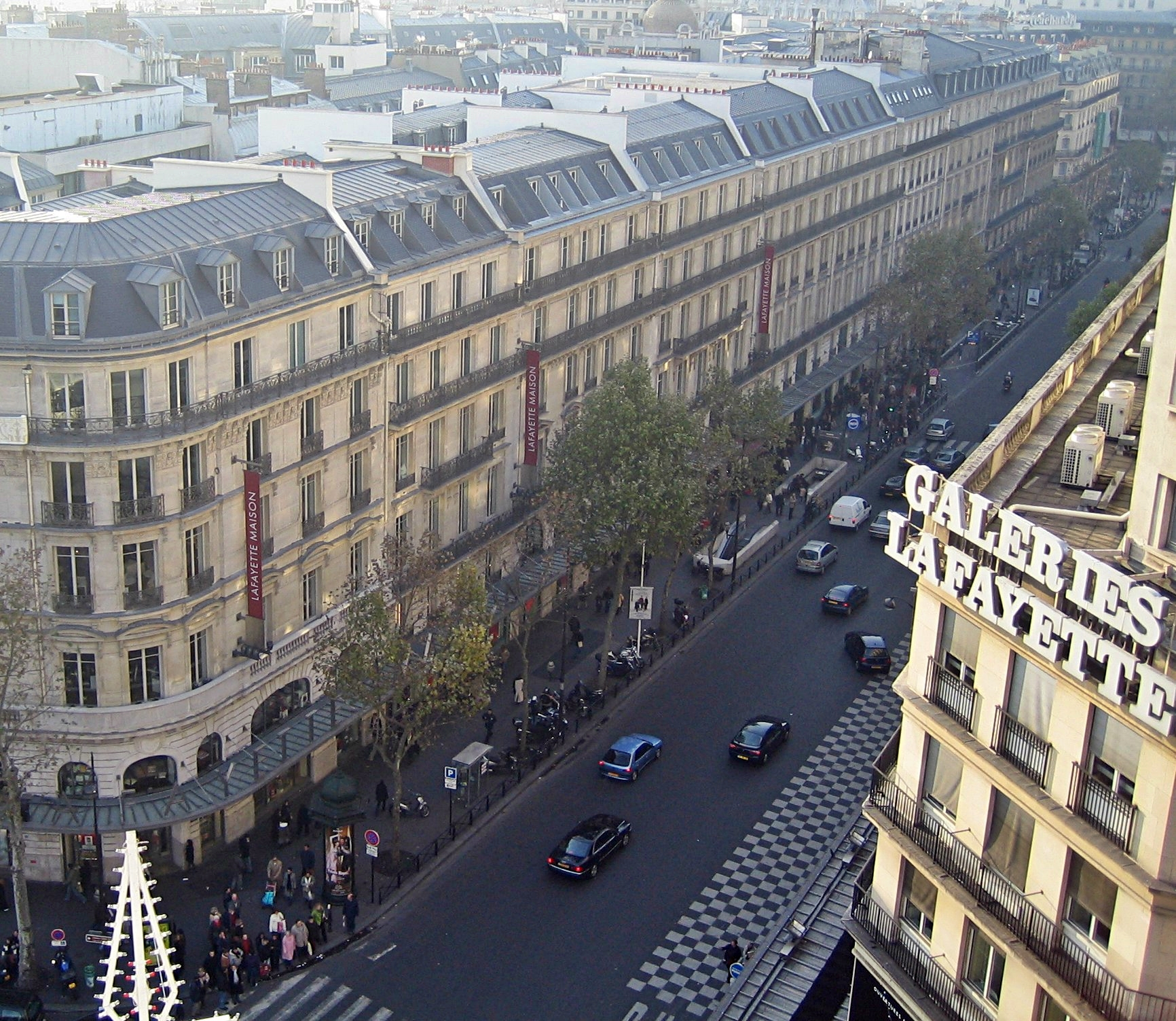
Bulwar haussmannowski – połowa XIX w.
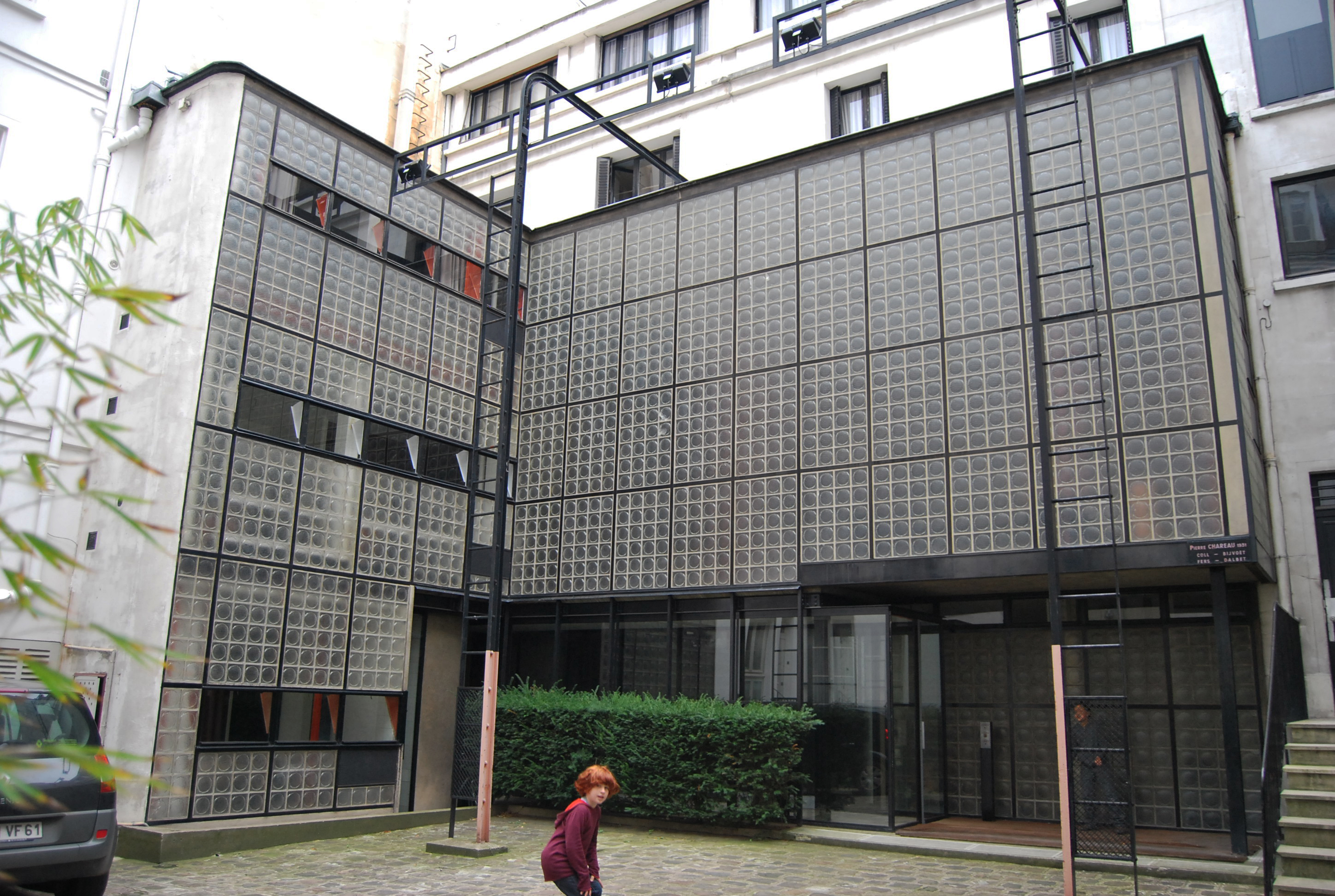
Maison de Verre (1931) – modernizm
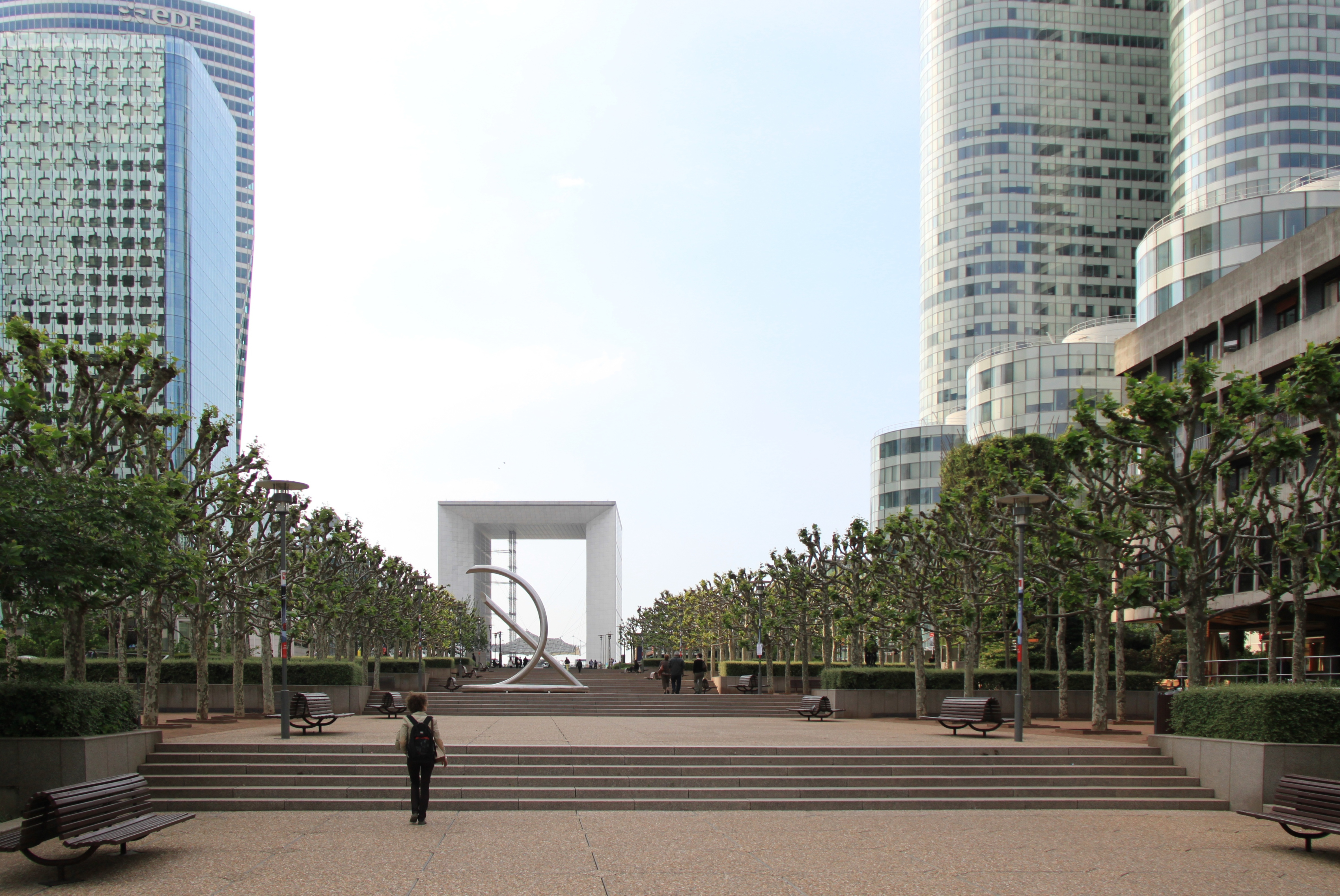
Grande Arche (1989) – postmodernizm

### Paryskie pejzaże – Paryż w malarstwie

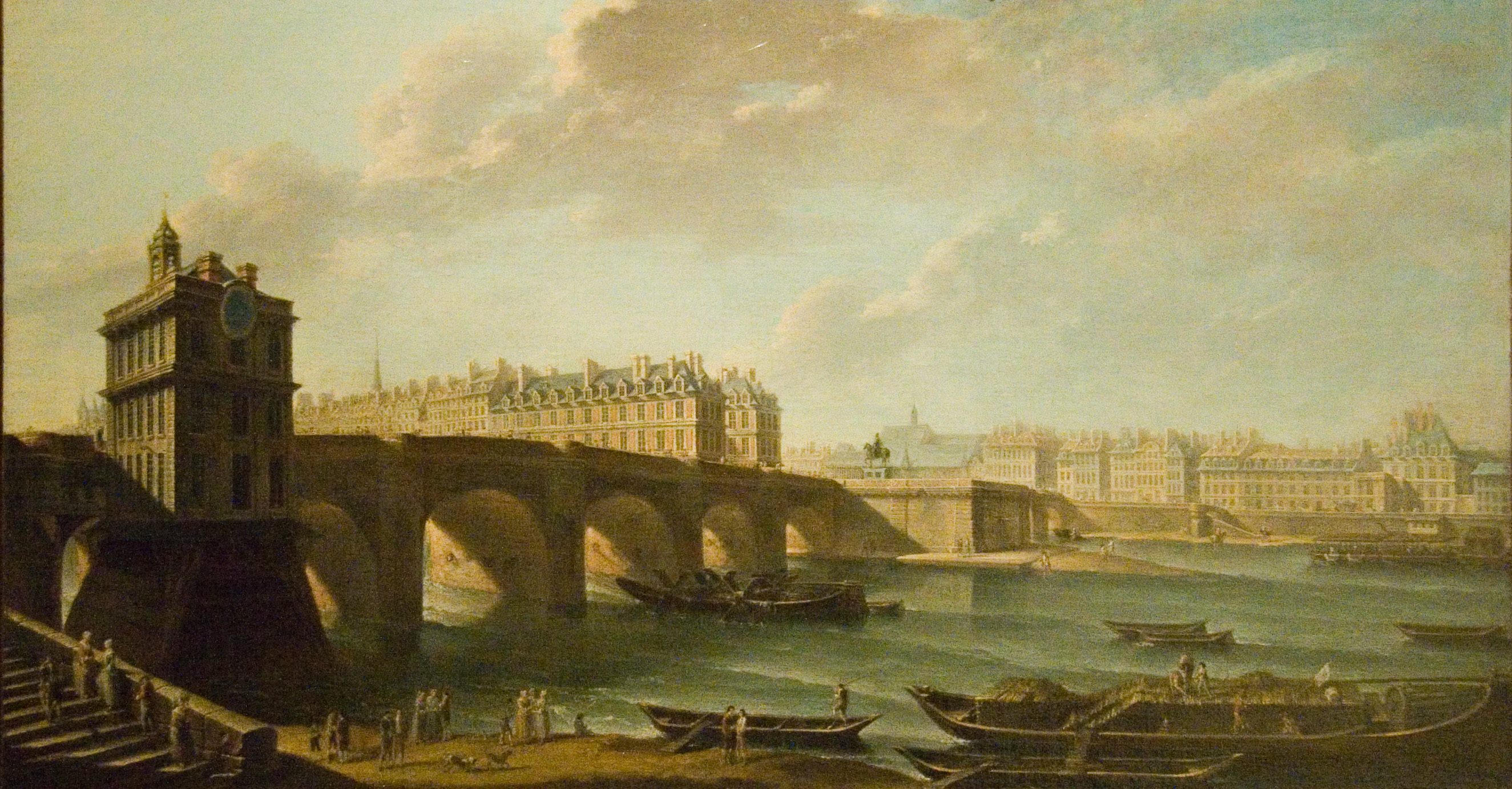
Pont Neuf, mal. Nicolas-Jean-Baptiste Raguenet
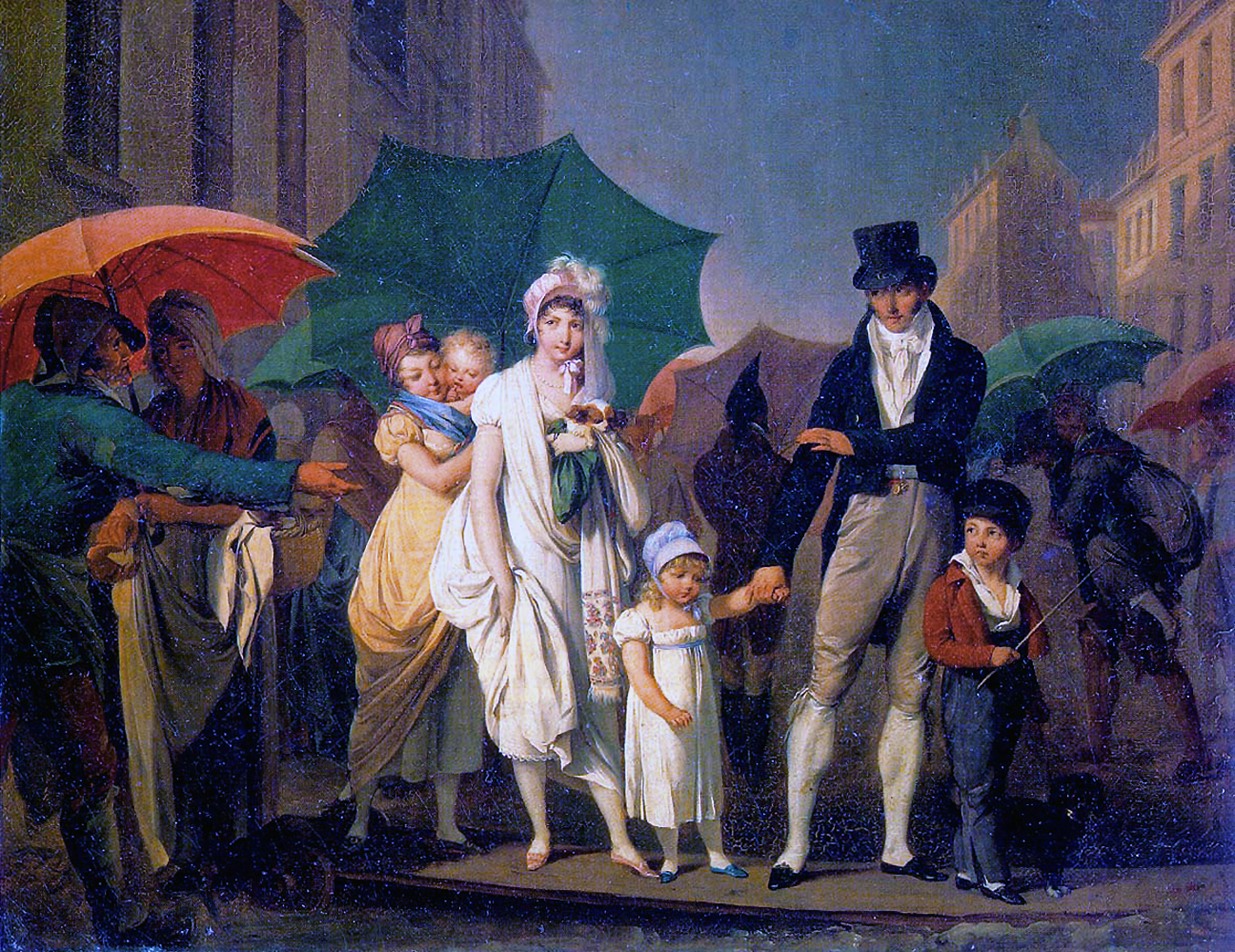
Paryska rodzina na przechadzce (z powodu błota na ulicach rodzina musi poruszać się na specjalnej desce z kółkami), mal. Louis Léopold Boilly (1803)
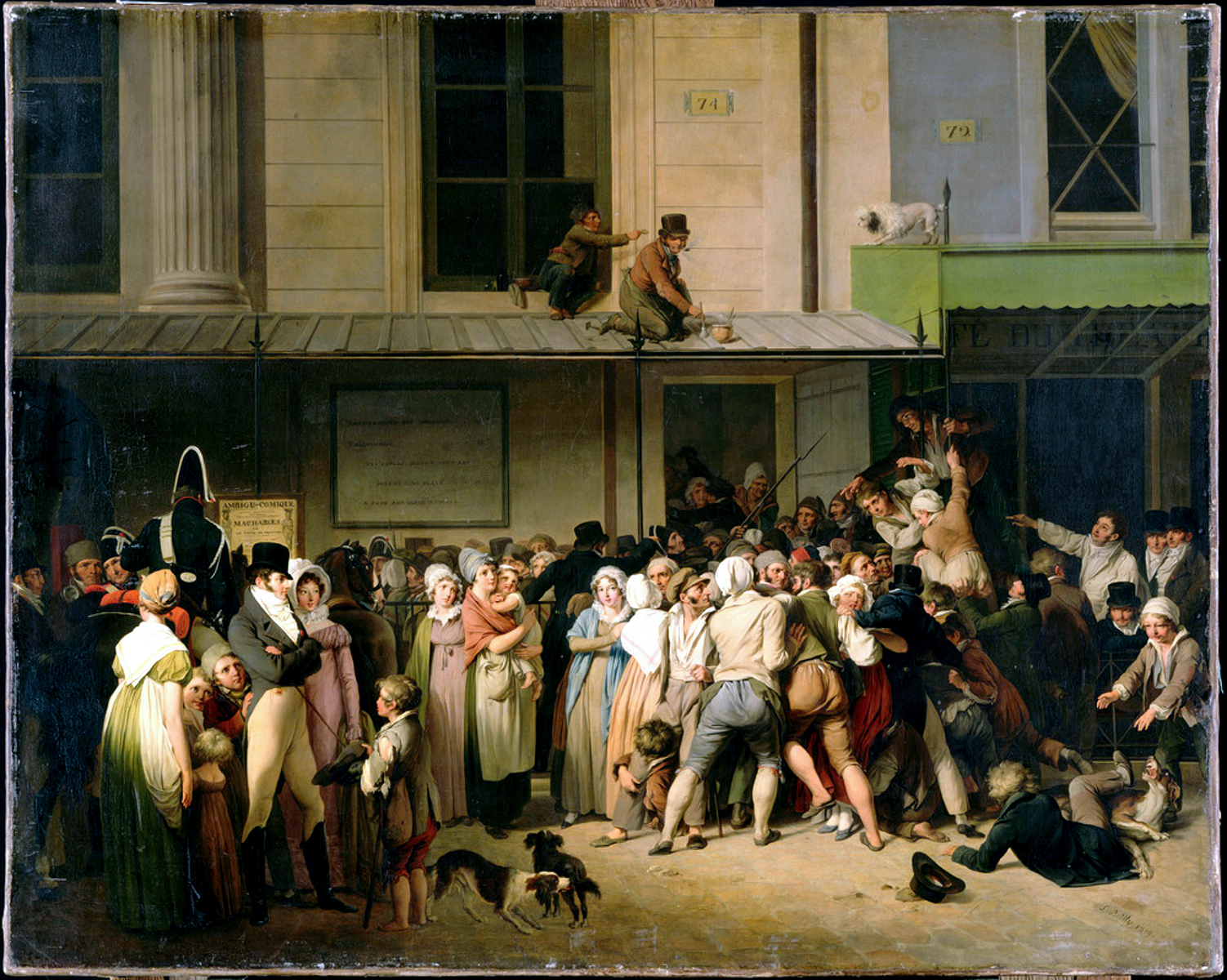
Wejście do teatru na bezpłatne przedstawienie komediowe, mal. Louis-Léopold Boilly (1819)
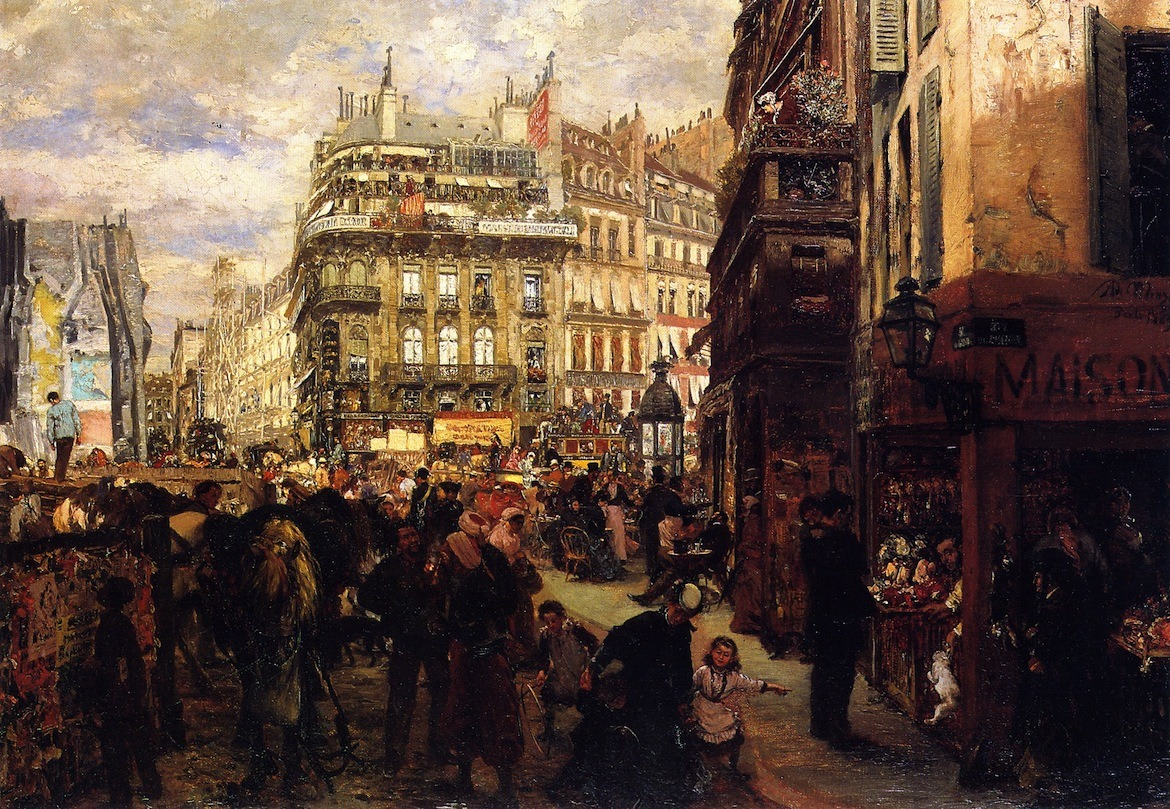
Dzień powszedni w Paryżu, mal. Adolph Menzel (1869)
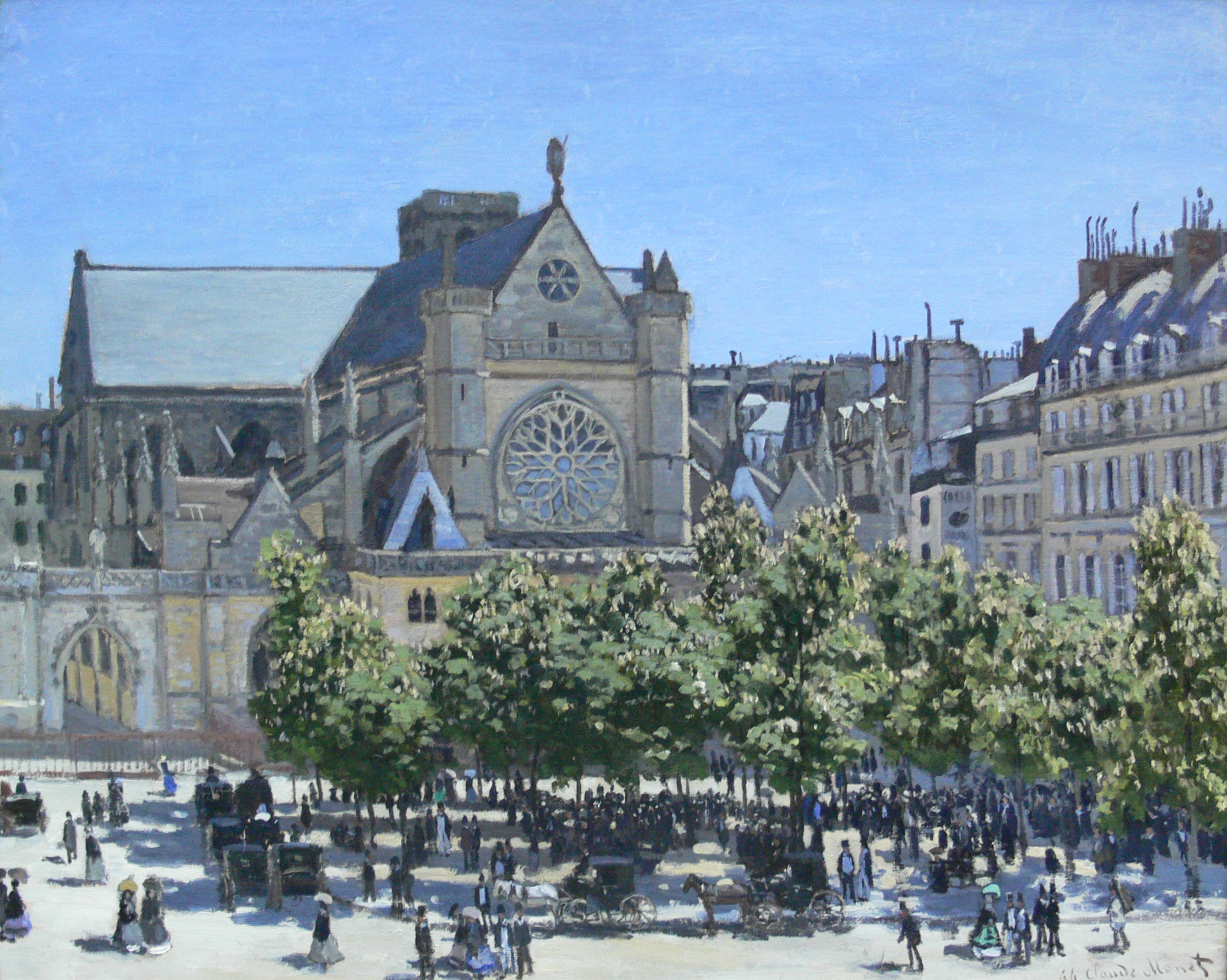
Saint-Germain-l’Auxerrois, mal. Claude Monet (1867)
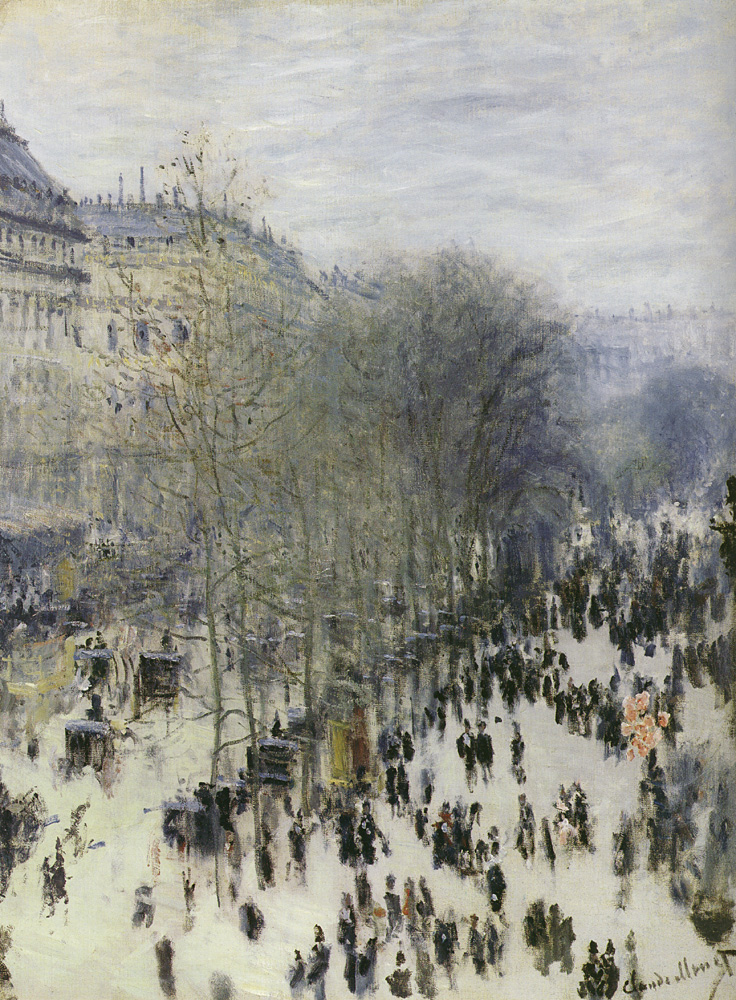
Boulevard des Capucines, mal. Claude Monet (1873)
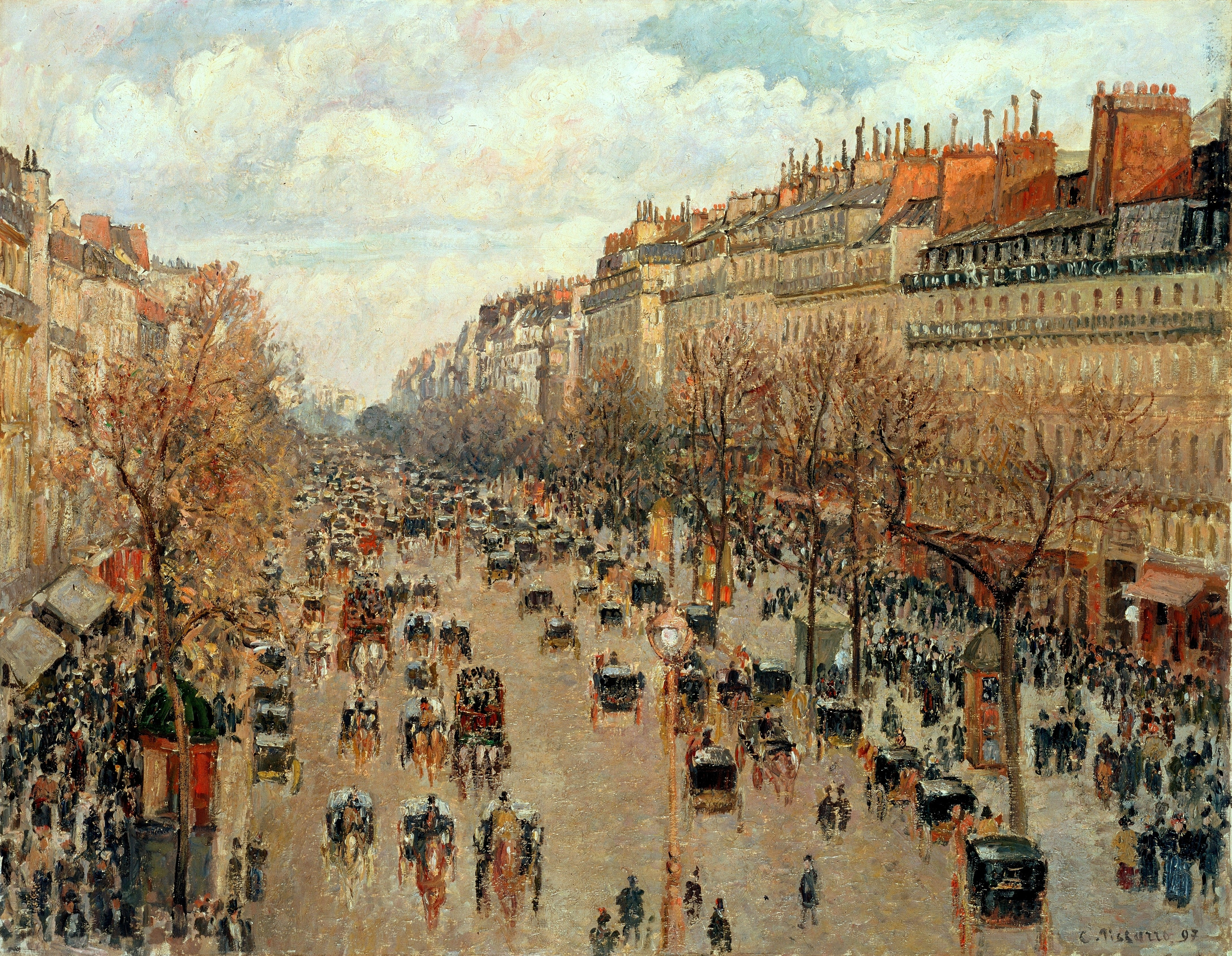
Boulevard Montmartre, mal. Camille Pissarro (1897)
Popołudnie w ogrodzie Tuileries, mal. Adolph Menzel (1867)
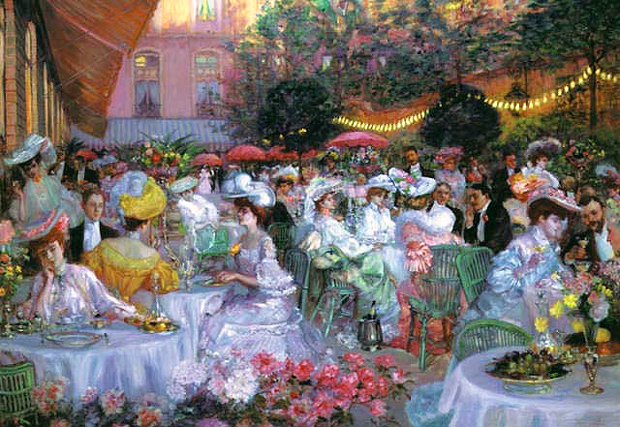
Ogródek przed hotelem Ritz, mal. Pierre-Georges Jeanniot (1908)
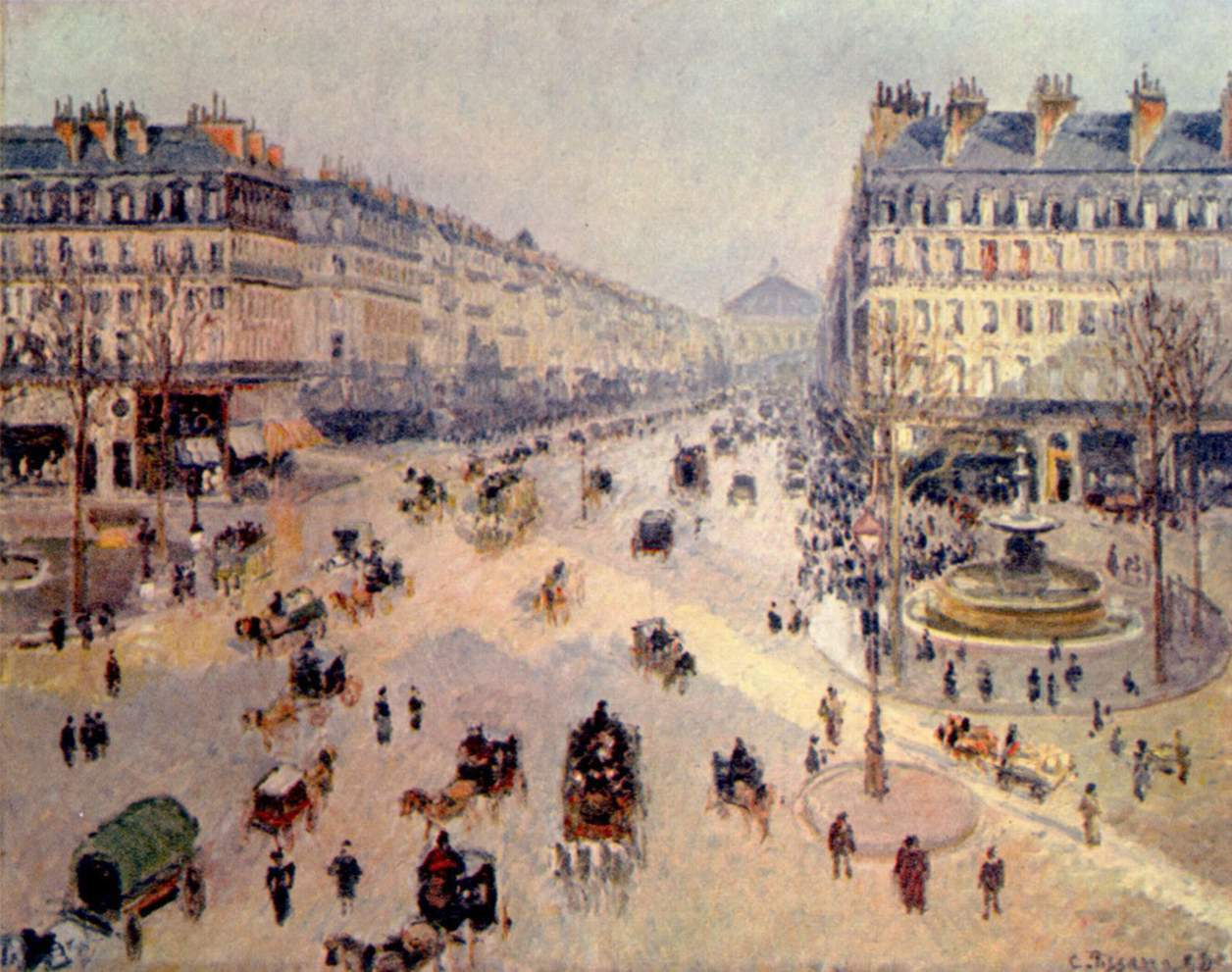
Avenue de l’Opera, mal. Camille Pissarro (1898)
Pont Neuf, mal. Pierre-Auguste Renoir (1872)
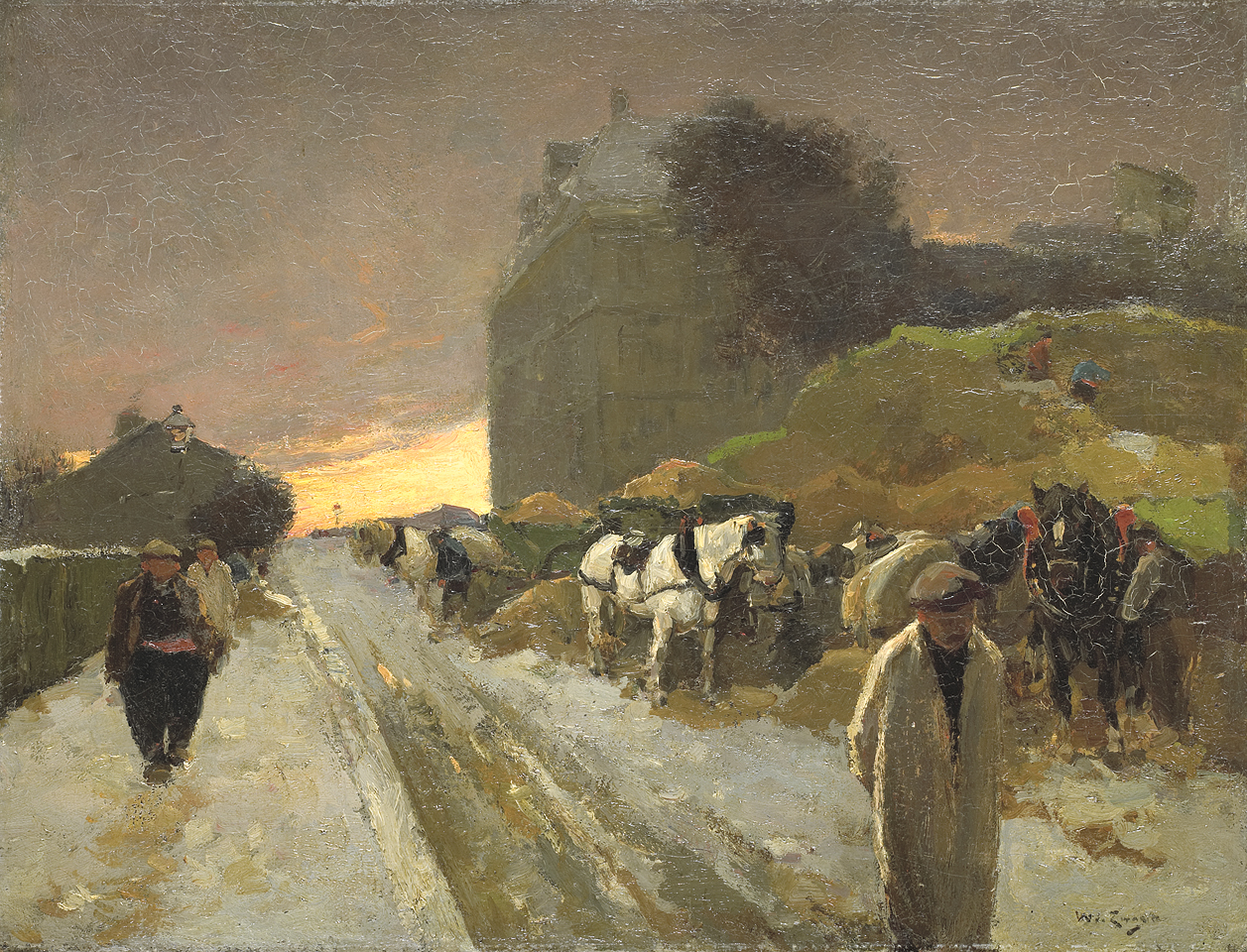
Ulica na Montmartre zimą, mal. Willem de Zwart
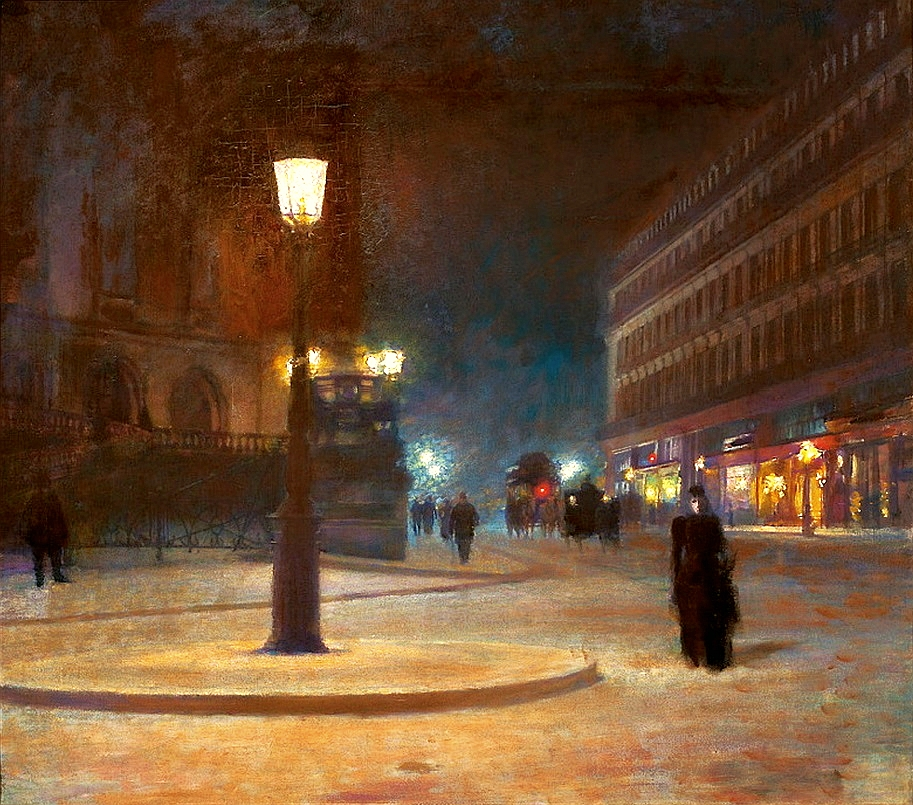
Opera Paryska w nocy, mal. Ludwik de Laveaux (1892/93)
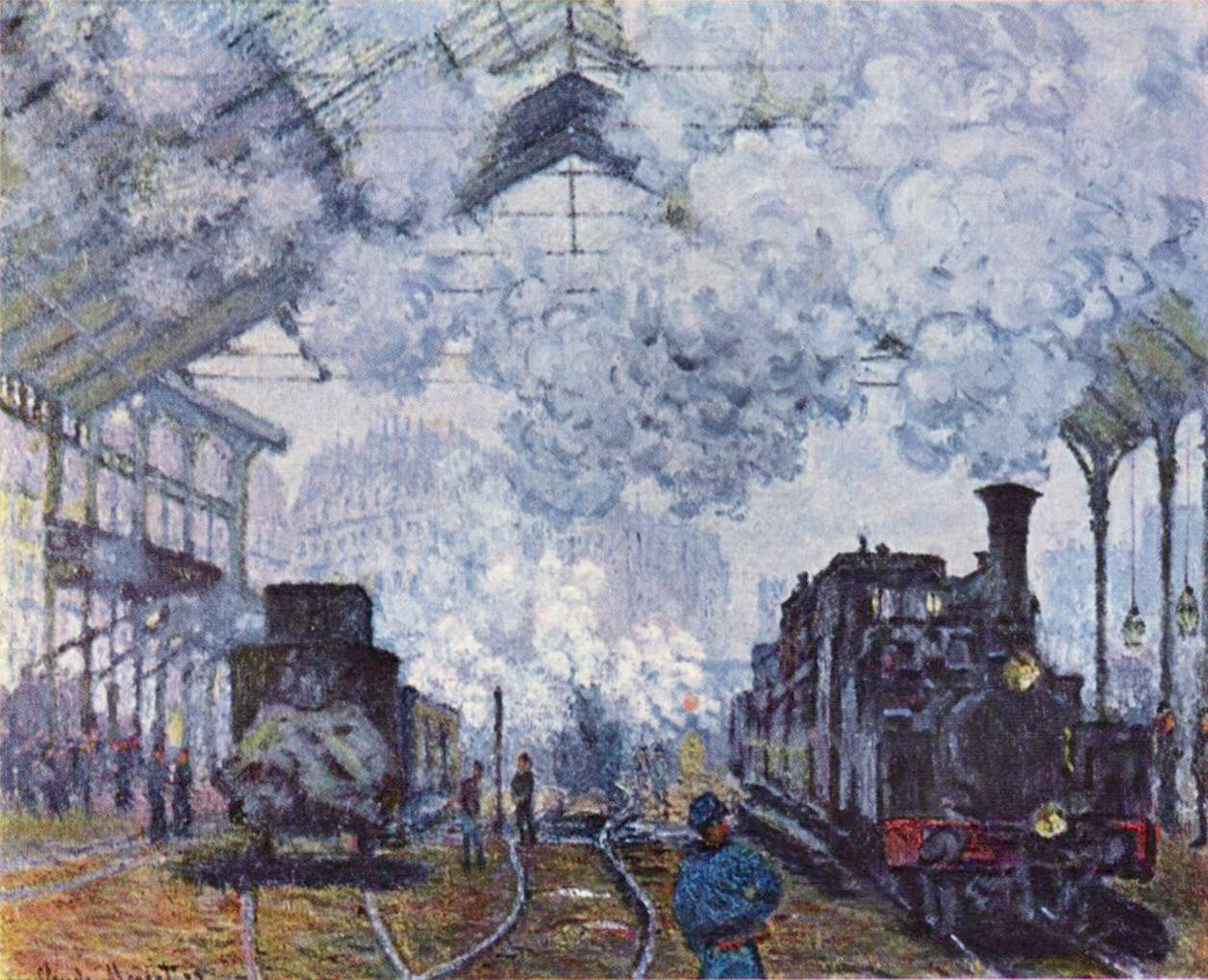
Gare Saint-Lazare, mal. Claude Monet (1877)
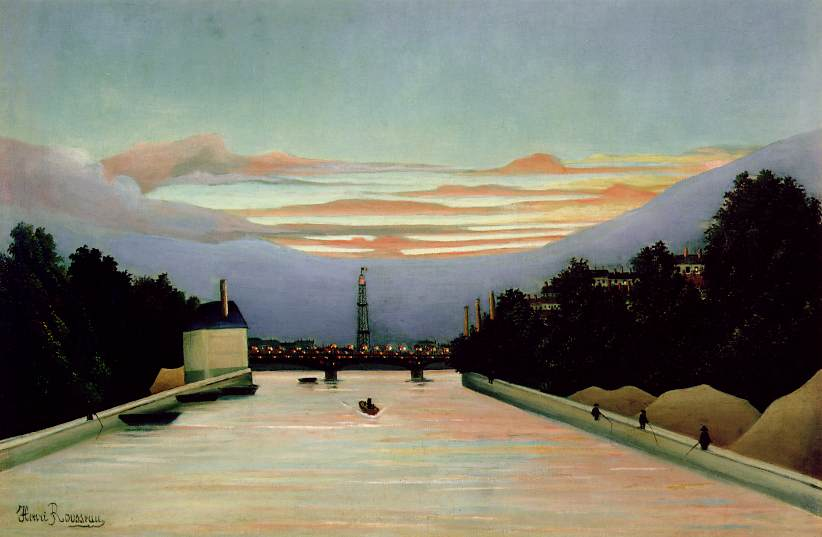
Wieża Eiffla, mal. Henri Rousseau (1898)
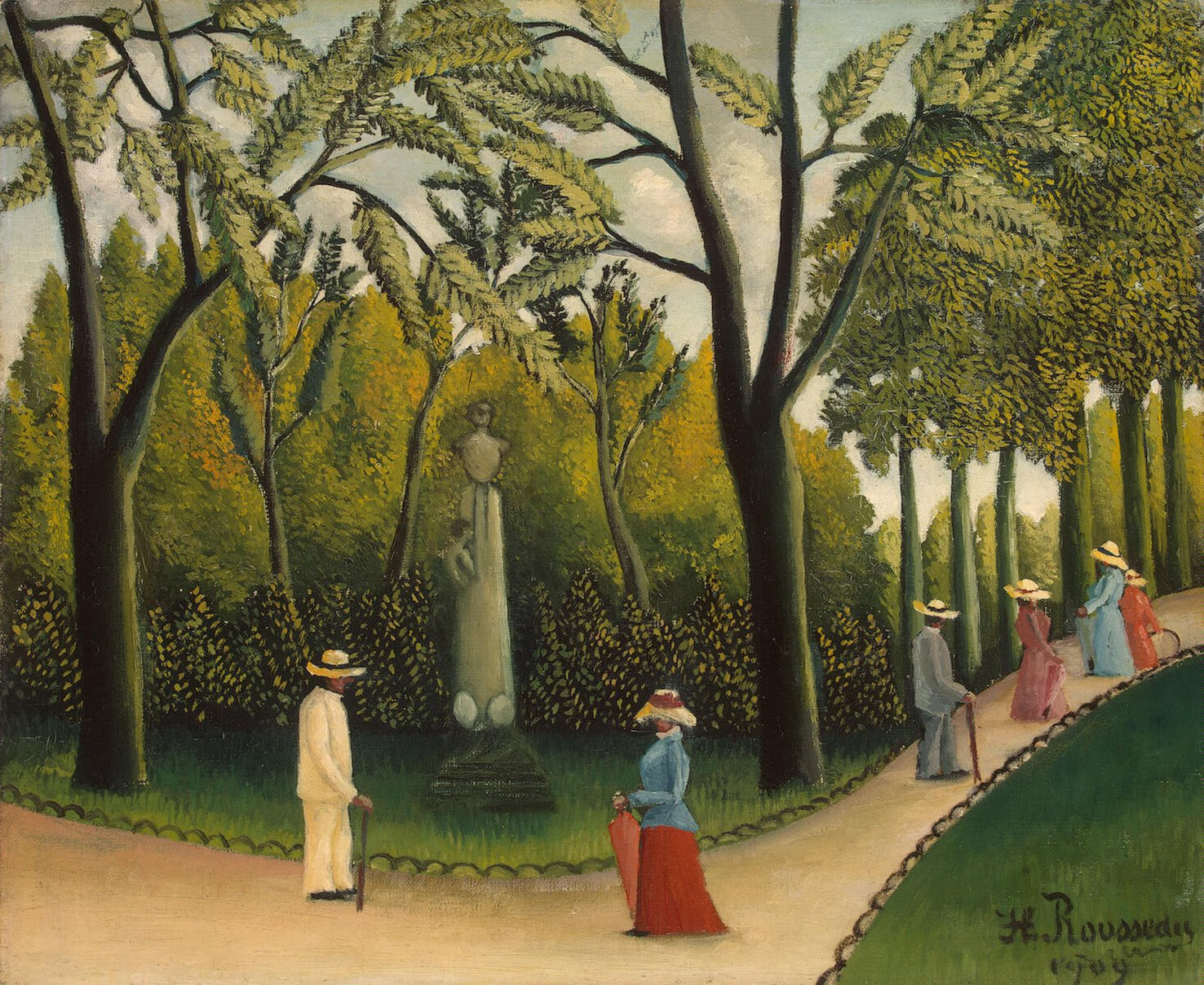
Pomnik Chopina w Ogrodzie Luksemburskim, mal. Henri Rousseau (1909)
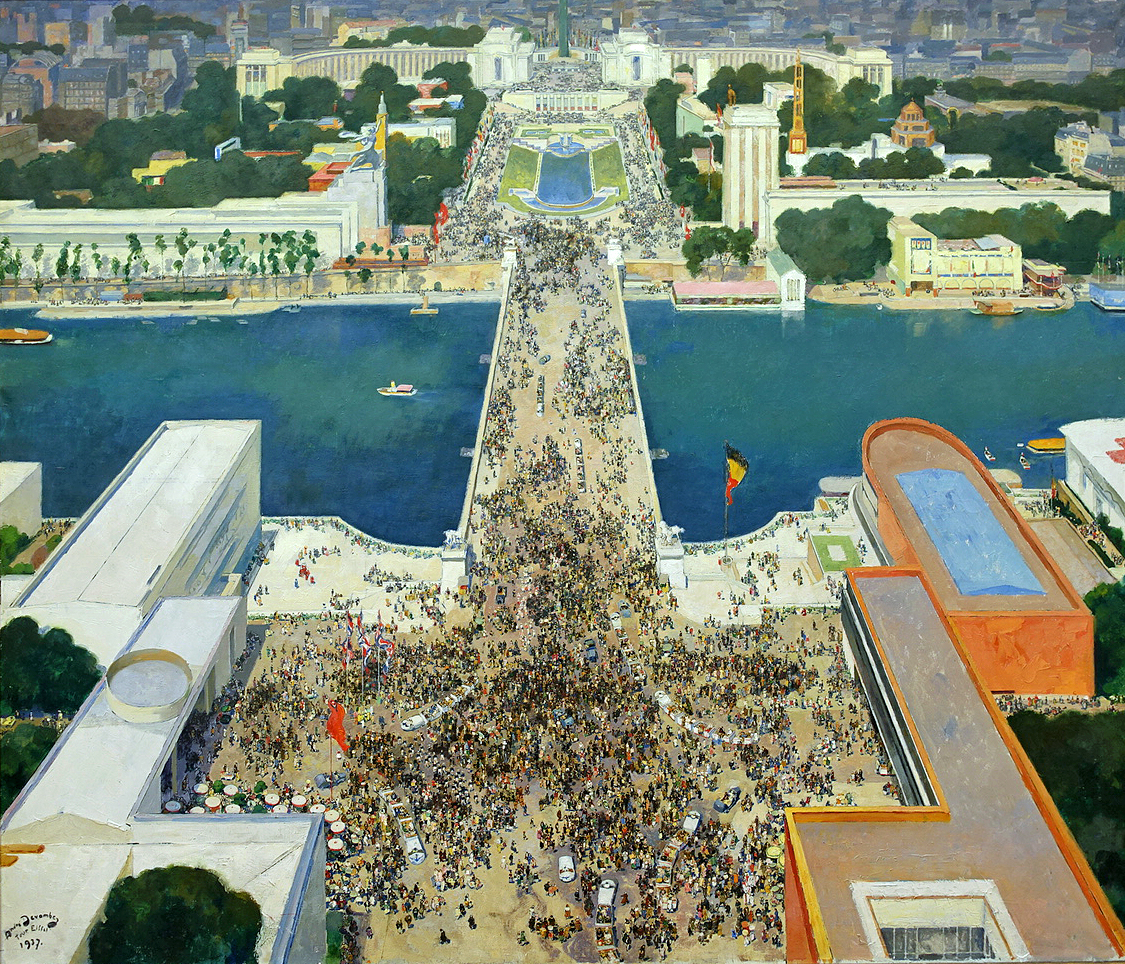
Wystawa roku 1937, widok z Wieży Eiffla na Place de Varsovie, mal. André Devambez (1937)